# Écriture maya
L'écriture maya est un système d'écriture logosyllabique, c'est-à-dire à la fois logographique (un symbole — graphème — correspond à une notion — lemme) et syllabographique (un graphème correspond au son d'une syllabe), servant à retranscrire l'ensemble des langues mayas. L'écriture était l'apanage d'une caste de scribes « Ah Tz'iib » faisant partie de la haute société. Seules deux autres castes dirigeantes y avaient accès : les prêtres et les chefs. Elle était inaccessible au reste de la population.
La singularité de cette écriture, qui s'appuie sur deux modes de retranscription distincts, a considérablement retardé son déchiffrement. Les caractères ou glyphes correspondant à des notions décrivent le plus souvent des éléments qui étaient universellement partagés par les Mayas, comme les mois du calendrier annuel (haab), les jours du calendrier rituel (tzolk'in), les astres, les villes, les États, les dieux, des animaux ou des plantes. Les autres glyphes correspondent à des syllabes (par exemple : ba, be, bi, bo, bu). Eux-mêmes peuvent exister sous trois formes distinctes : une forme relativement carrée et centrale, ou une représentation en bandeau vertical ou horizontal selon que la syllabe est un préfixe ou un suffixe du glyphe central.
Une même information pouvait donc être représentée de multiples façons en combinant idéogrammes et syllabogrammes. Cela offrait aux scribes une grande liberté de composition, ce qui érigeait l'écriture au rang d'art et les meilleurs scribes au statut d'artistes.
Les langues mayas actuelles comme le yucatèque, le k'iche' ou le chol sont aussi éloignées les unes des autres que le sont des langues indo-européennes comme l'allemand, le français et le russe. L'histoire des Mayas a plus de 5 000 ans et le buisson de langues qui en est issu s'étale sur un spectre encore plus large que celui des langues européennes s'inscrivant dans une tradition gréco-latine. Selon les orientations récentes de la recherche, les inscriptions mayas produites pendant l'Époque classique (entre 250 et 850) véhiculaient une forme de ch'olan oriental. Connue sous le nom de « maya classique », cette langue est l'ancêtre du ch'orti' moderne. À l'époque classique, elle servait de langue écrite de prestige à travers le monde maya des Basses-Terres, de la même manière que le sumérien en Mésopotamie au IIe millénaire av. J.-C..

## Histoire de l'étude de l'écriture maya

### DuXVIeauXVIIesiècle

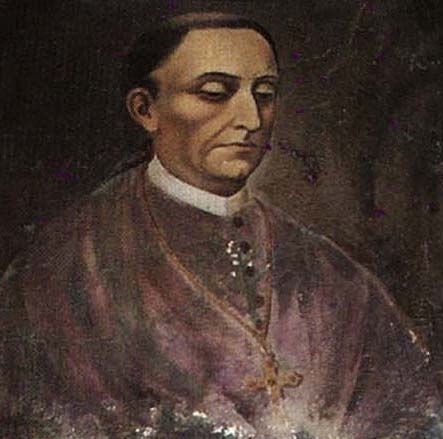
Le franciscain Diego de Landa contribua fortement à la destruction des ouvrages mayas. (Portrait, auteur inconnu, XVI, couvent franciscain San Antonio de Padua d'Izamal.)

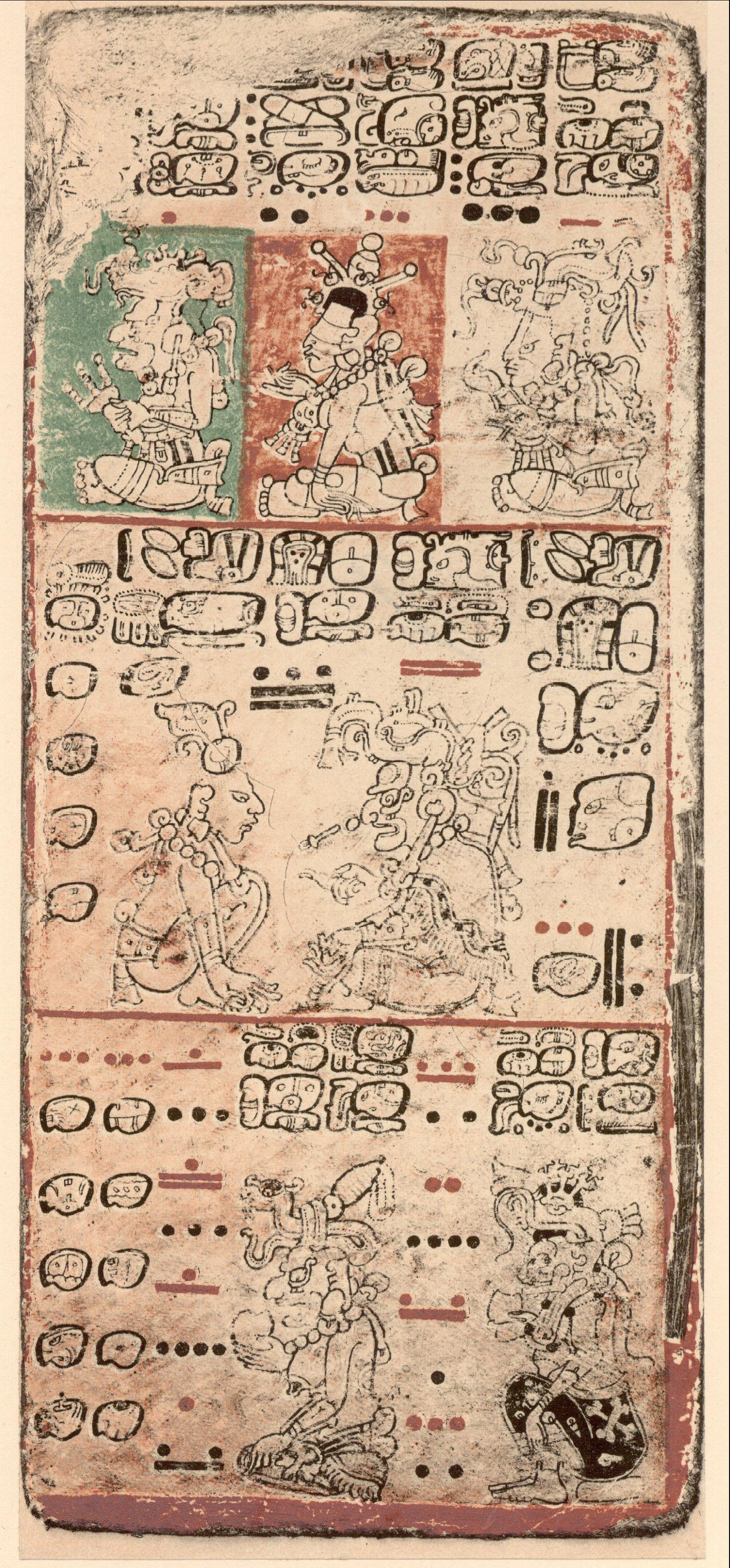
Extrait du codex de Dresde, le plus complet des Codex mayas conservés à ce jour.

Selon Eric Thompson, la première mention écrite des codex mayas remonte à Pierre Martyr d'Anghiera en 1520.
Considérés comme le véhicule de l'idolâtrie par les Espagnols, la plupart des codex mayas finirent brûlés dans des autodafés au XVIe siècle. Le franciscain Diego de Landa fit preuve en la matière d'un zèle particulier en ordonnant la destruction de la totalité des codex du Yucatán à Maní, le 12 juillet 1562 : 27 codex, 13 autels en pierre de grande taille, 22 pierres de petite taille, 197 vases peints et 5 000 « idoles de différentes tailles et formes » furent détruits, en même temps que des dizaines de prêtres mayas furent torturés et pendus[réf. nécessaire]. Pour Michael D. Coe, cet anéantissement de la mémoire millénaire de l'histoire du continent américain est encore pire que la destruction de la bibliothèque d'Alexandrie pour l'Ancien Monde antique. Seuls quatre codex mayas échappèrent à la destruction et furent envoyés en Europe à titre de curiosités.
Cette curiosité fut passagère et les manuscrits oubliés. Si l'on considère, par ailleurs, les avantages pratiques d'une écriture alphabétique, il n'est pas étonnant que les Mayas aient rapidement abandonné l'usage de leur écriture au profit de l'alphabet latin pour rédiger, par exemple, les livres de Chilam Balam en langue maya à l'époque coloniale.
La seconde moitié du XVIIe siècle vit la naissance de l'archéologie et les débuts d'un intérêt scientifique pour le passé. En 1787, pour satisfaire à la curiosité du roi d'Espagne, Charles III, une expédition dirigée par le capitaine Antonio del Río fut envoyée visiter les ruines de Palenque. Le rapport du capitaine ne fut publié qu'en 1822 sous le titre Description of the Ruins of an Ancient City accompagné de planches d'illustrations réalisées par un certain Jean Frédéric Waldeck. Ces illustrations, parmi lesquelles on trouve des têtes d'éléphants, étaient hautement fantaisistes. Cependant, elles comprenaient la première reproduction jamais réalisée de glyphes provenant de monuments mayas de l'Époque classique.

### XVIIIesiècle
En 1739, la bibliothèque de Dresde fit l'acquisition d'un manuscrit. Il s'agit sans doute de l'un des manuscrits envoyés en Europe par les conquistadors au XVIe siècle. Connu de nos jours sous le nom de « codex de Dresde », il ne commença à susciter l'intérêt qu'à la fin du XVIIIe siècle. L'explorateur Alexander von Humboldt inclut la reproduction de quelques pages dans son ouvrage Voyage dans la Cordillère. 

### XIXesiècle

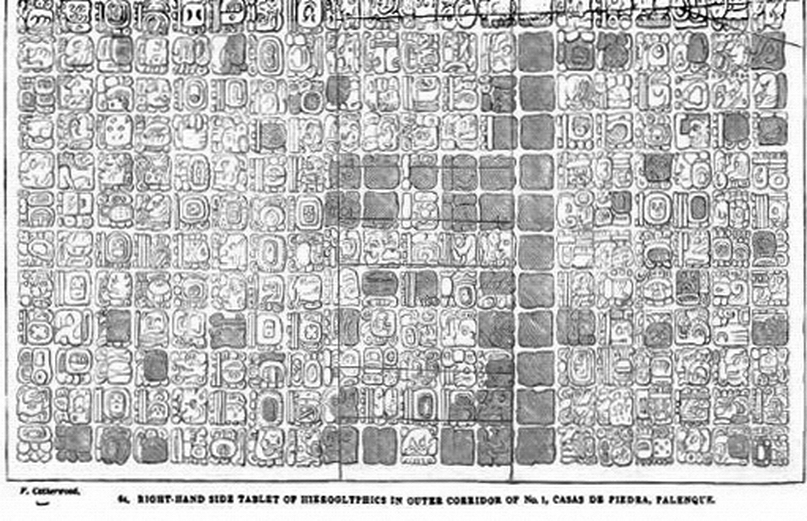
Une des inscriptions dessinées par Frederick Catherwood en 1840 lors de son exploration de Palenque avec John Lloyd Stephens.

En 1829, l'Anglais Edward King se lance dans une entreprise où il finit par laisser toute sa fortune : la reproduction de tous les manuscrits mexicains précolombiens connus. Le codex de Dresde en fait partie.
En 1839, l'Américain John Lloyd Stephens entreprend d'explorer un certain nombre de cités mayas, parmi lesquelles Palenque et Copan. Il est accompagné par un dessinateur britannique, Frederick Catherwood. Parmi les nombreux dessins extrêmement fidèles réalisés par Catherwood figurent des glyphes mayas, dont le célèbre panneau du temple de la Croix à Palenque. Dans un ouvrage publié en 1841, Stephens fait figurer côte à côte une reproduction des glyphes de la phase supérieure de l'autel Q de Copán et d'une page du codex de Dresde. Sa conclusion était qu'il s'agissait du même type d'écriture et qu'elle était l'œuvre des Mayas.

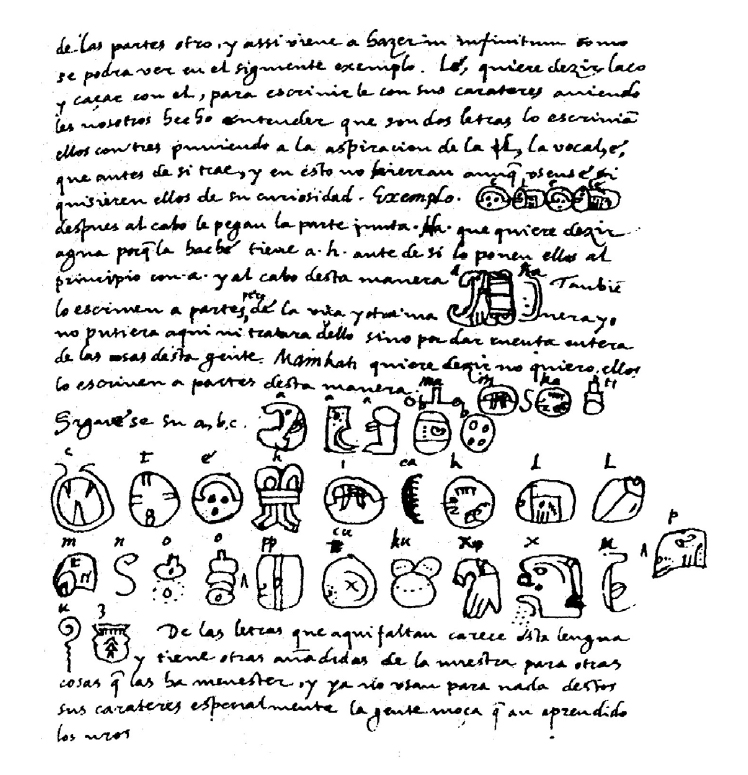
Syllabaire de Diego de Landa publié en 1864 par Charles Étienne Brasseur de Bourbourg.

En 1859, le Français Léon de Rosny découvre un deuxième manuscrit maya oublié dans un recoin de la Bibliothèque nationale de France. Entretemps était entré en scène un auteur acteur de l'histoire du déchiffrement de l'écriture maya, Charles Étienne Brasseur de Bourbourg. Cet abbé français, passionné d'antiquités mexicaines, fait un séjour au Mexique. Malgré les théories fantaisistes qu'il échafaude — les livres mayas auraient raconté la disparition de l'Atlantide — il continue à bénéficier d'une grande notoriété en raison des nombreux manuscrits importants qu'il exhume. Deux d'entre eux relèvent de l'écriture maya. En 1866, il trouve chez l'un de ses amis, Don Juan de Tro y Ortolano, un troisième codex maya, qu'il nomme en son honneur. Il avait cependant déjà découvert en 1862 à la bibliothèque de l'Académie royale espagnole un des documents les plus importants relatifs à la civilisation maya en général et à l'écriture maya en particulier : la Relación de las cosas de Yucatan (La relation des choses du Yucatan) de Diego de Landa.  
Mais l'une des erreurs les plus importantes de Charles Étienne Brasseur de Bourbourg est qu'en fait, l'écriture maya se lit de gauche à droite et de haut en bas alors qu'il avait affirmé l'inverse, et qu'il ne voyait dans l'écriture maya qu'un simple alphabet. Paradoxalement, Landa, qui avait détruit tant de manuscrits mayas, s'intéresse à la culture indigène. Sa Relación contenait un « abécédaire maya ». Landa avait demandé à des informateurs indigènes de dessiner des glyphes correspondant aux lettres de l'alphabet latin et les avait consignées dans son manuscrit. Plein d'enthousiasme, Brasseur de Bourbourg prend les affirmations de Landa pour argent comptant et se lance dans une lecture du codex Troano qui tourne au désastre — même l'ordre de lecture des glyphes était erroné — et contribue à discréditer largement pour près d'un siècle toute tentative de déchiffrement phonétique de l'écriture maya. L'« alphabet » de Diego de Landa se révélera pourtant être la « pierre de Rosette » de l'écriture maya. 

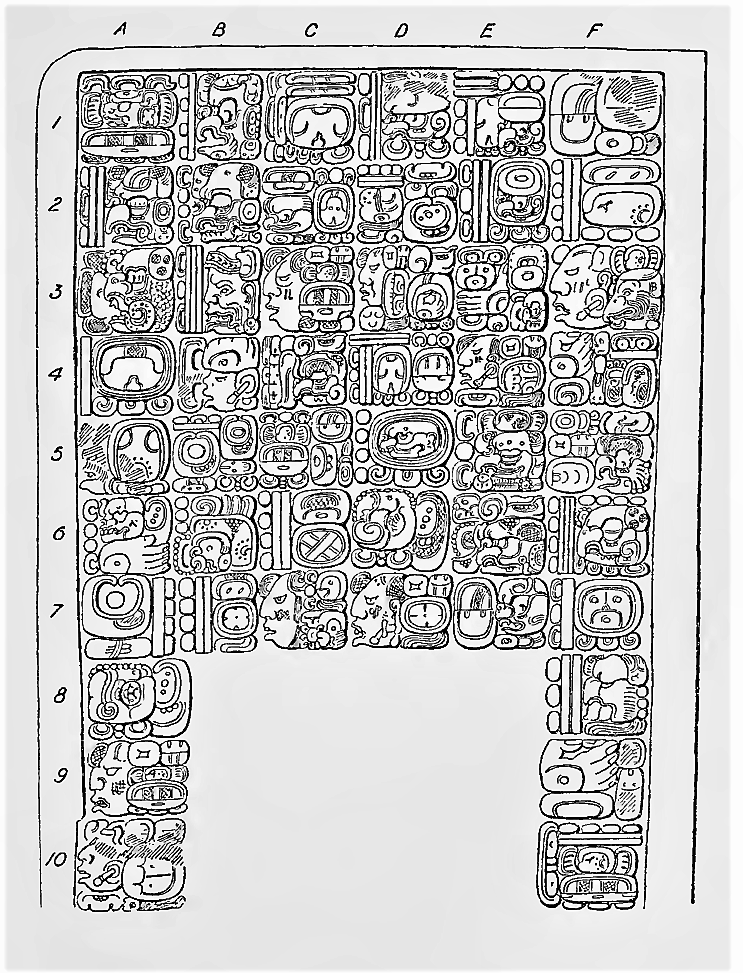
Une inscription de la cité guatémaltèque Piedras Negras, telle que Sylvanus Morley l'a retranscrite en 1899.

Un des obstacles au progrès du déchiffrement était que, hormis les trois codex désormais célèbres, les chercheurs ne disposaient que d'un corpus d'inscriptions sculptées fort maigre. Quelques explorateurs audacieux, Alfred Maudslay et Teobert Maler, s'aventurent dans la jungle pour procéder sur place au relevé du plus grand nombre possible d'inscriptions au moyen de diverses techniques, telles que la photographie et le moulage. Le déchiffrement n'avait pourtant fait que peu de progrès : système de points et de barres pour noter les chiffres, glyphes correspondant aux noms des jours, directions, couleurs, système du compte long…

### XXesiècle
Au cours de la première moitié du XXe siècle, le sentiment prévaut parmi les spécialistes que l'écriture maya était idéographique — actuellement on emploierait le terme « logographique » — et que, hormis les inscriptions calendaires, on n'arriverait jamais à la déchiffrer. Cette conviction était tellement ancrée qu'un savant aussi réputé que Sylvanus Morley ne prenait même plus la peine de relever les inscriptions non calendaires. Le mayaniste le plus éminent de cette époque, le britannique John Eric Thompson, était acquis à cette conception. À partir des inscriptions calendaires, il avait développé une vision de la civilisation maya selon laquelle une élite de prêtres-astronomes, préoccupés du passage du temps, dirigeaient depuis leurs centres cérémoniels une population de paisibles agriculteurs. Il n'y avait pas de place dans cette conception pour des textes historiques. De plus, comme il avait compris que les textes mésoaméricains étaient écrits sous forme de rébus,, toute traduction lui paraissait très difficile.
Deux découvertes viennent secouer ces certitudes. En 1958, Heinrich Berlin (1915-1988) découvre que certains blocs glyphiques étaient présents en grand nombre dans un site donné, mais rares dans les autres. Il en conclut que ces blocs glyphiques désignaient une entité politique et les baptise glyphes-emblèmes. En 1959, Tatiana Proskouriakoff, en procédant à un examen systématique de plusieurs séries de stèles de Piedras Negras, associées à un personnage dans une niche — que Thompson considérait comme un prêtre ou un dieu —, découvre que certains glyphes associés à des dates se répétaient dans chaque série et démontre qu'ils correspondaient à la naissance, à l'accession au trône et à la mort d'un souverain. 
Entre-temps, en 1952, un linguiste soviétique, Youri Knorozov, publie un article fondateur intitulé Drevniaia Pis'mennost' Tsentral'noi Ameriki (L'écriture ancienne de l'Amérique centrale). Conscient que le nombre de glyphes mayas était trop faible pour constituer une écriture purement logographique et trop élevé pour constituer une écriture purement alphabétique, il reprend l'« abécédaire » de Landa en le considérant d'un œil nouveau. La rédaction de l'« abécédaire » reposait sur un quiproquo culturel : Landa avait demandé à ses informateurs indigènes ce qu'ils ne pouvaient lui donner : des lettres. Embarrassés, ceux-ci lui avaient fourni ce qui, dans leur système d'écriture, s'en rapprochait le plus : des syllabes. Knorozov comprend que le document de Landa était un syllabaire partiel et jette ainsi les bases de l'épigraphie maya moderne.
Venant en pleine guerre froide de la part d'un linguiste soviétique, les théories de Knorozov sont mal accueillies, d'autant plus qu'elles contiennent effectivement des erreurs de détail. Elles provoquent par ailleurs l'hostilité implacable d'Eric Thompson. Jusqu'au décès de ce dernier en 1975, la situation demeure donc largement bloquée. Une nouvelle génération de mayanistes acquis aux idées de Knorozov arrive, parmi lesquels Linda Schele puis son élève David Stuart, qui font de nouvelles percées. Stuart découvre notamment qu'un même mot peut être transcrit sous différentes formes. Un son ou une syllabe peut être mis sous cinq, huit ou dix formes différentes. Les mayas avaient un système de signes de substitution. L'arithmétique calendaire de Thompson se révèle alors complètement fausse.
Le déchiffrement s'accélère de manière exponentielle, si bien qu'en 2008 le son d'environ 80 % et le sens d'environ 60 % des glyphes mayas étaient considérés comme déchiffrés.

## Structure

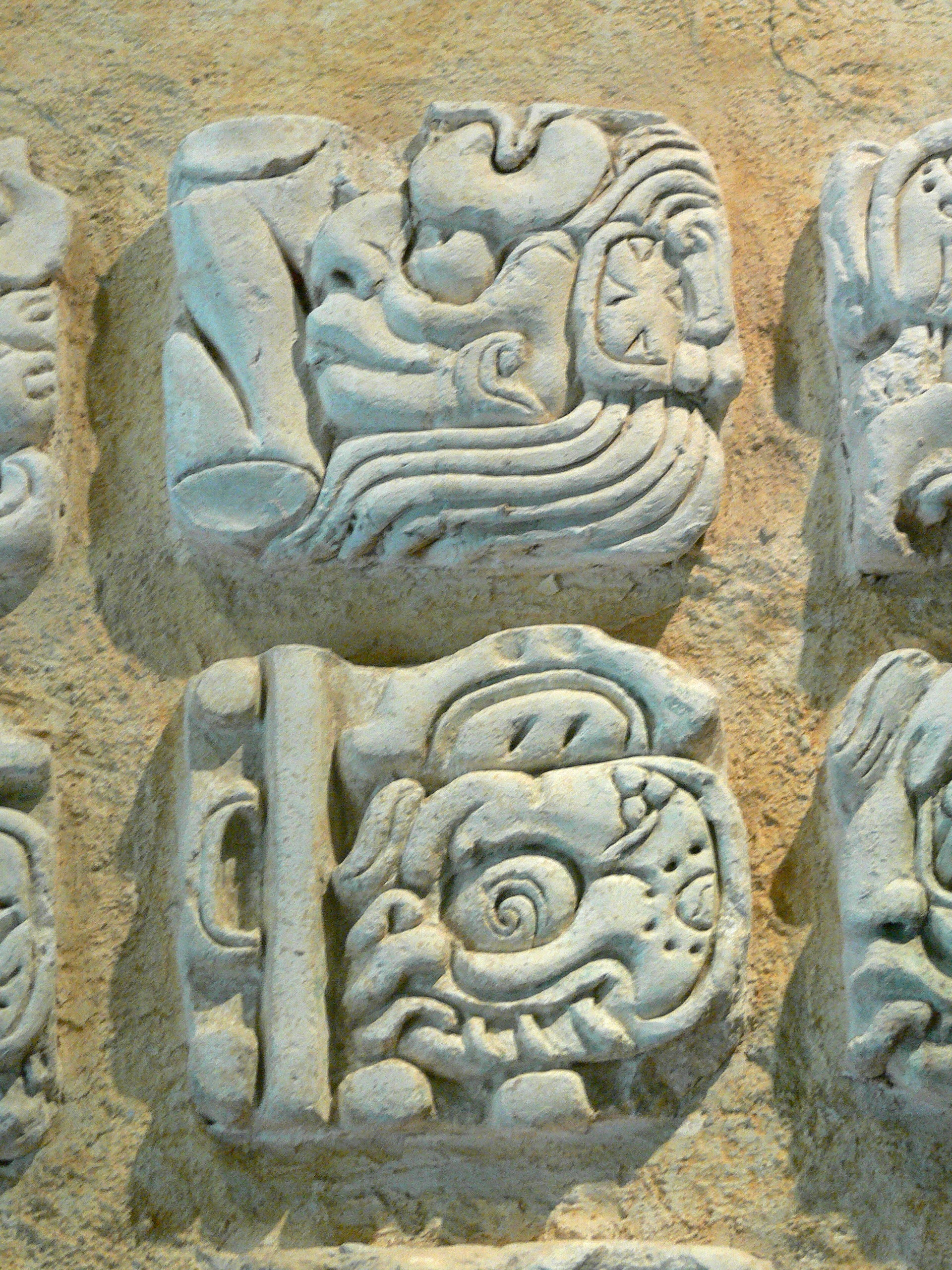
Deux blocs glyphiques en stuc provenant du Temple XVIII de Palenque.

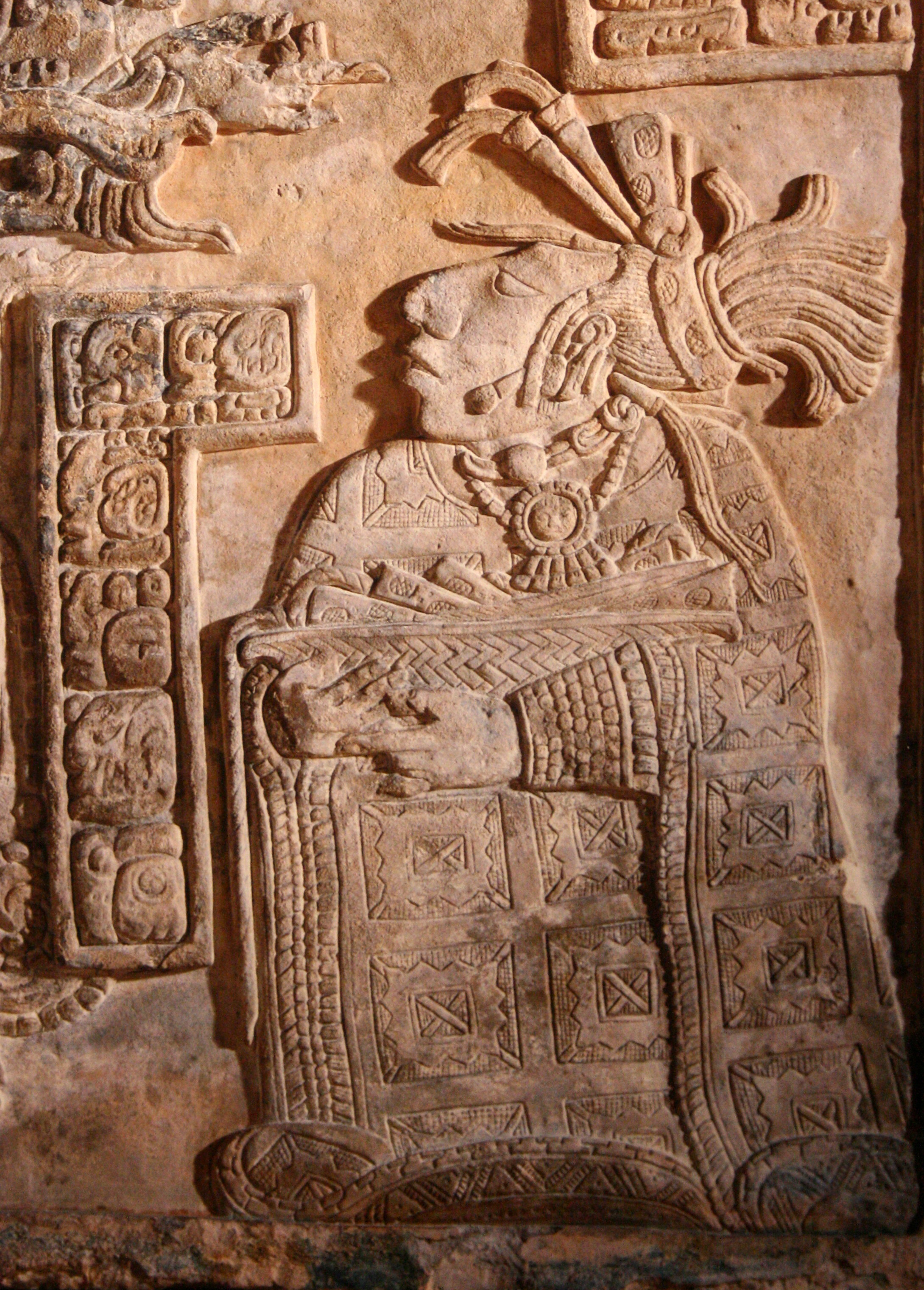
Groupe de glyphes en L sur le linteau 15 de Yaxchilan.

Exemple de syllabogramme: « ba ».

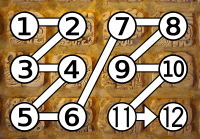
Ordre de lecture d'un texte maya.

L'élément de base de l'écriture maya est un signe que l'on appelle « glyphe ». Ces glyphes sont groupés de façon à former des « blocs » d'aspect plus ou moins carré. À l'intérieur du bloc glyphique, les épigraphistes distinguent plusieurs types de glyphes: pour désigner le glyphe le plus grand, ils parlent de « signe principal », pour les plus petits d'« affixes ». Dans le sens des aiguilles d'une montre, on parle de « préfixes » (à gauche du signe principal), de « superfixes » (au-dessus), de « postfixes » (à droite) et de « subfixes » (en dessous). Tous ces éléments ne sont pas nécessairement présents dans un bloc glyphique, qui peut par exemple ne comporter qu'un signe principal. On a jusqu'à présent identifié plus de 800 glyphes différents. Le mayaniste Eric Thompson a été le premier à en établir un catalogue. Chaque signe est désigné conventionnellement par la lettre T suivie d'un nombre.
Il existe une grille de lecture des textes: les blocs glyphiques se présentent par groupes de deux colonnes, qu'on lit de gauche à droite et de haut en bas. Il peut arriver qu'une courte inscription se présente sous forme d'une seule colonne ou encore sous forme de L. Il en va de même pour les glyphes à l'intérieur d'un même bloc: en règle générale de gauche à droite et de haut bas, avec des exceptions notables, pour des raisons esthétiques ou culturelles, comme les affixes qui forment le mot « ajaw » (souverain) qui se place en haut du bloc dont il fait partie.
Comme l'avait pressenti Youri Knorozov, l'écriture maya est un système mixte, combinant des éléments sémantiques et phonétiques. Un glyphe maya peut relever d'une des deux catégories suivantes :
- les logogrammes – qu'on appelait jadis idéogrammes – qui expriment des mots entiers ou des morphèmes et que les Mayas complétaient souvent par des affixes phonétiques, de façon à lever toute ambiguïté lors de la lecture. Ils constituent la majorité des glyphes (il existe plus de 200 caractères identifiés de ce type).
- les phonogrammes syllabiques. Youri Knorozov a exposé les règles qui président à leur emploi: les mots ou morphèmes mayas sont généralement du type consonne-voyelle-consonne (CVC). Les syllabogrammes sont des signes de type CV. Pour écrire un mot, le scribe employait donc deux syllabogrammes, la voyelle du deuxième n'étant pas prononcée[20]. Il existe au moins 124 caractères identifiés de ce type.

Knorozov a en outre énoncé la règle de « synharmonie » : la voyelle du deuxième syllabogramme (bien que non prononcée) doit correspondre à celle du premier. Donnons comme exemple un des premiers mots déchiffrés par Knorozov: le mot « chien », « tsul » en maya, se compose des syllabogrammes TSU + L(U). Si l'on considère que la langue des inscriptions classiques était du ch'olan, dont proviennent le ch'orti' et le ch'ol actuels, comme ce dernier compte 5 voyelles et 22 consonnes, on arriverait à un total de 110 syllabogrammes, plus des signes vocaliques. La réalité est quelque peu différente, car, pour de nombreuses syllabes, il existe plusieurs glyphes. Par ailleurs il existe des syllabes pour lesquelles on n'a pas encore découvert de glyphe.
Les Mayas ont exploré un certain nombre de combinaisons des deux types de glyphes, logogrammes et syllabogrammes. L'exemple le plus généralement cité est celui du mot « jaguar », « balam » en maya, dont existent les variantes suivantes : BALAM, ba-BALAM, BALAM-m(a), ba-BALAM-m(a), ba-la-m(a)
Comme nous venons de le voir, un mot peut s'écrire de façon purement logographique, mais en outre il peut être et il est souvent écrit de manière purement syllabique. À la question de savoir pourquoi les Mayas n'ont pas abandonné les logogrammes plutôt encombrants, la réponse est sans doute qu'ils les investissaient d'une valeur symbolique importante, de la même manière que l'écriture japonaise a obstinément conservé les kanjis logographiques auréolés du prestige de la civilisation chinoise, alors qu'elle dispose de hiraganas et de katakanas syllabiques d'un usage beaucoup plus simple.

### Syllabaire maya
En dessous de chaque glyphe à gauche, sa prononciation (PFX=préfixe, SFX=suffixe)

Les voyelles
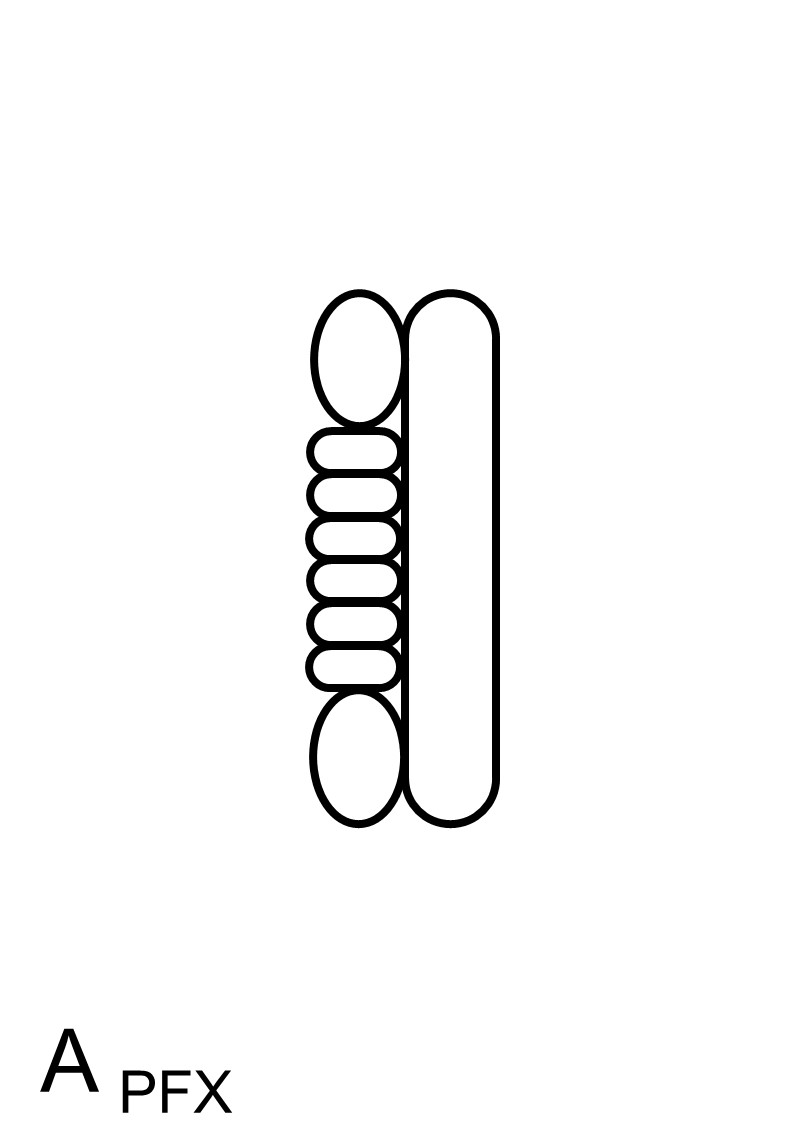
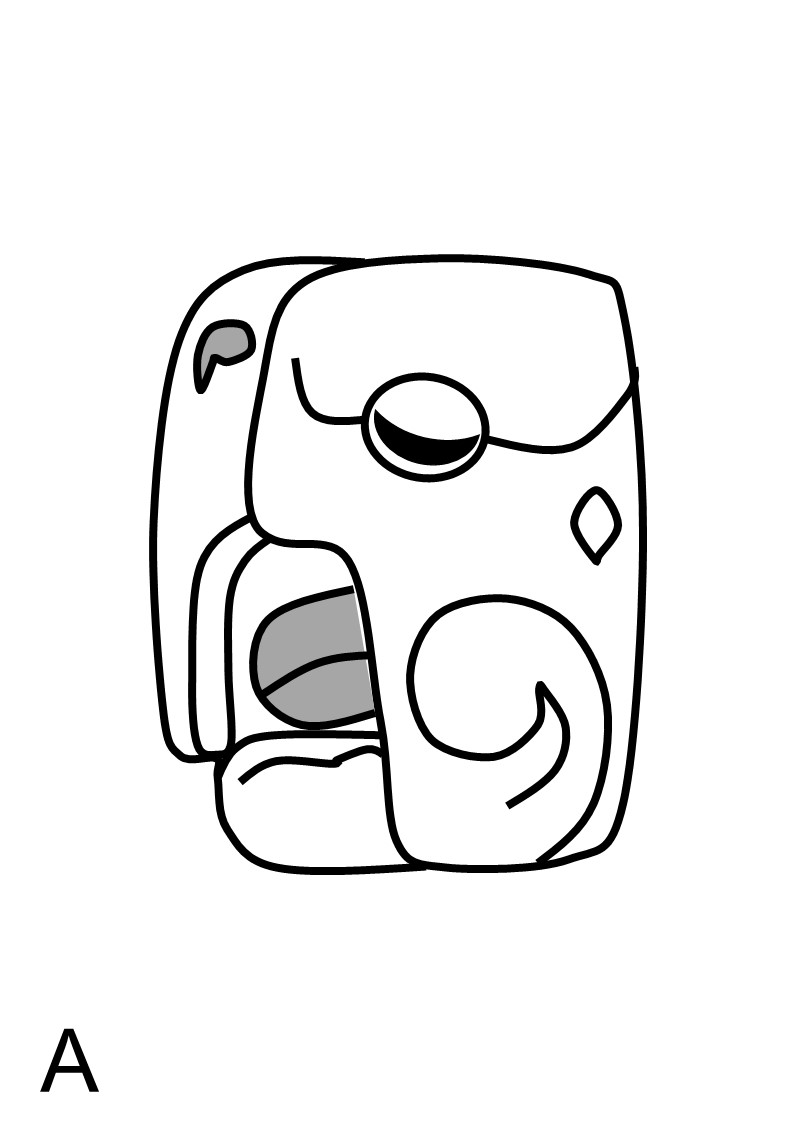
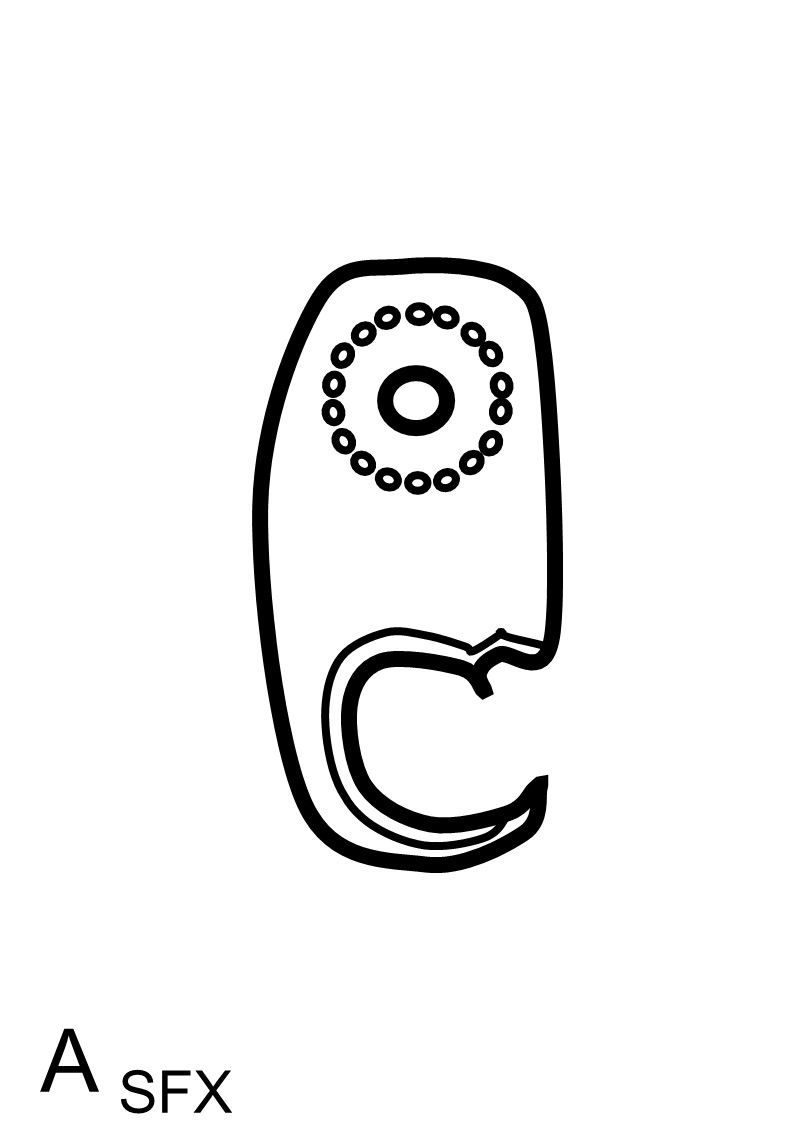
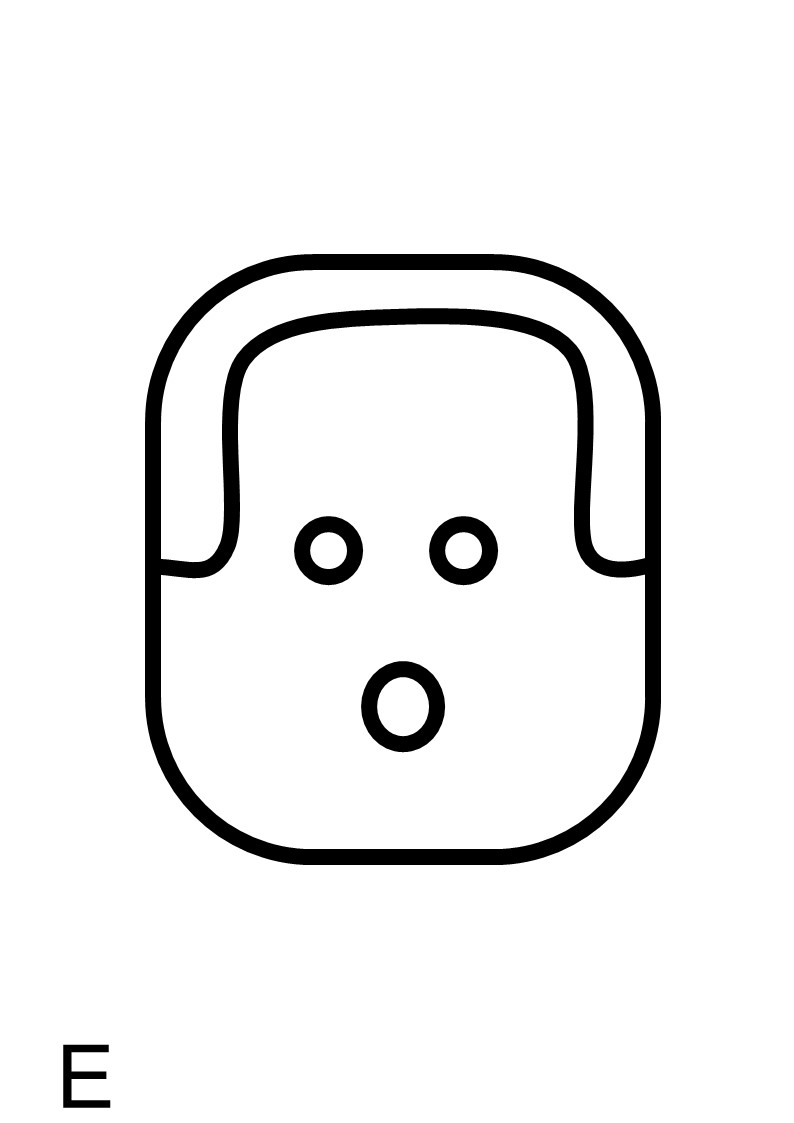
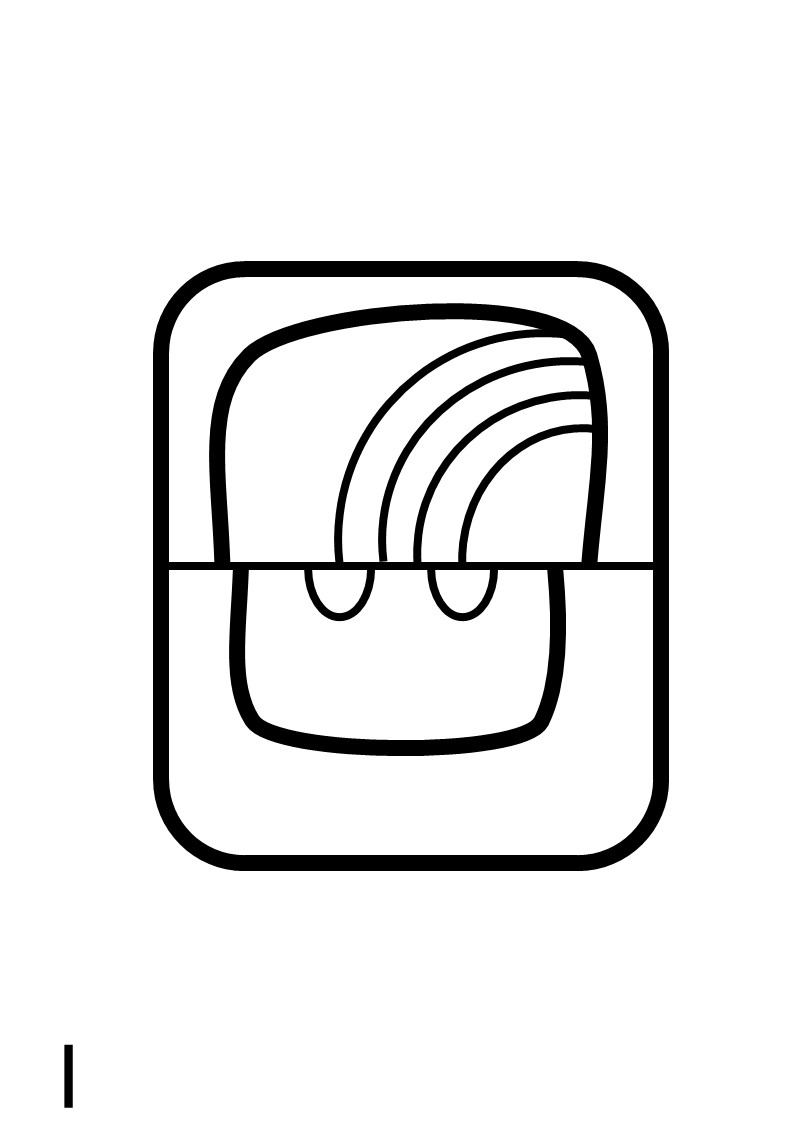
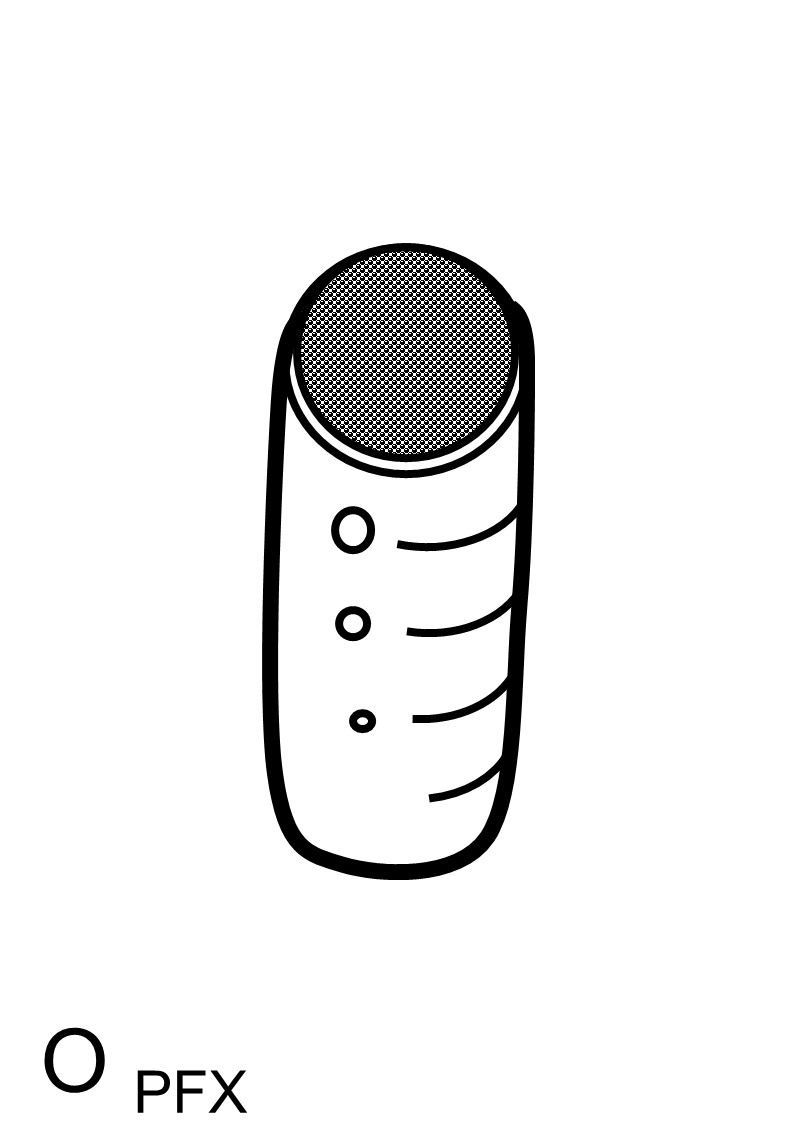
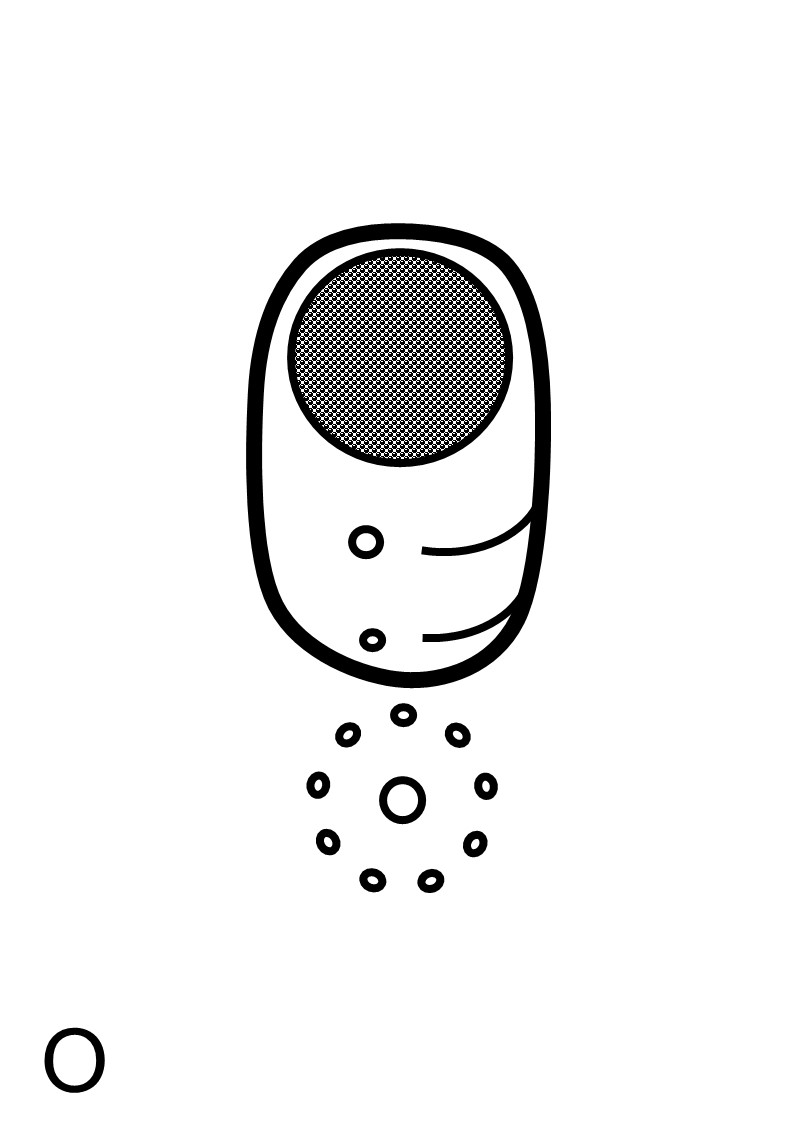
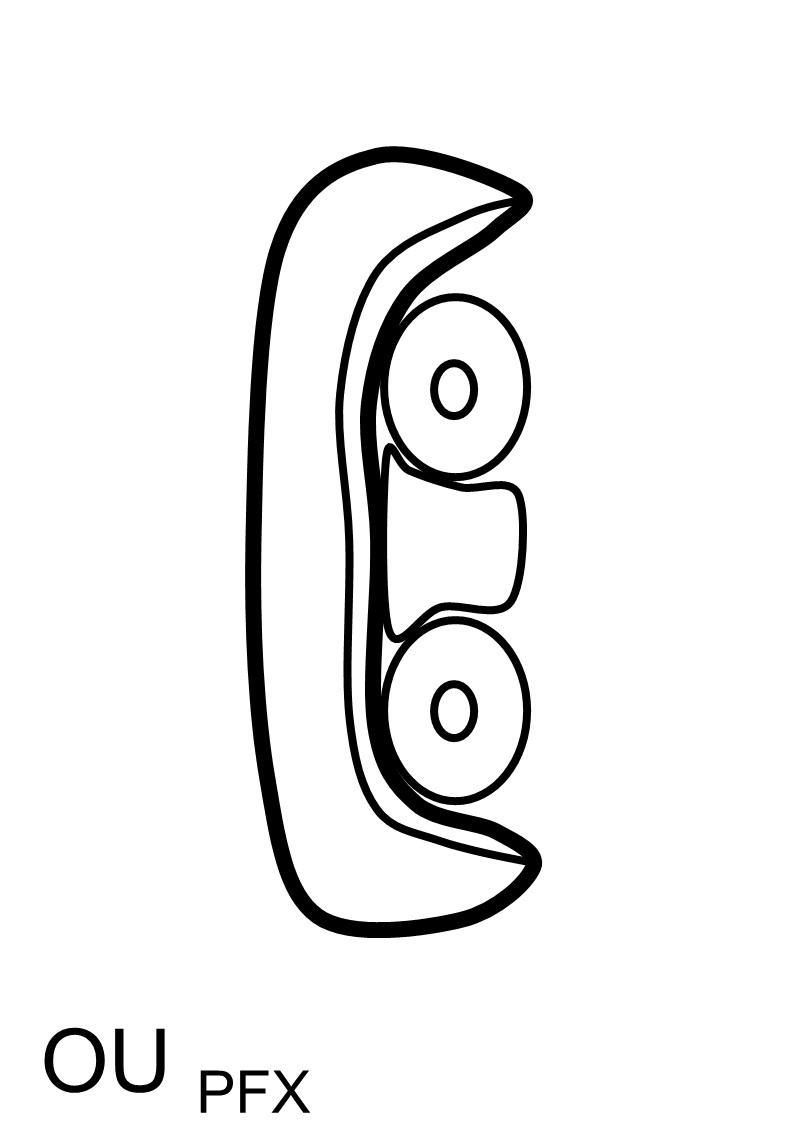
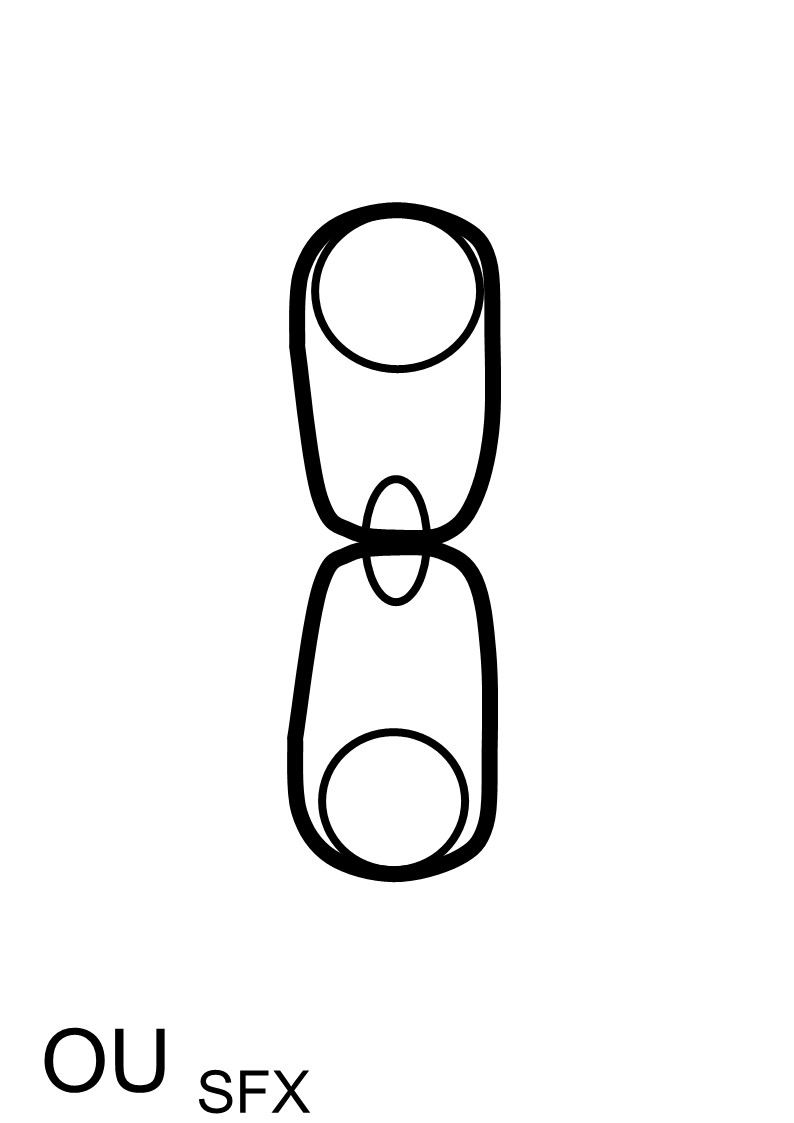
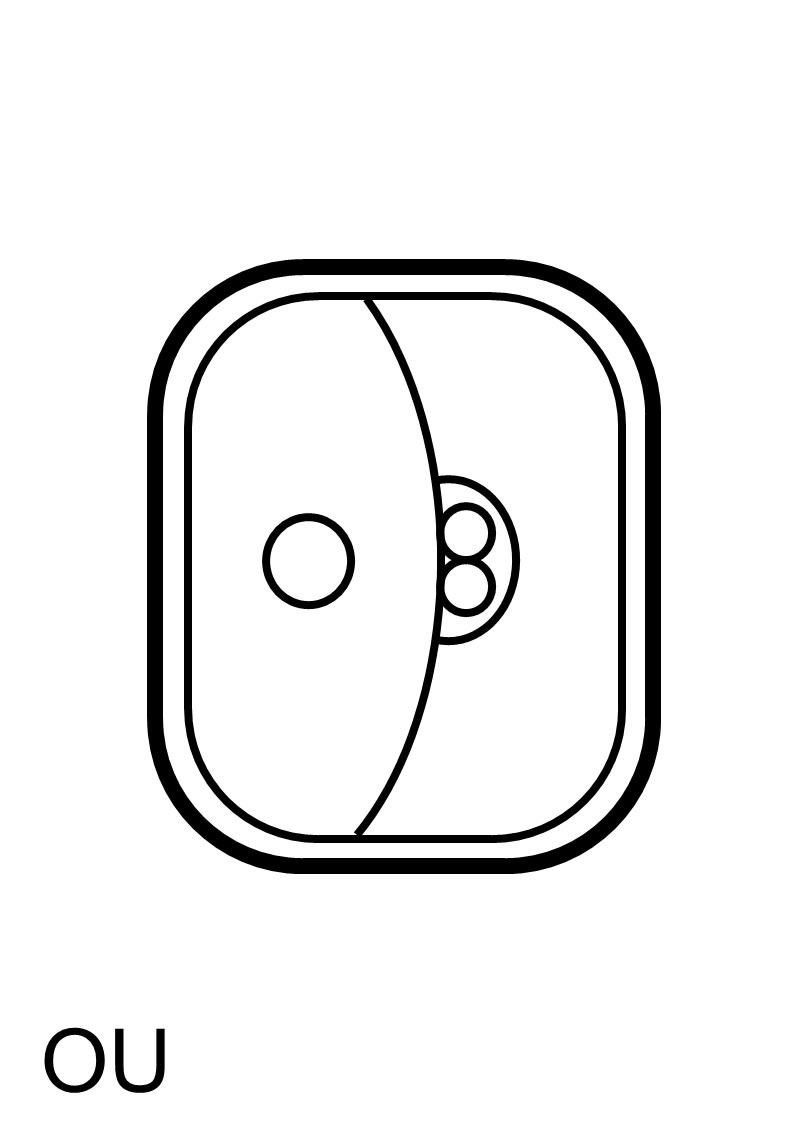

Les syllabes commençant par B
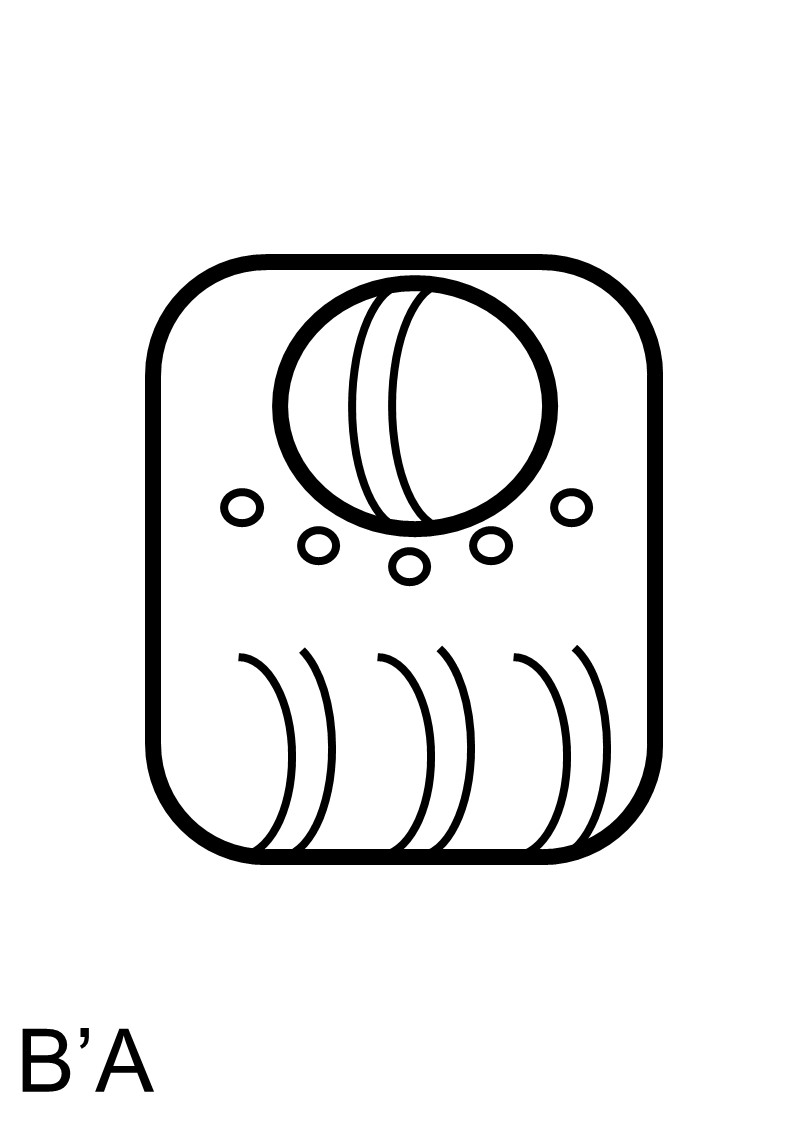
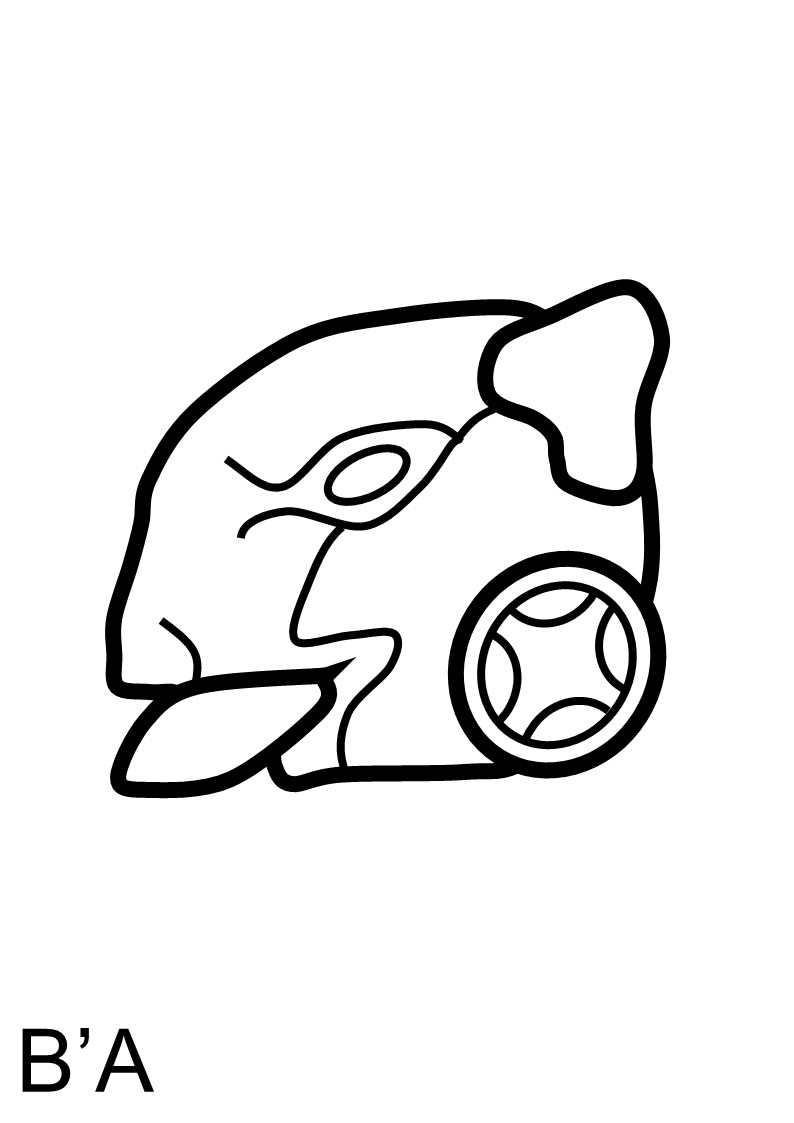
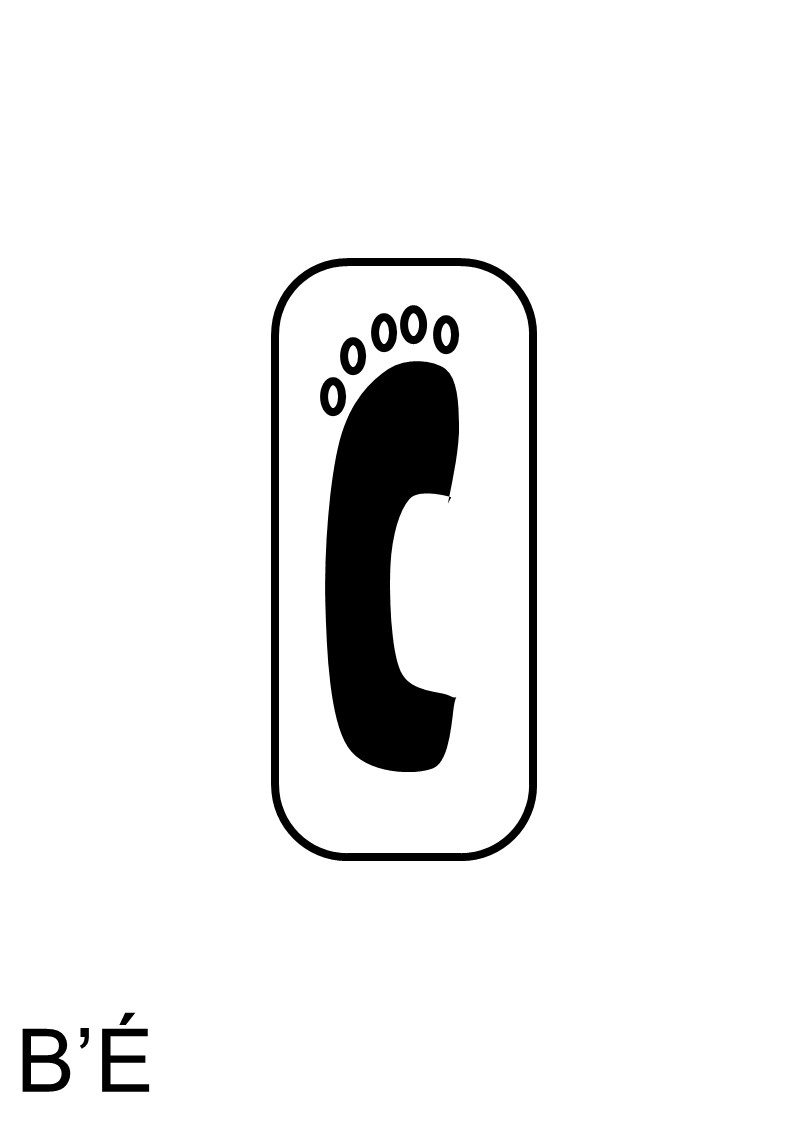
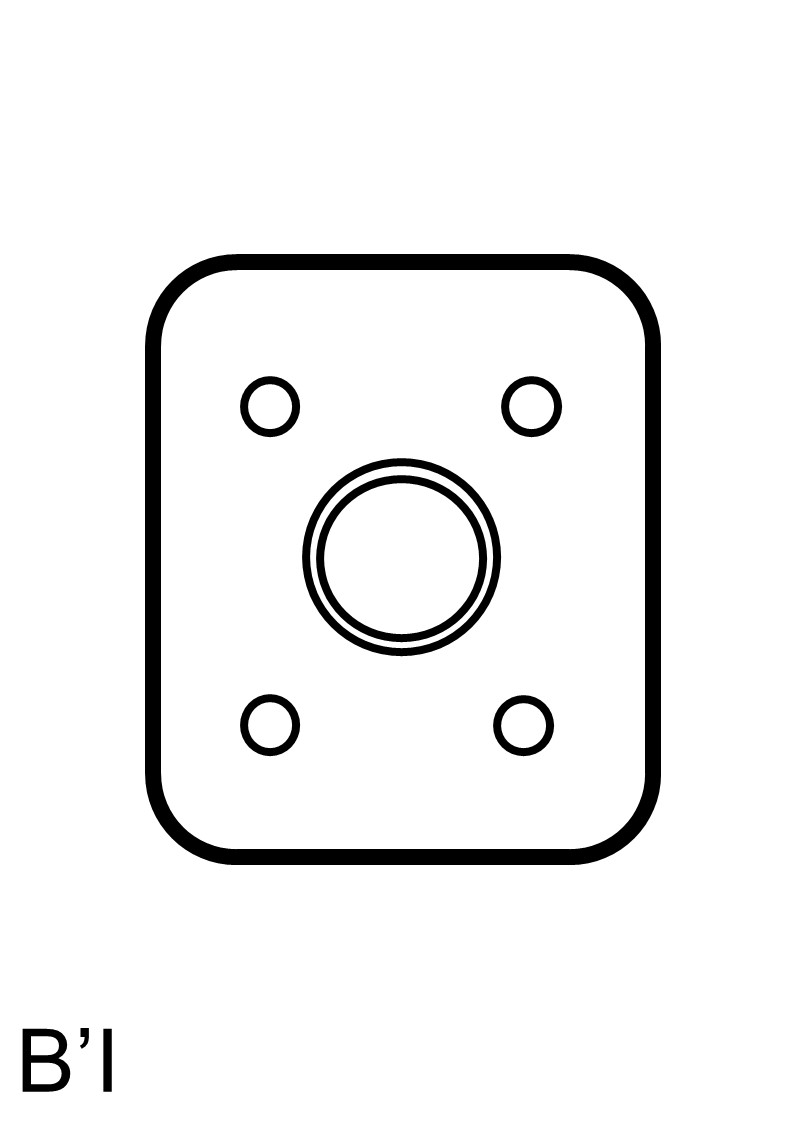
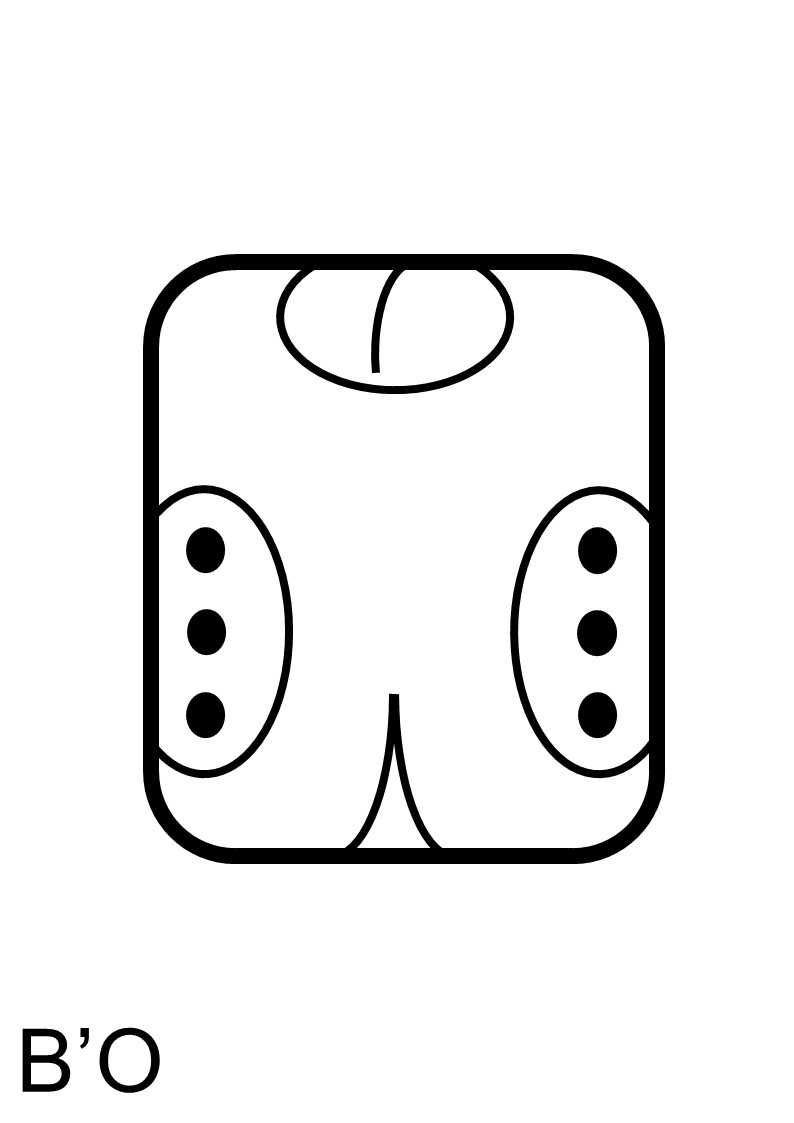
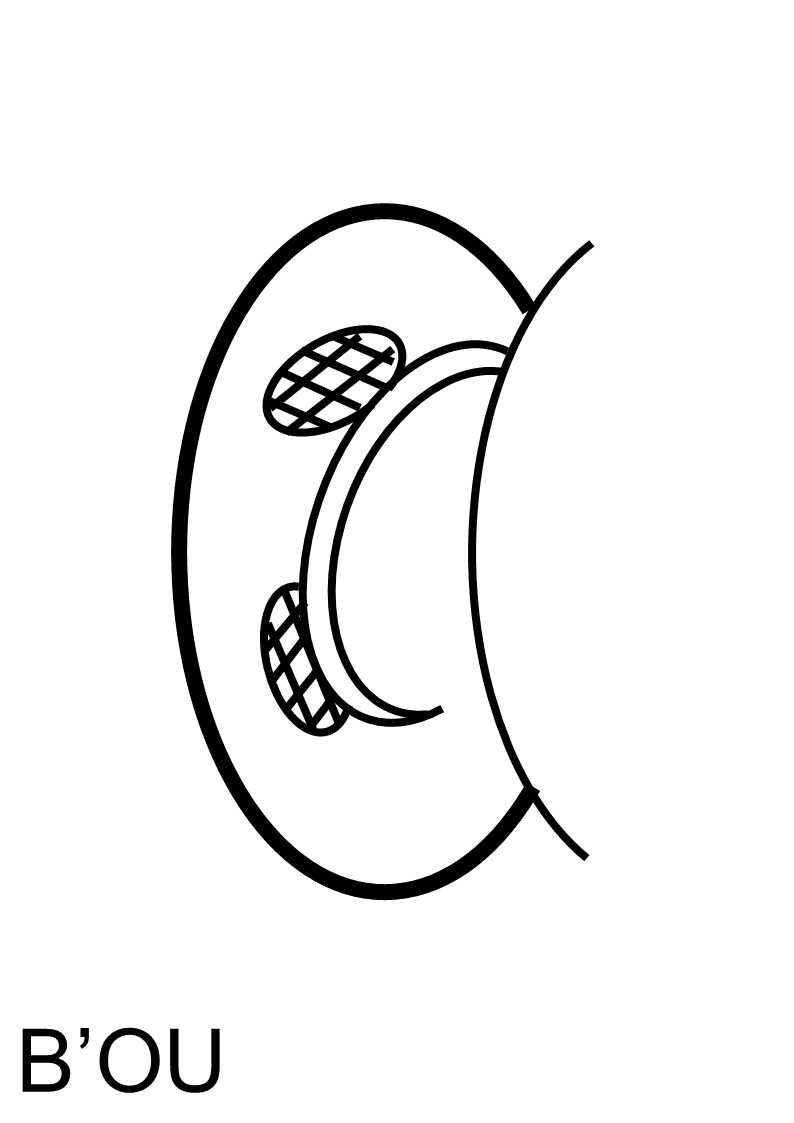

Les syllabes commençant par CH
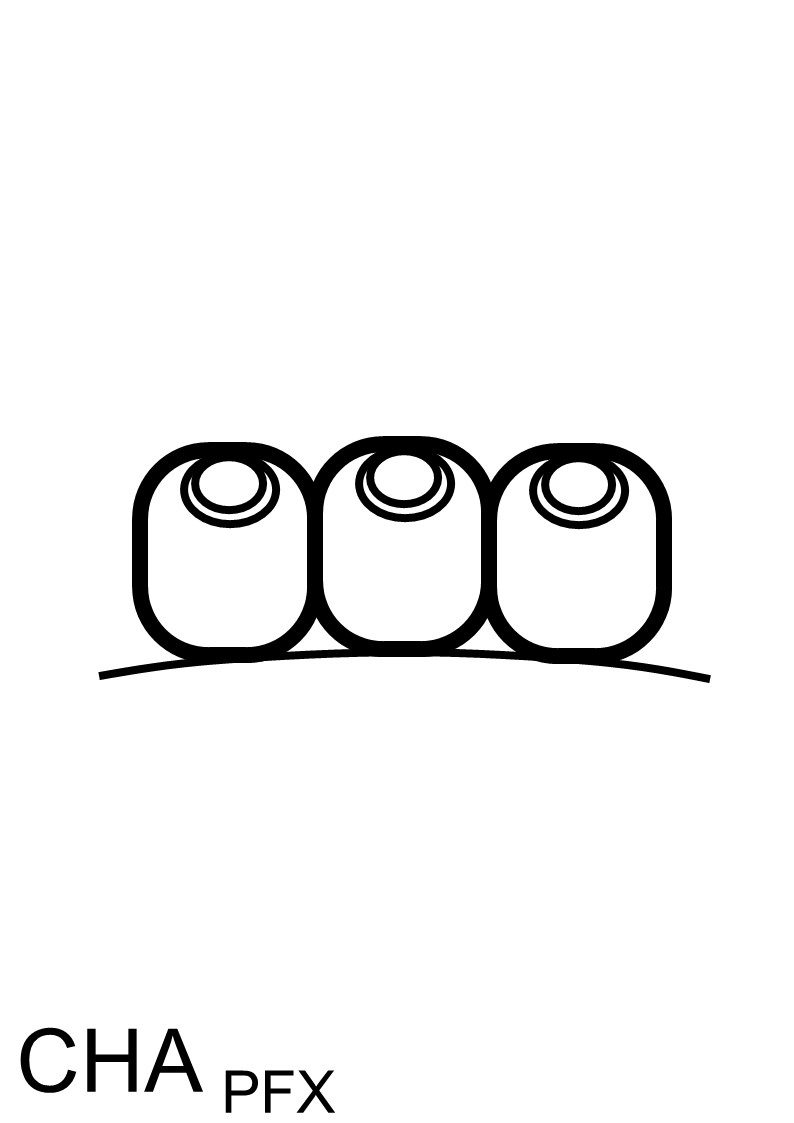
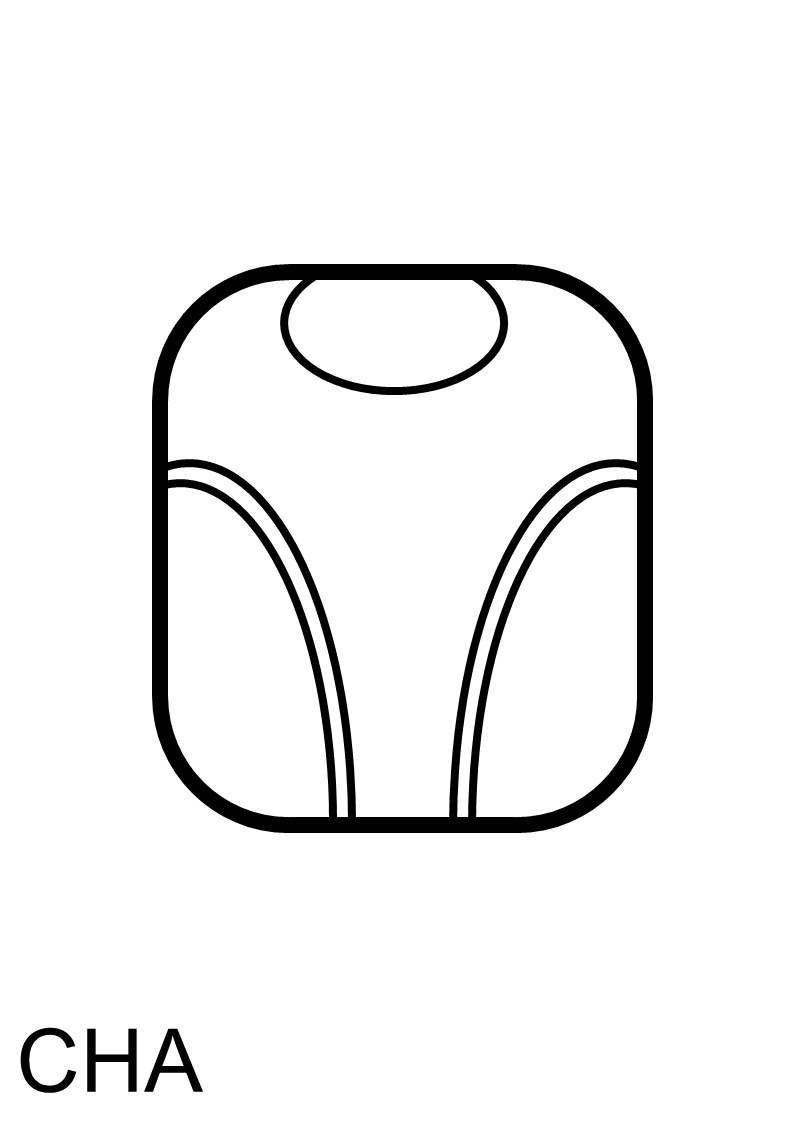
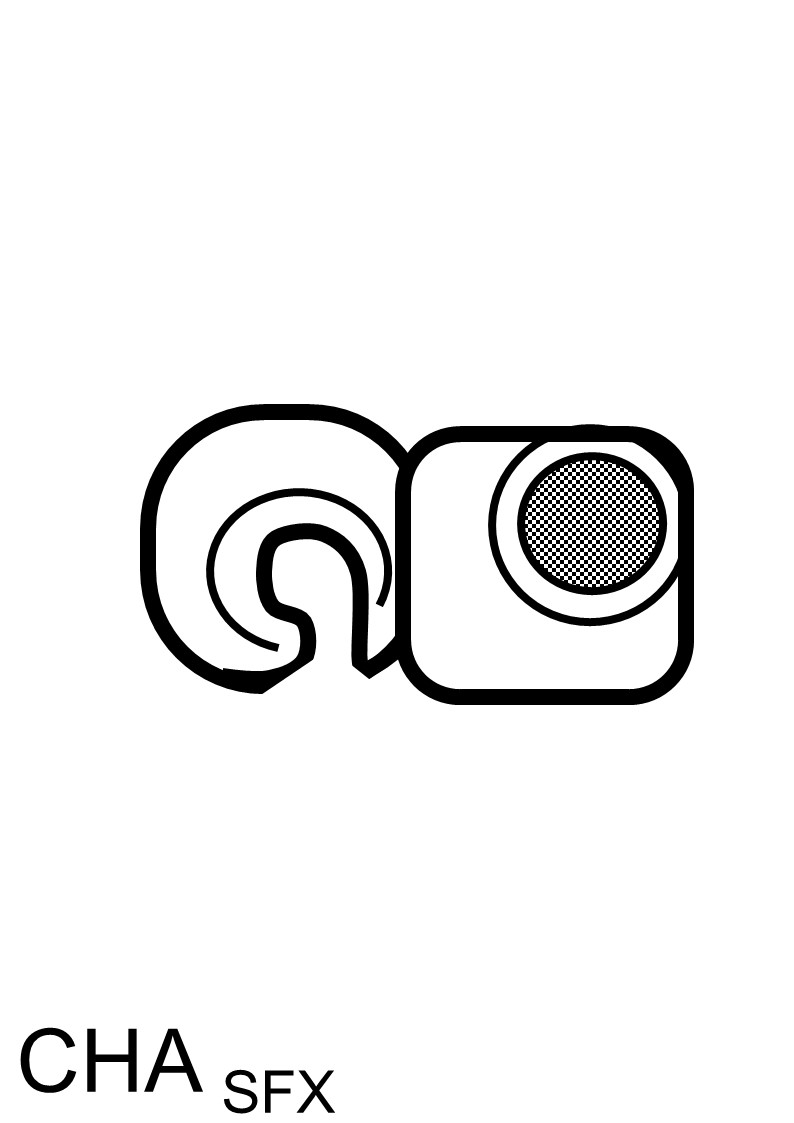
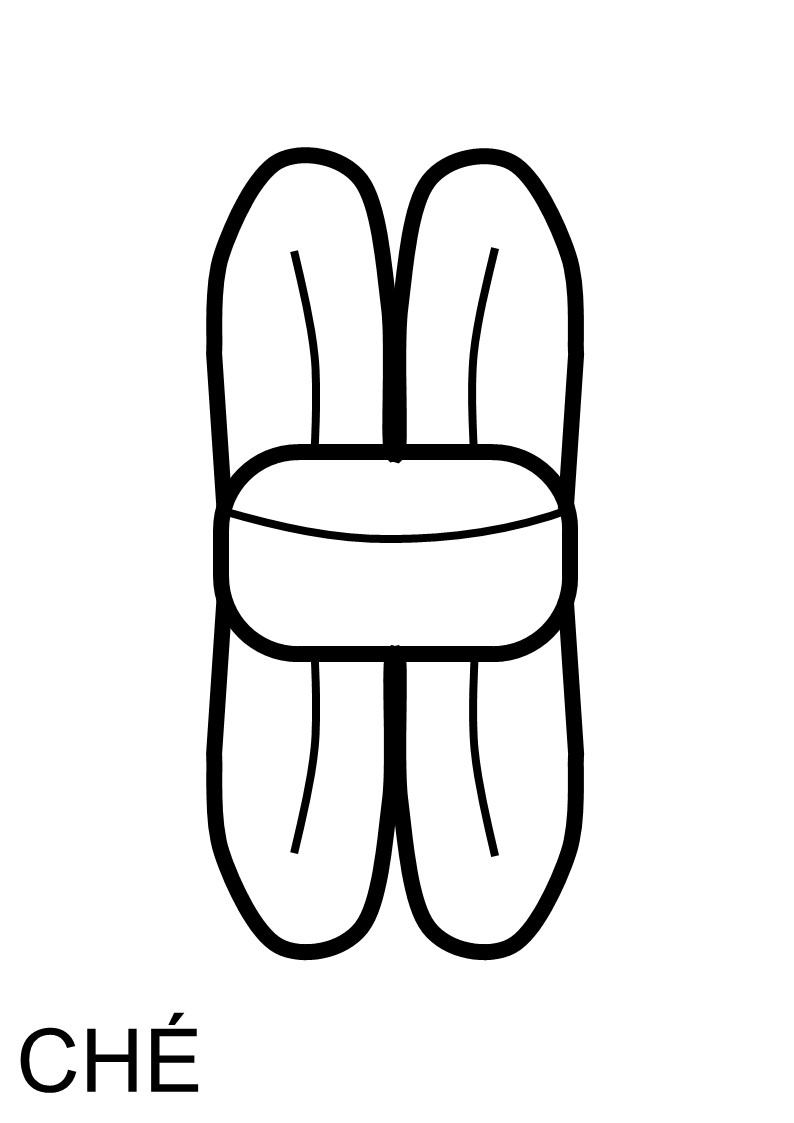
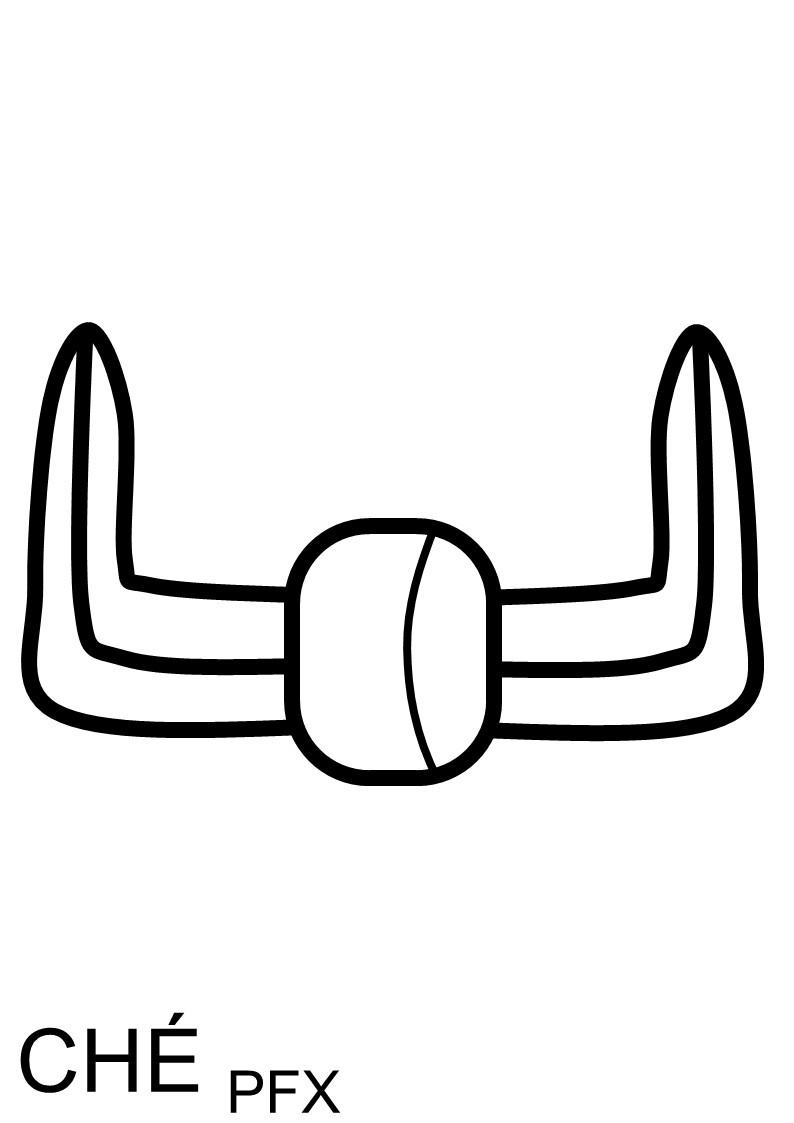
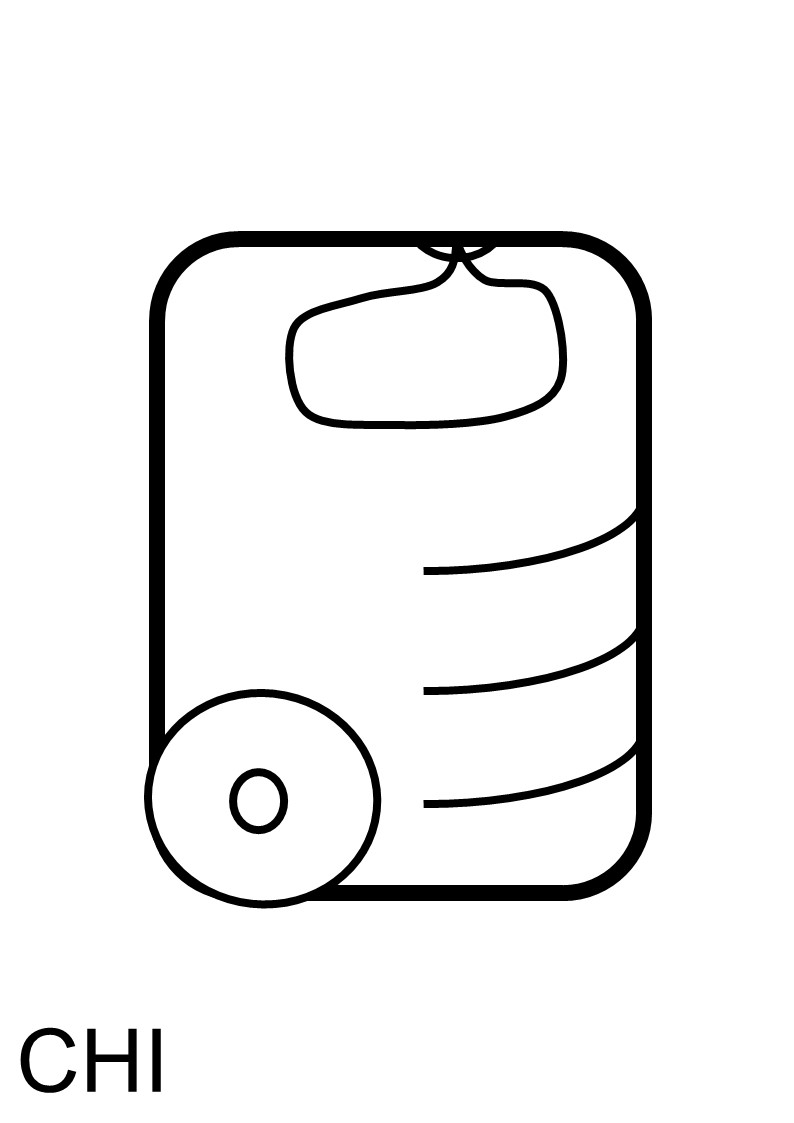
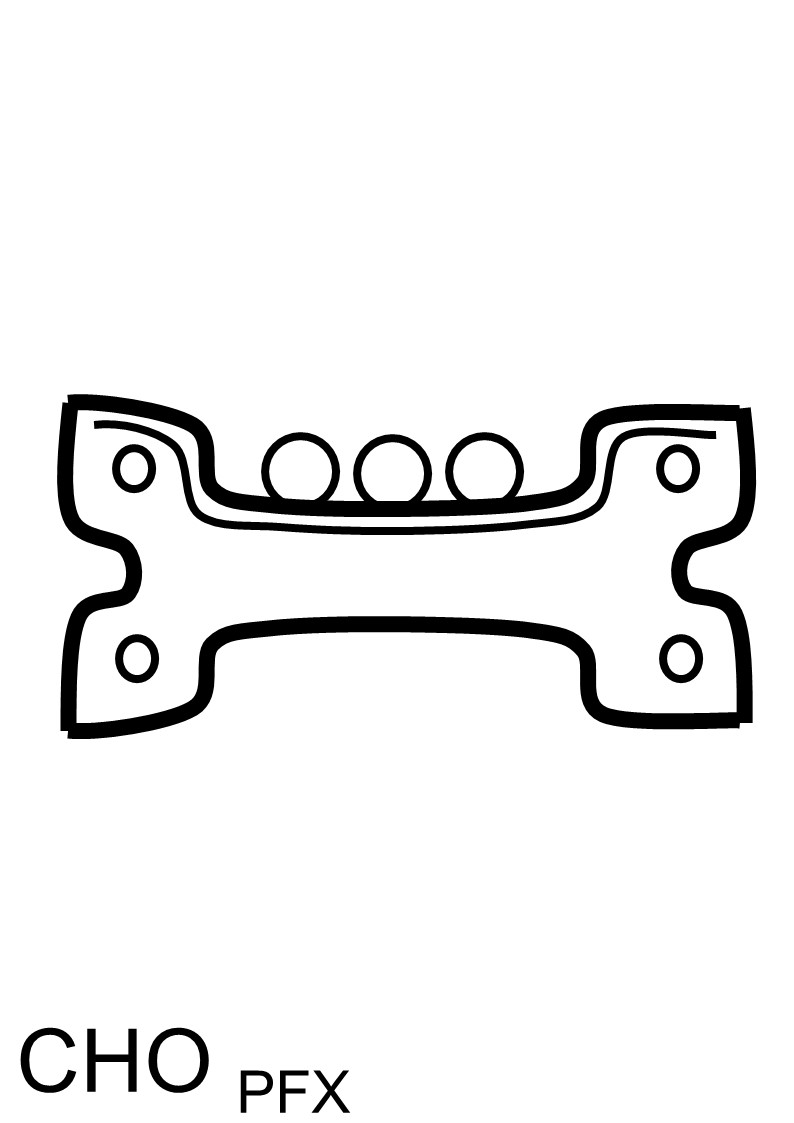
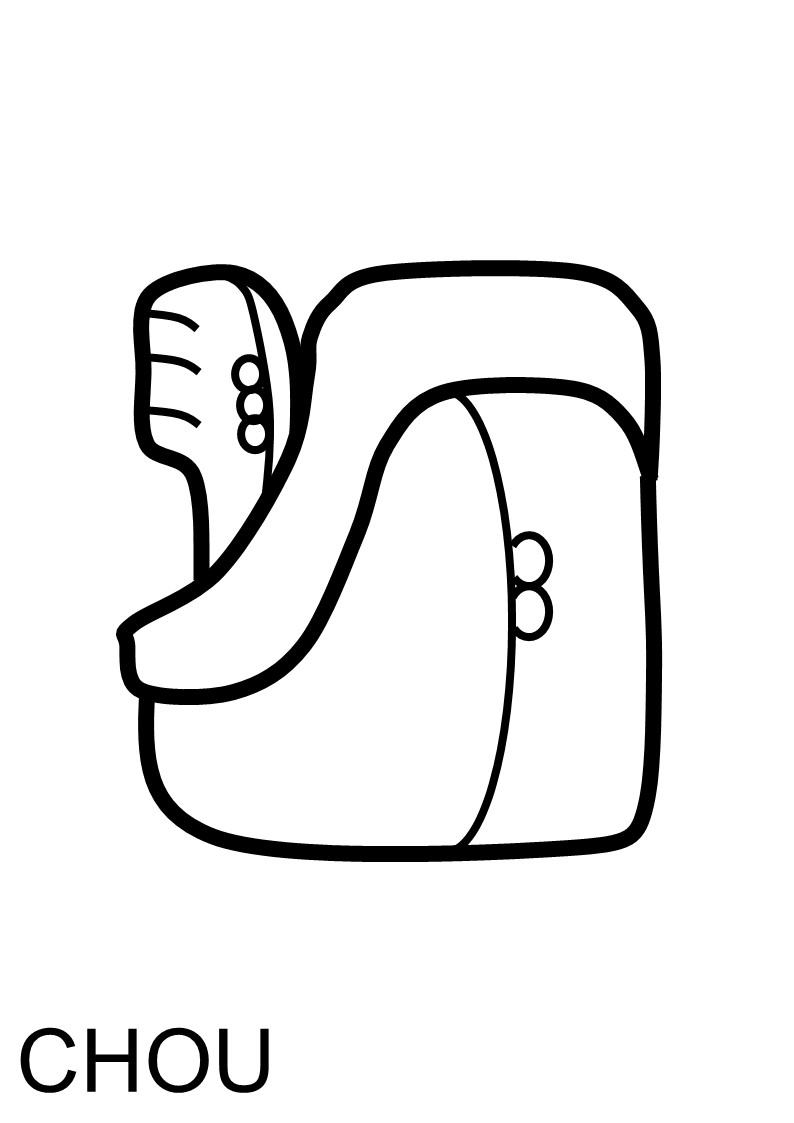

Les syllabes commençant par CH'
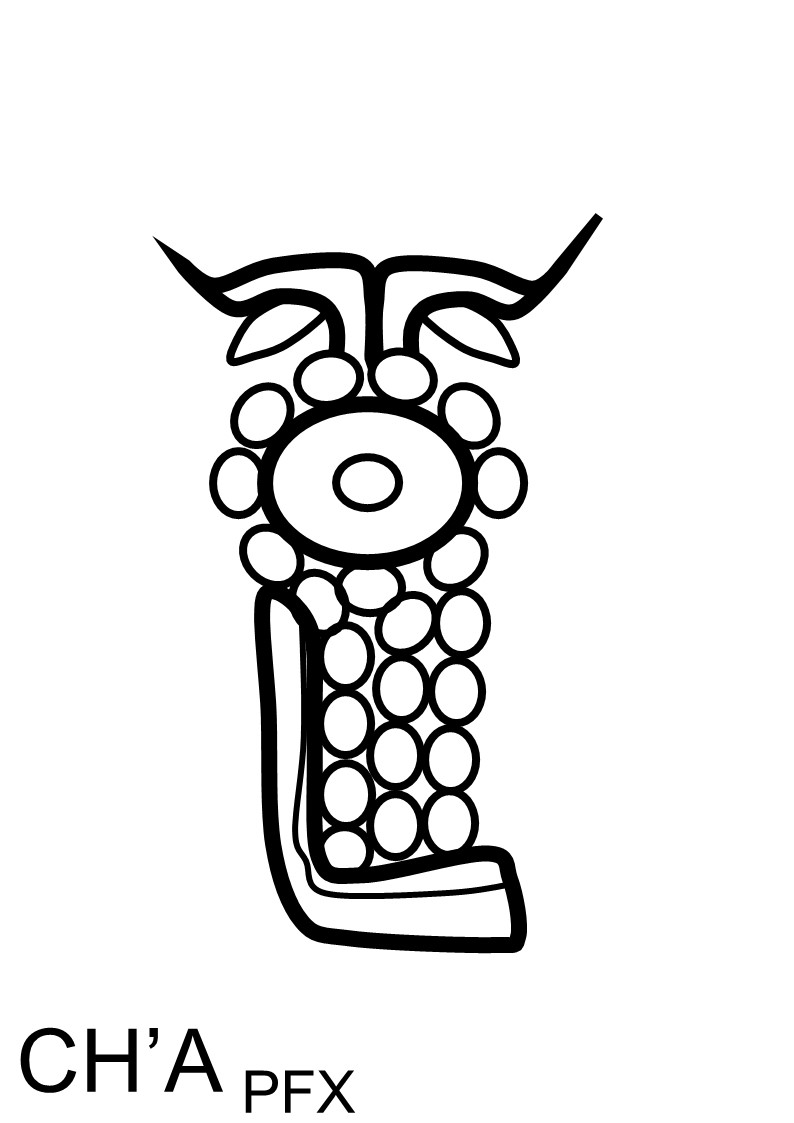
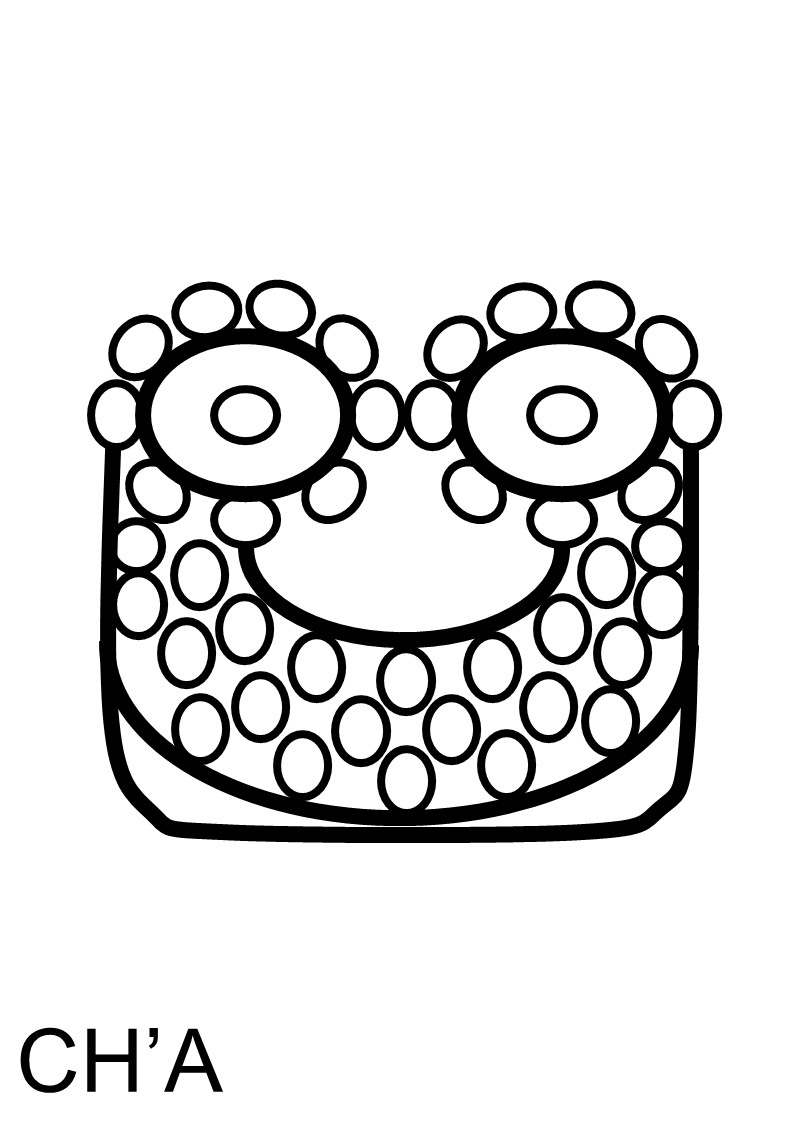
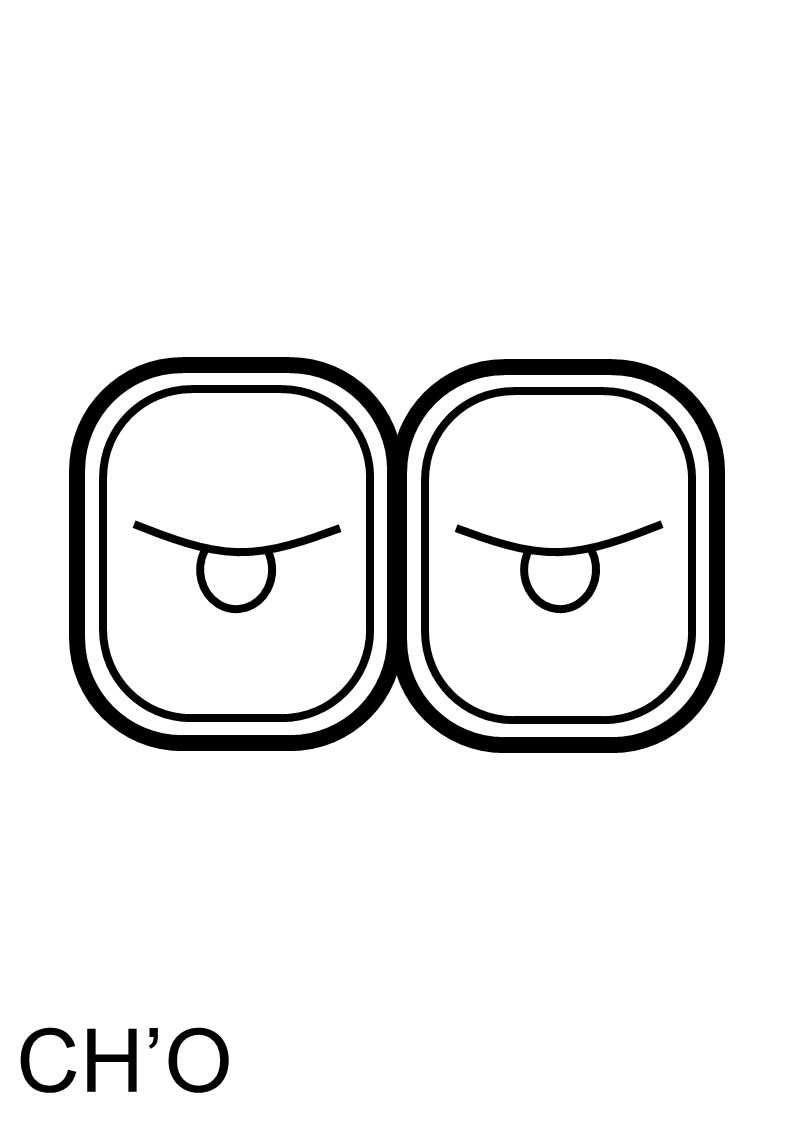

Syllabes classiques commençant par H (! Aujourd'hui H est transcrit J)
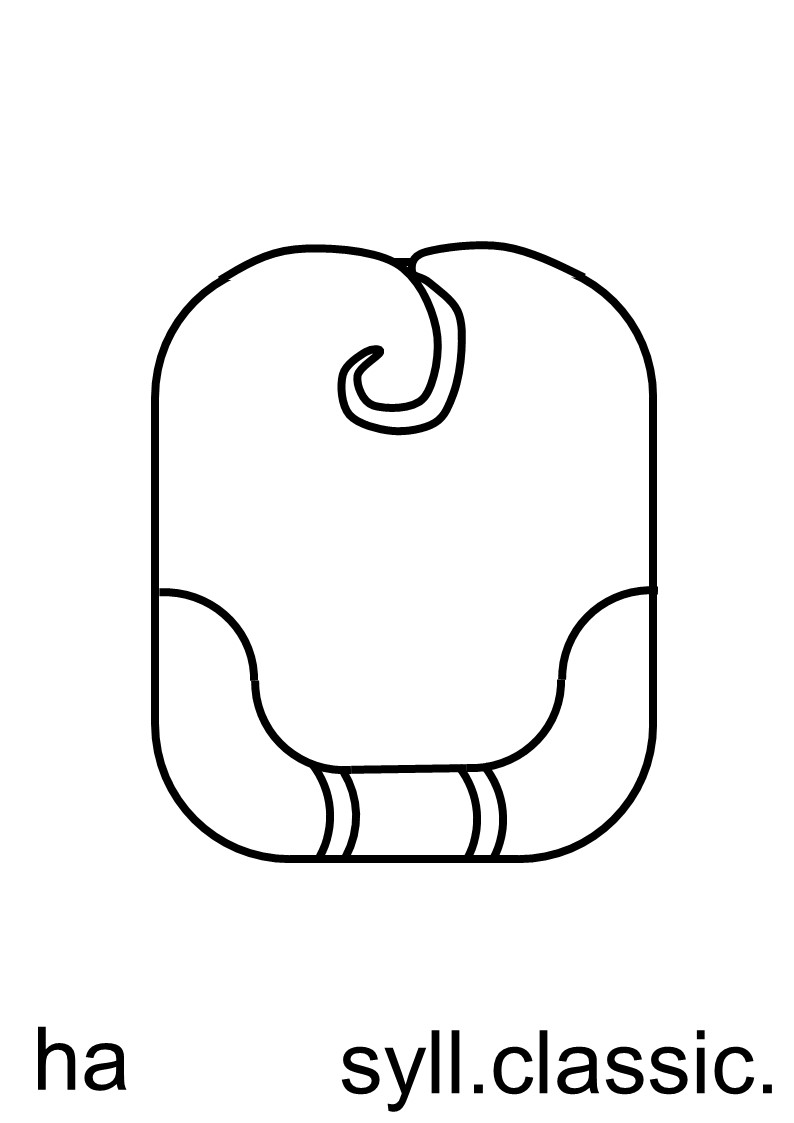
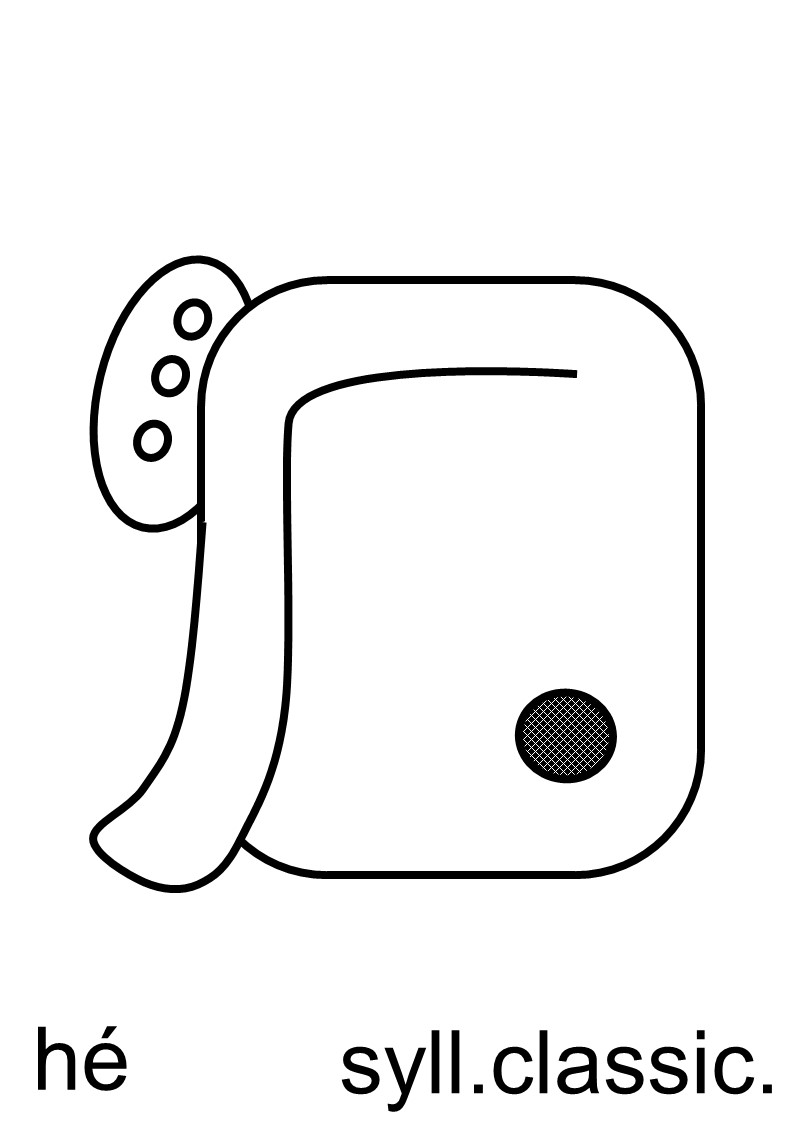
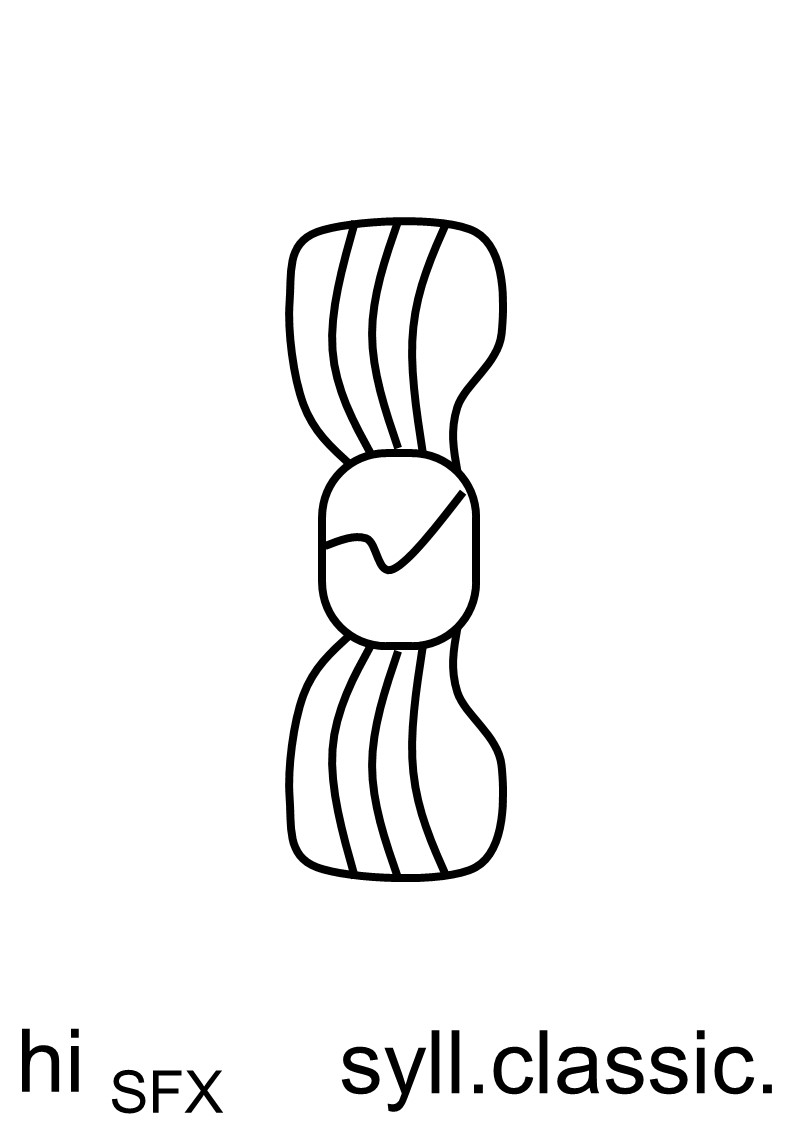
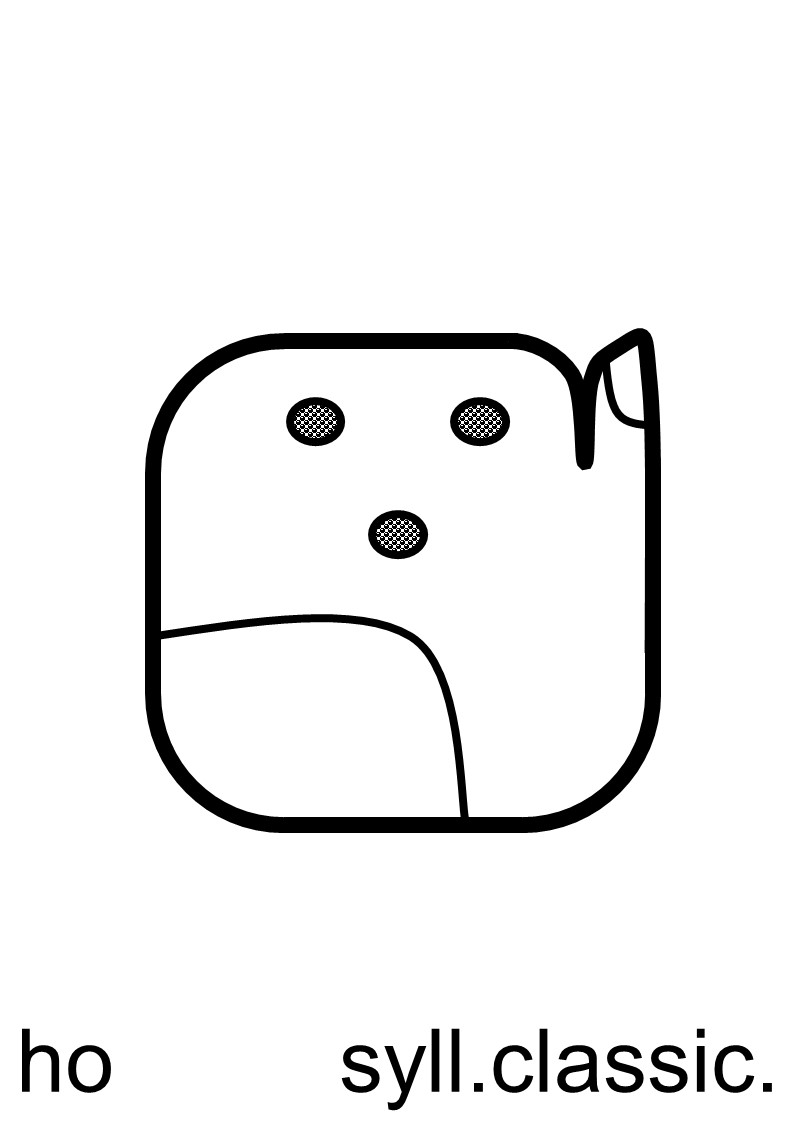
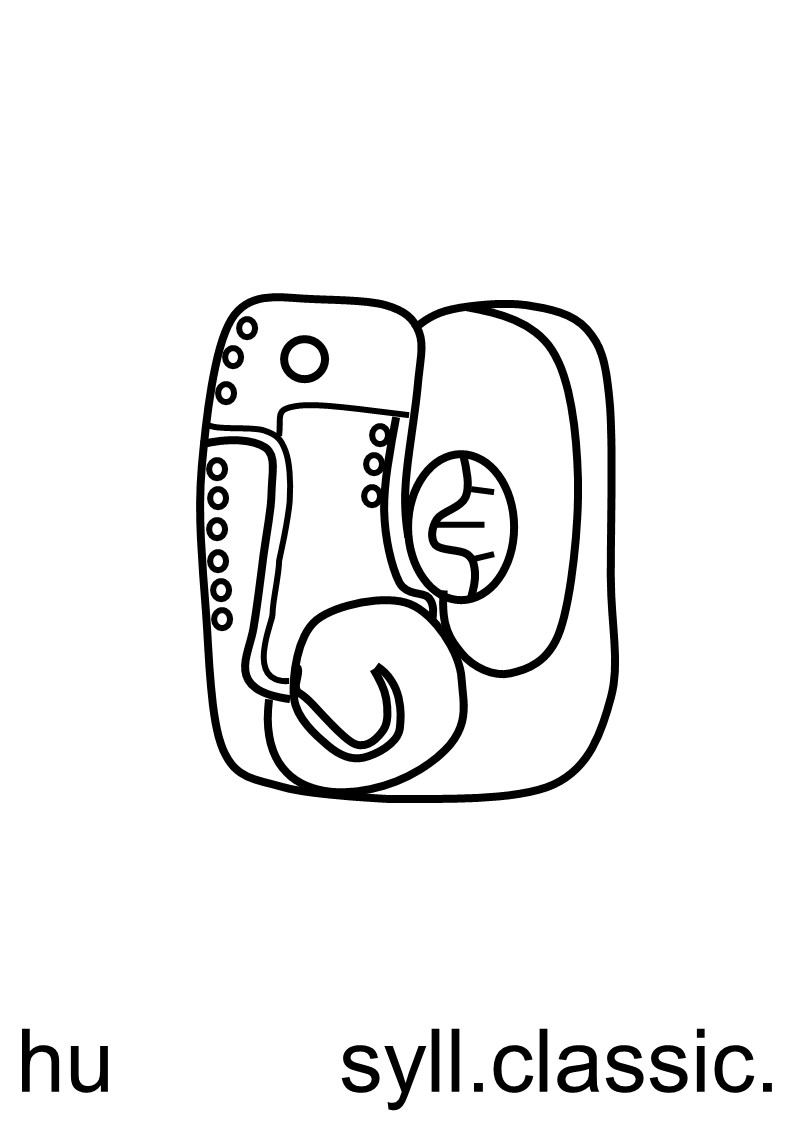

Les syllabes commençant par J
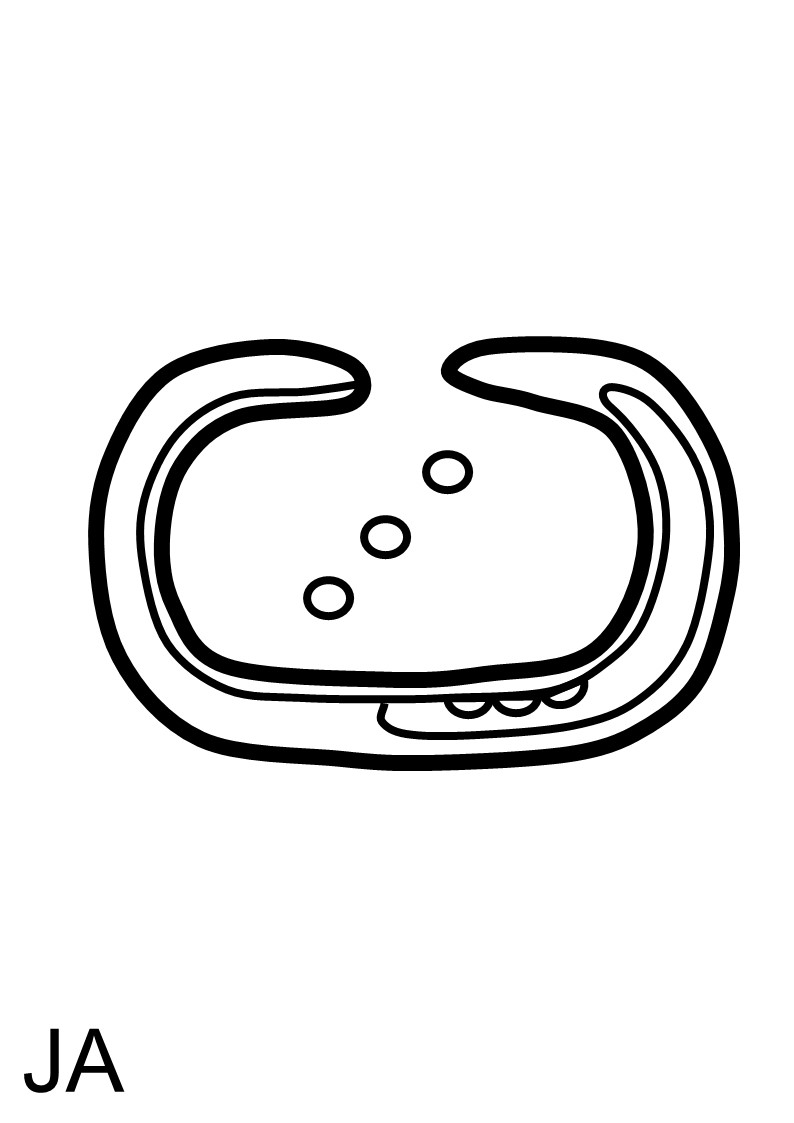
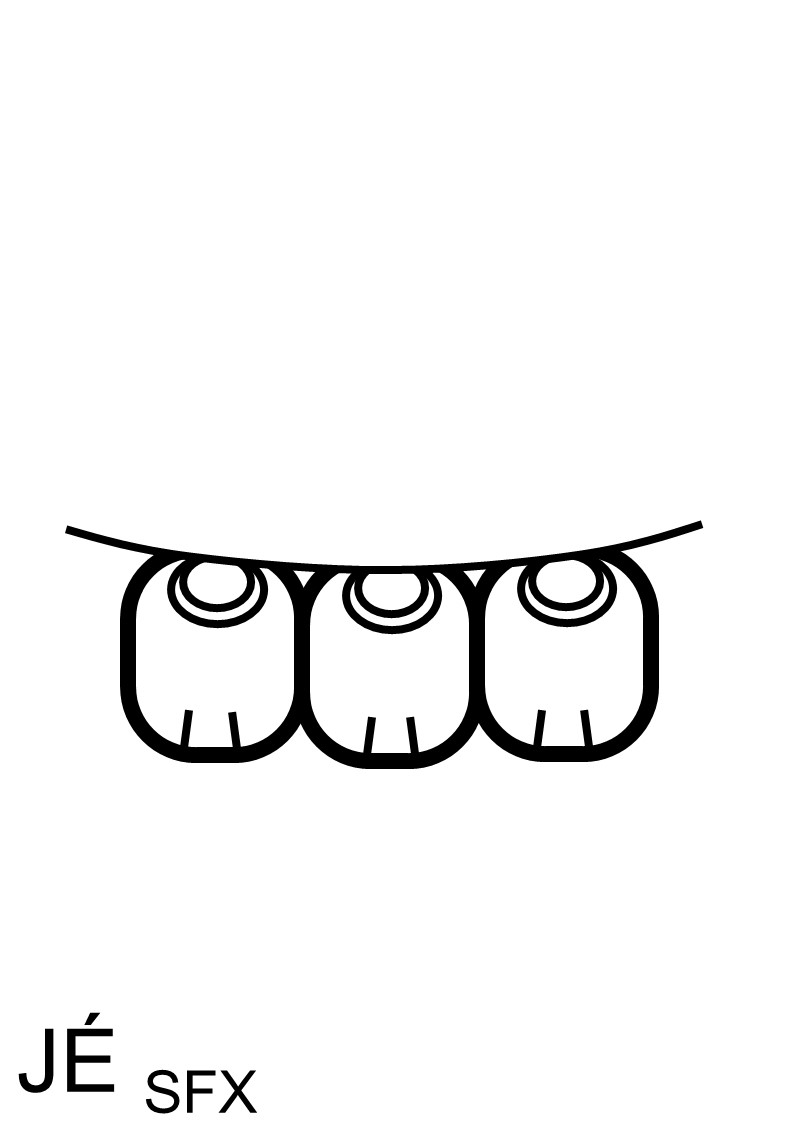
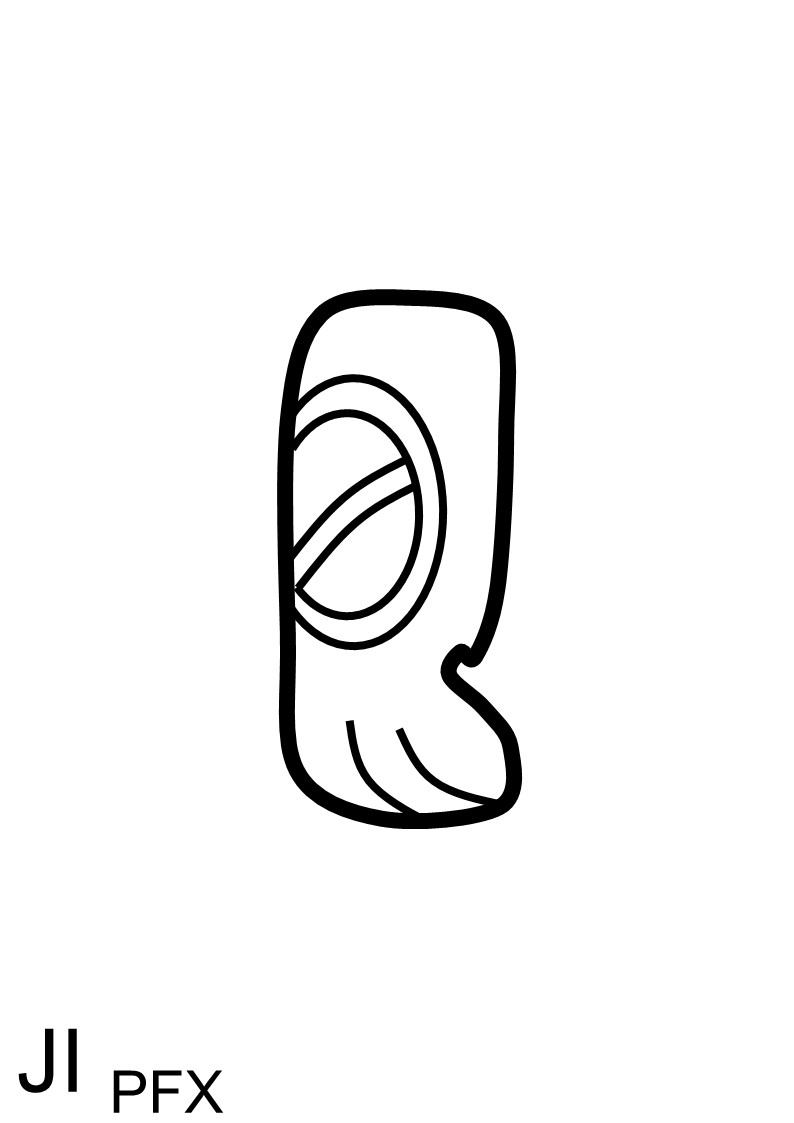
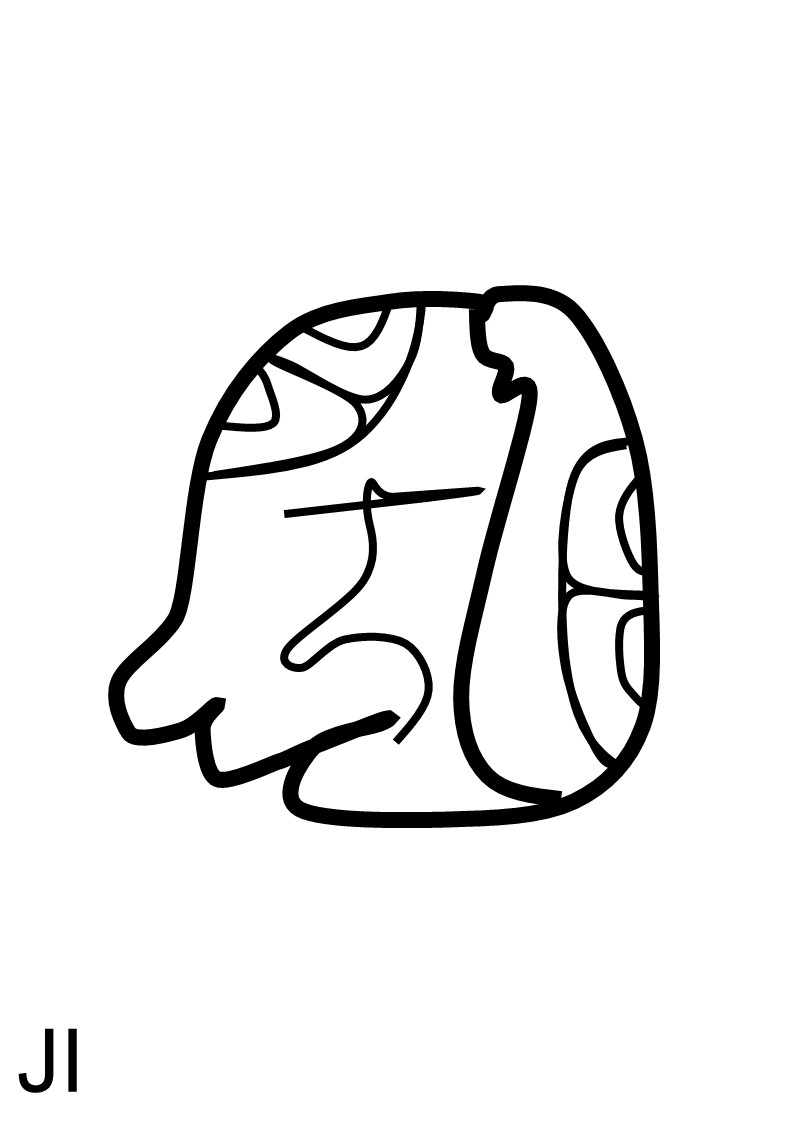
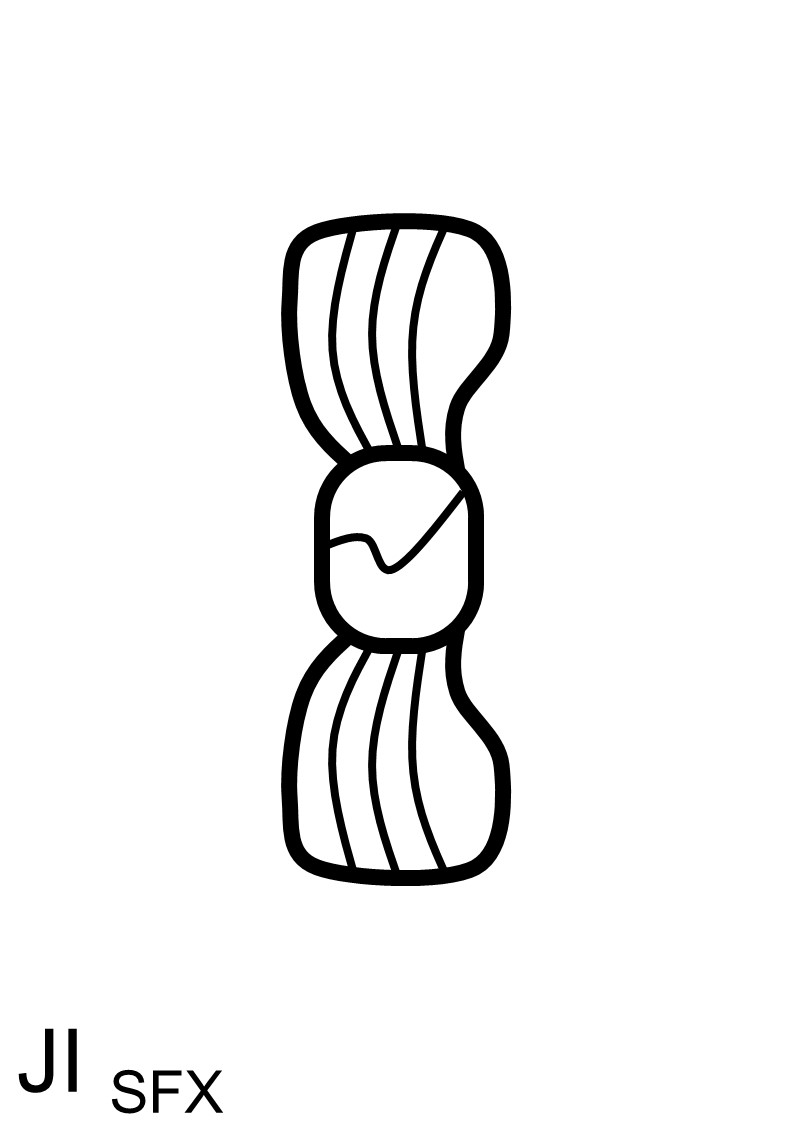
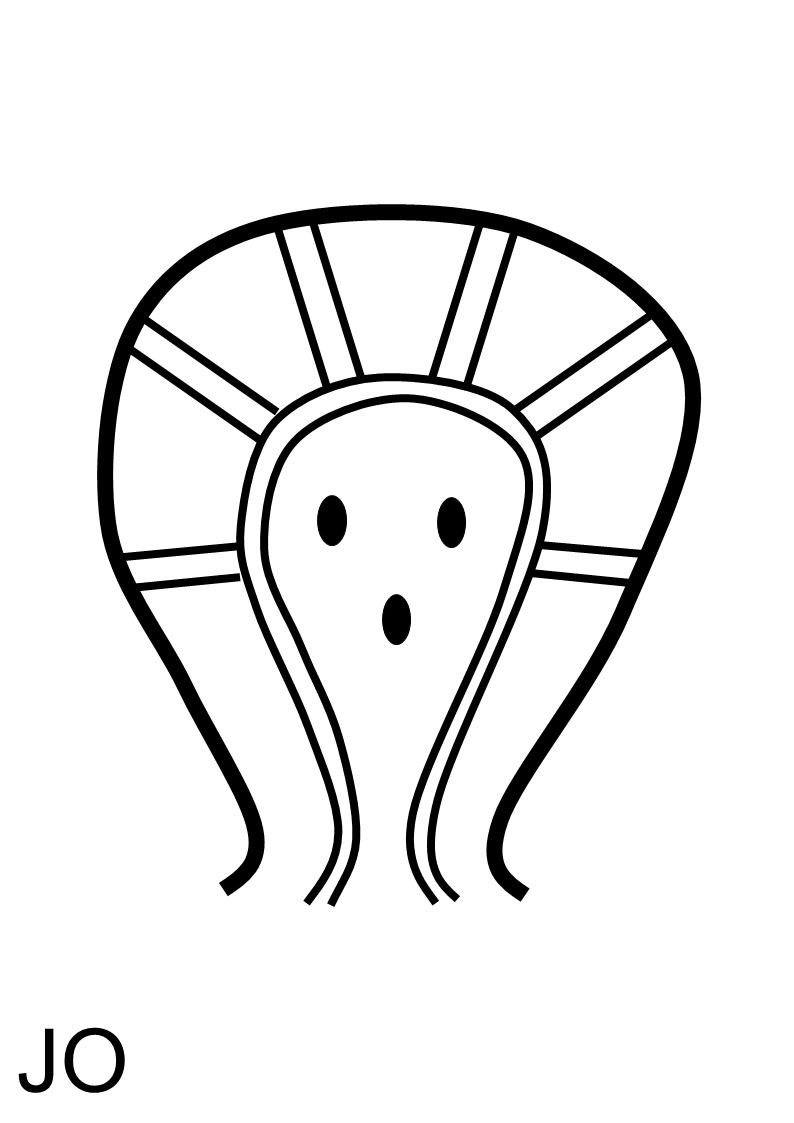
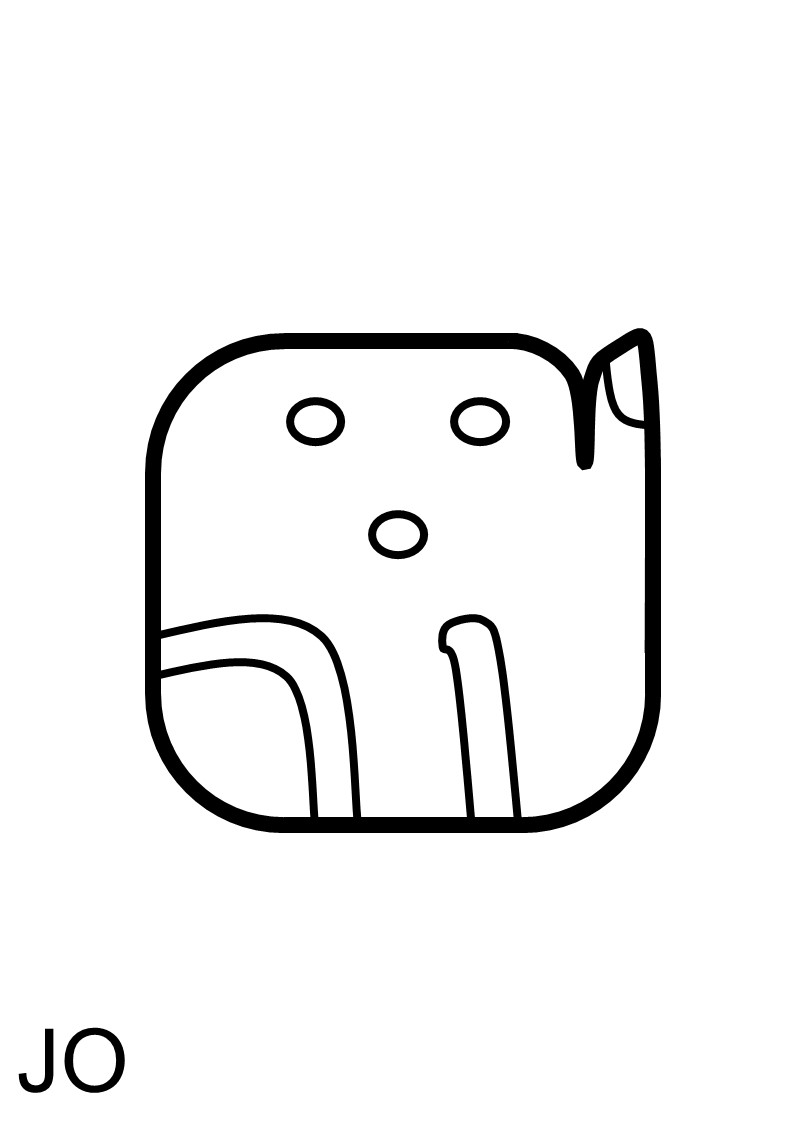
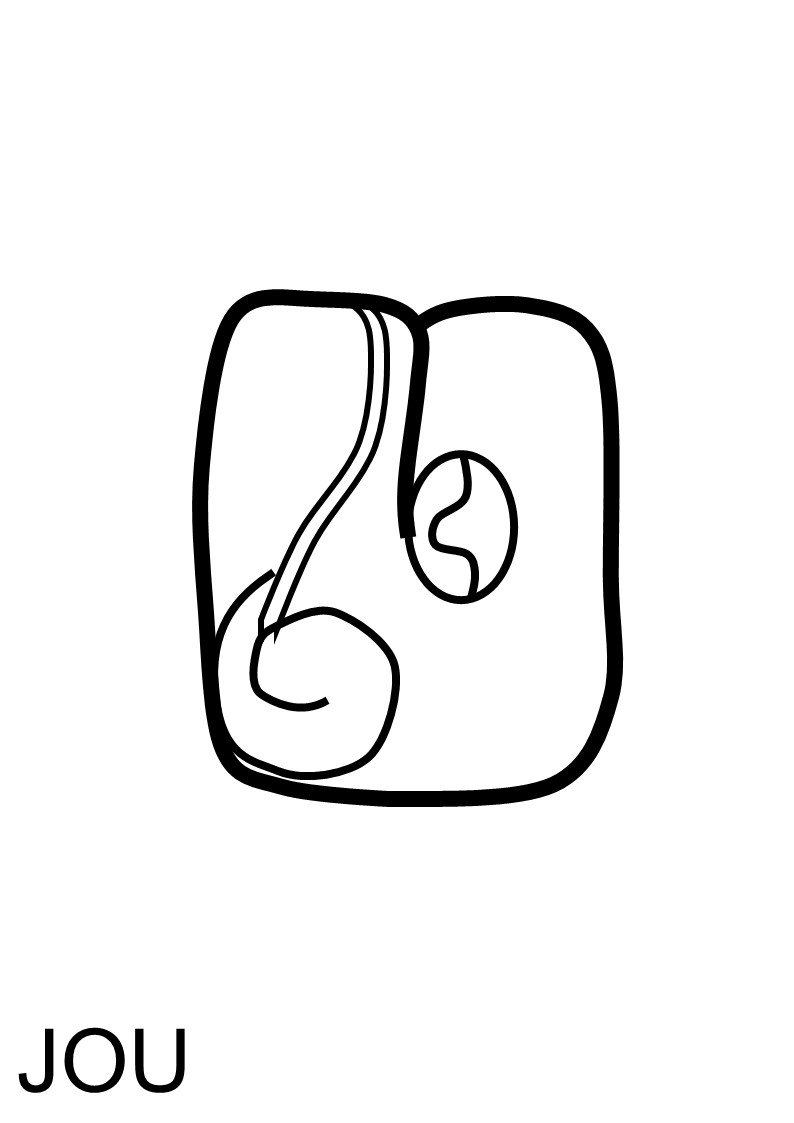
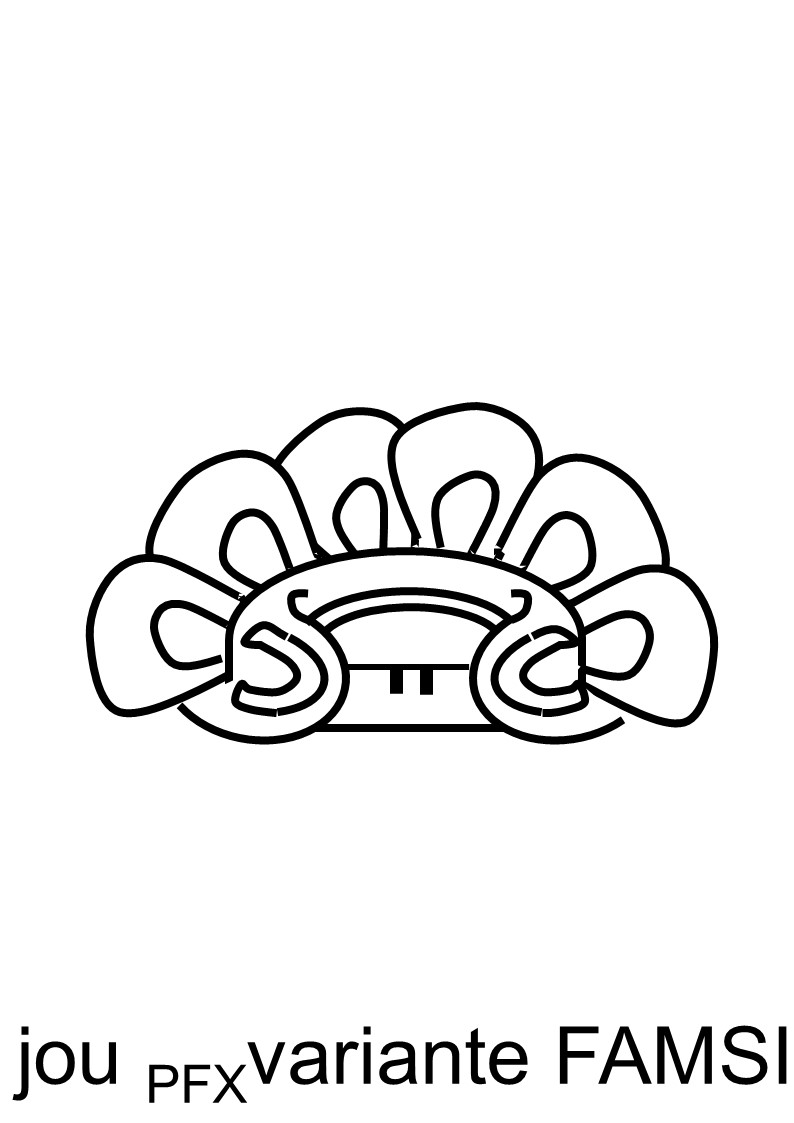

Les syllabes commençant par K
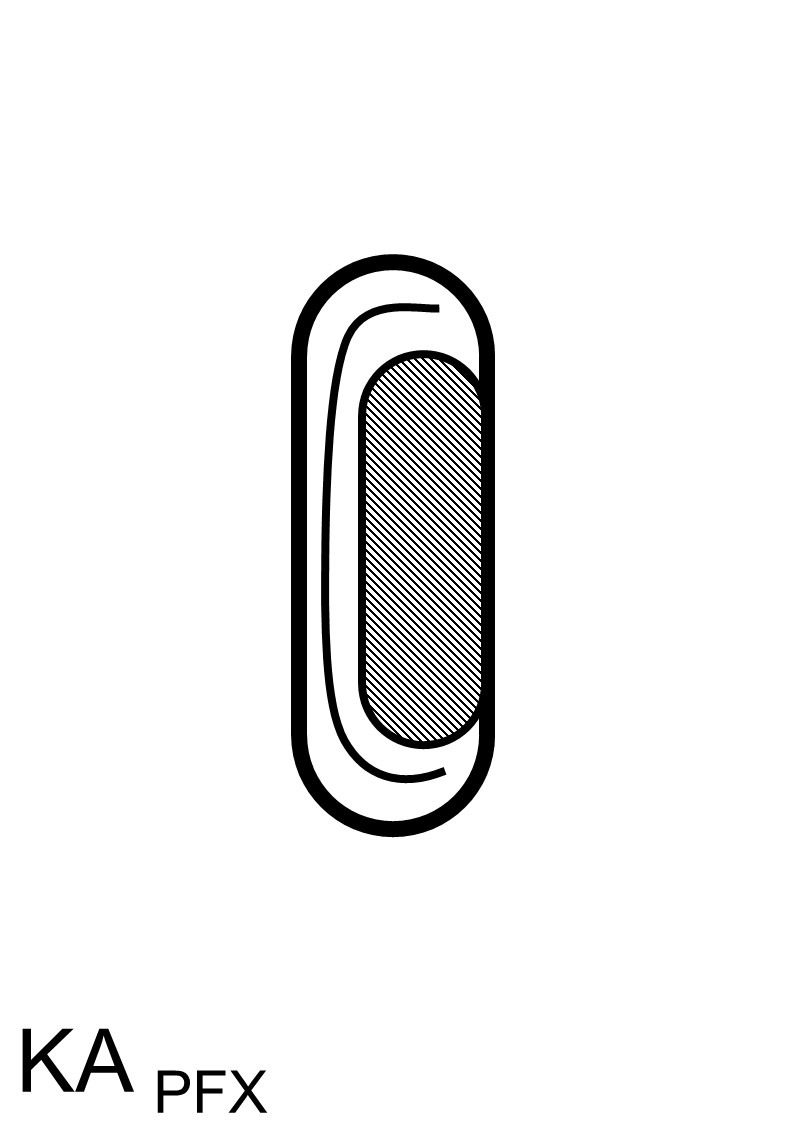
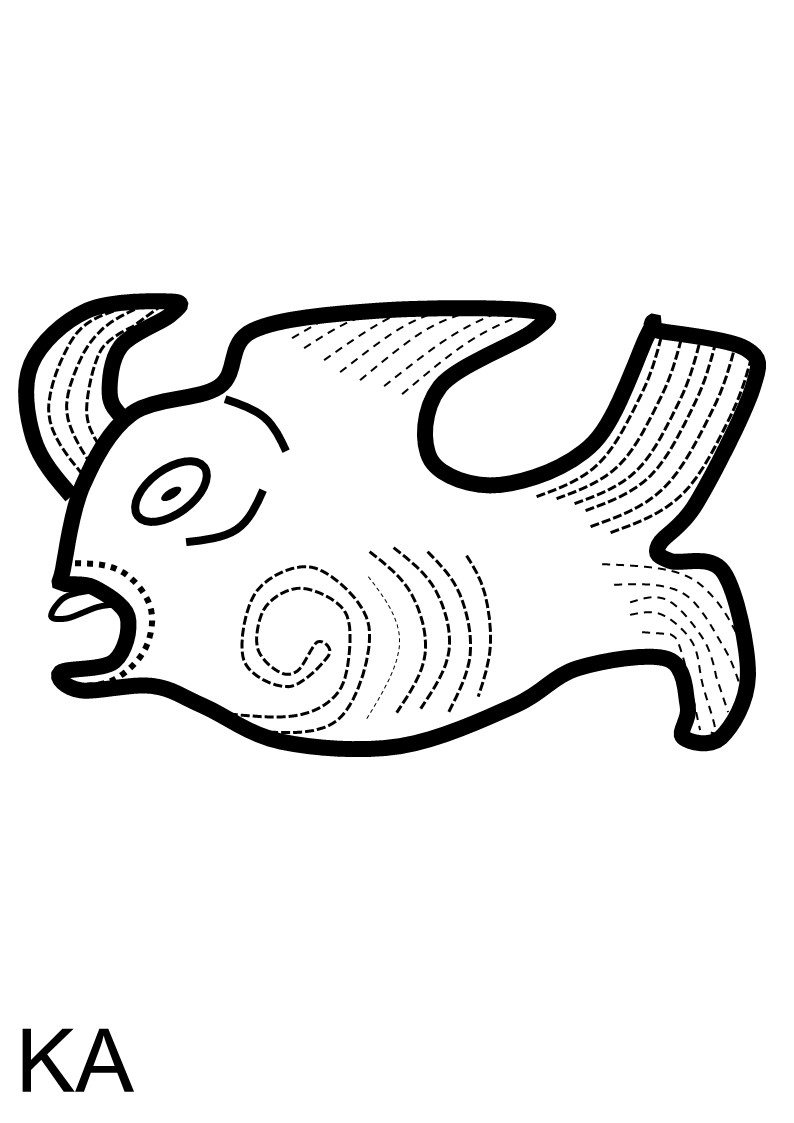
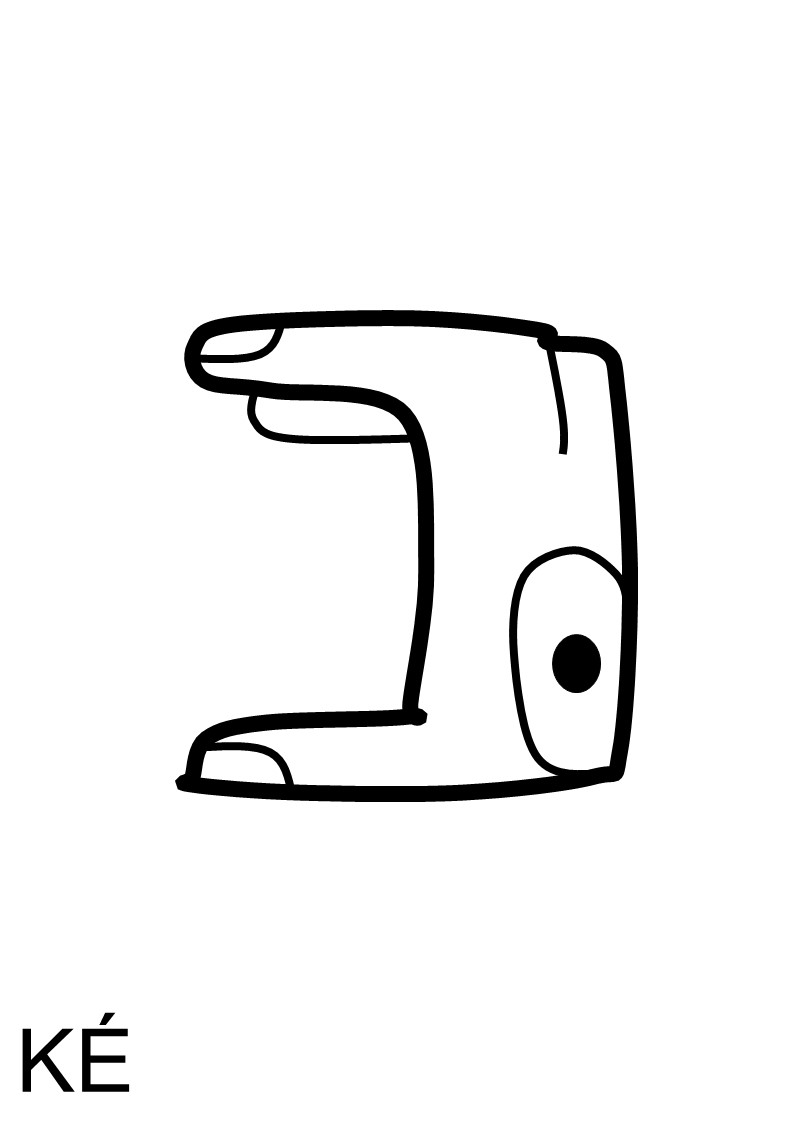
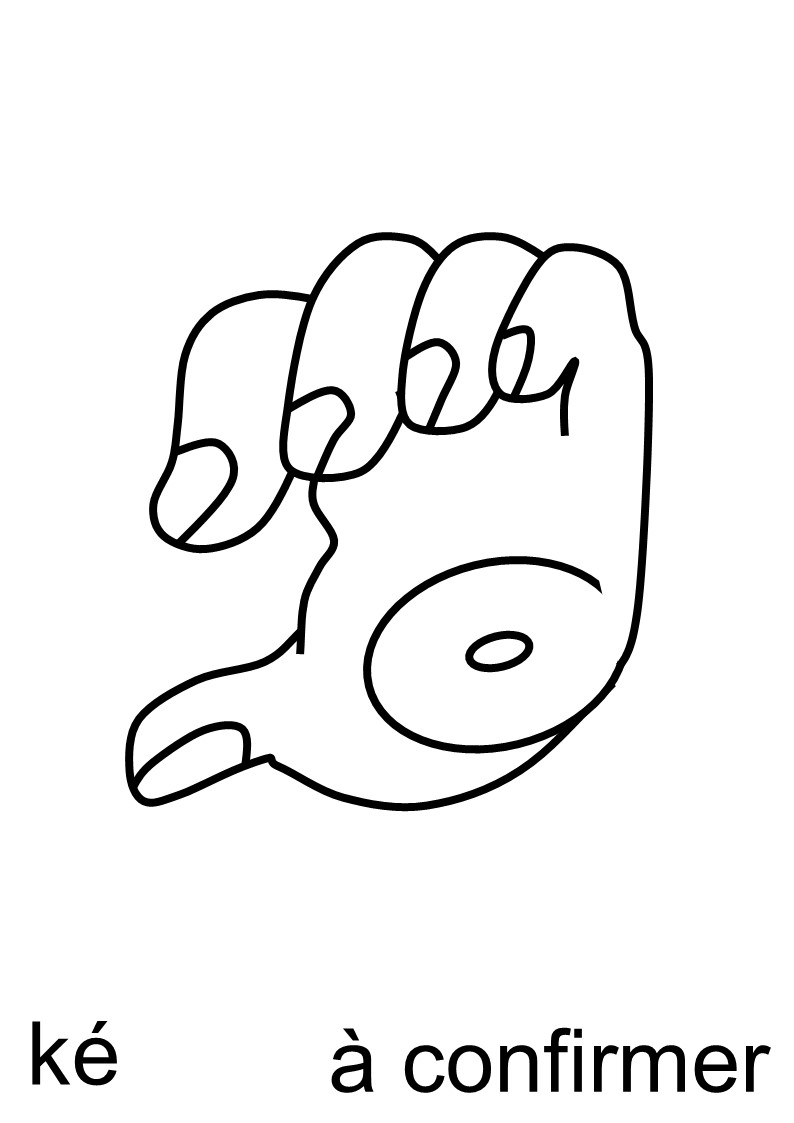
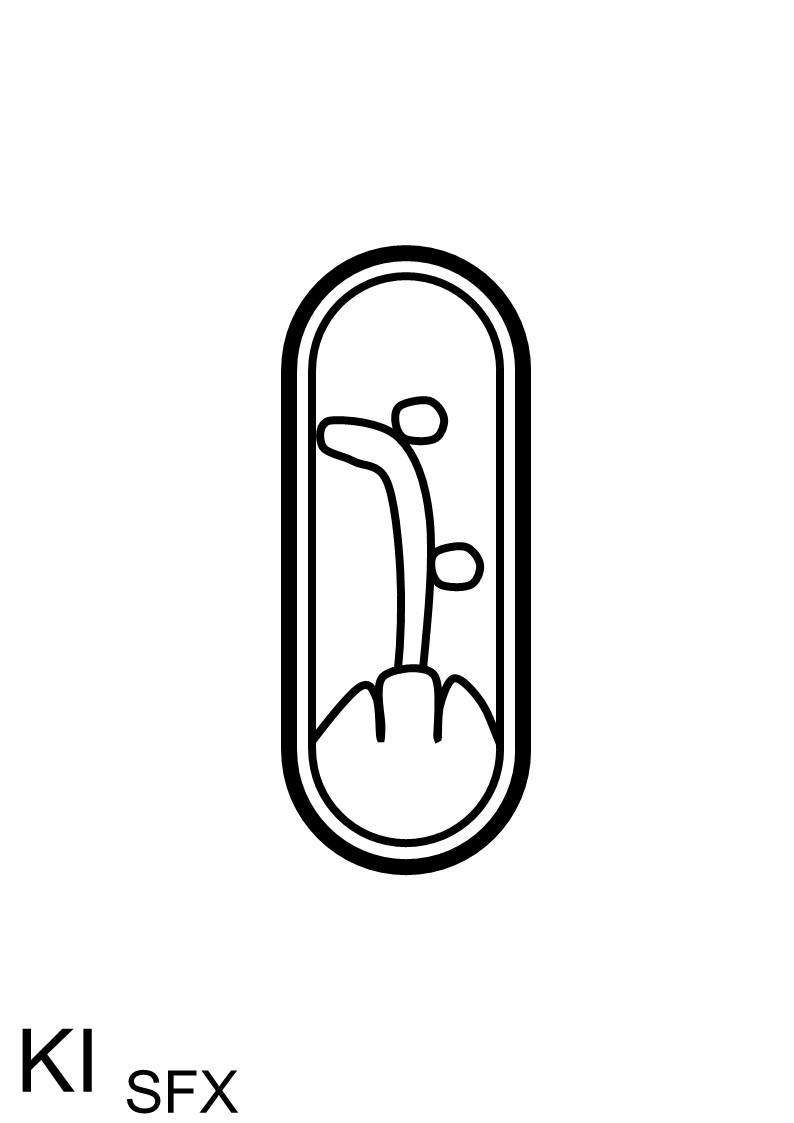
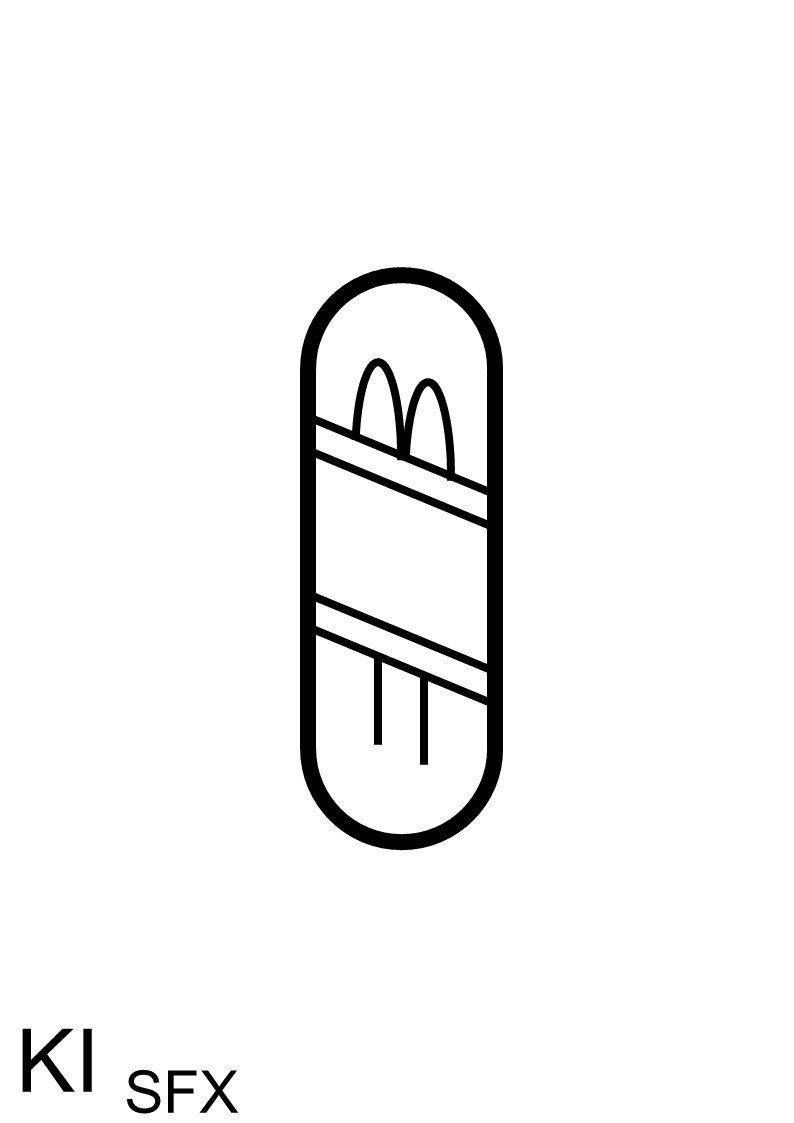
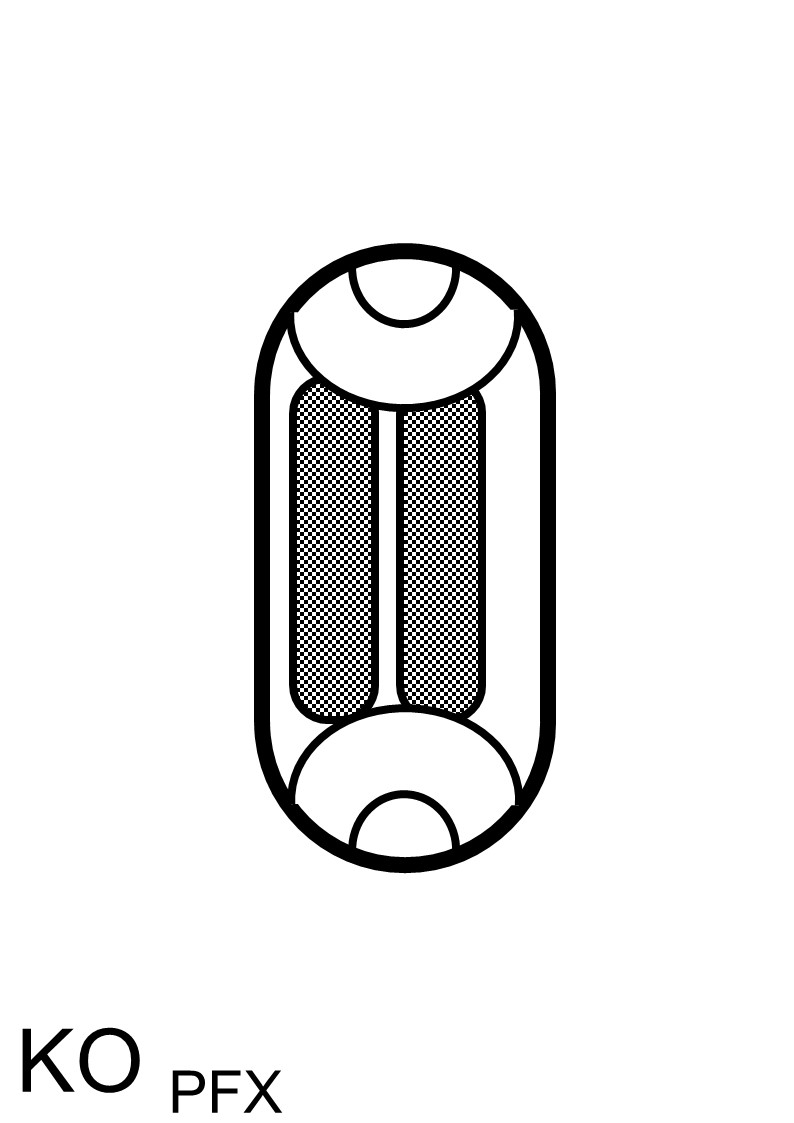
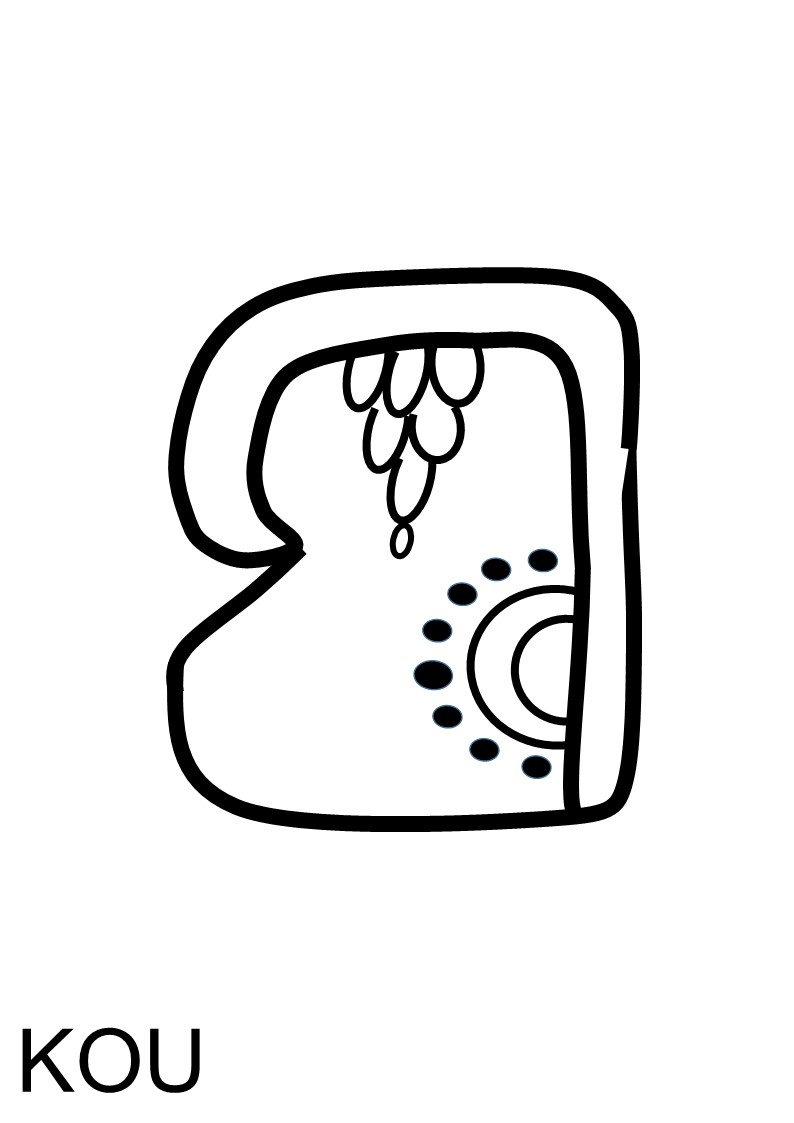

Les syllabes commençant par K'
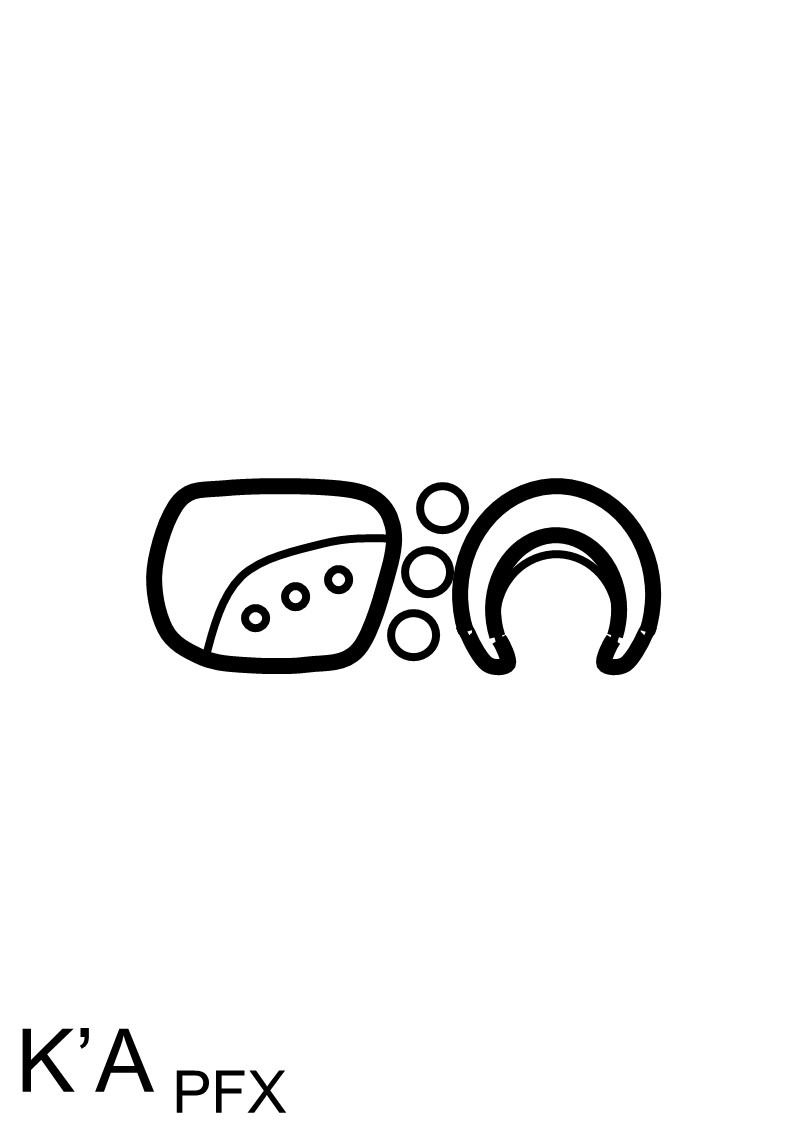
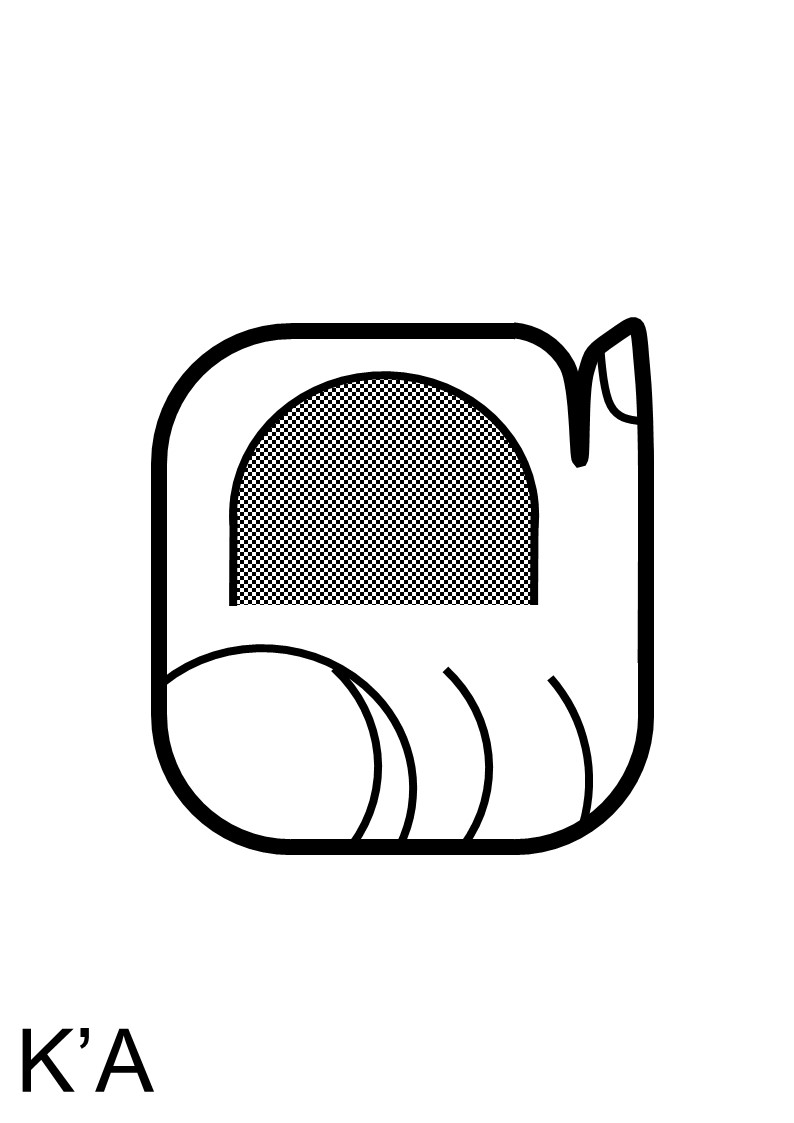
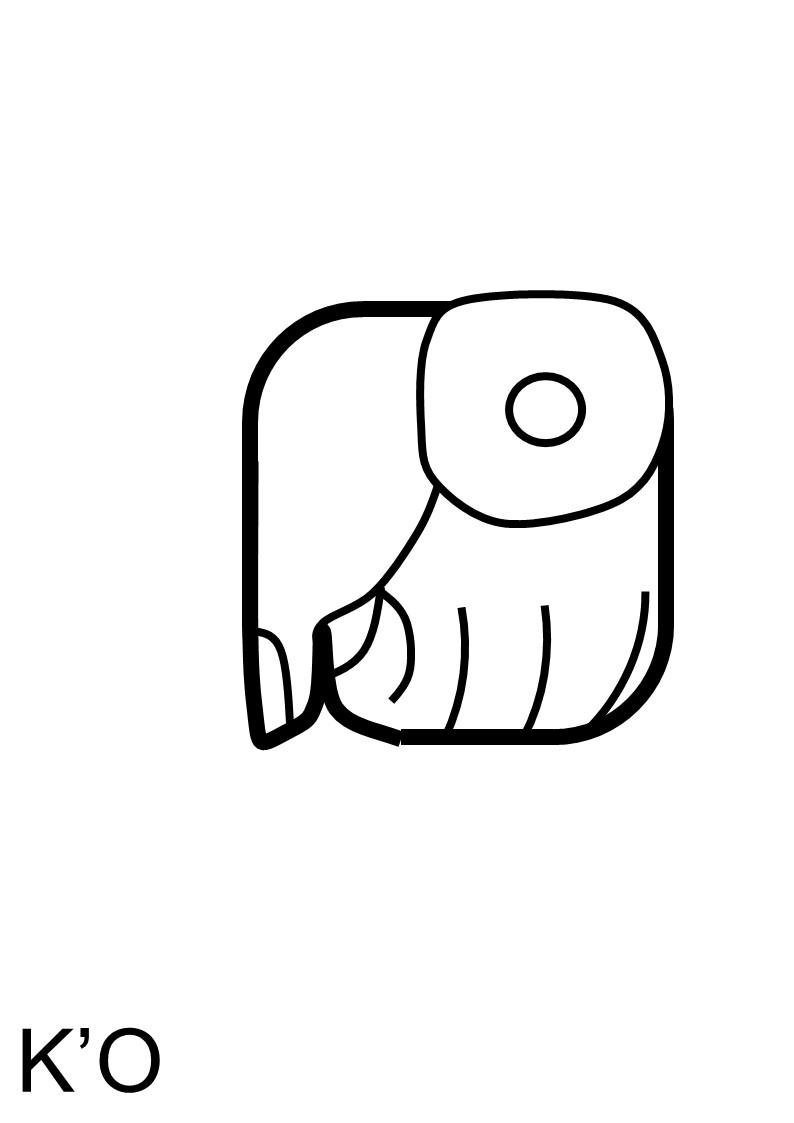
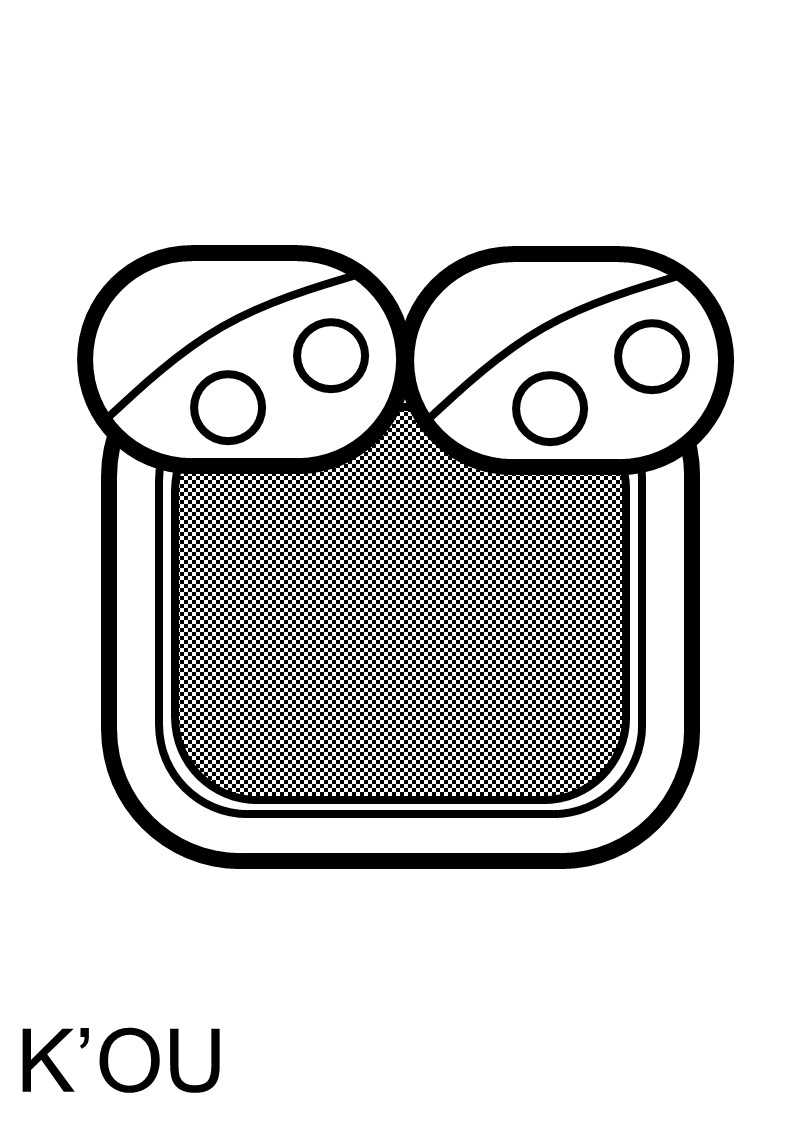

Les syllabes commençant par L
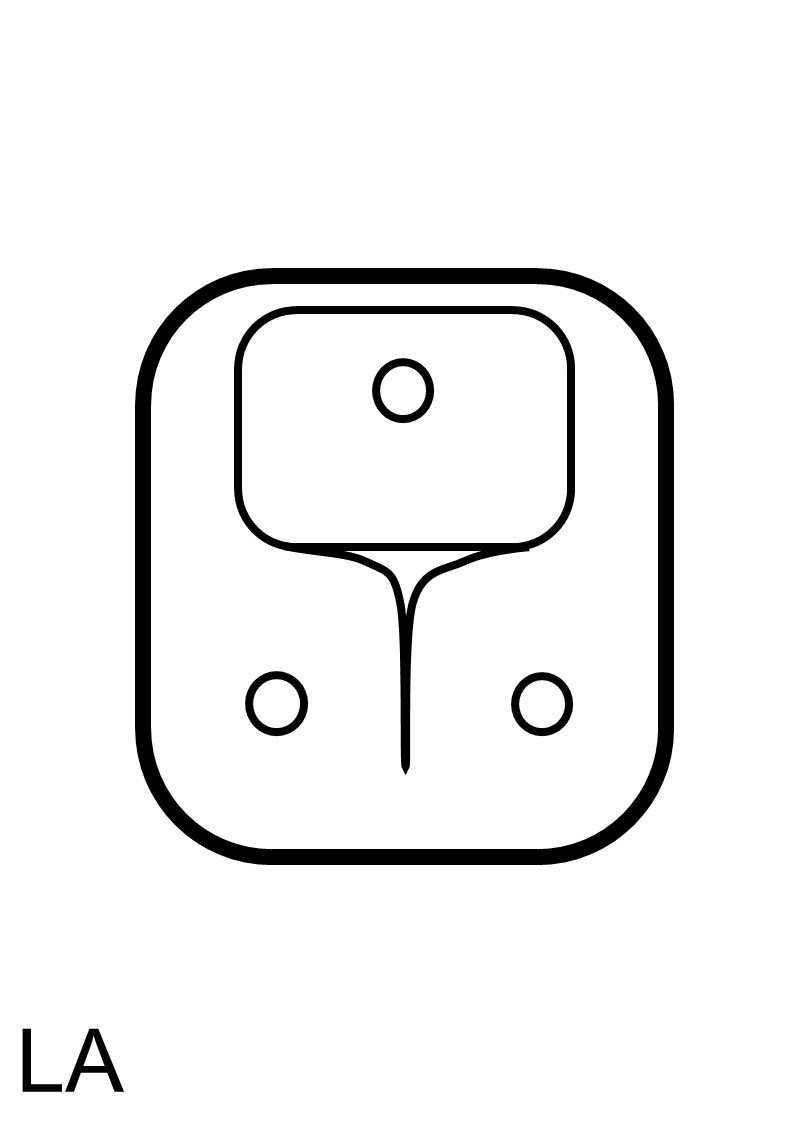
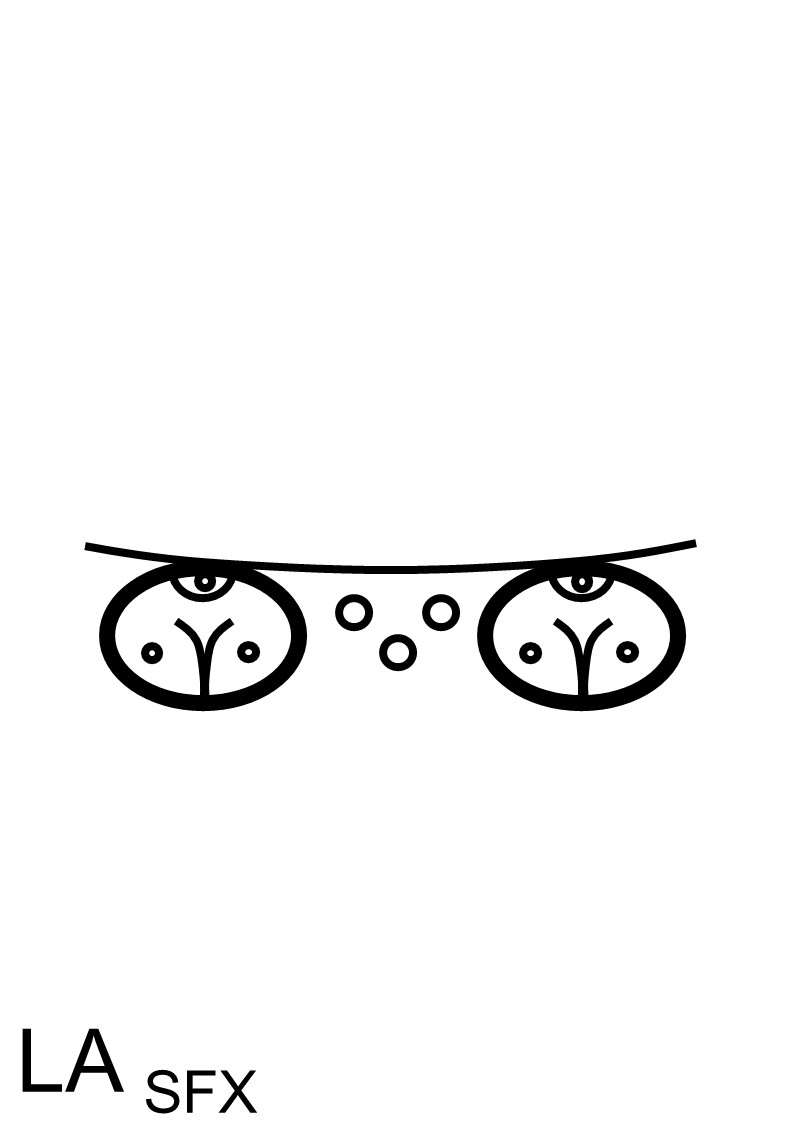
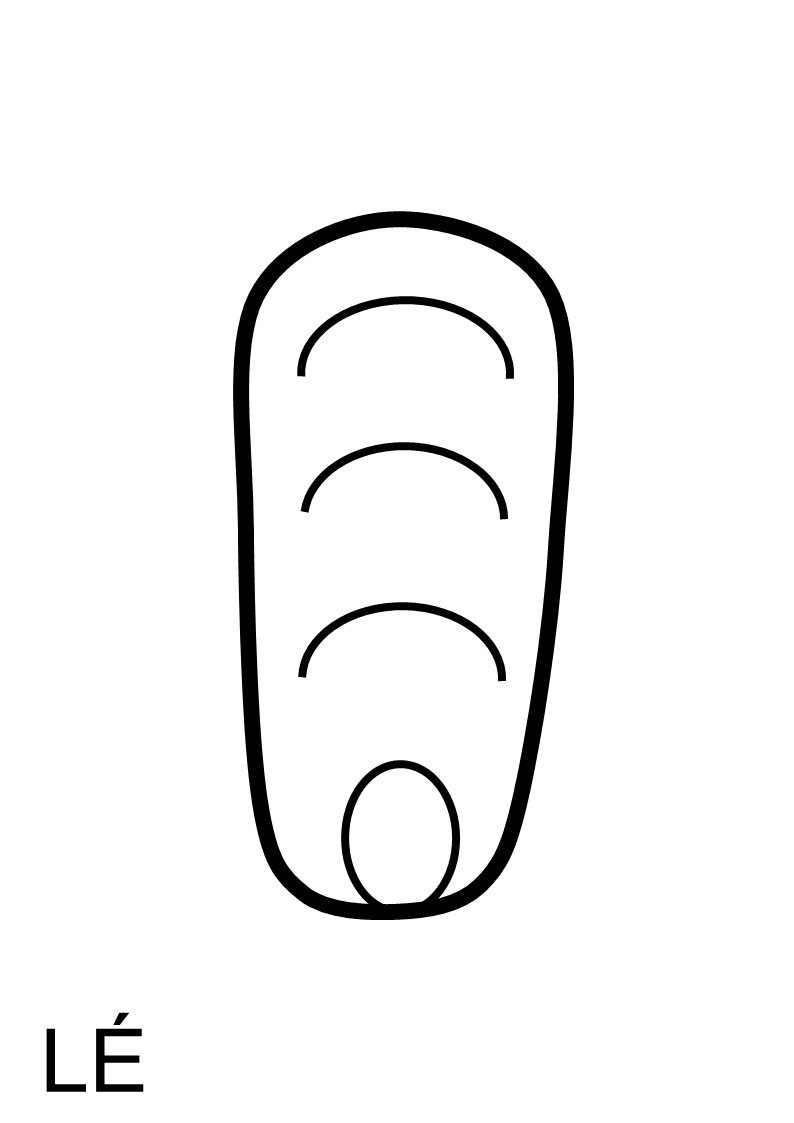
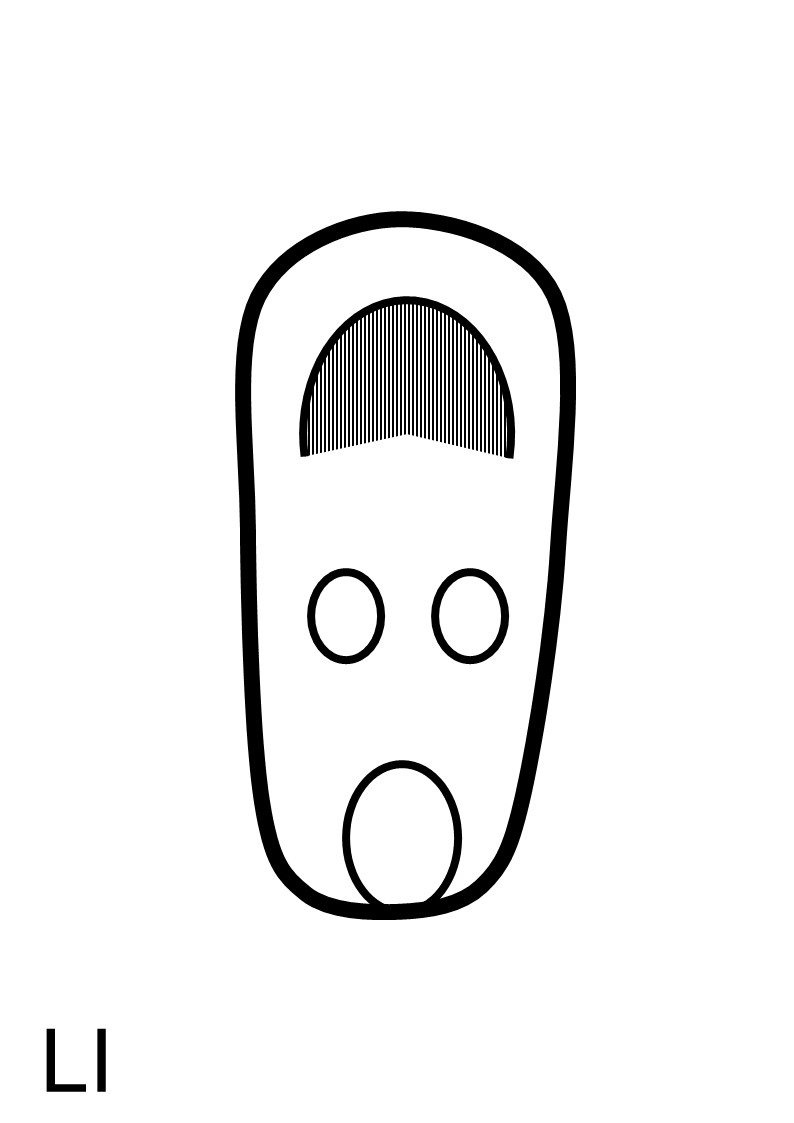
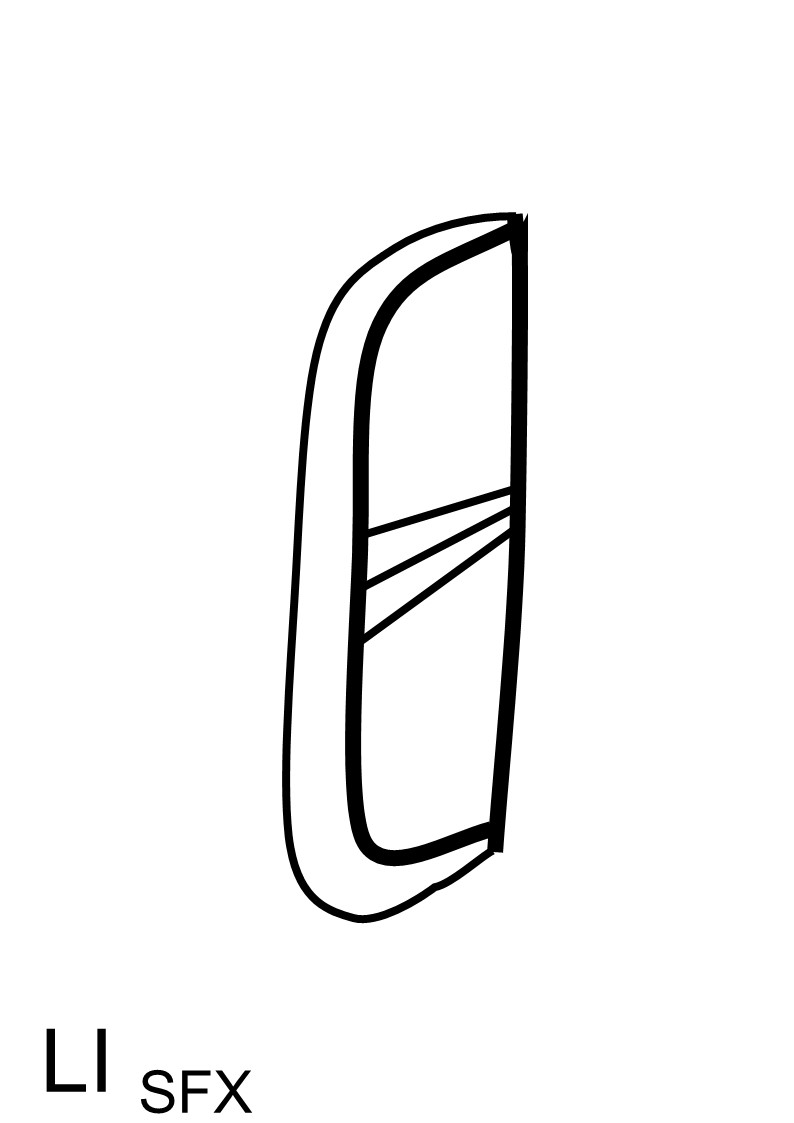
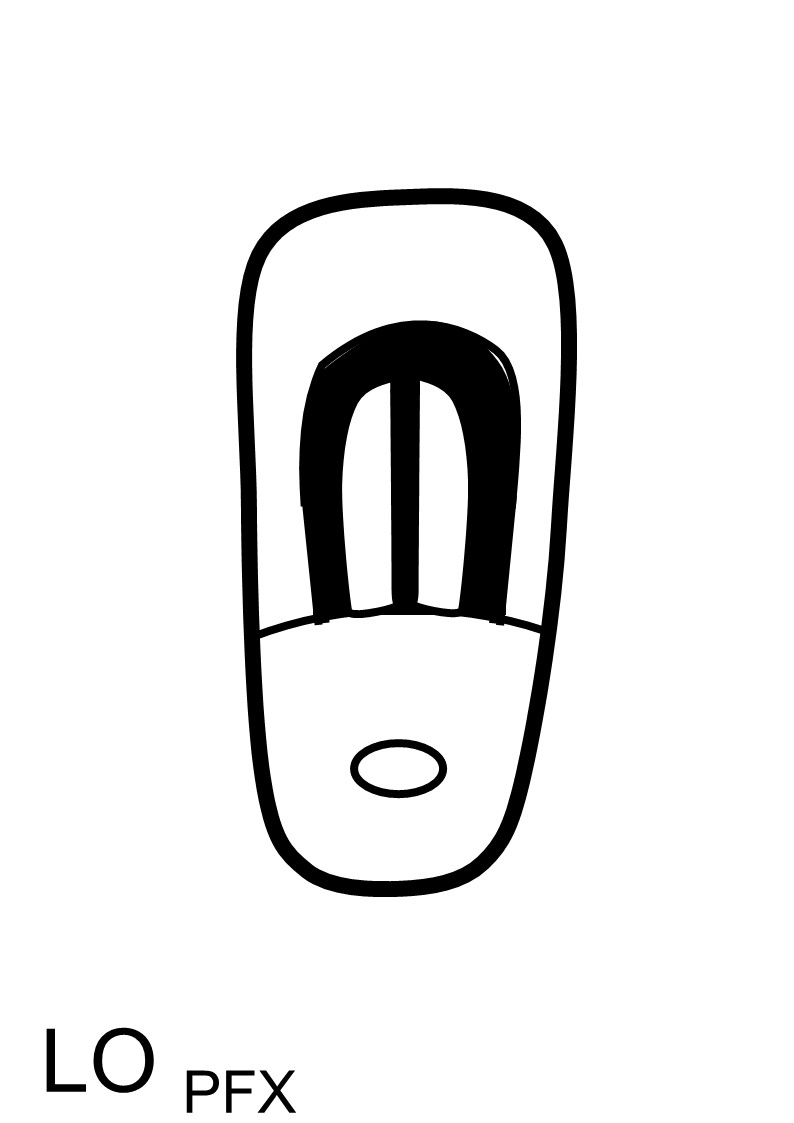
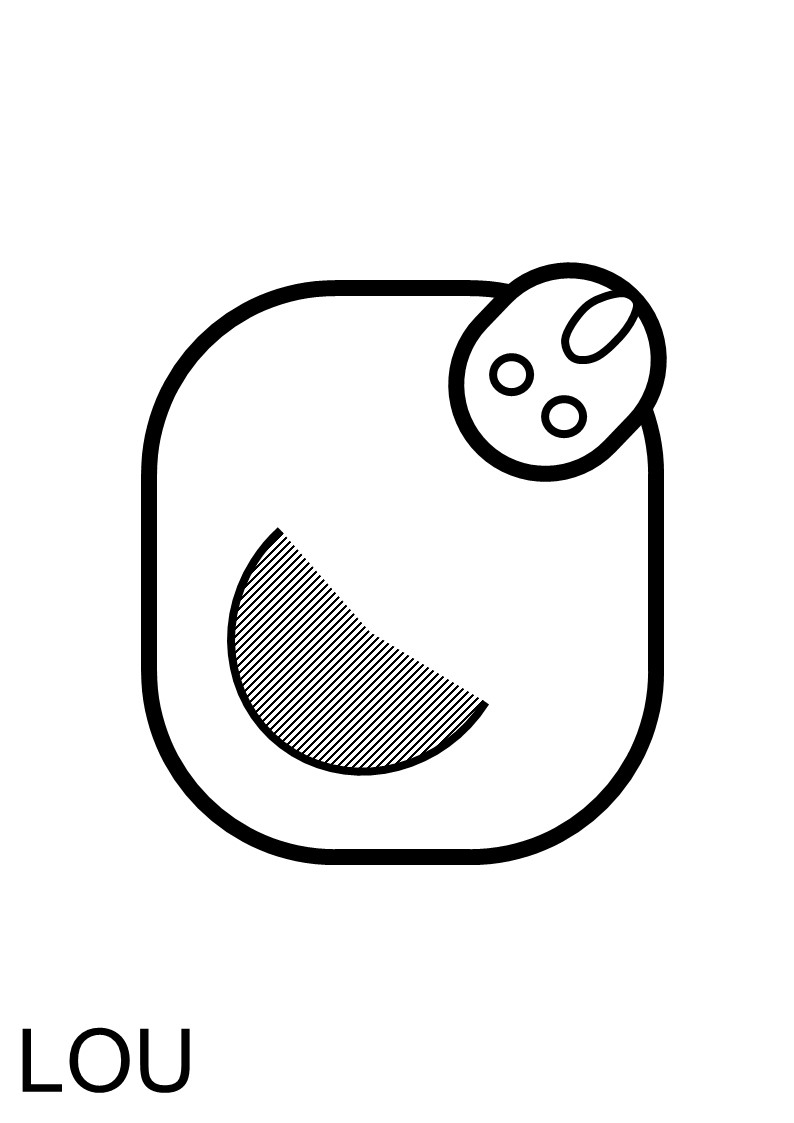

Les syllabes commençant par M
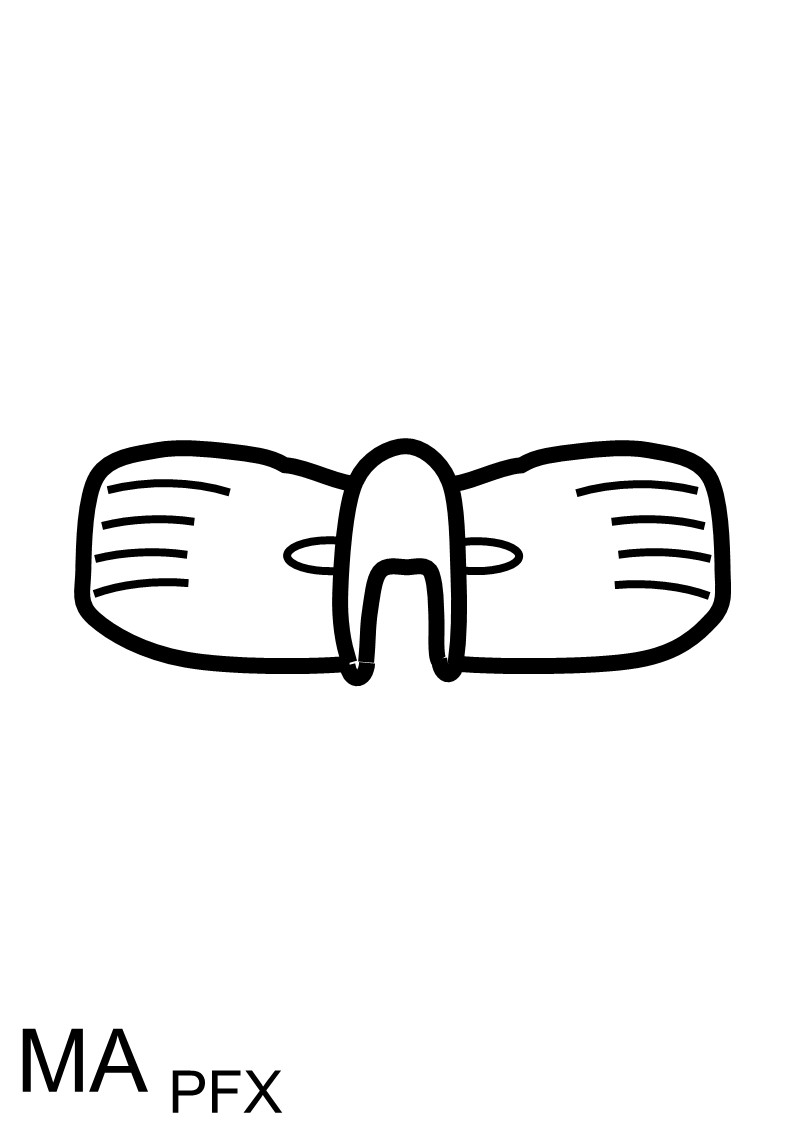
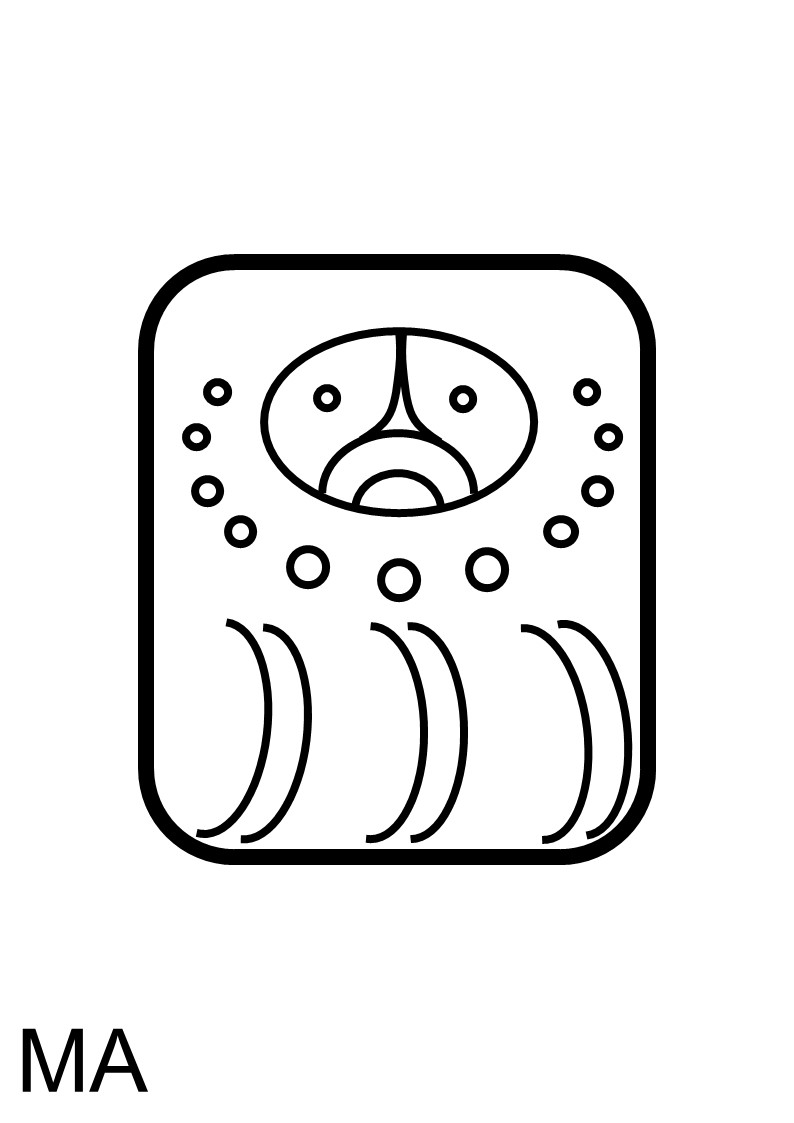
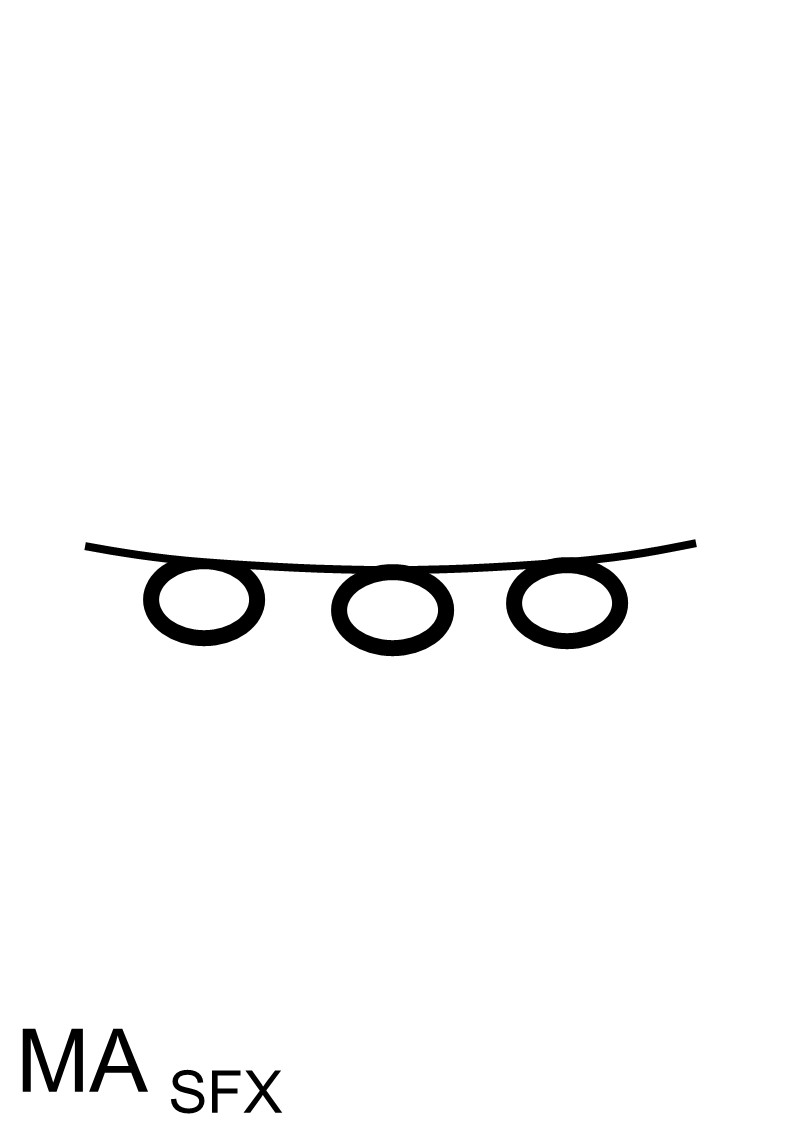
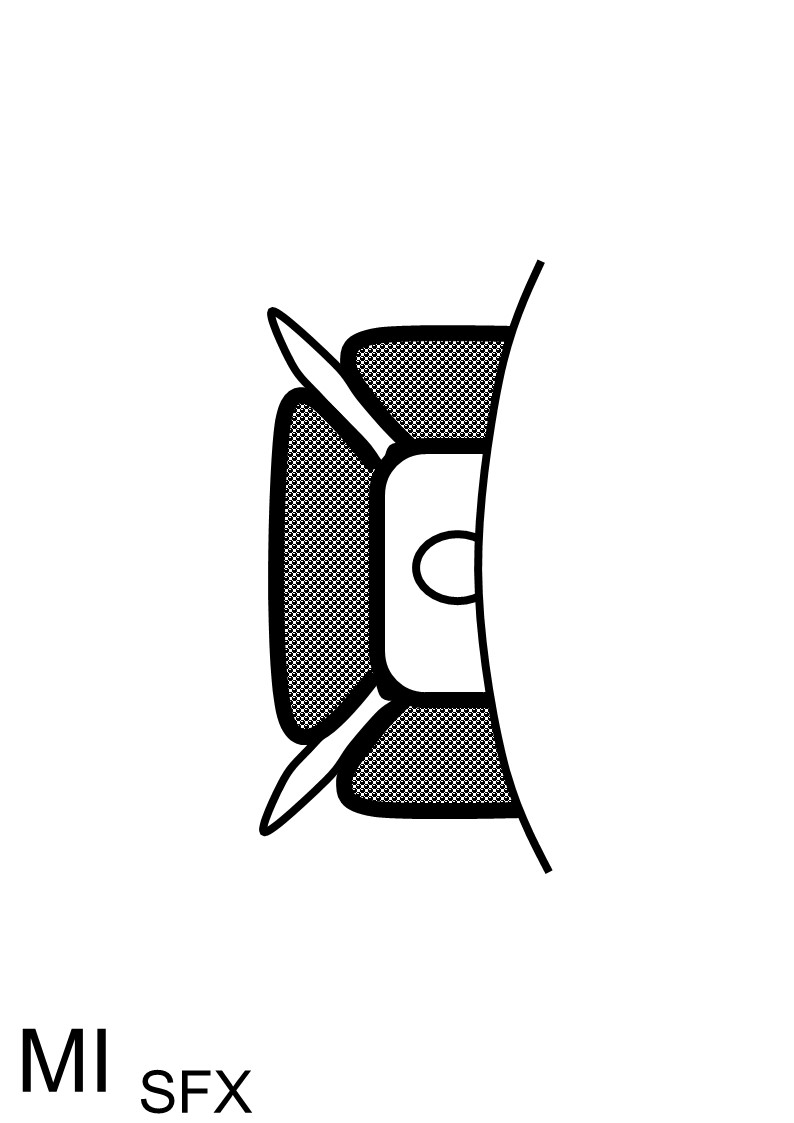
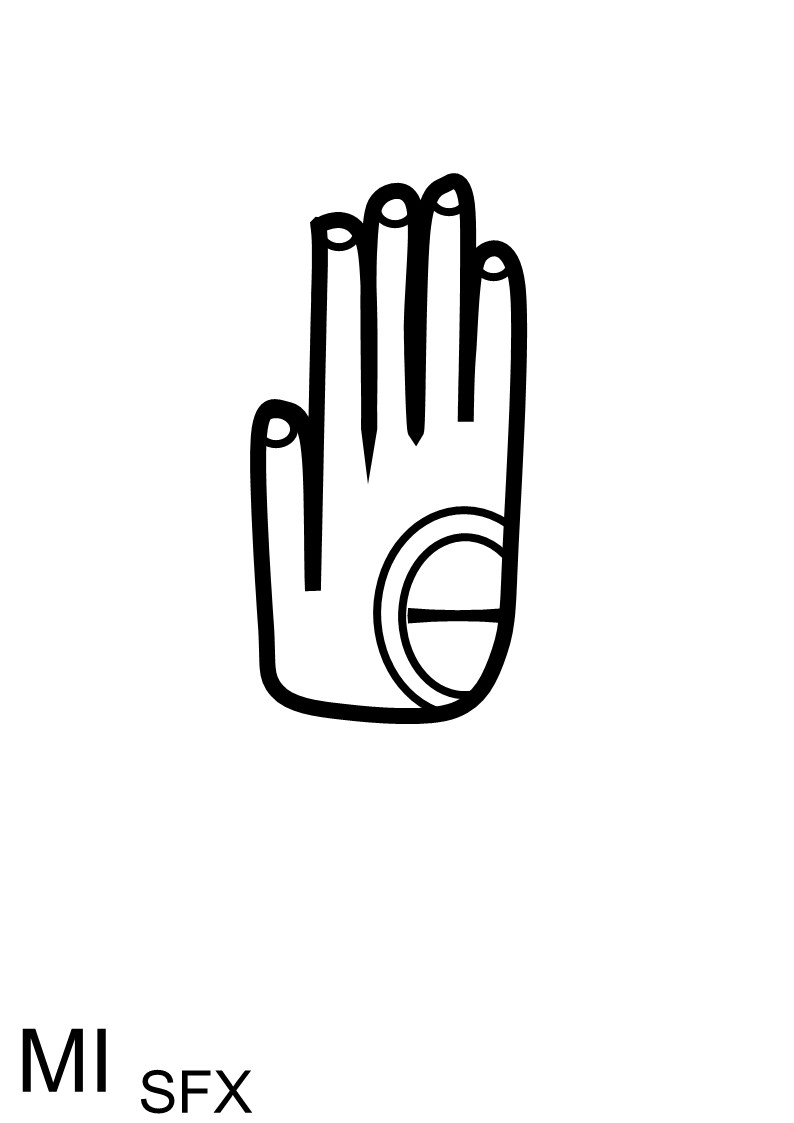
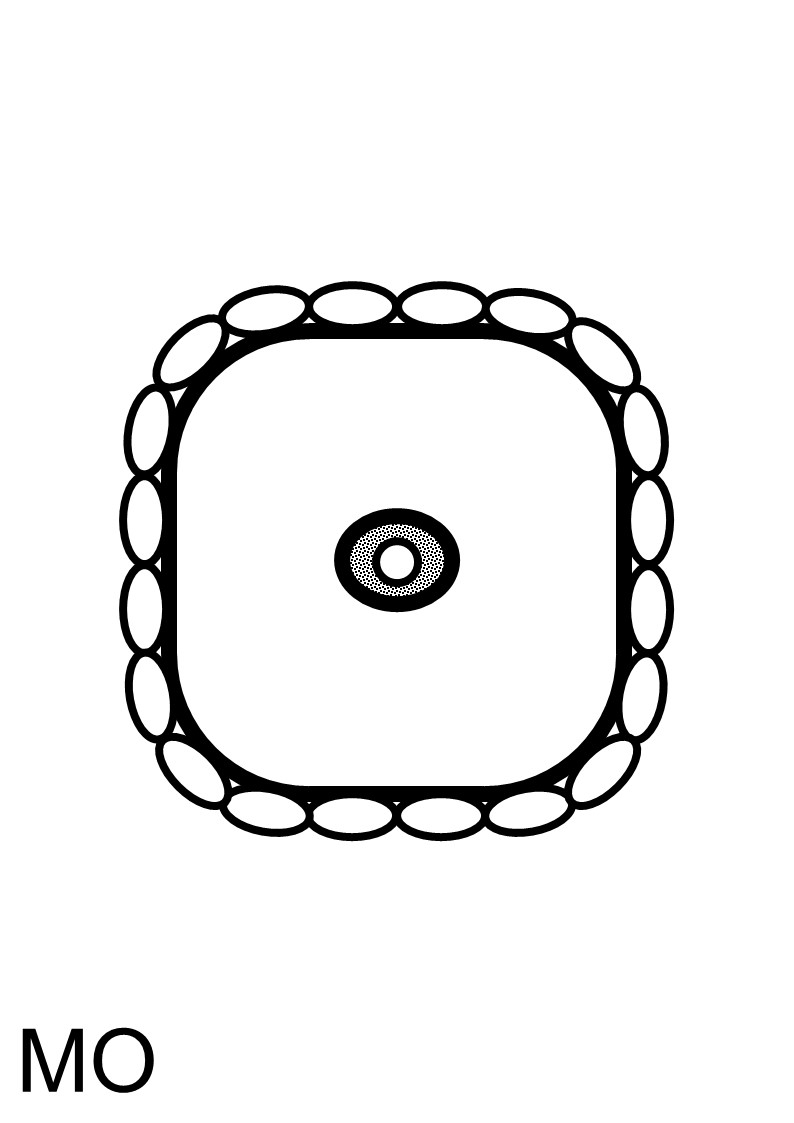
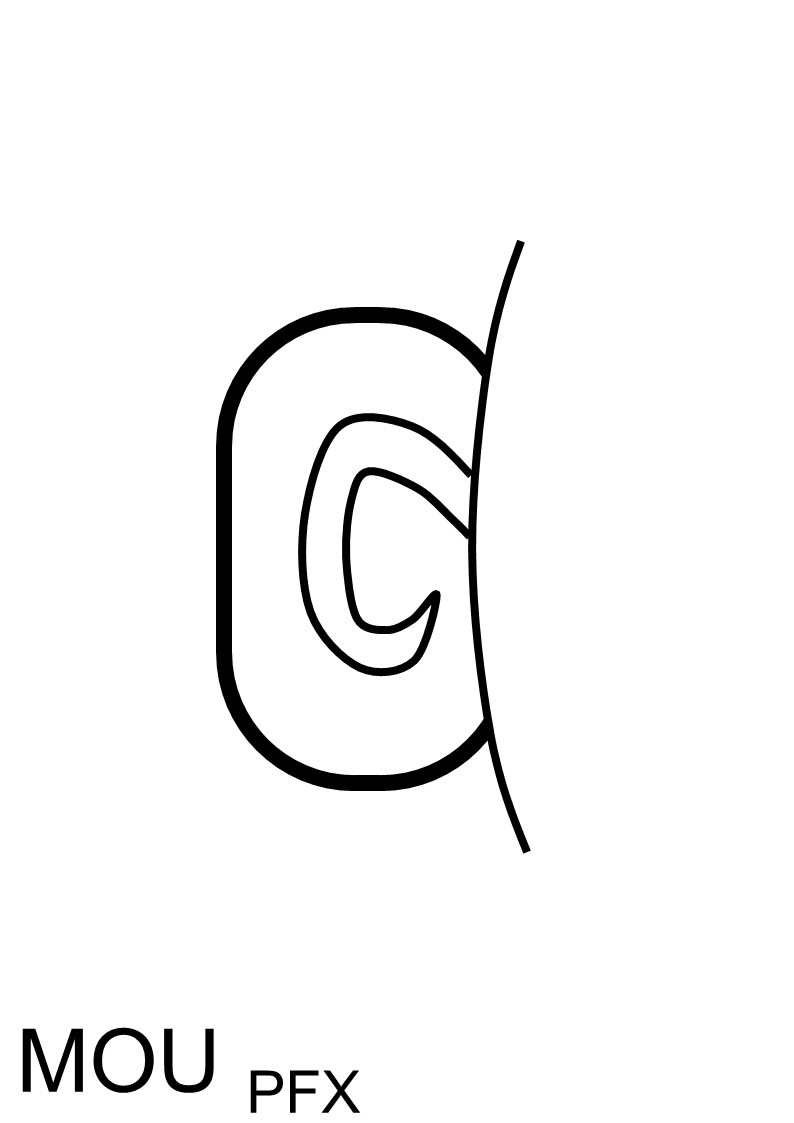

Les syllabes commençant par N
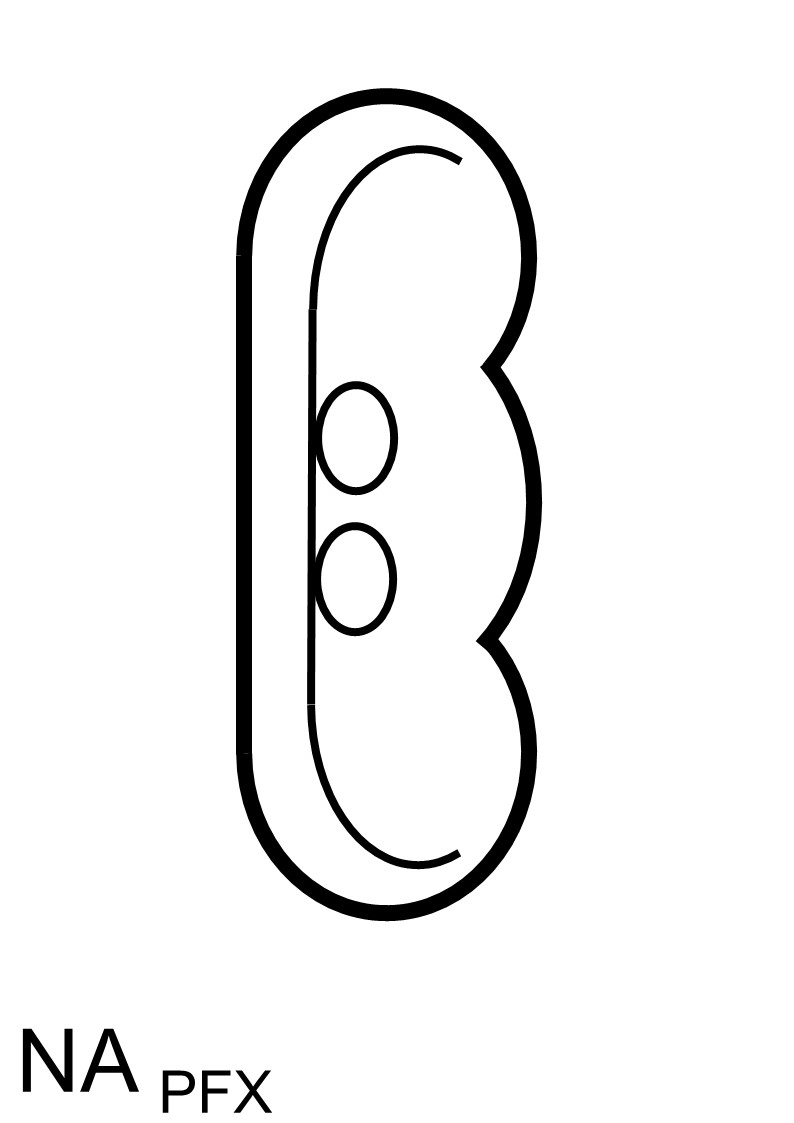
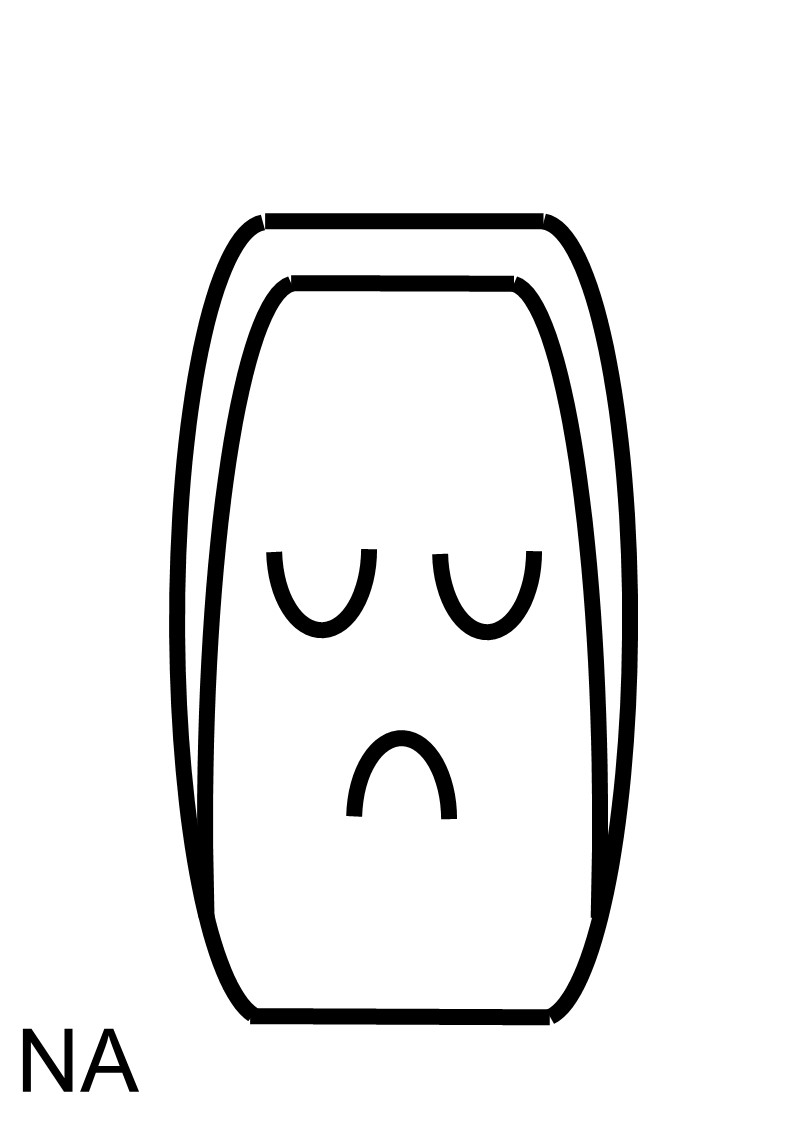
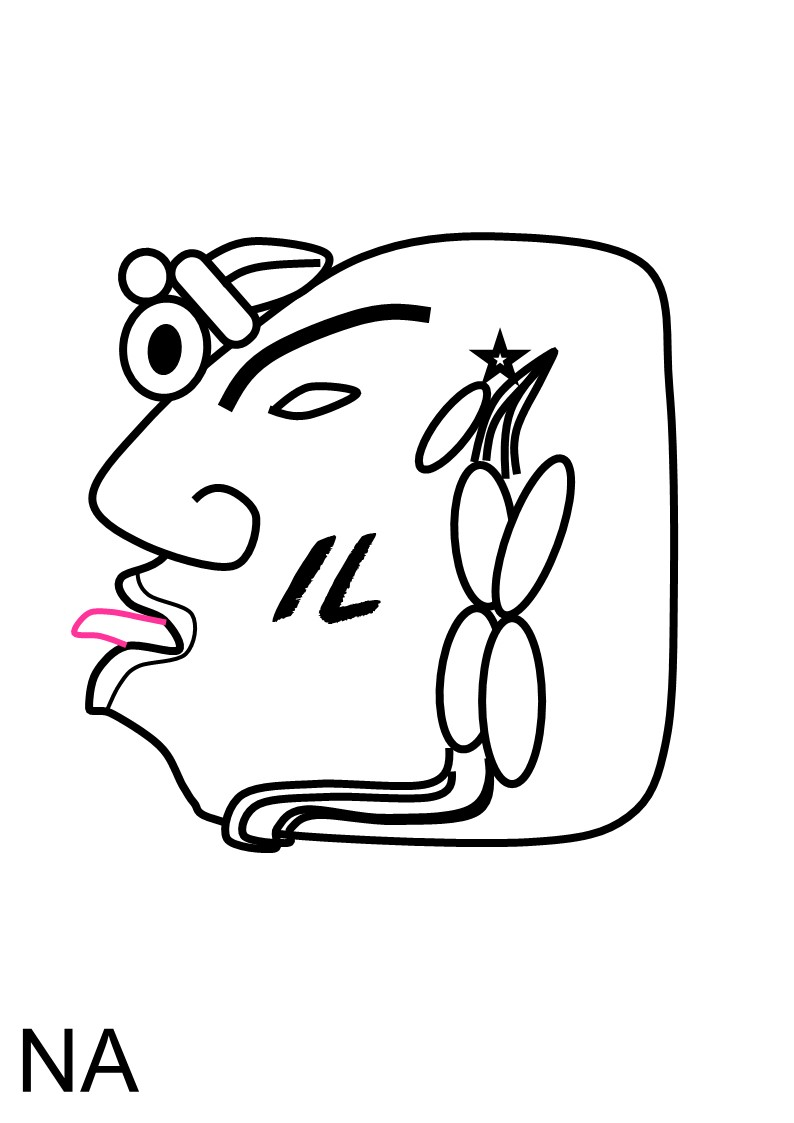
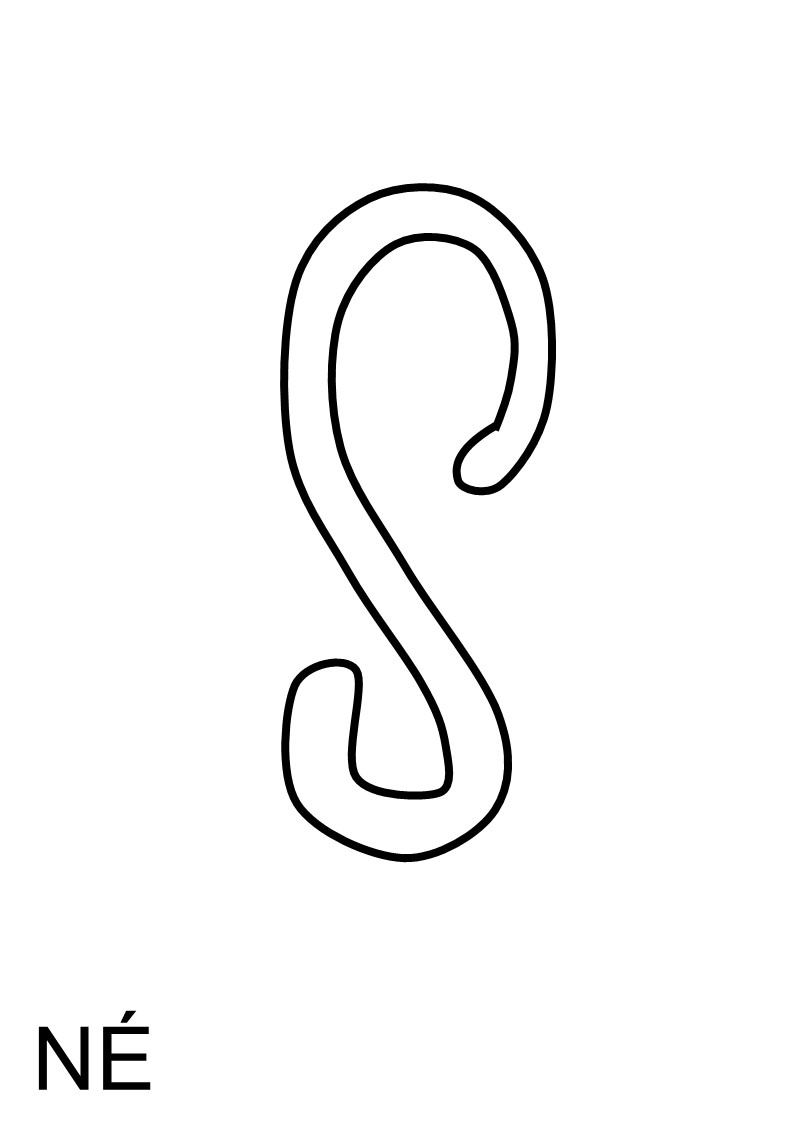
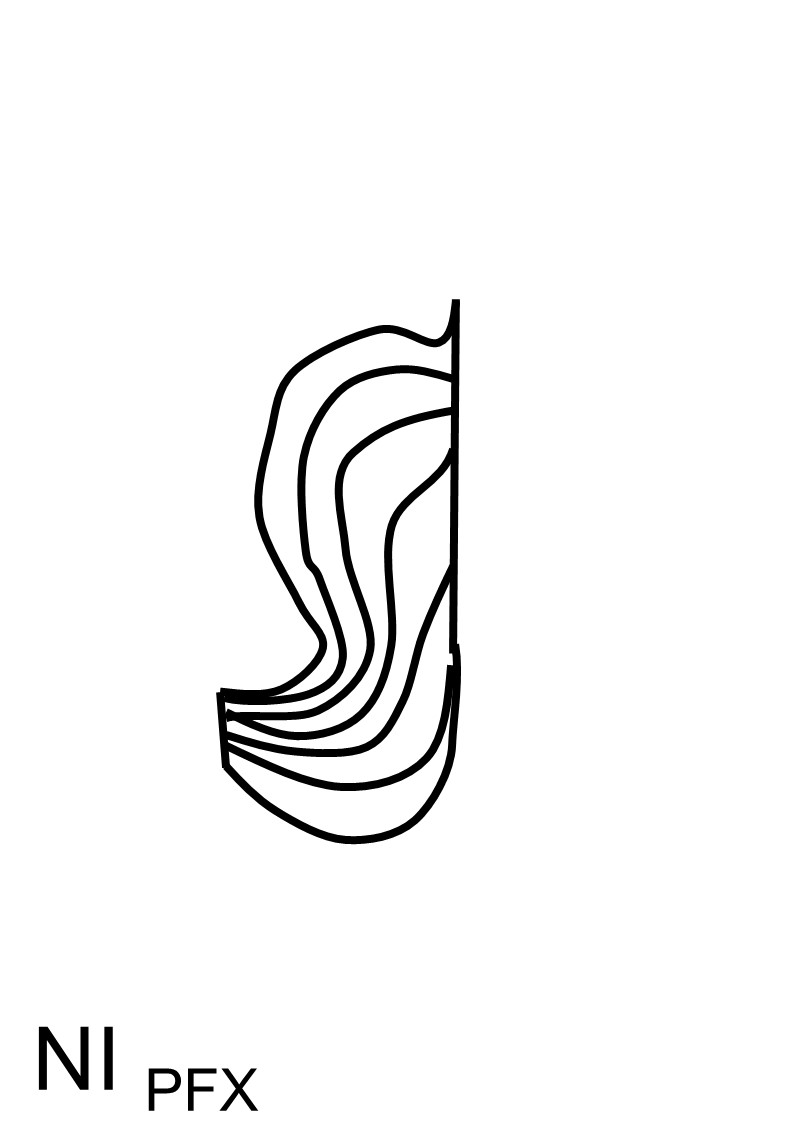
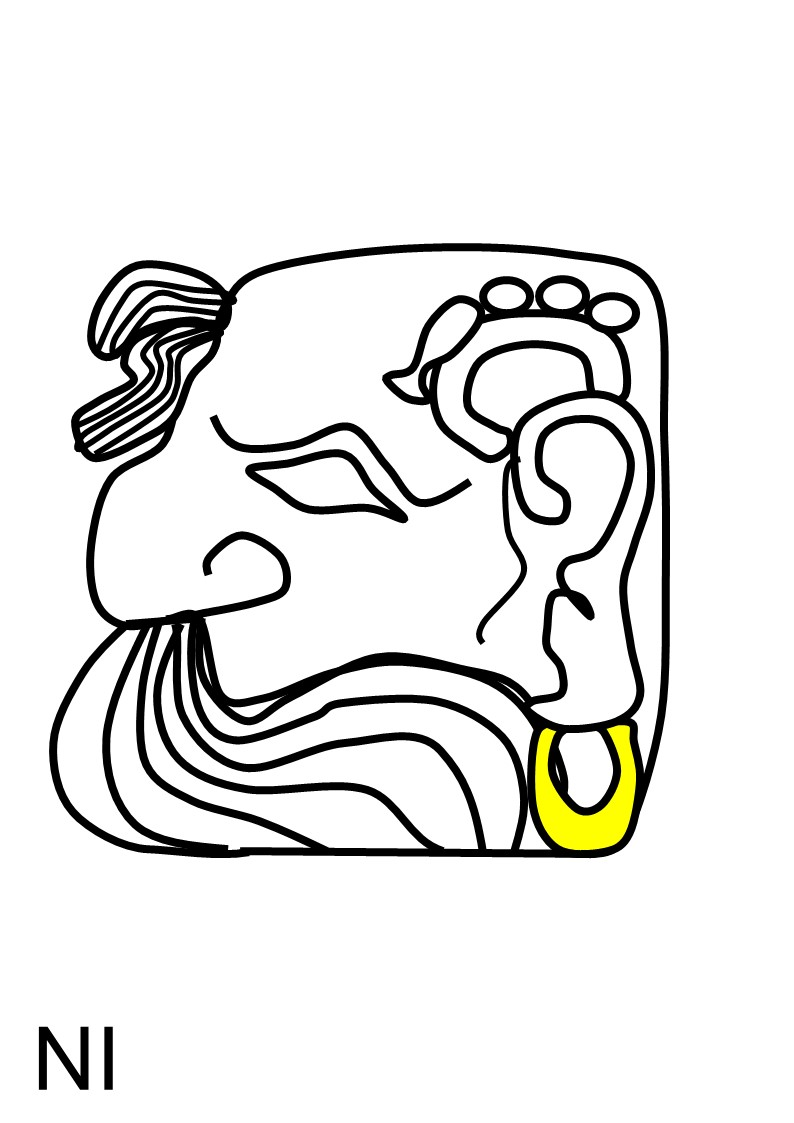
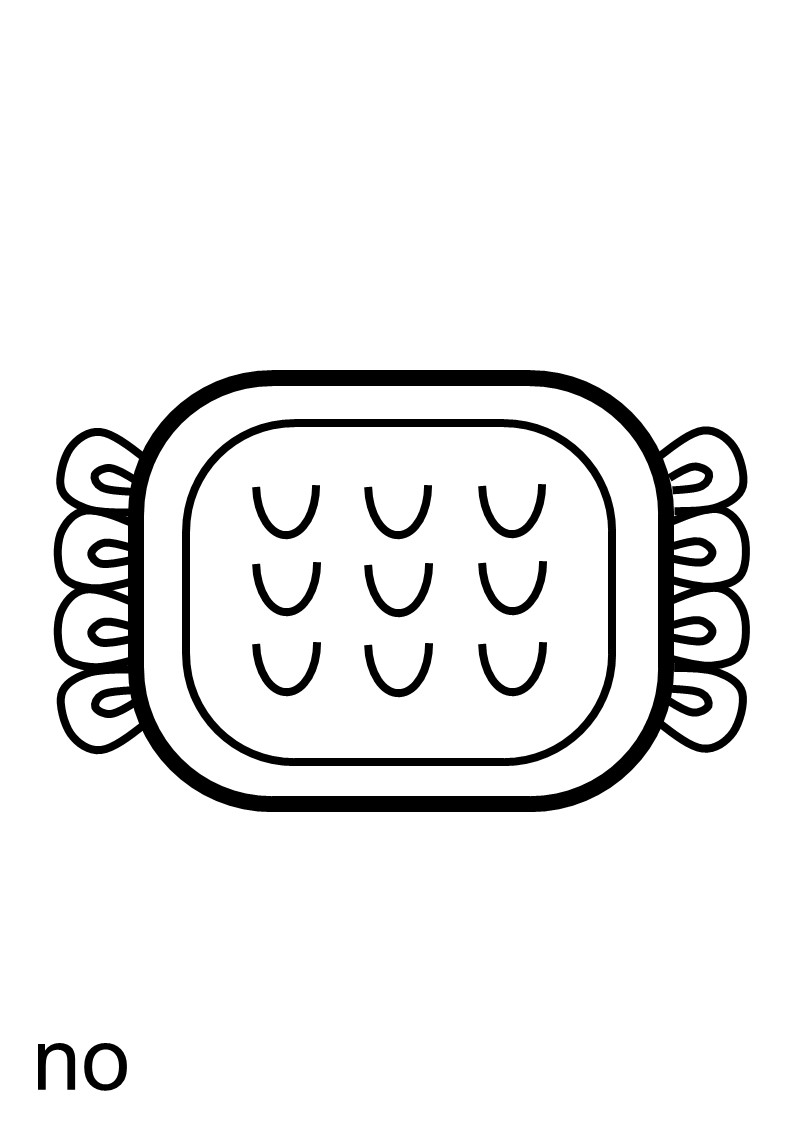
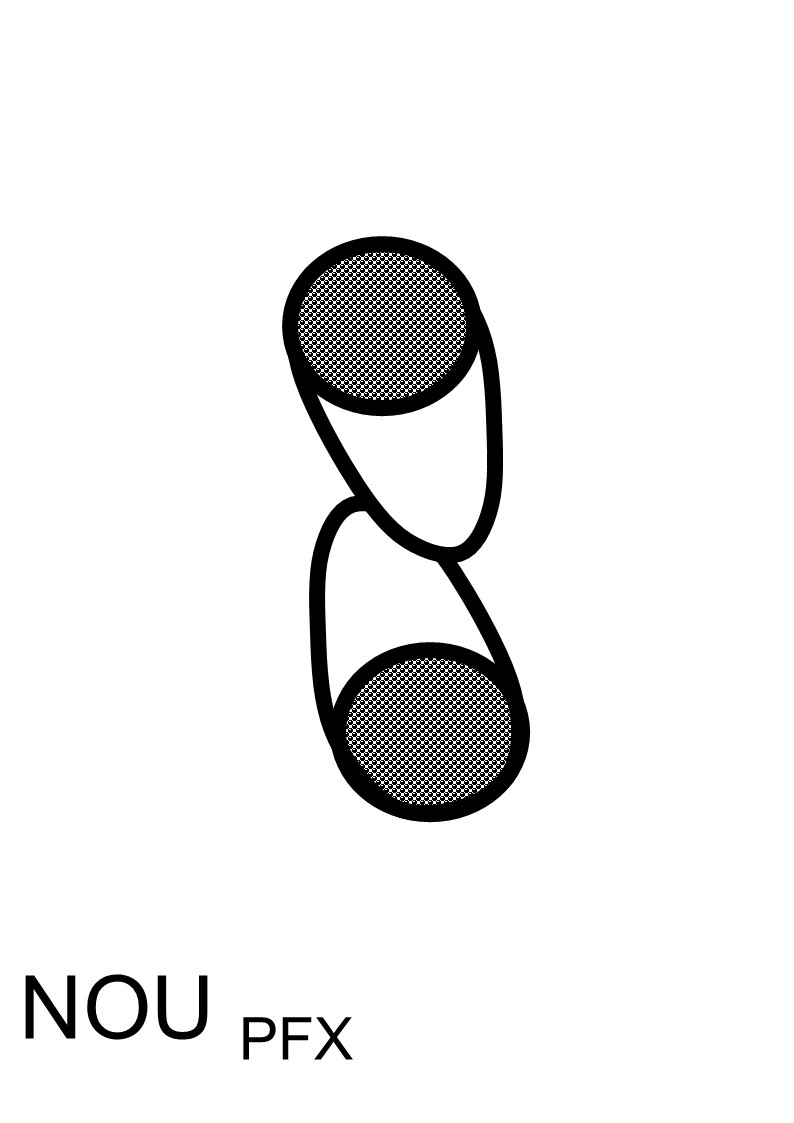
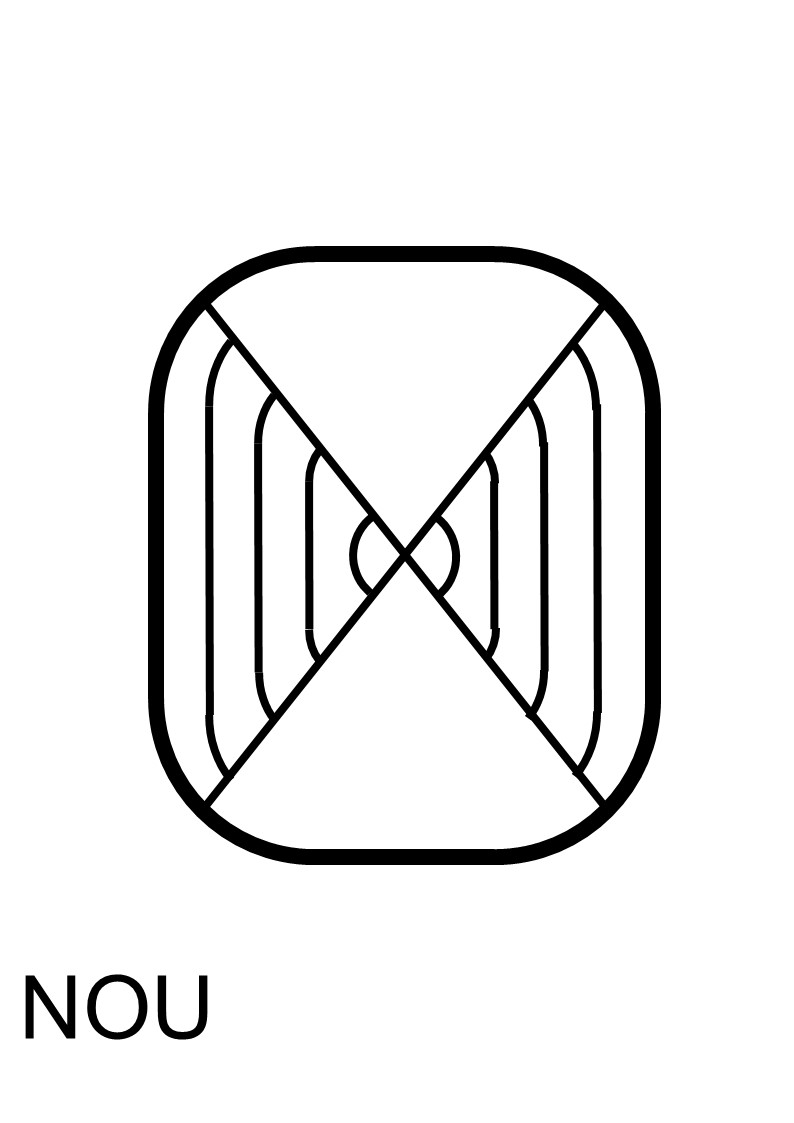
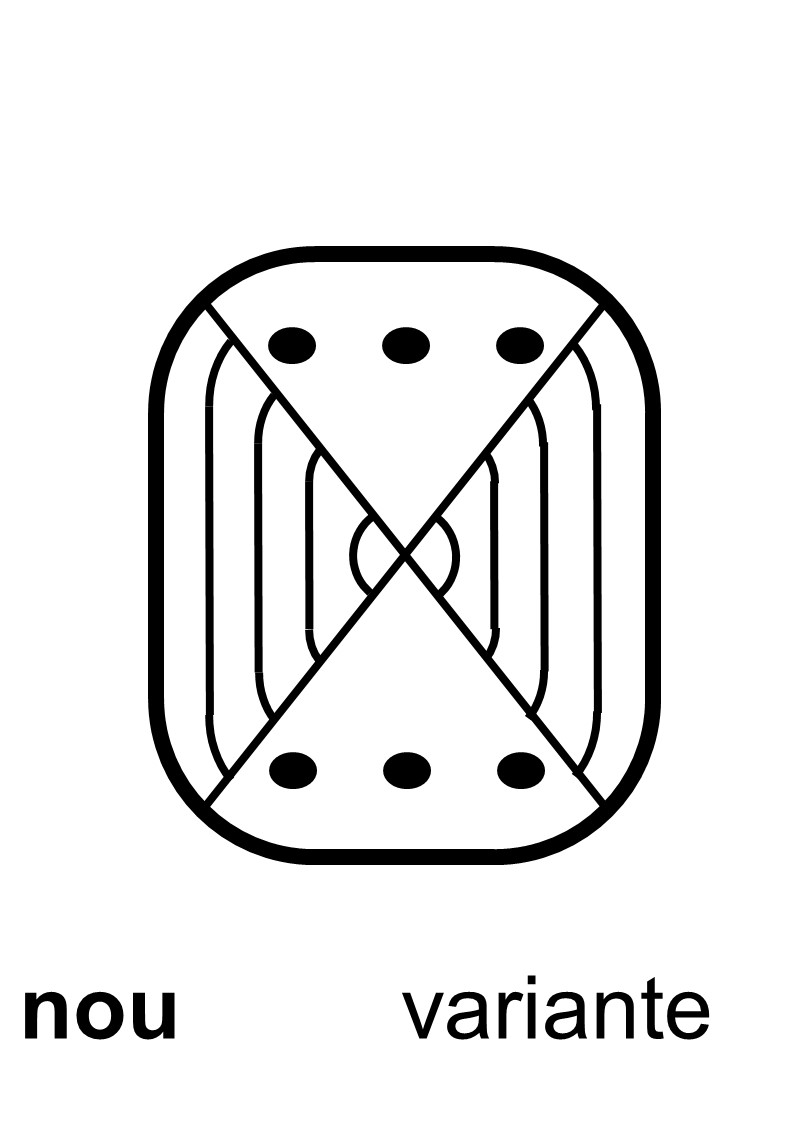

Les syllabes commençant par P
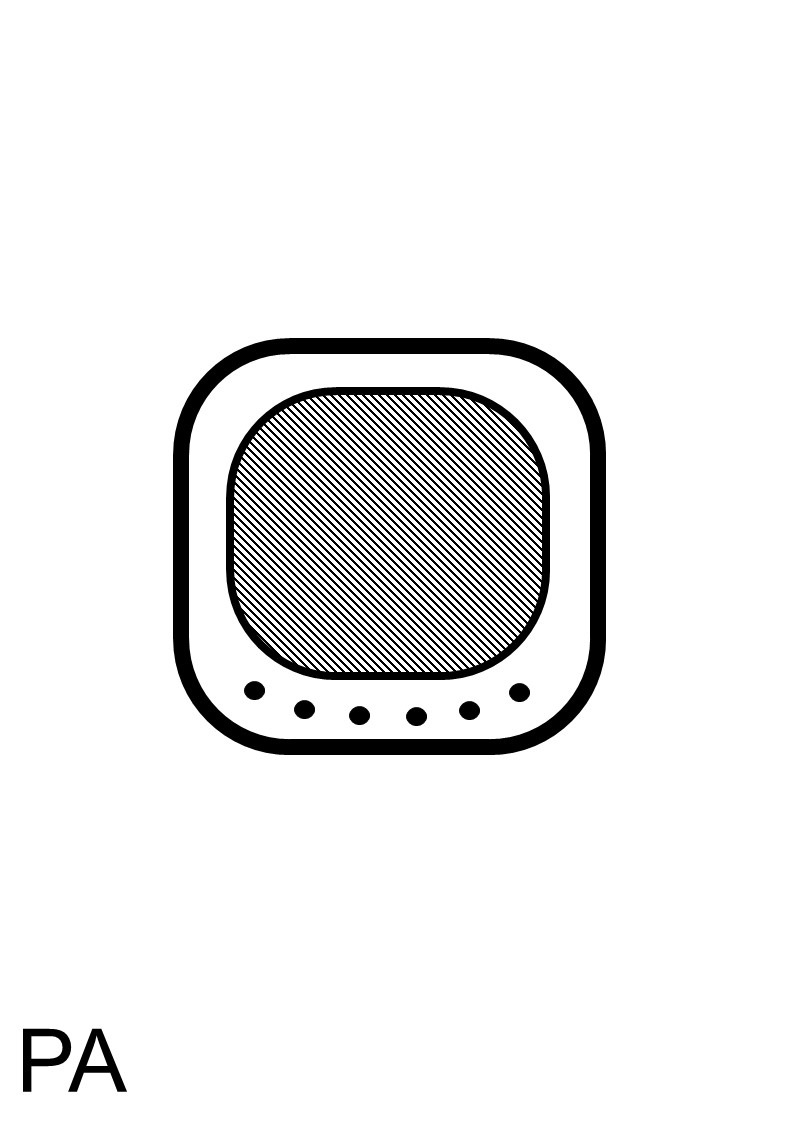
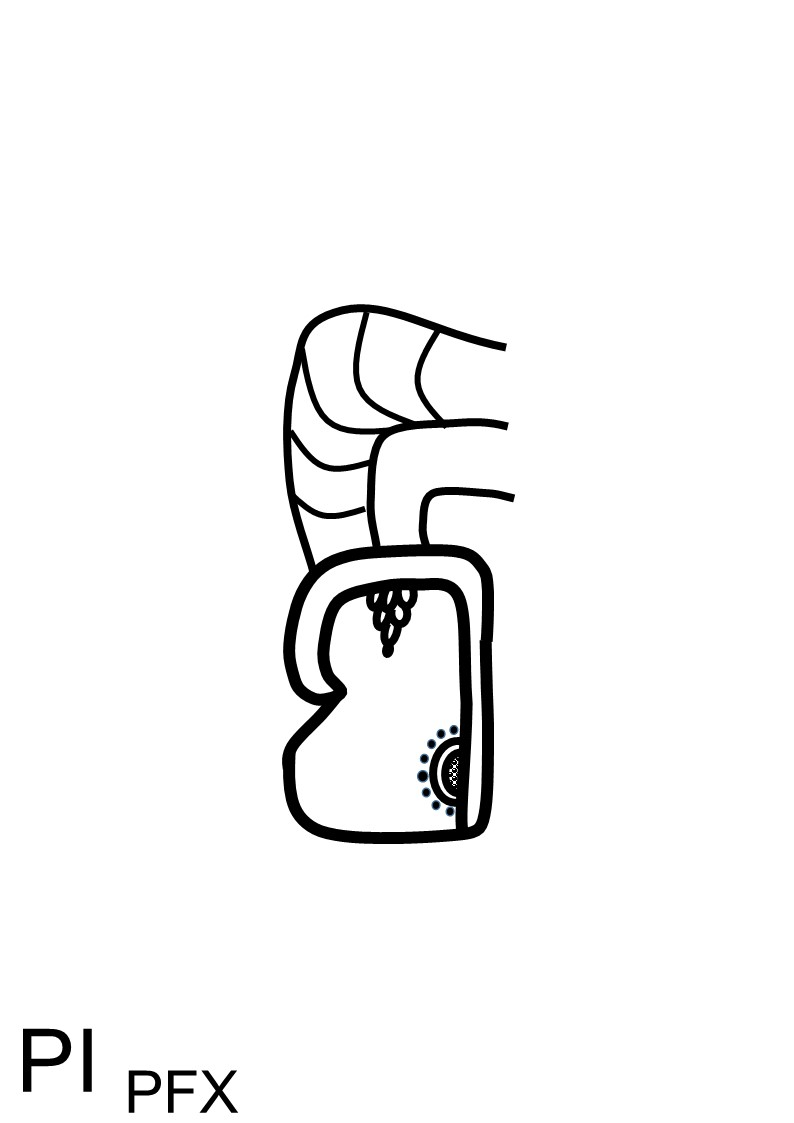
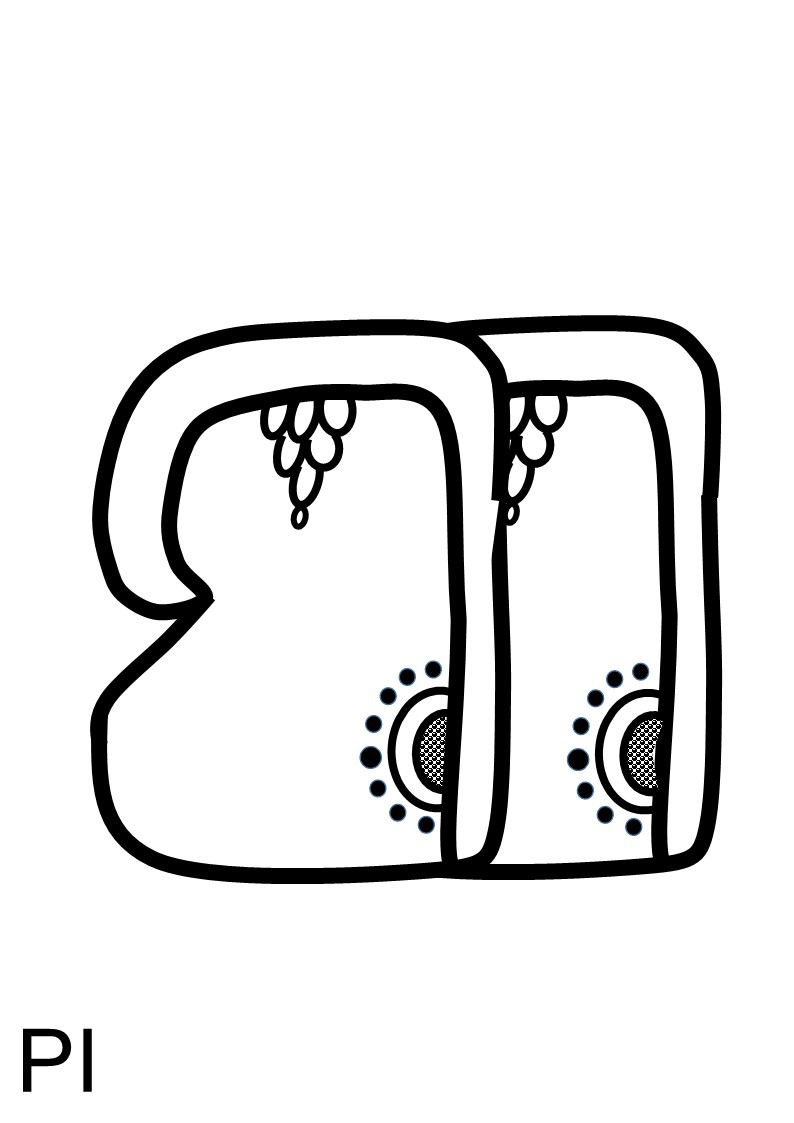
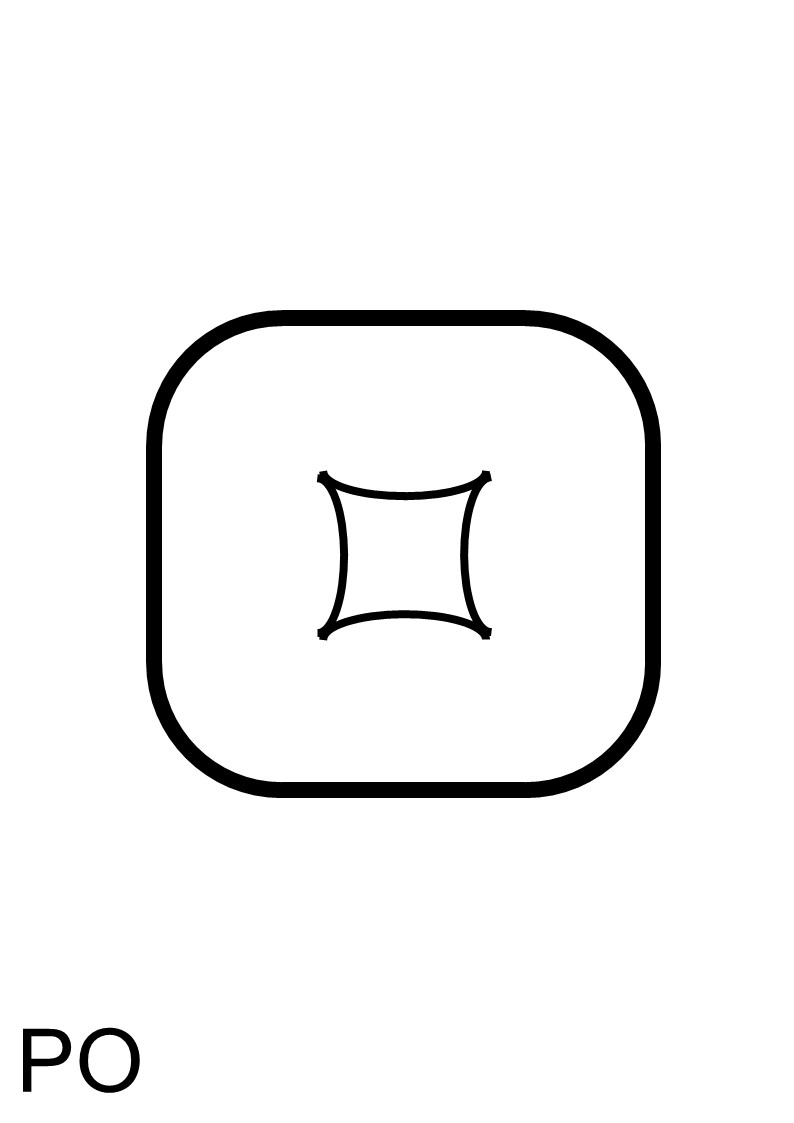
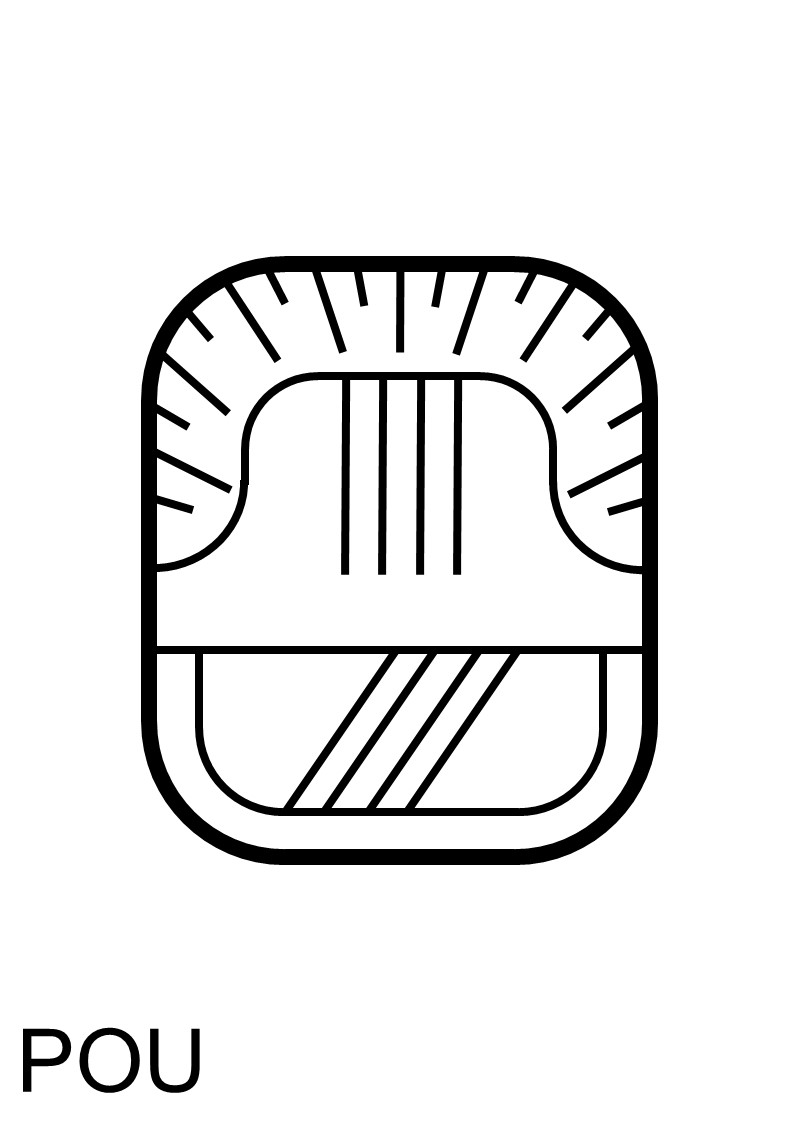

Les syllabes commençant par S
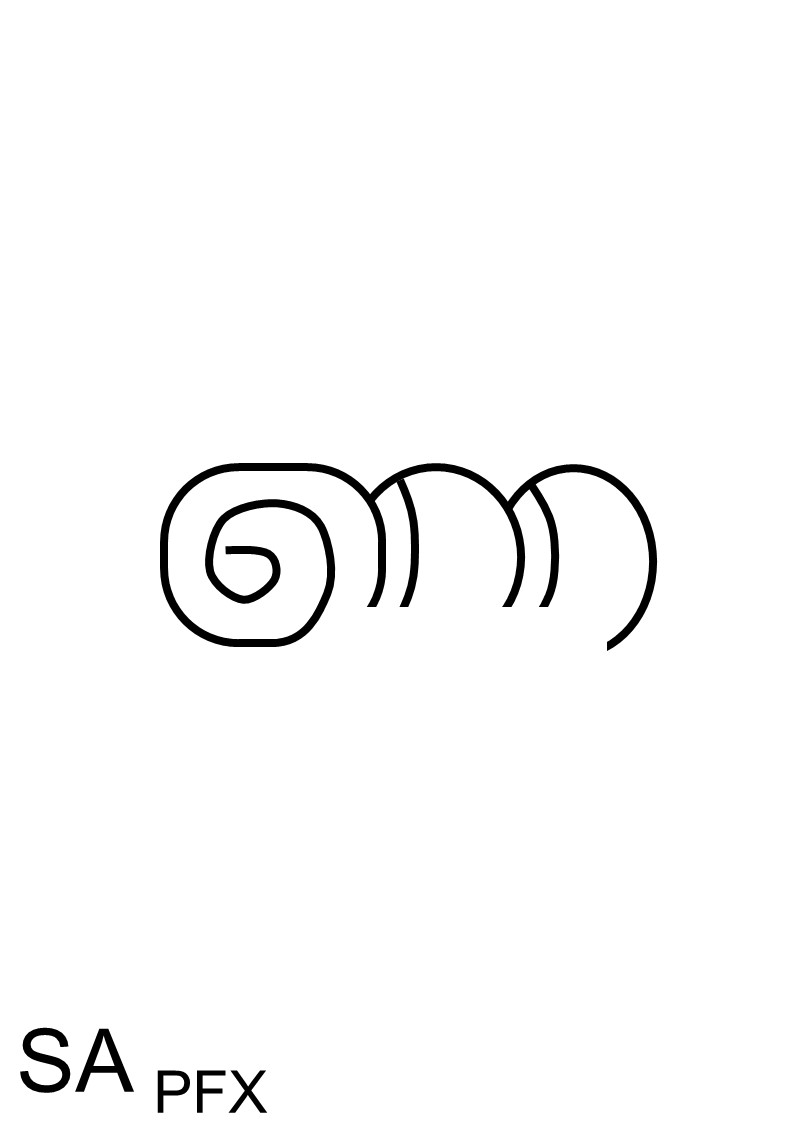
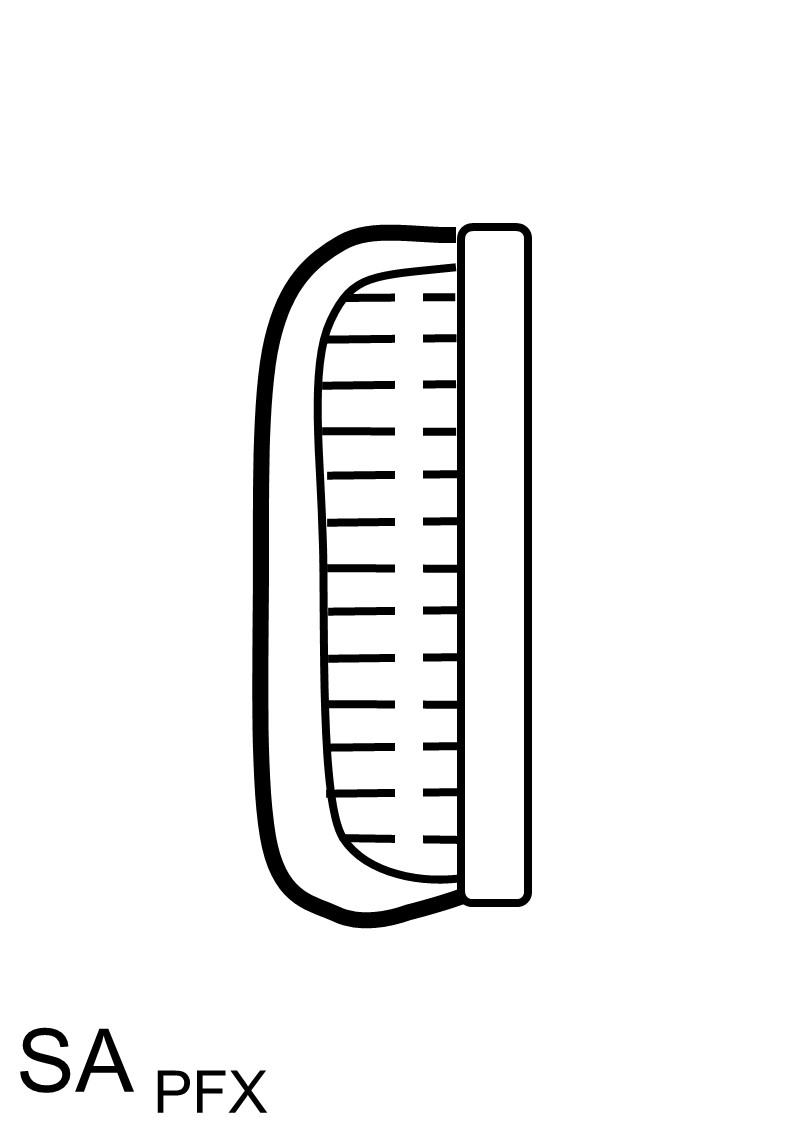
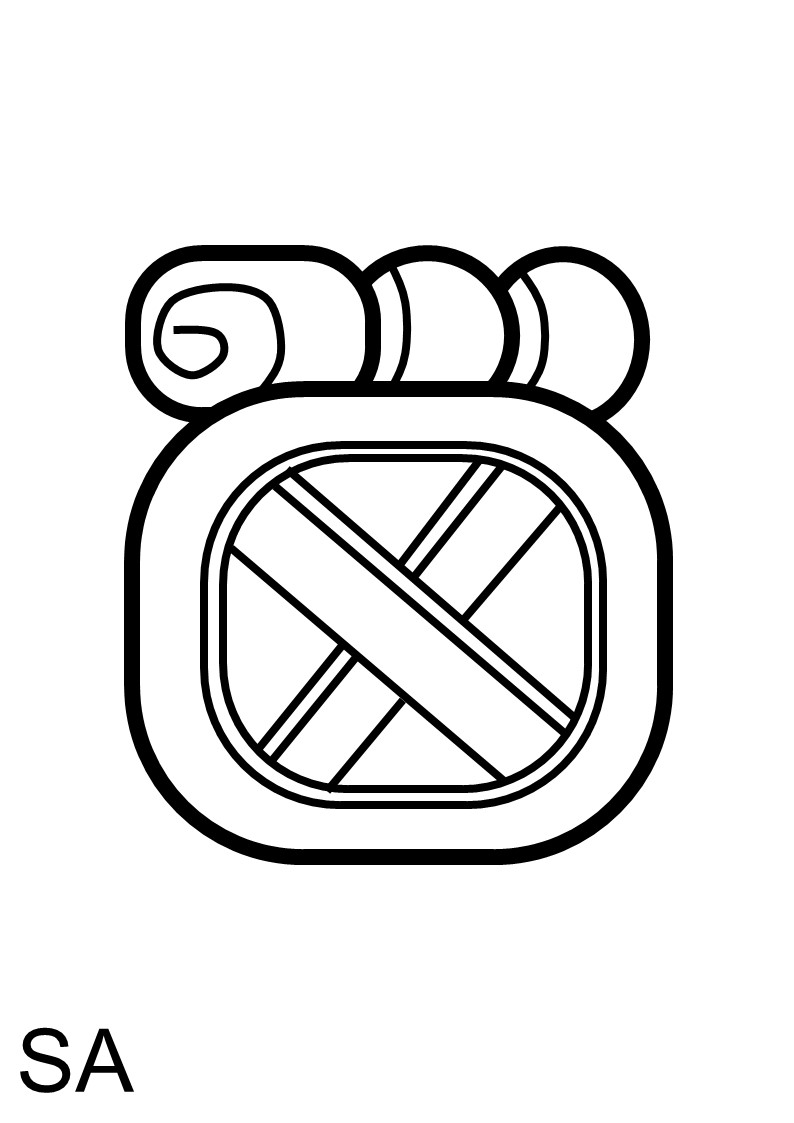
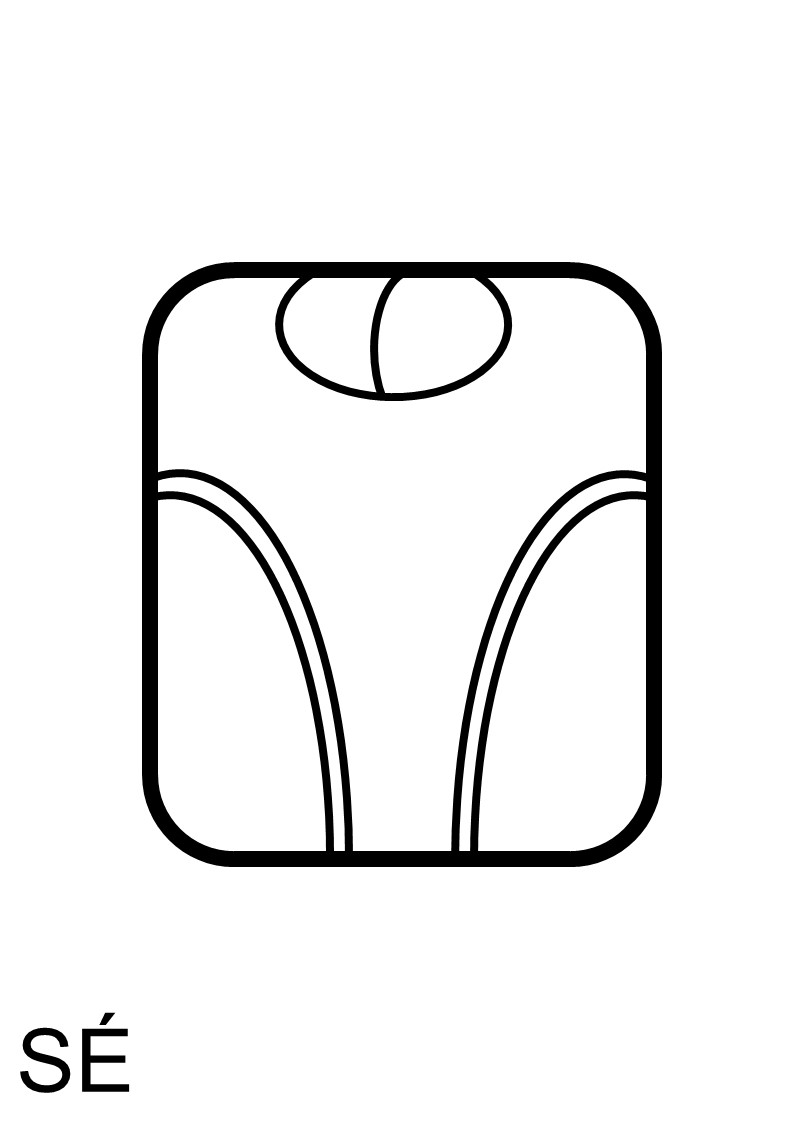
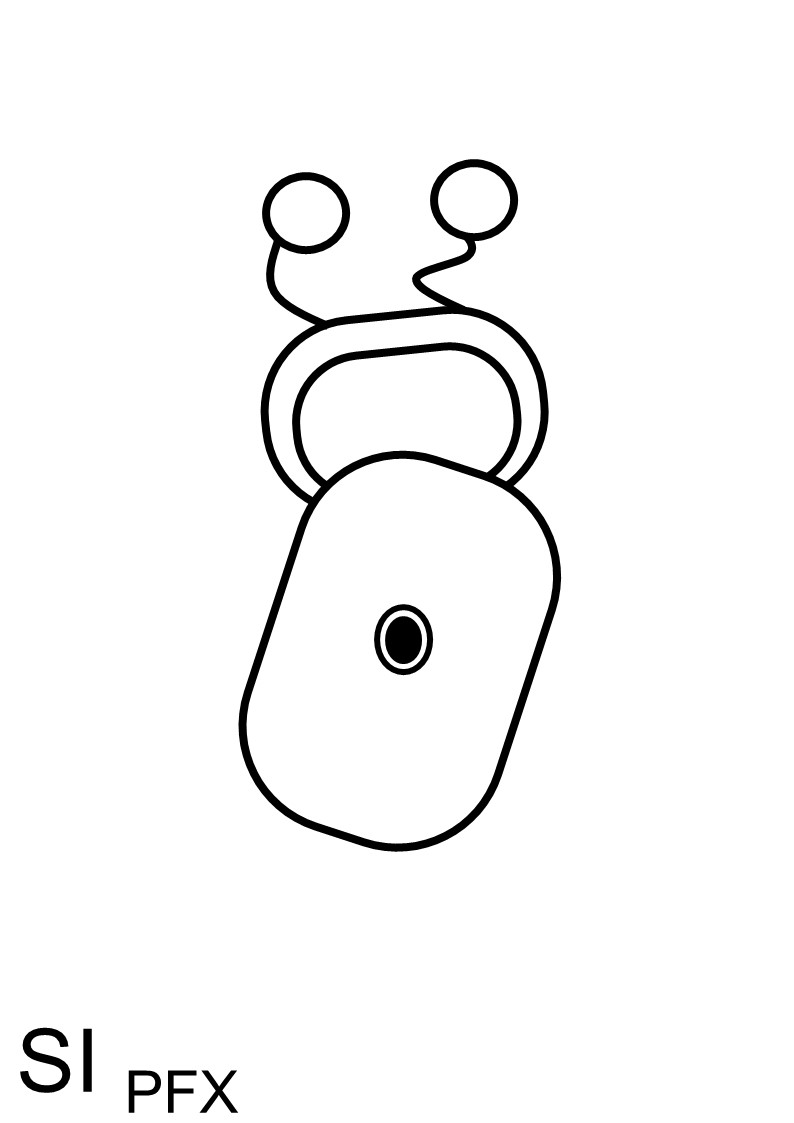
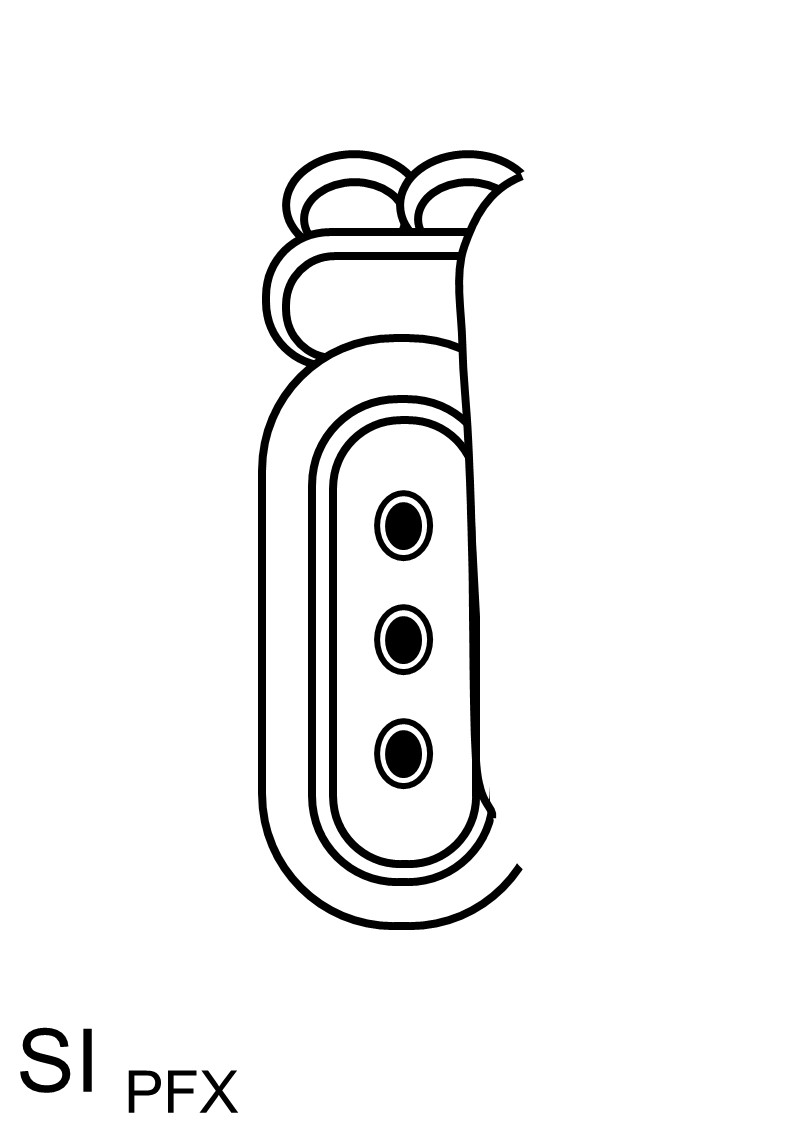
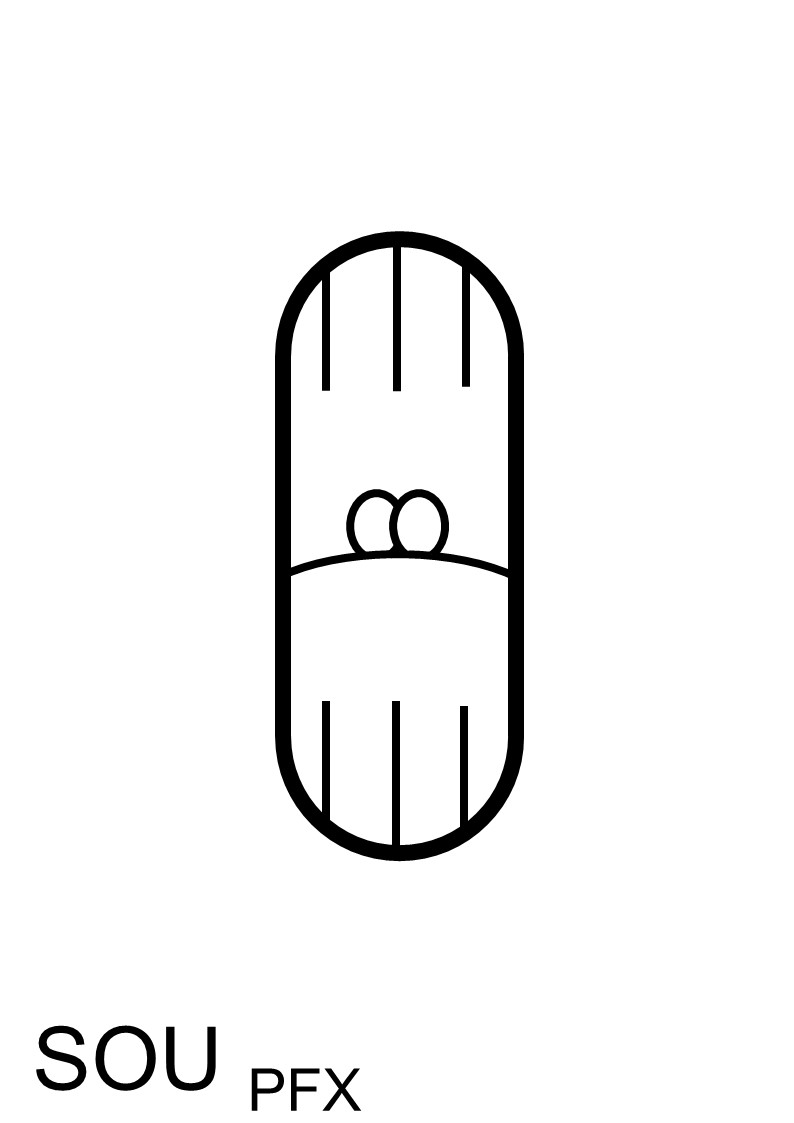

Les syllabes commençant par T
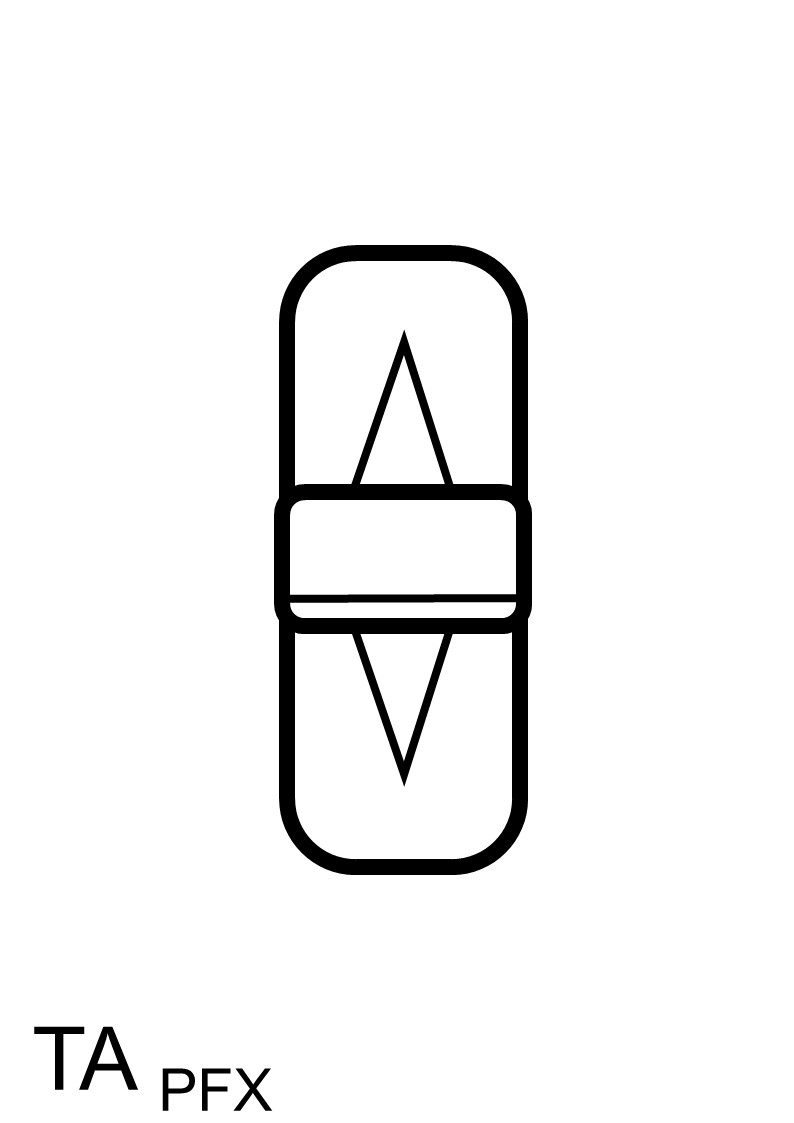
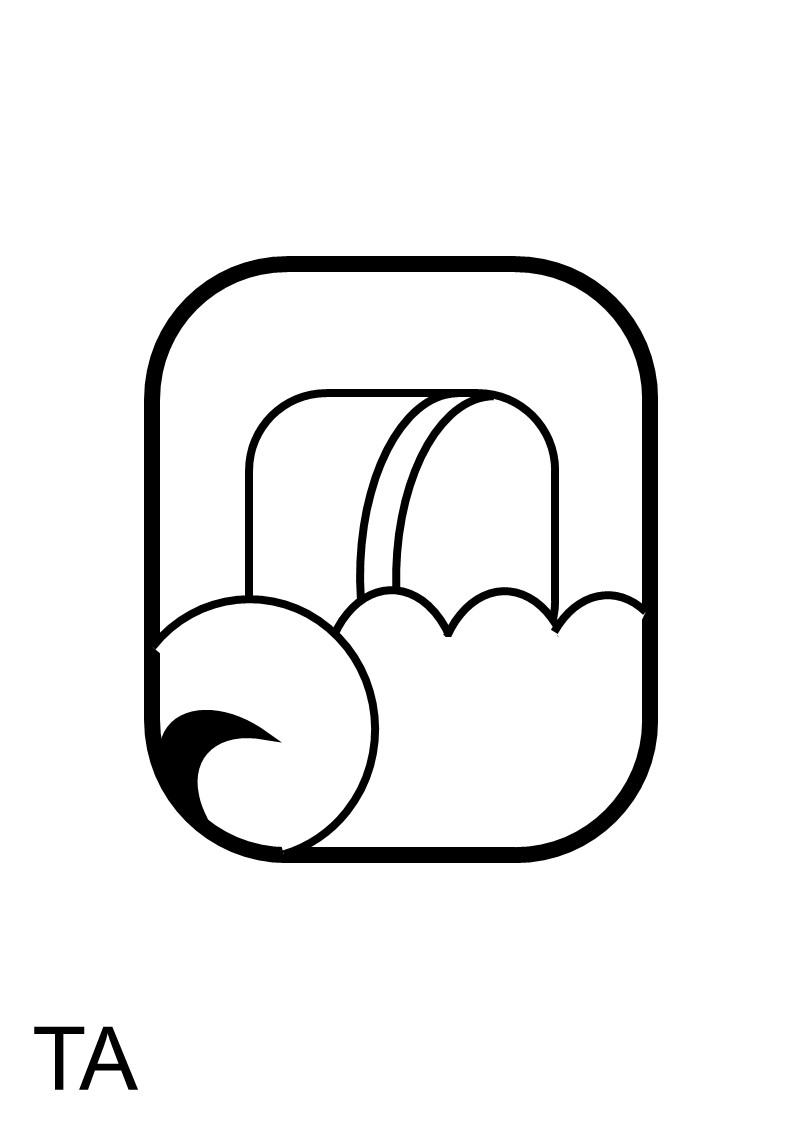
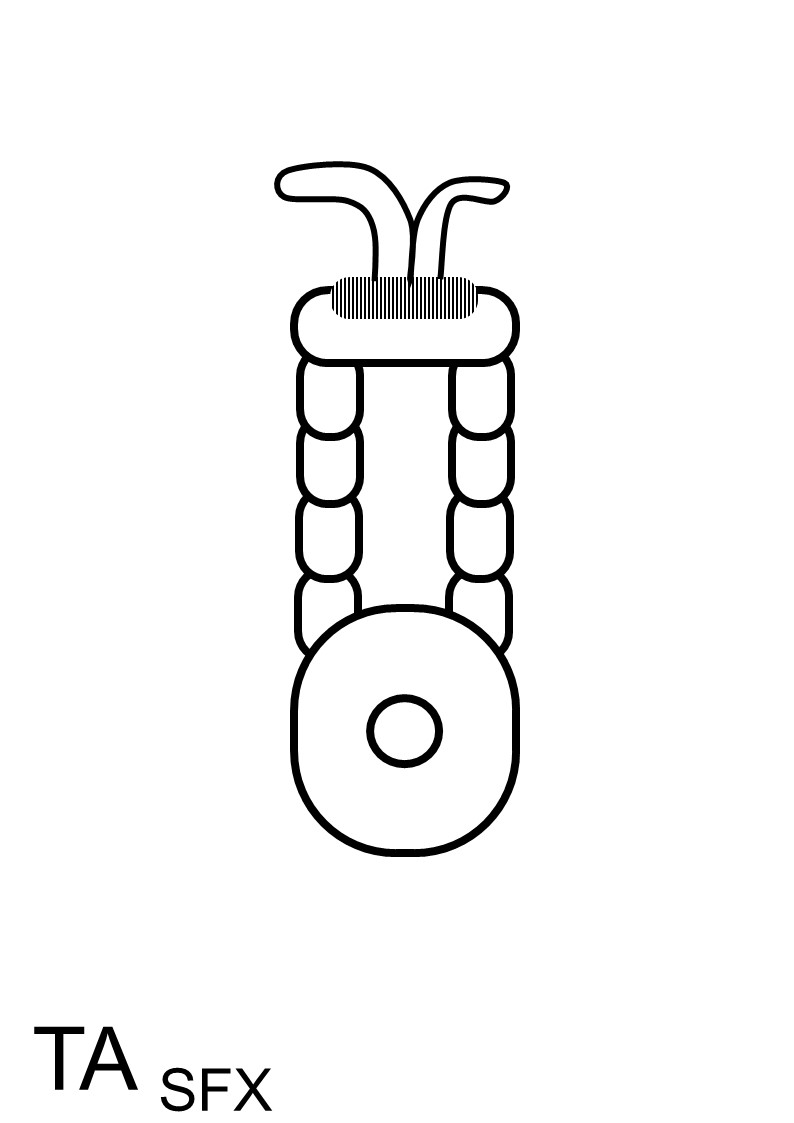
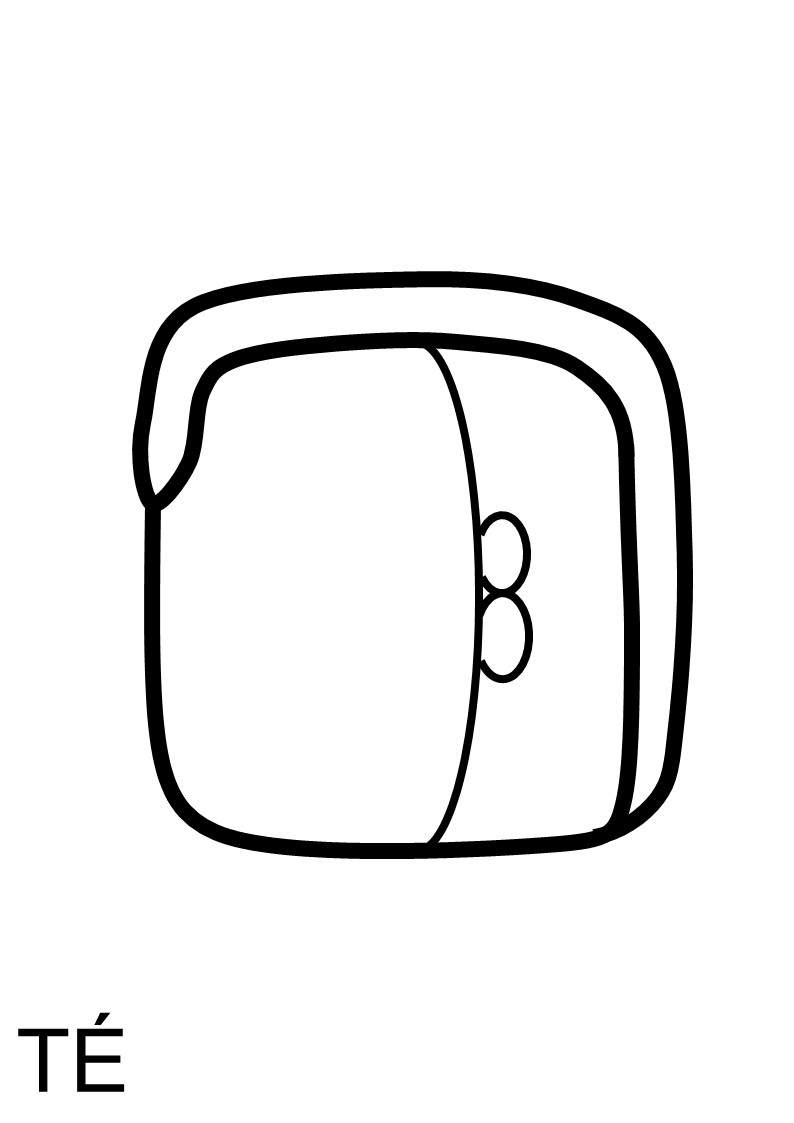
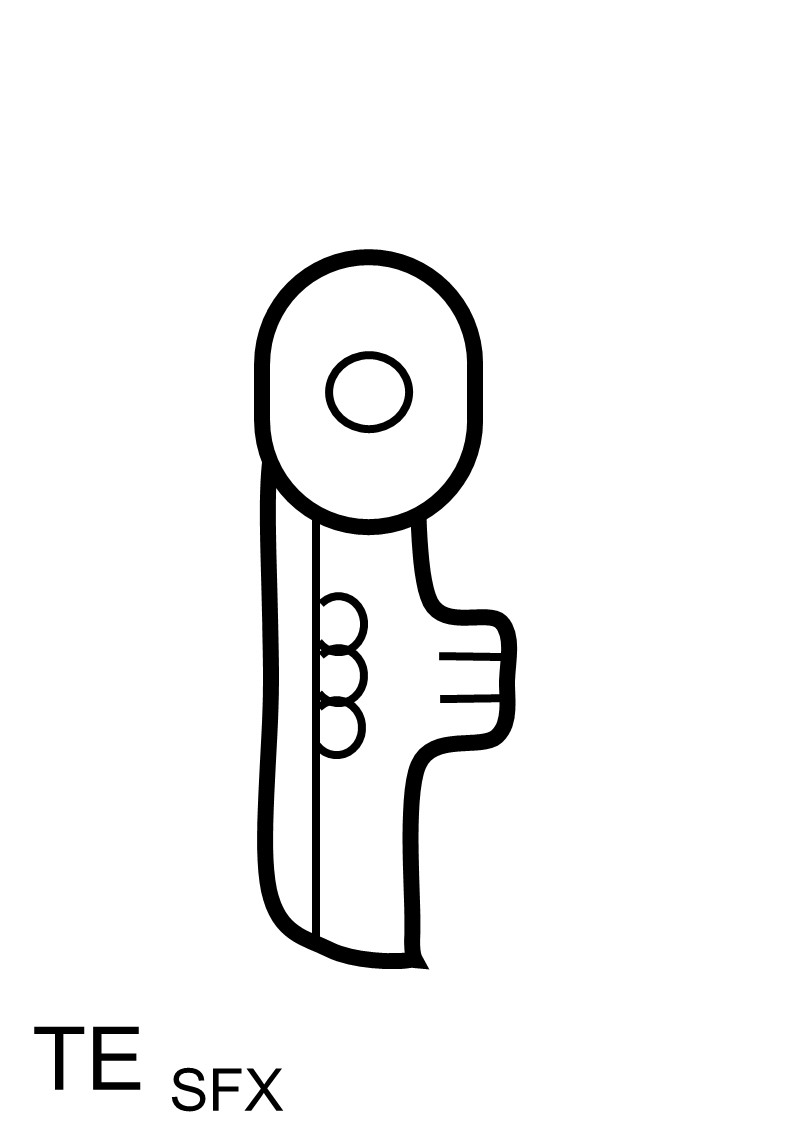
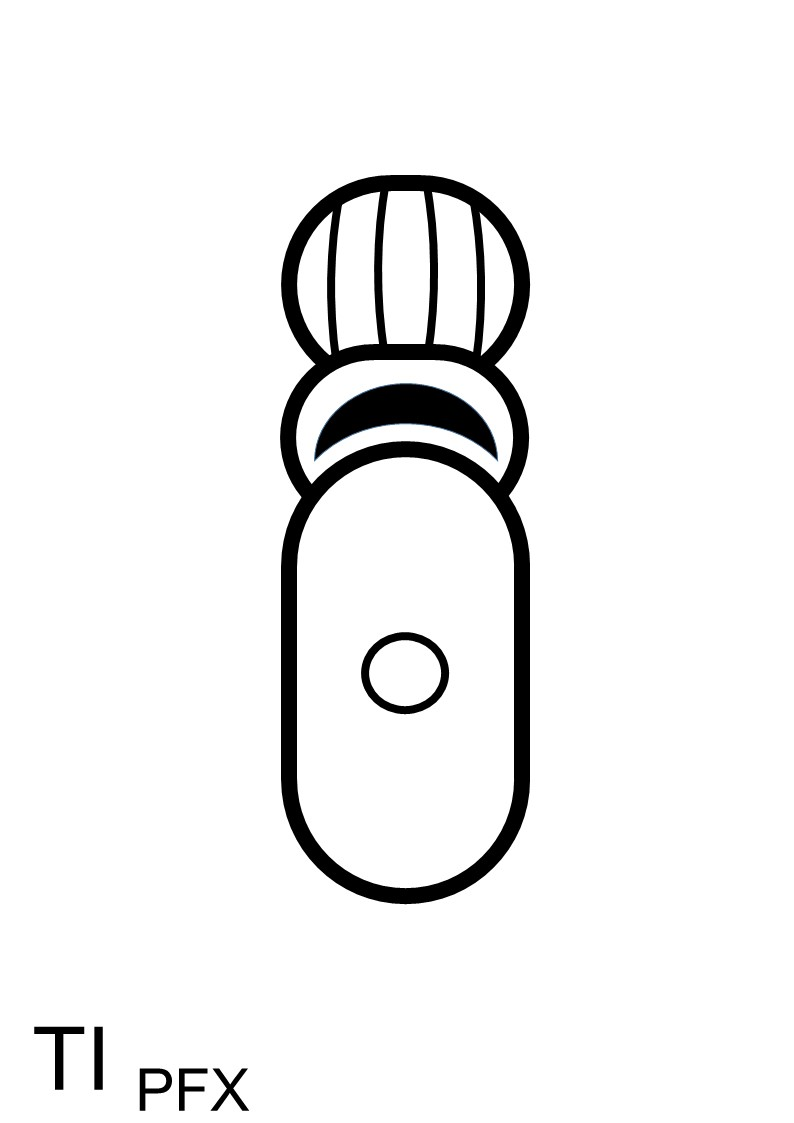
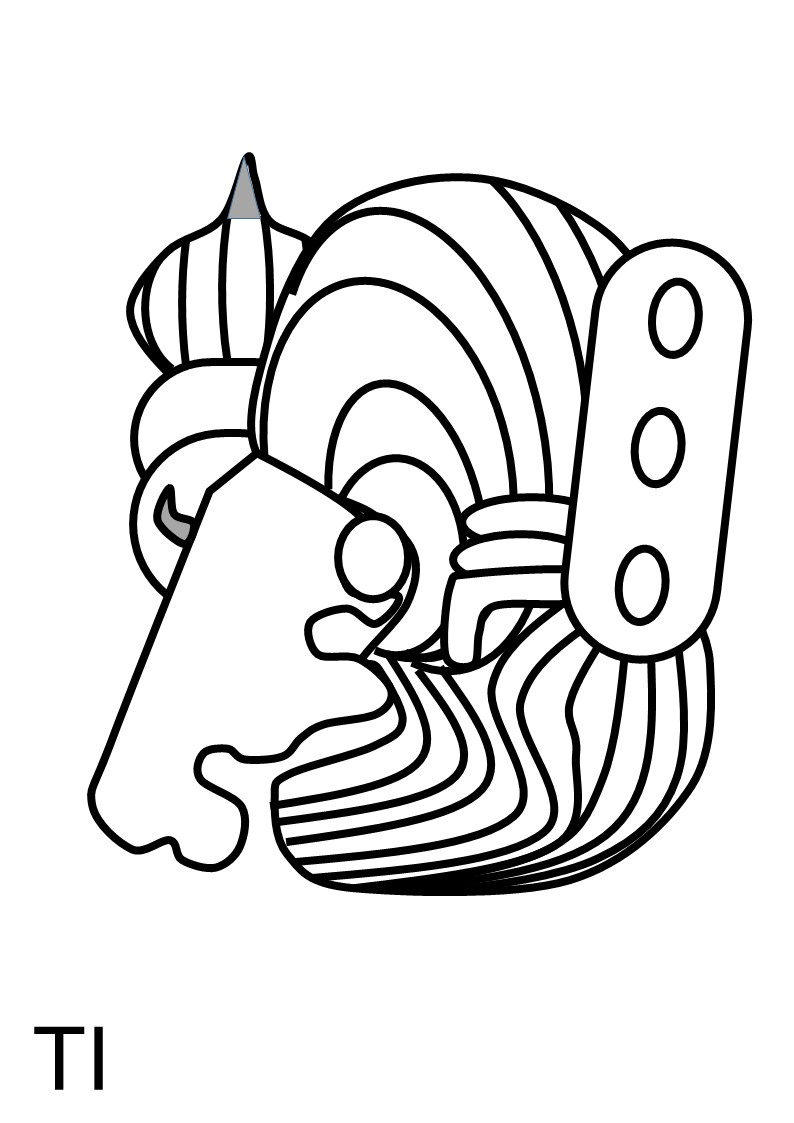
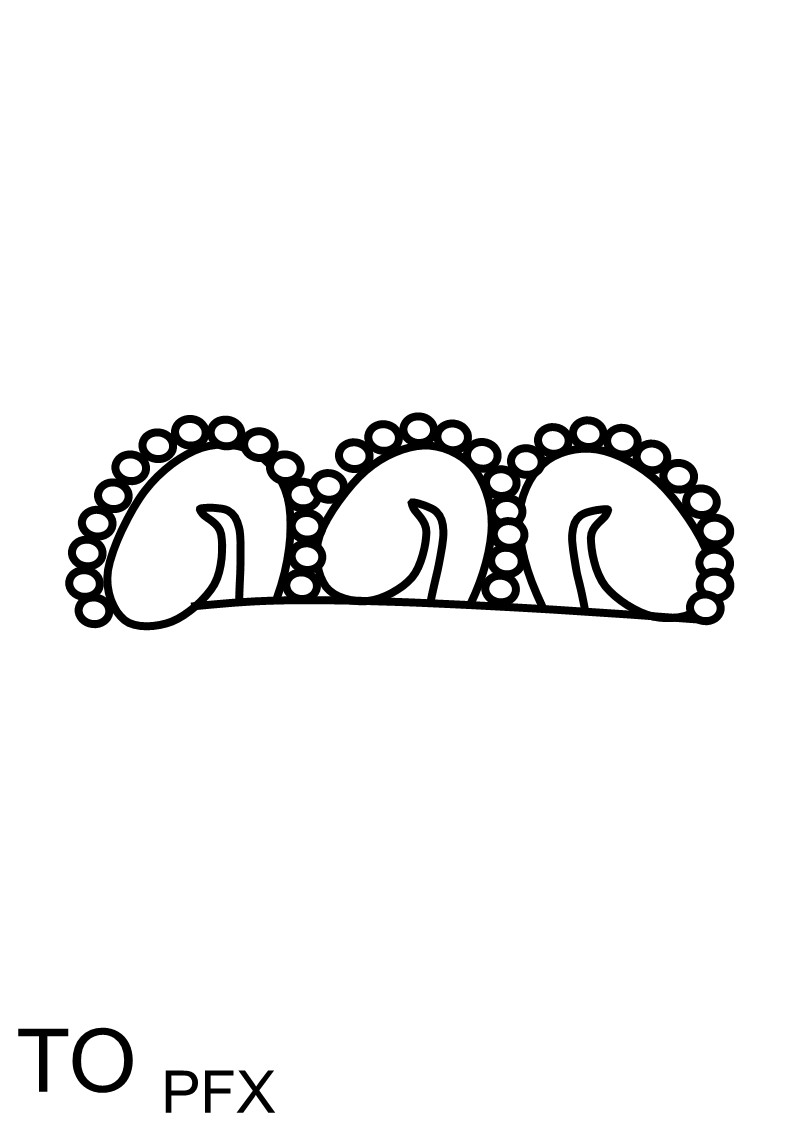
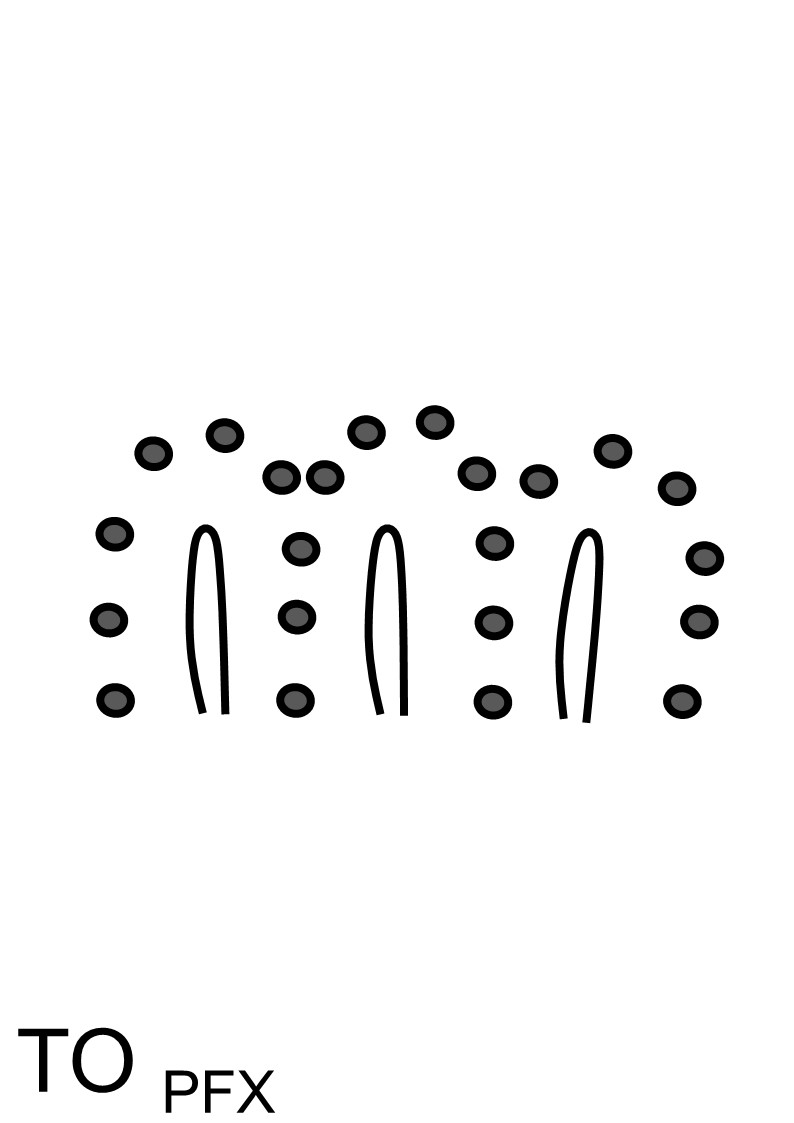
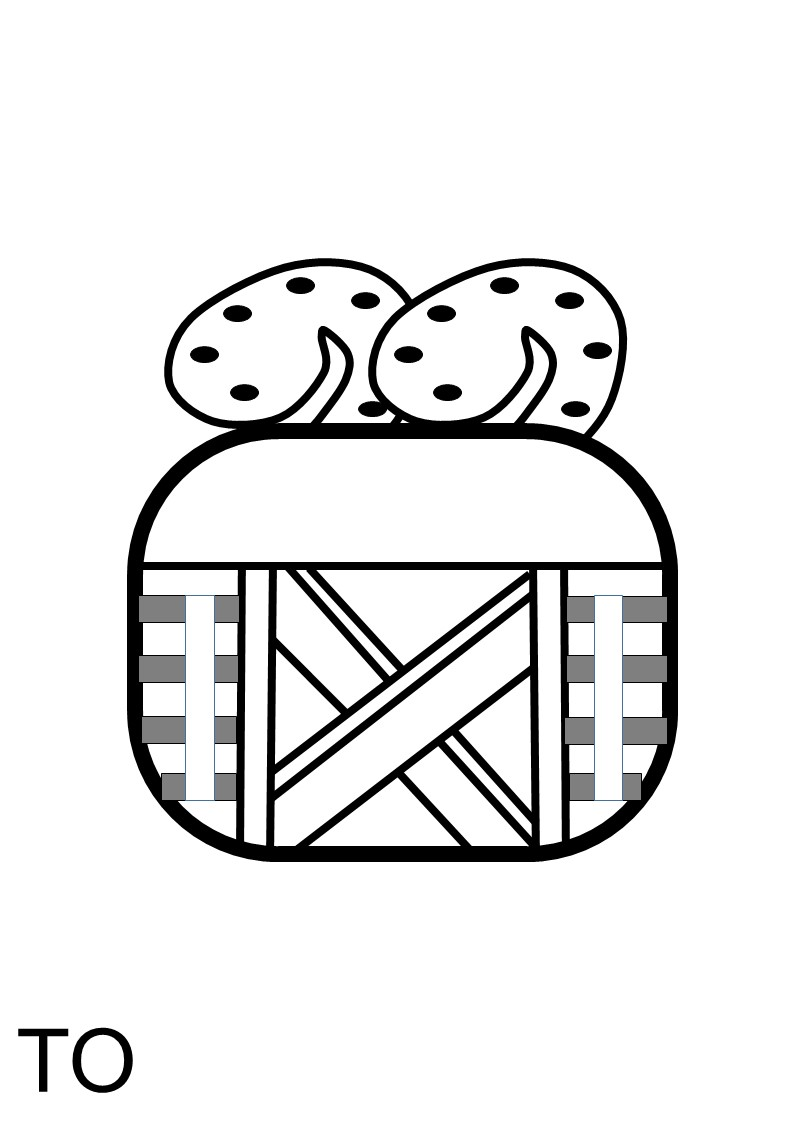
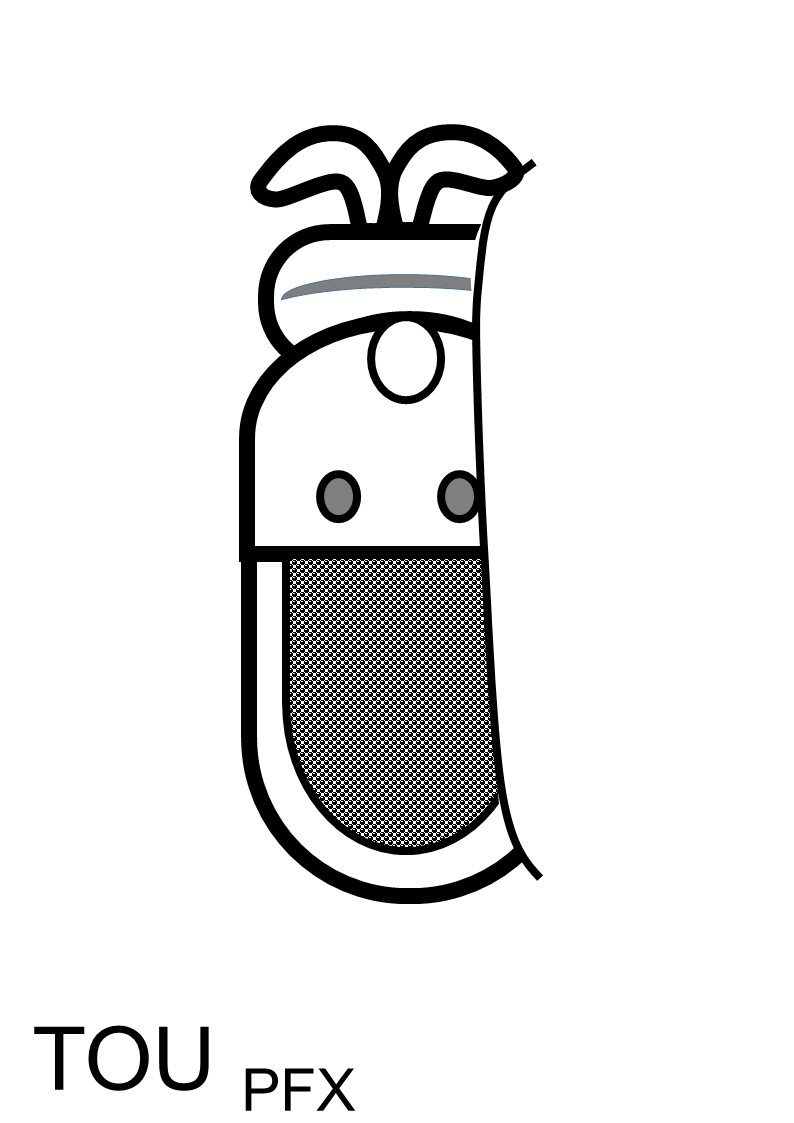

Les syllabes commençant par TZ
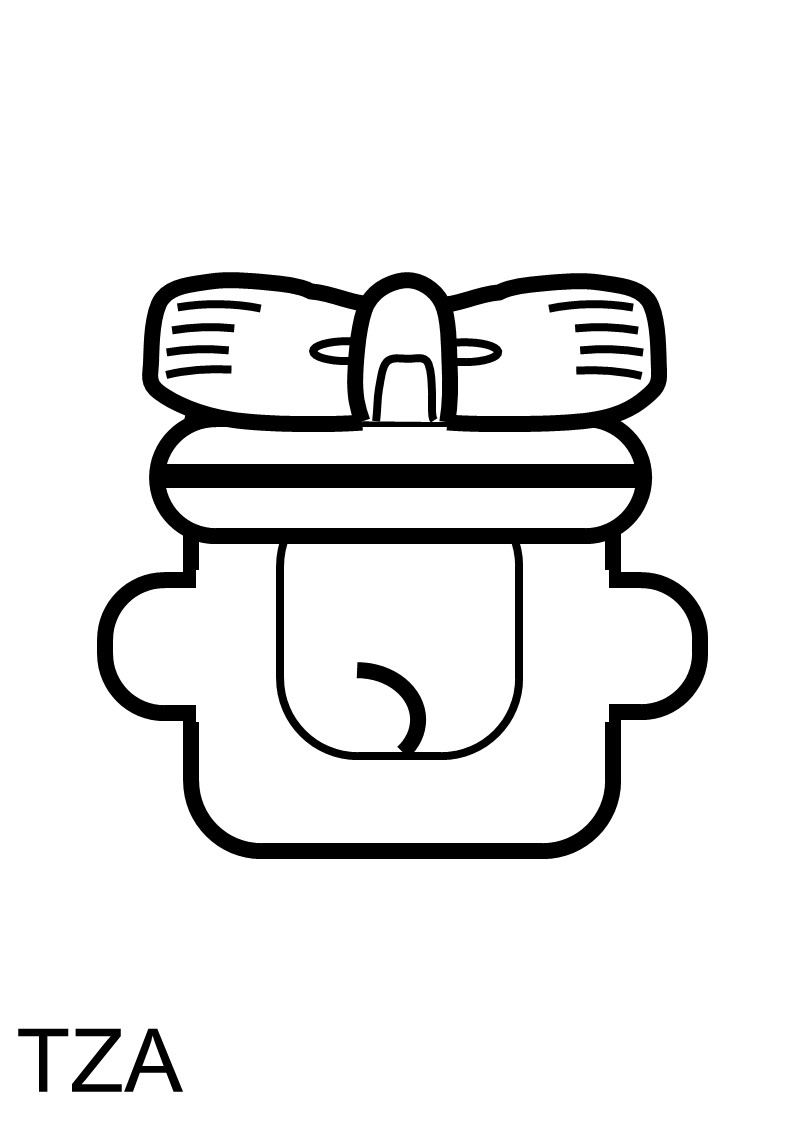
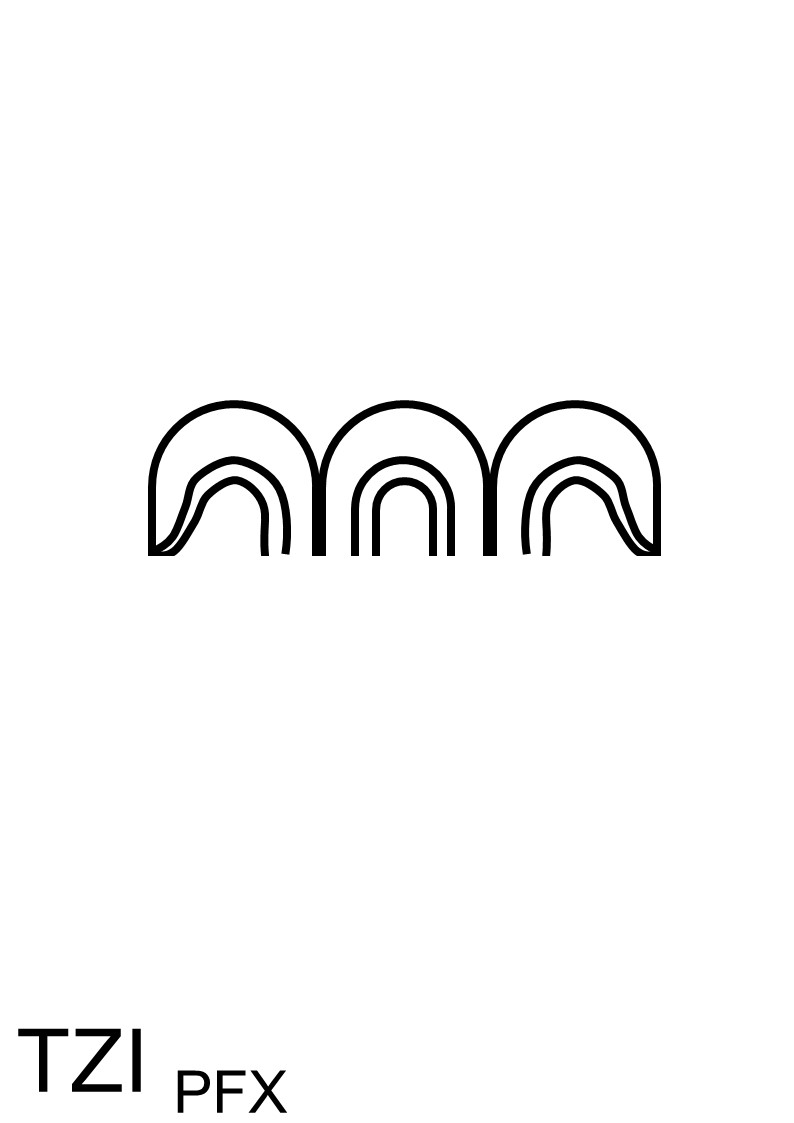
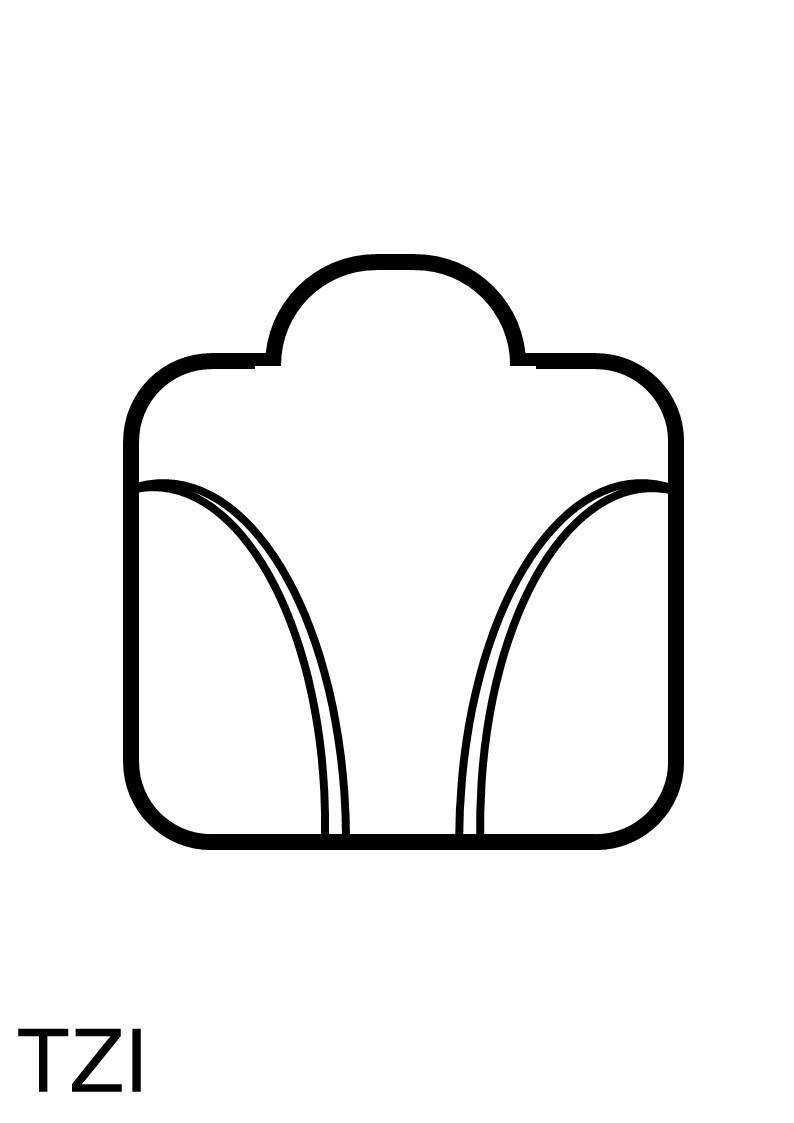
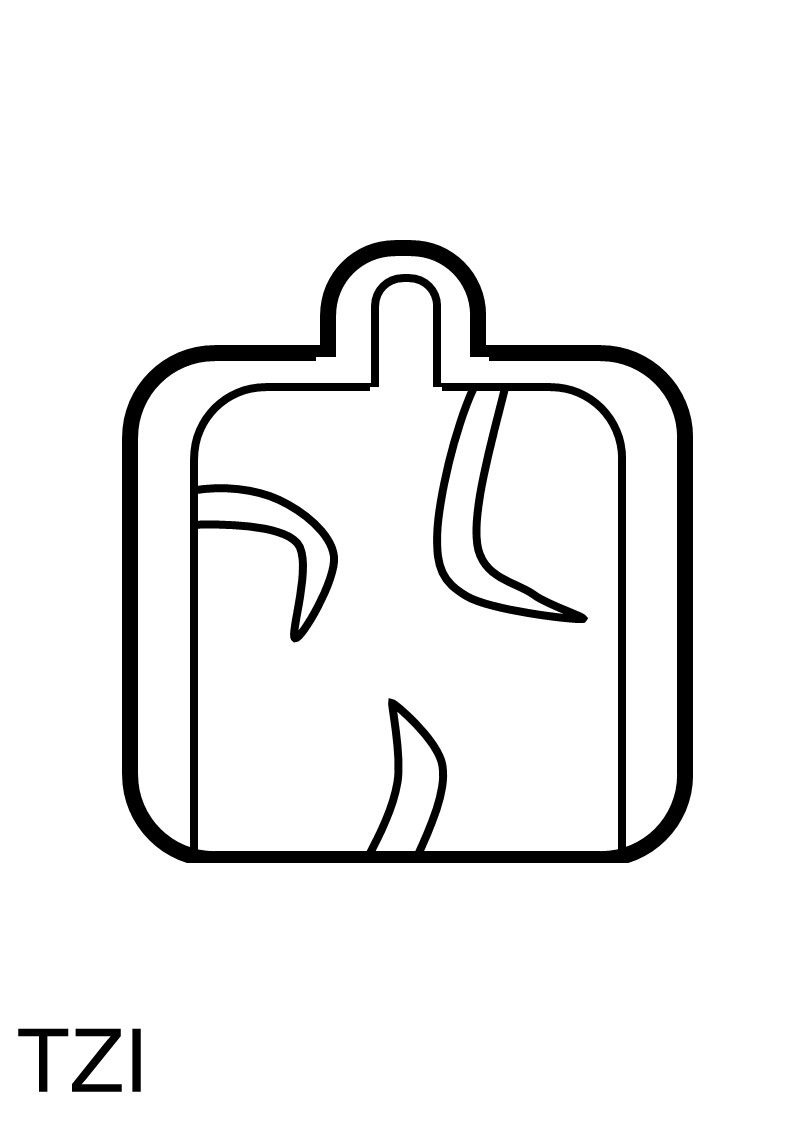
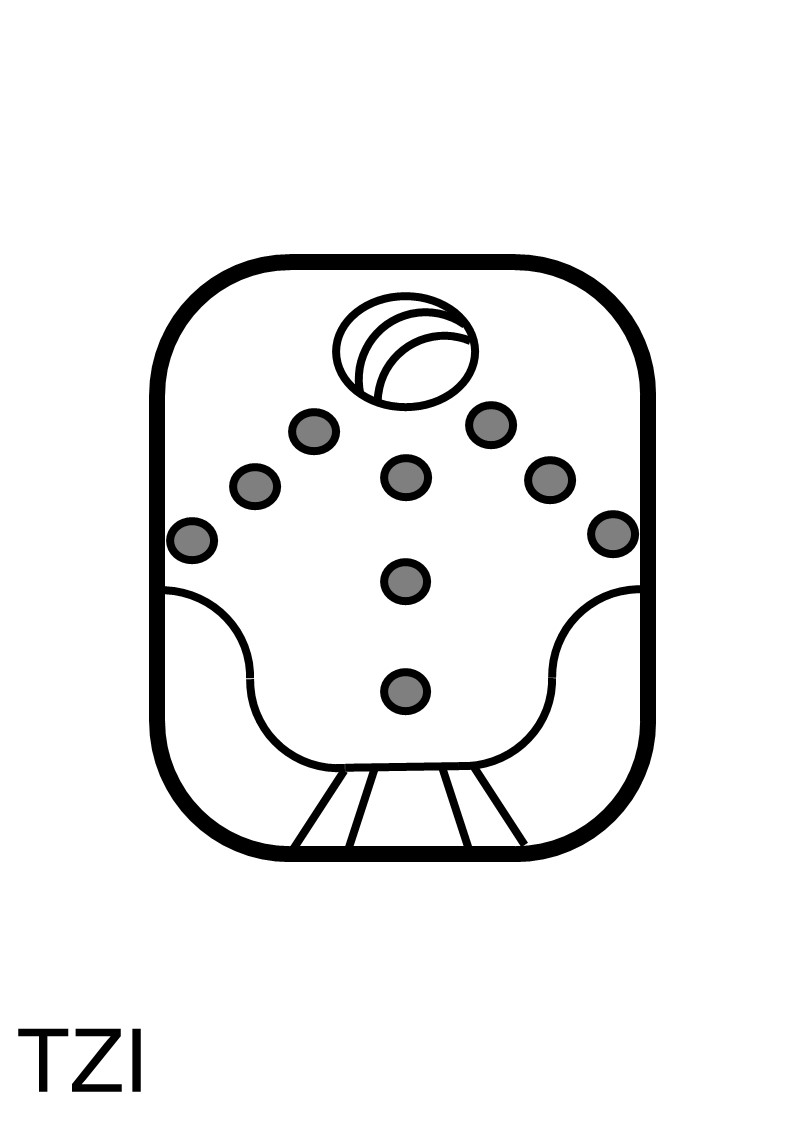
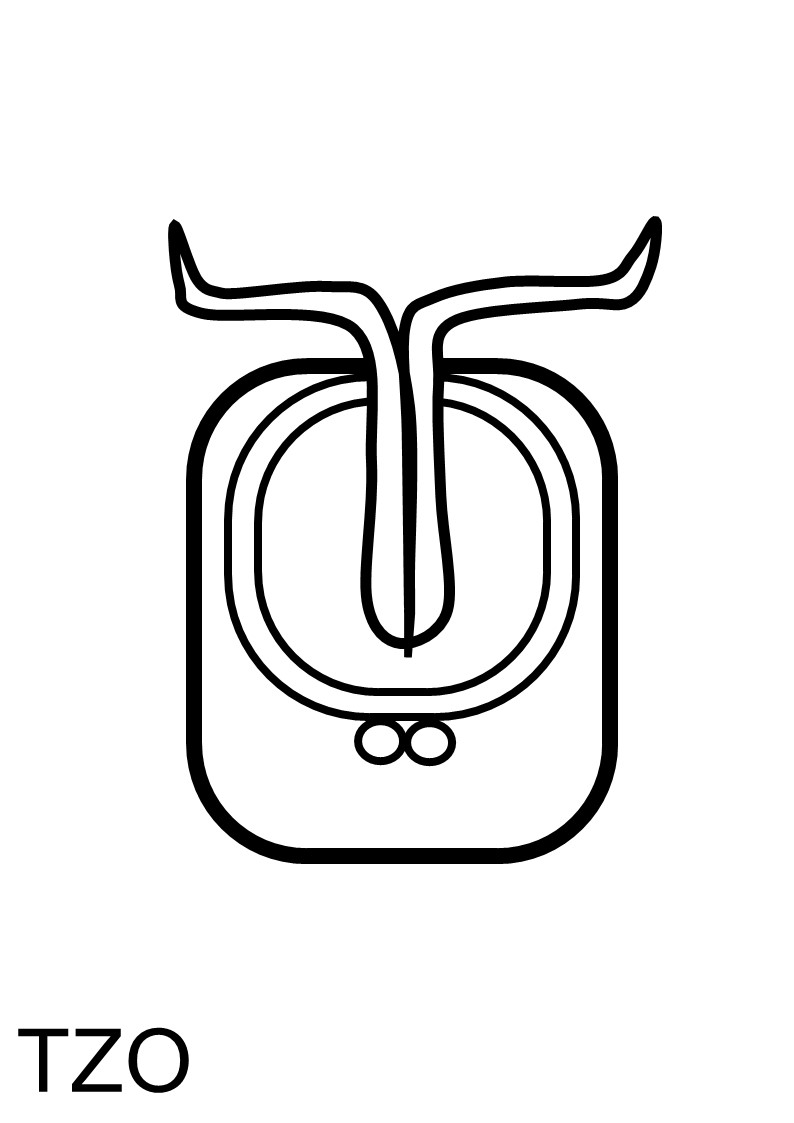
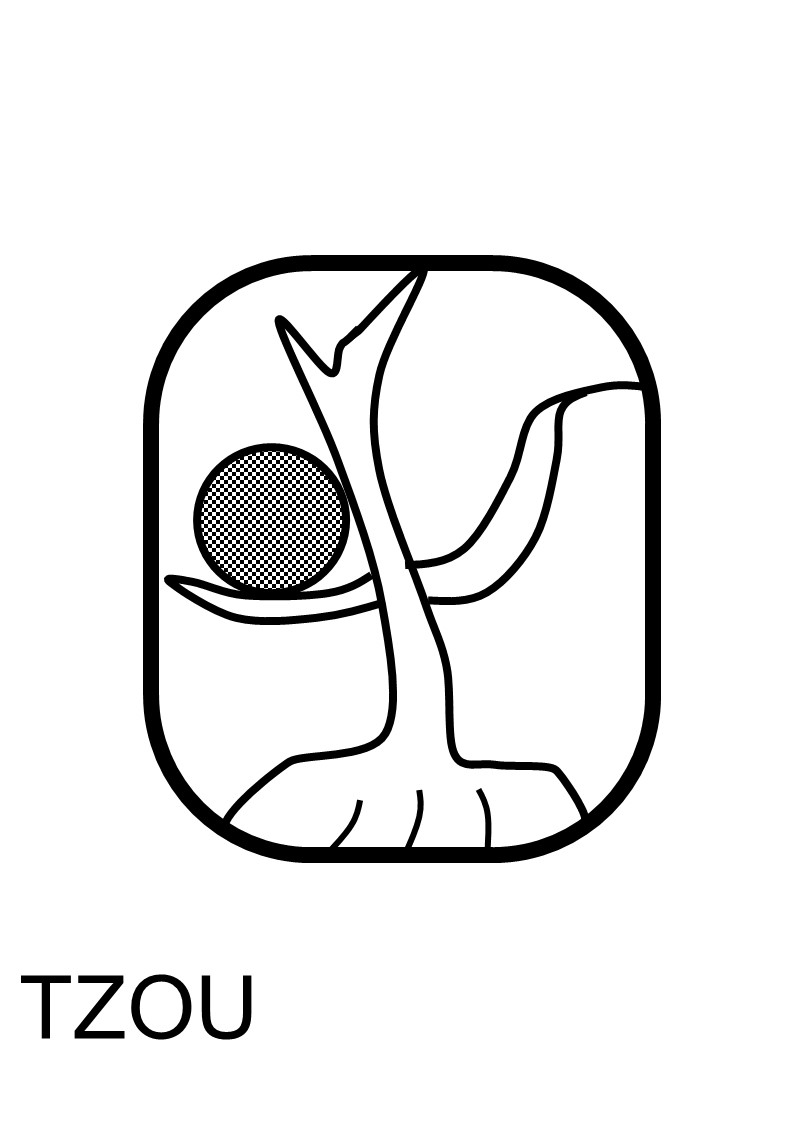
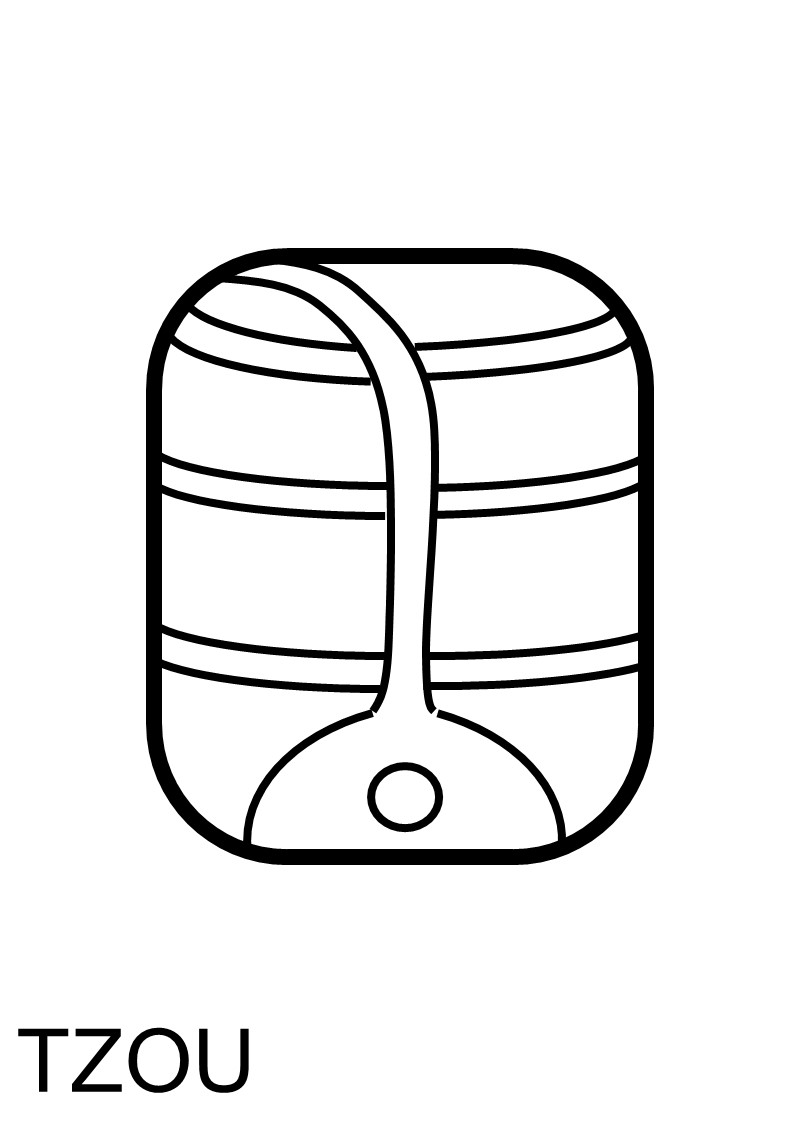

Les syllabes commençant par TZ'
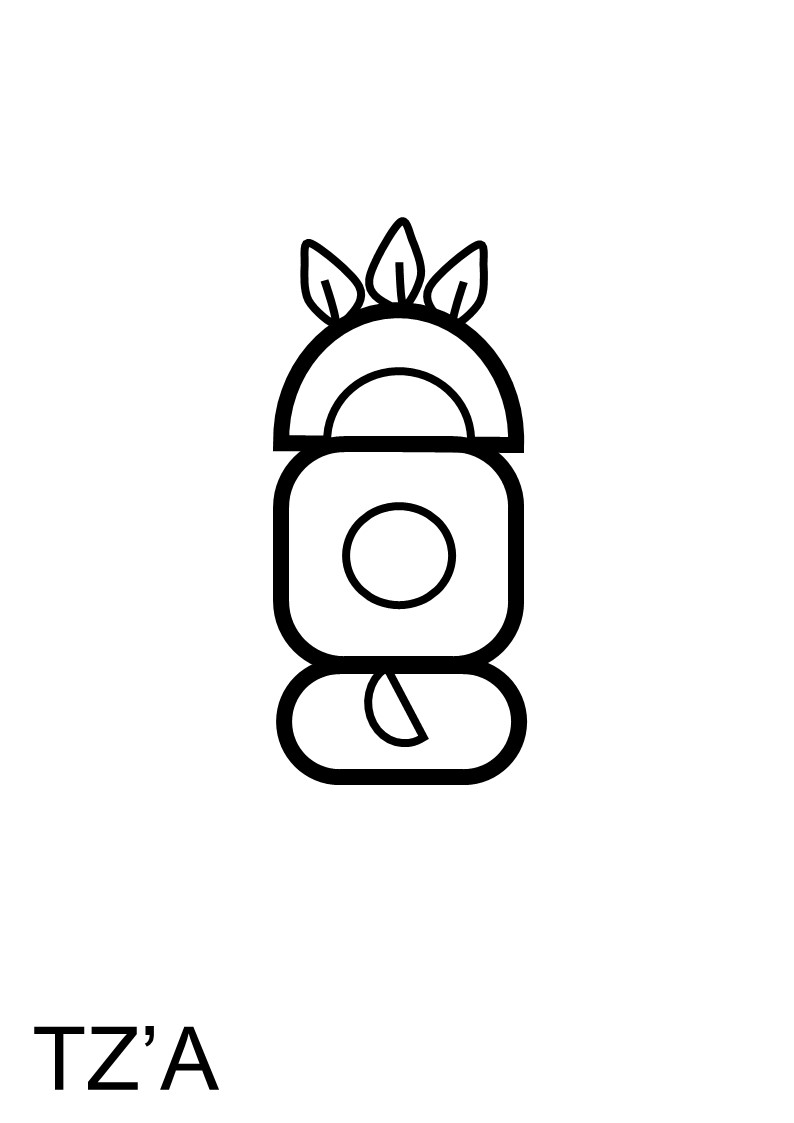
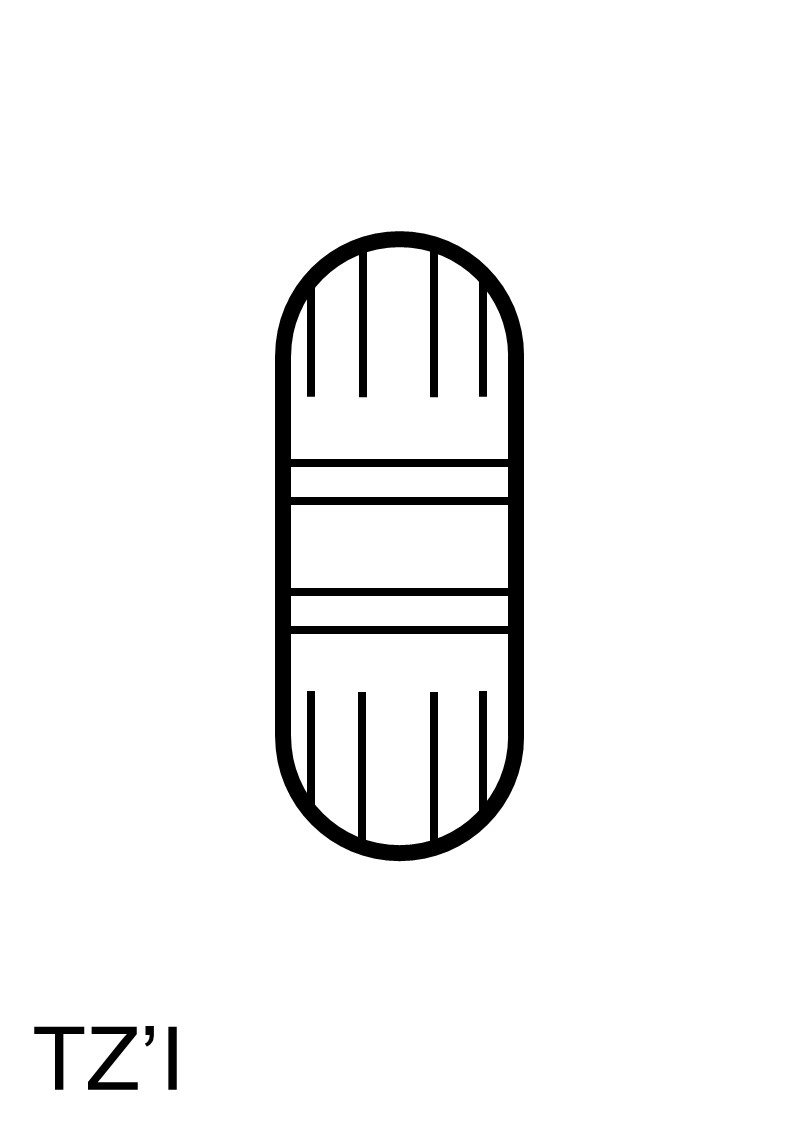
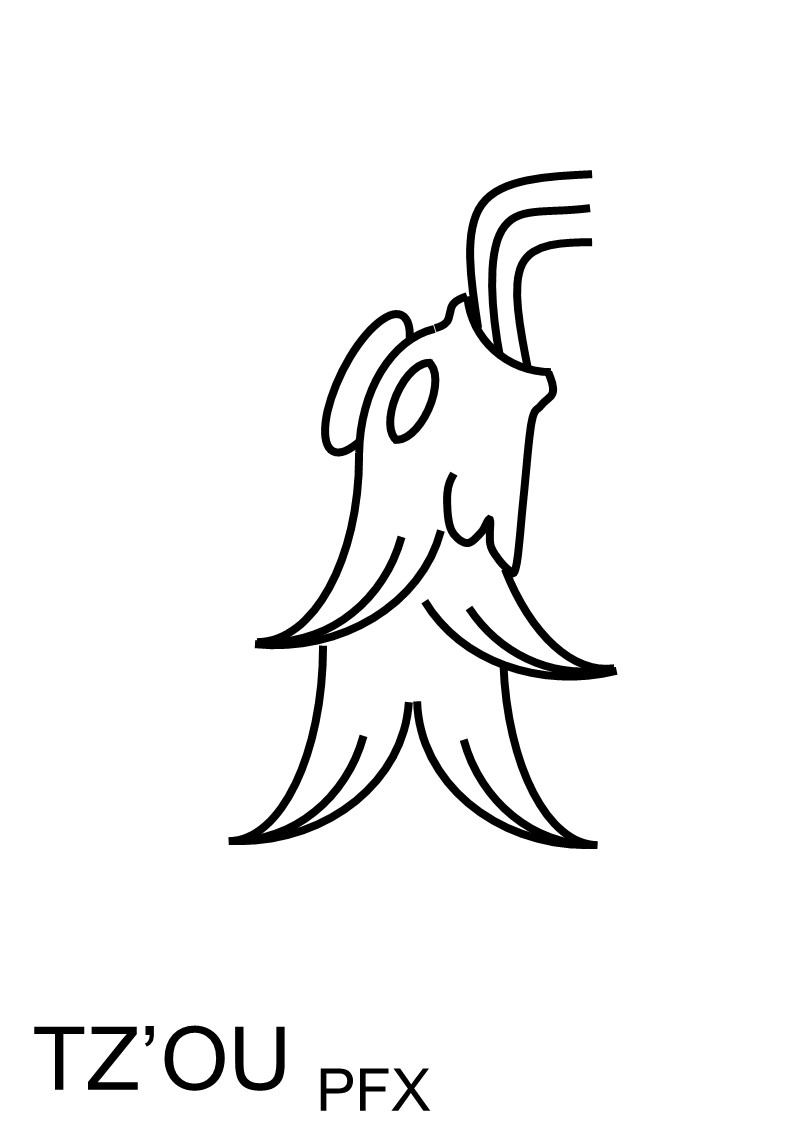
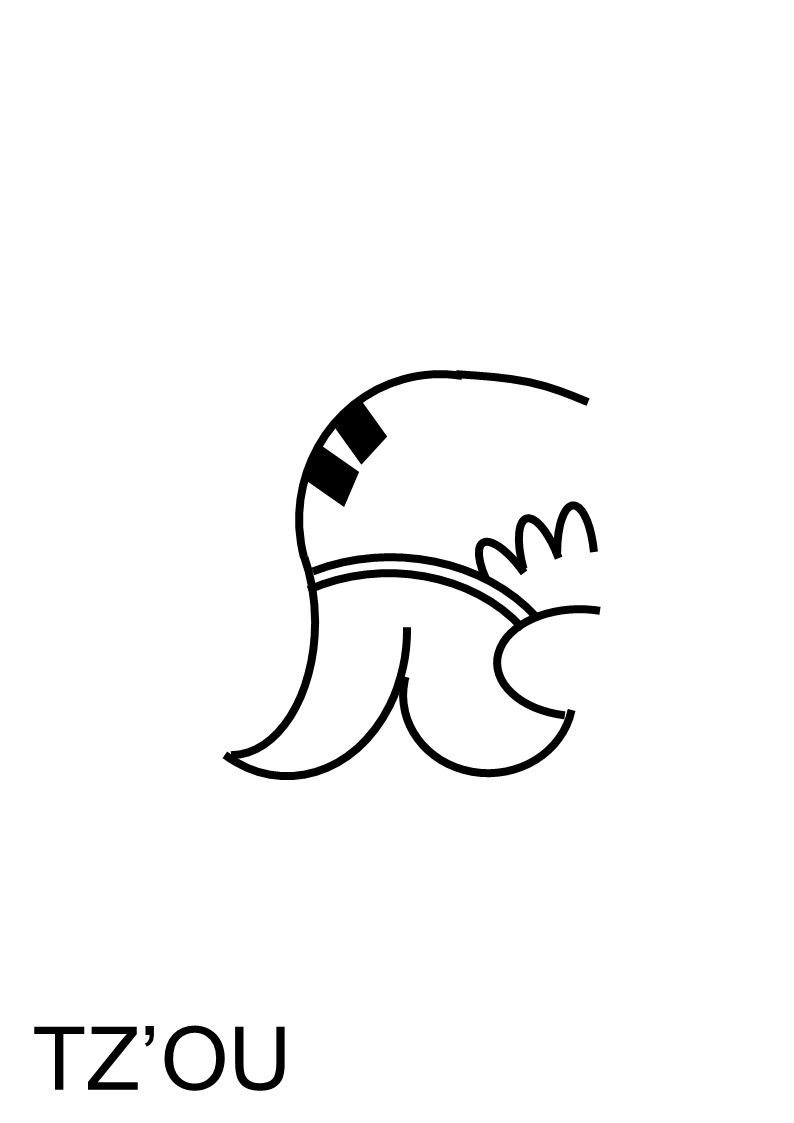

Les syllabes commençant par W
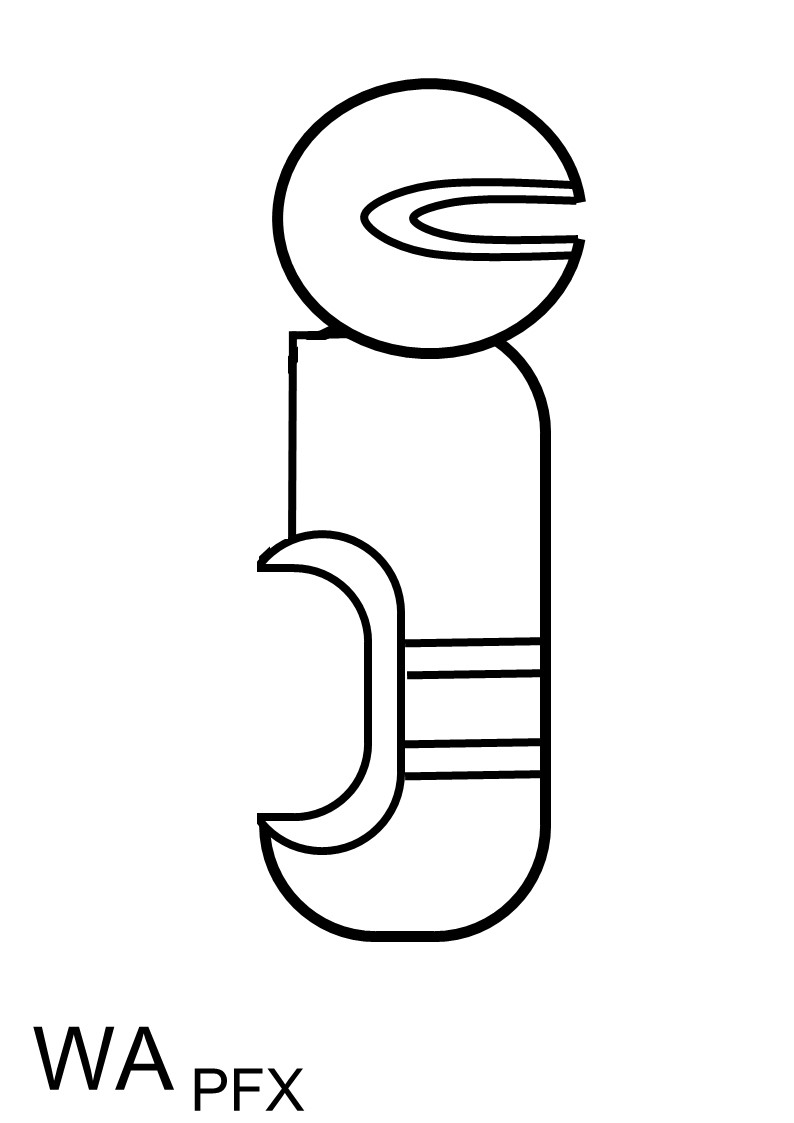
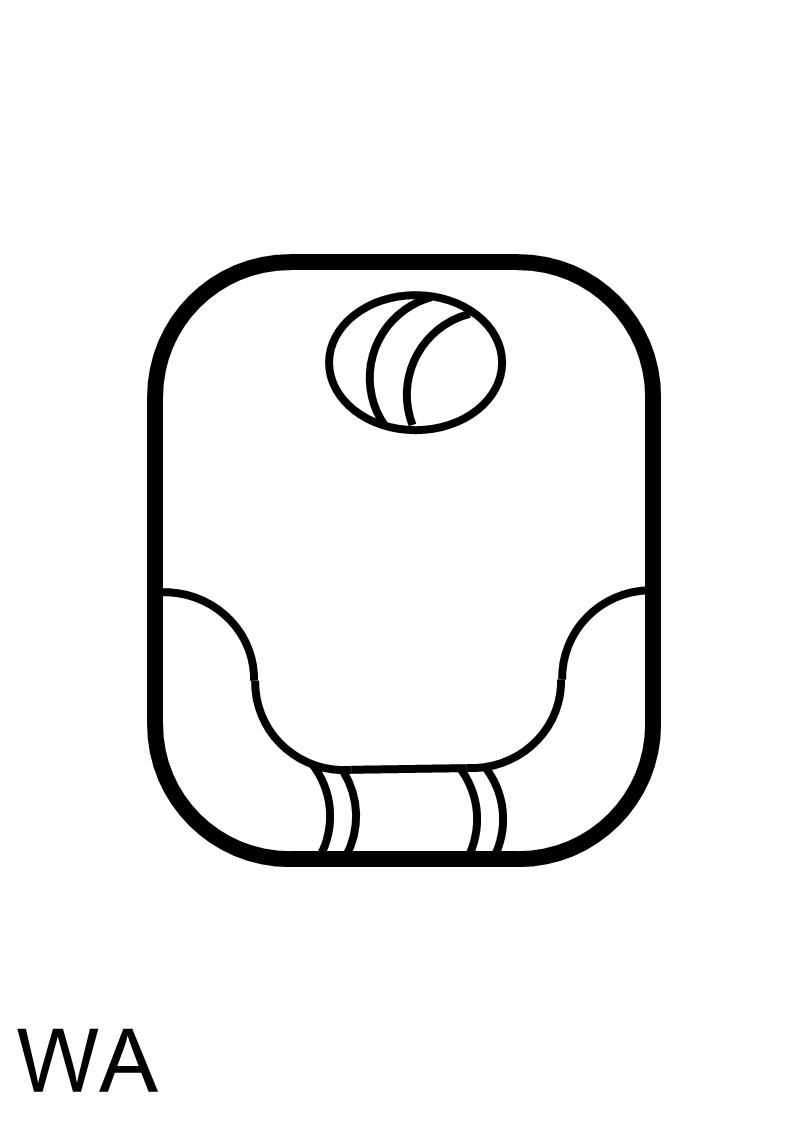
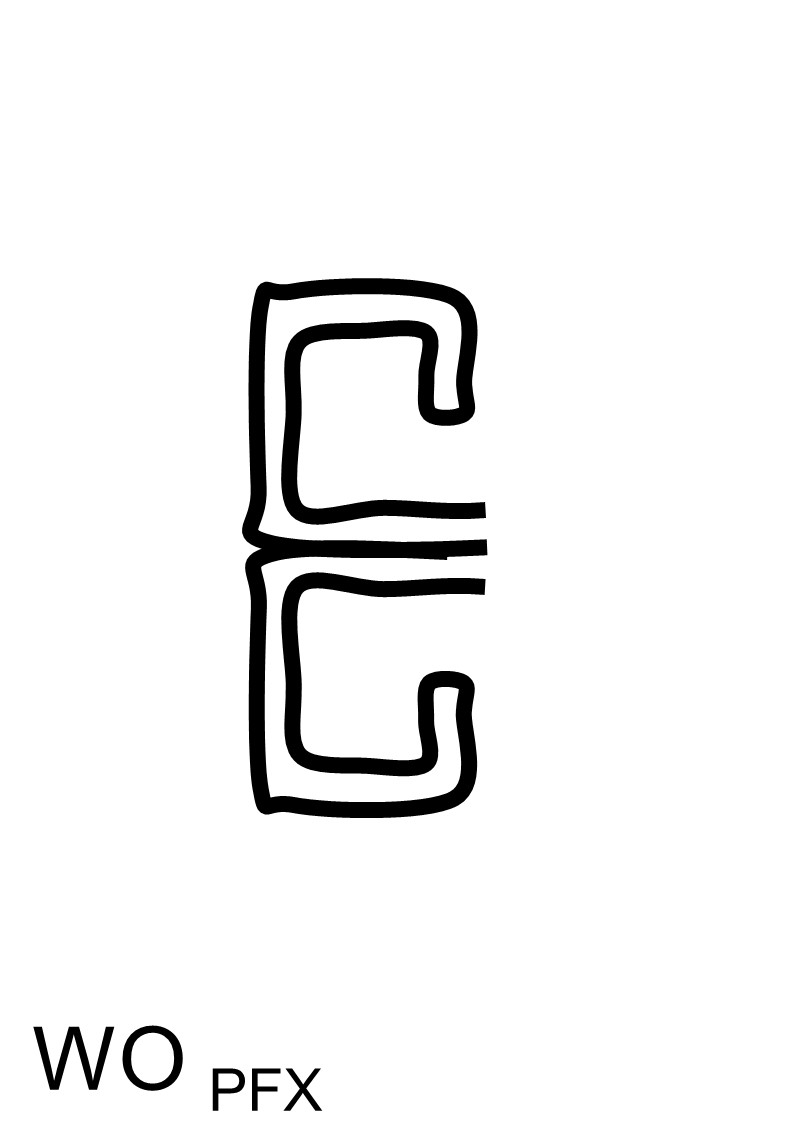
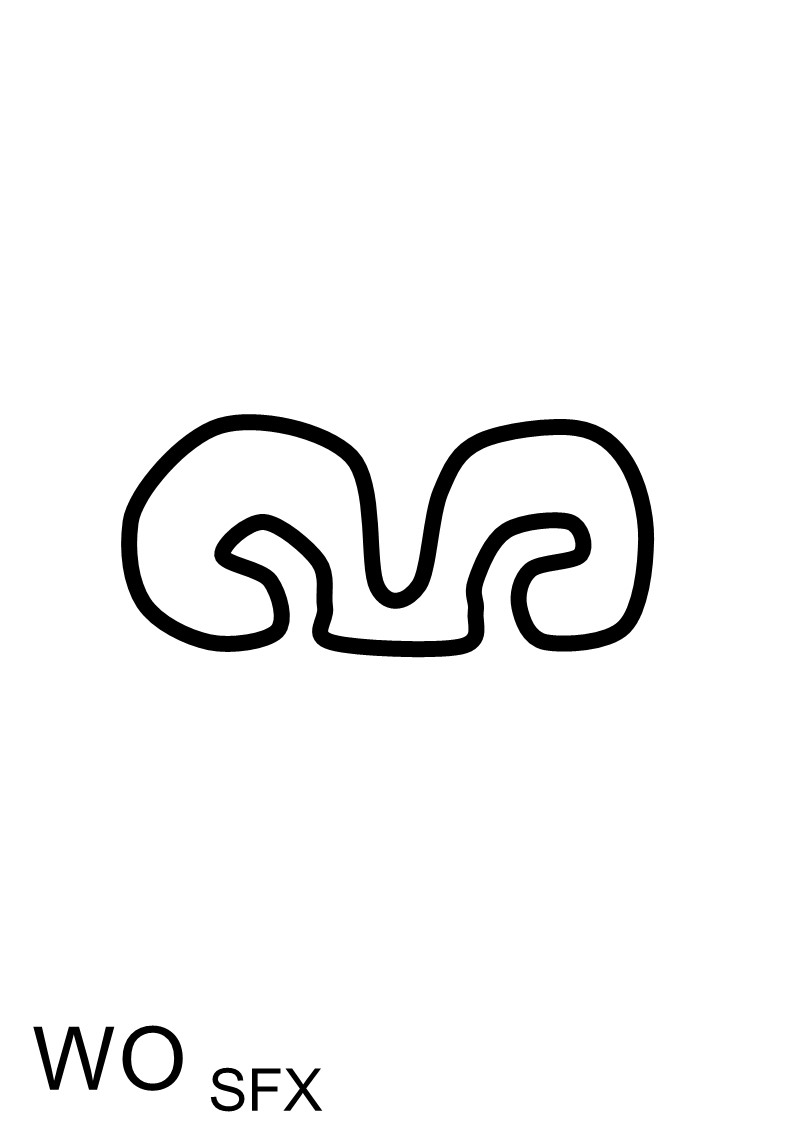
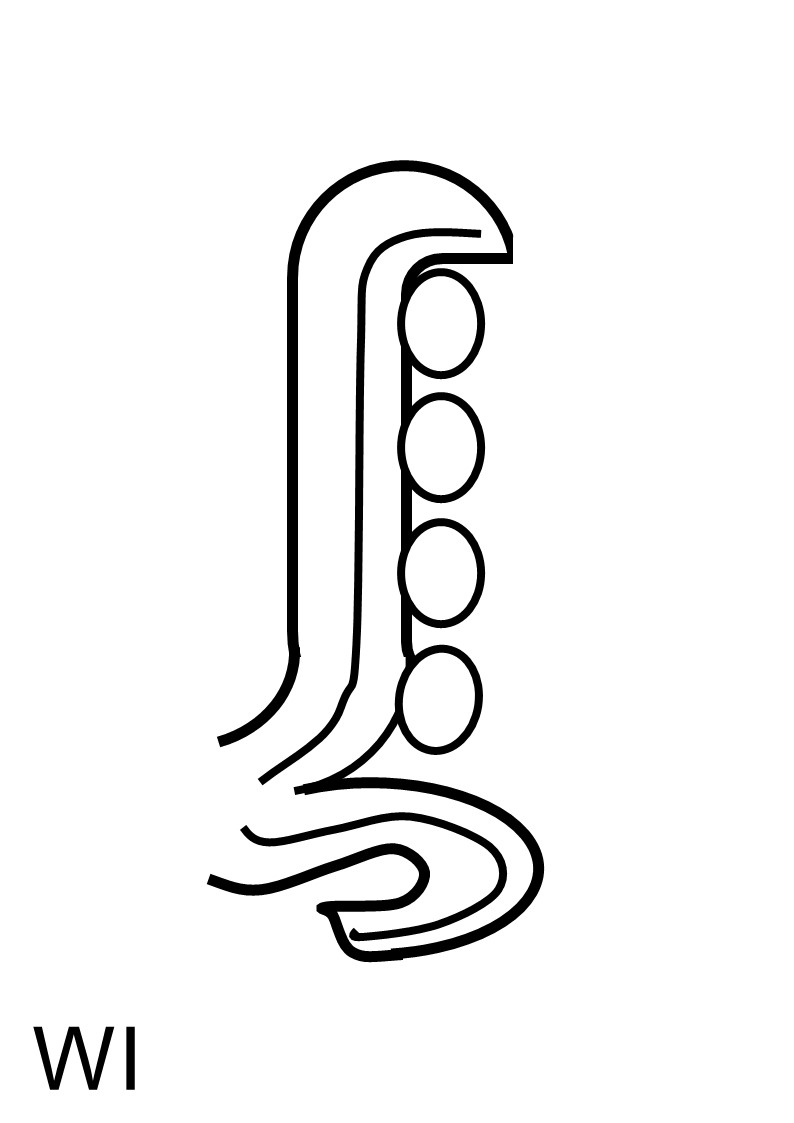

Les syllabes commençant par X
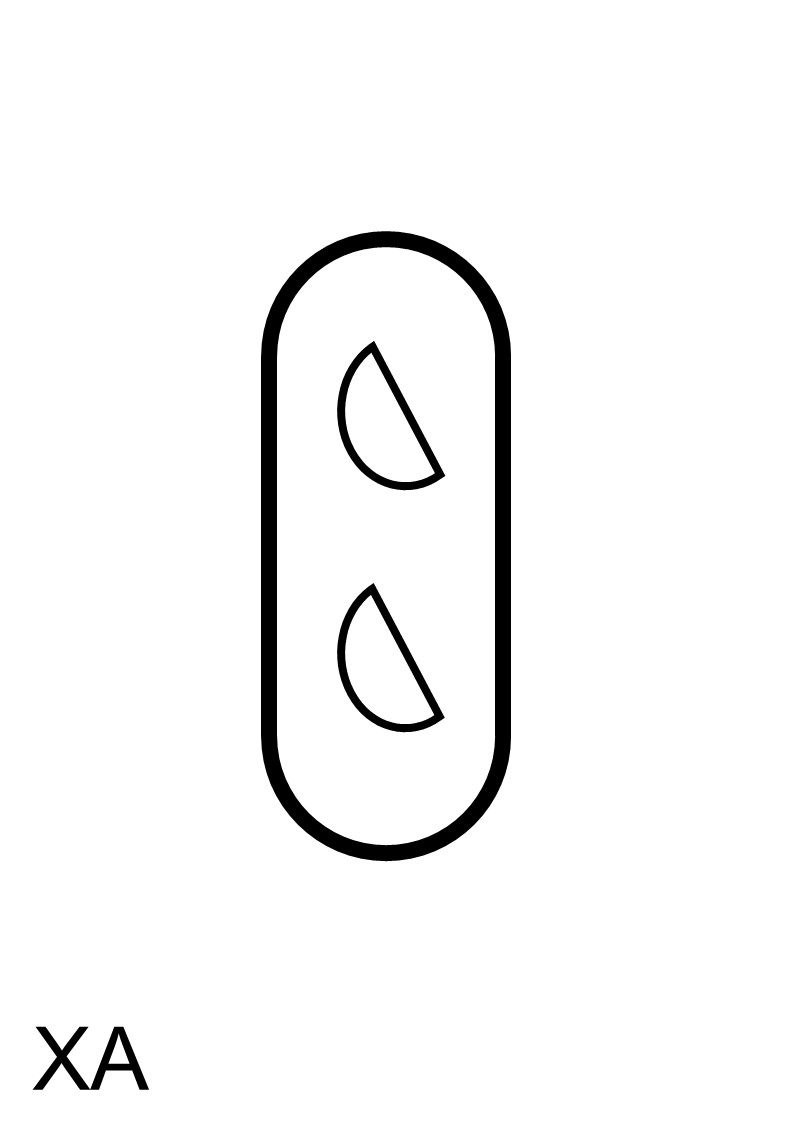
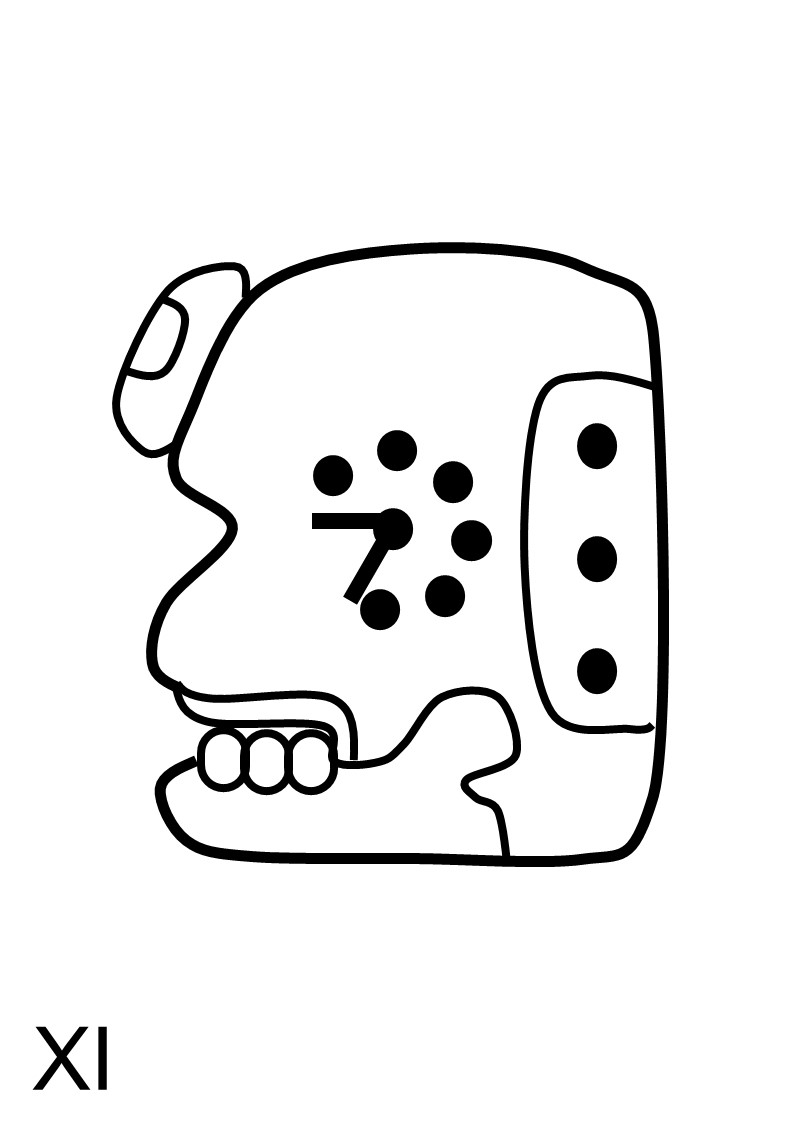
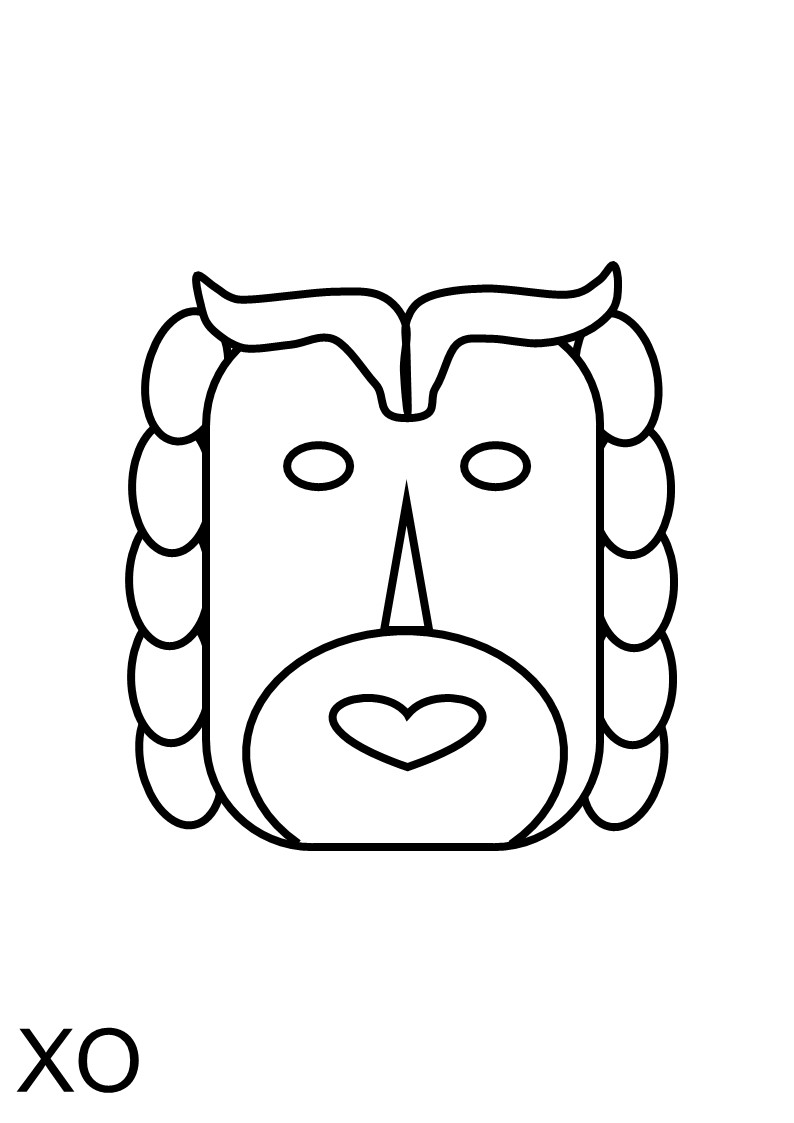
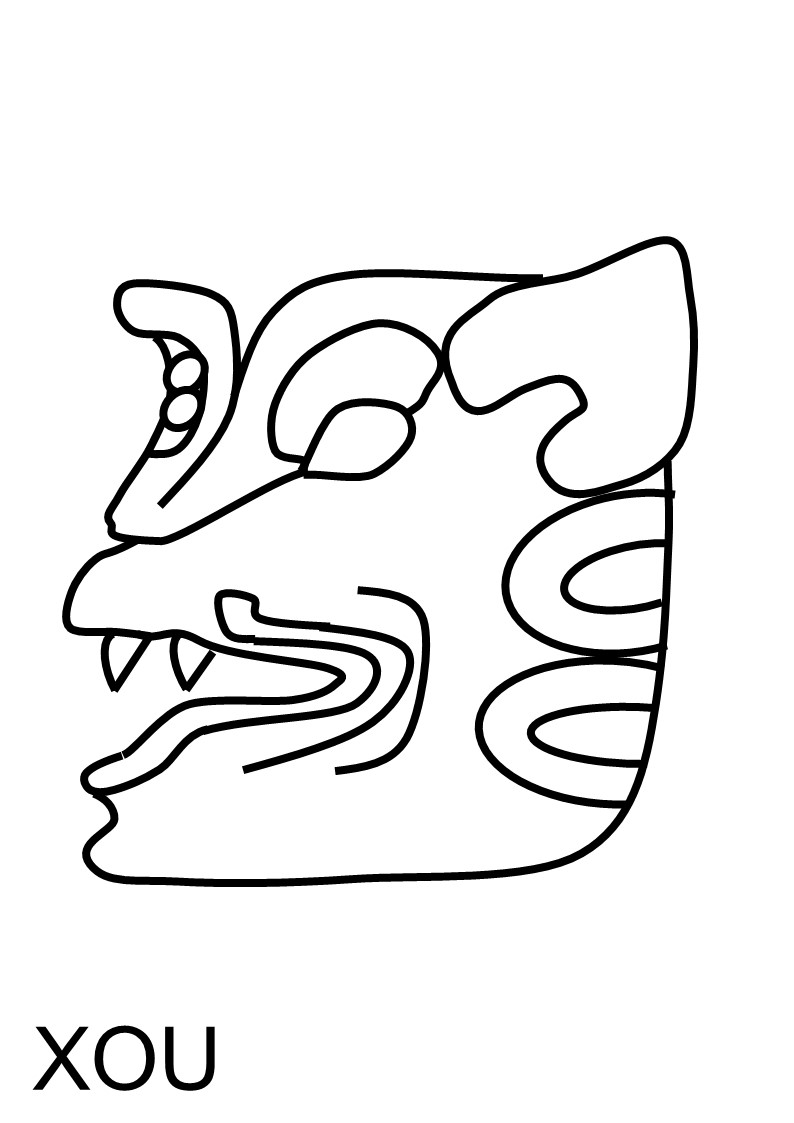

Les syllabes commençant par Y
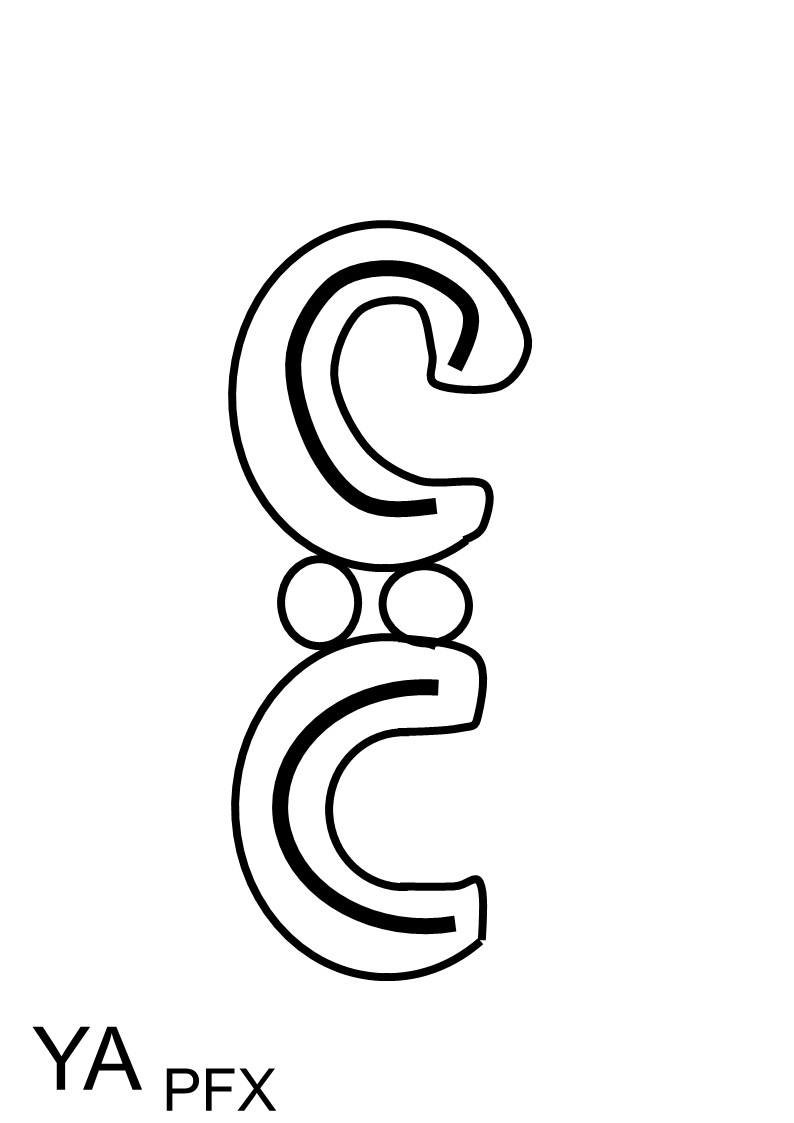
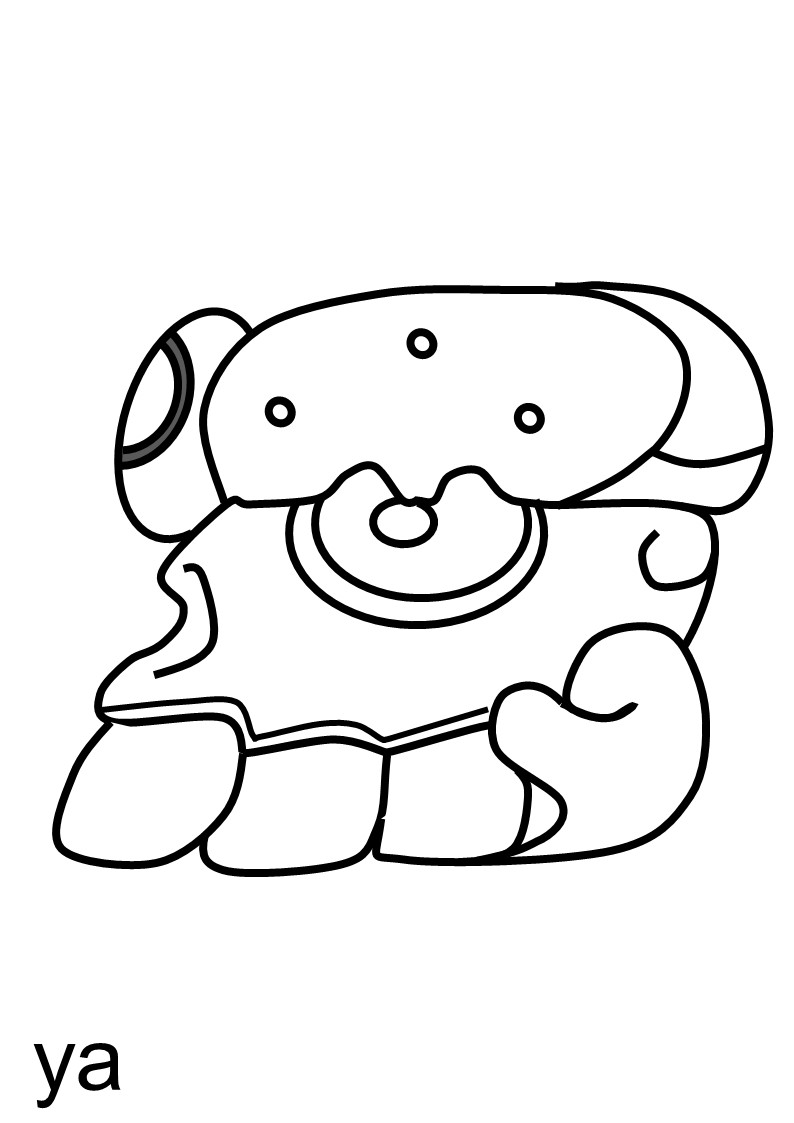
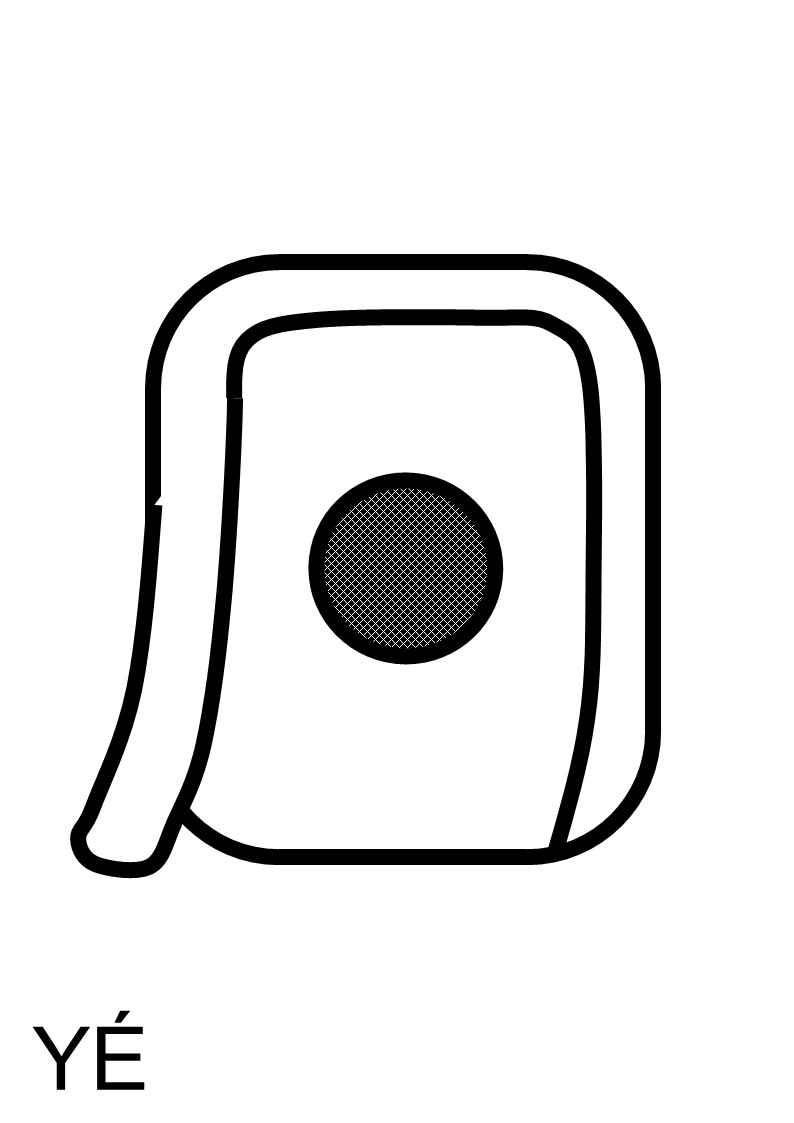
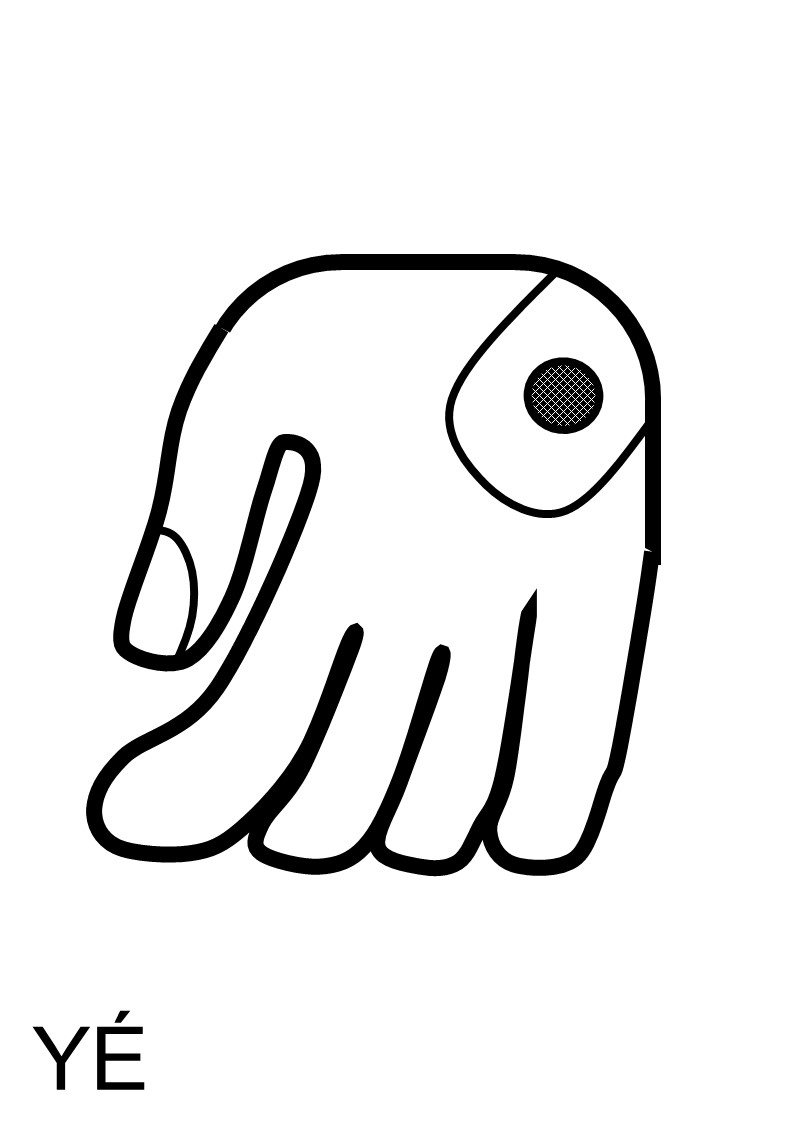
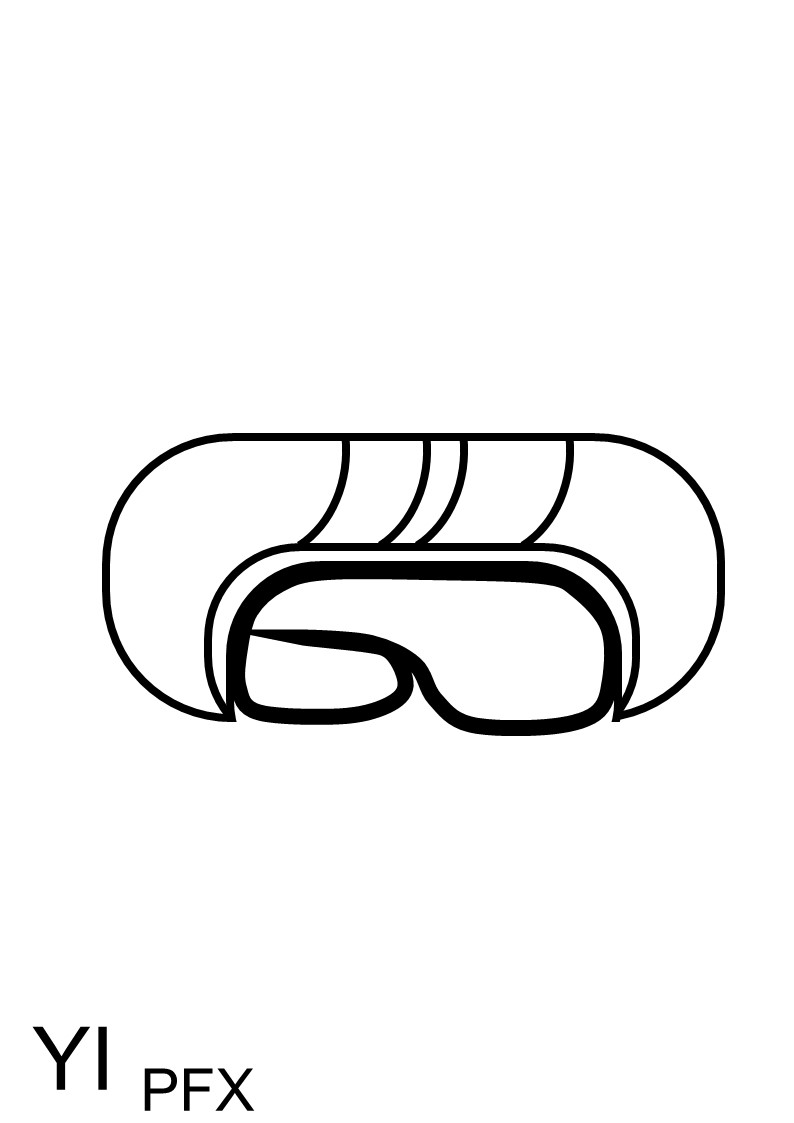
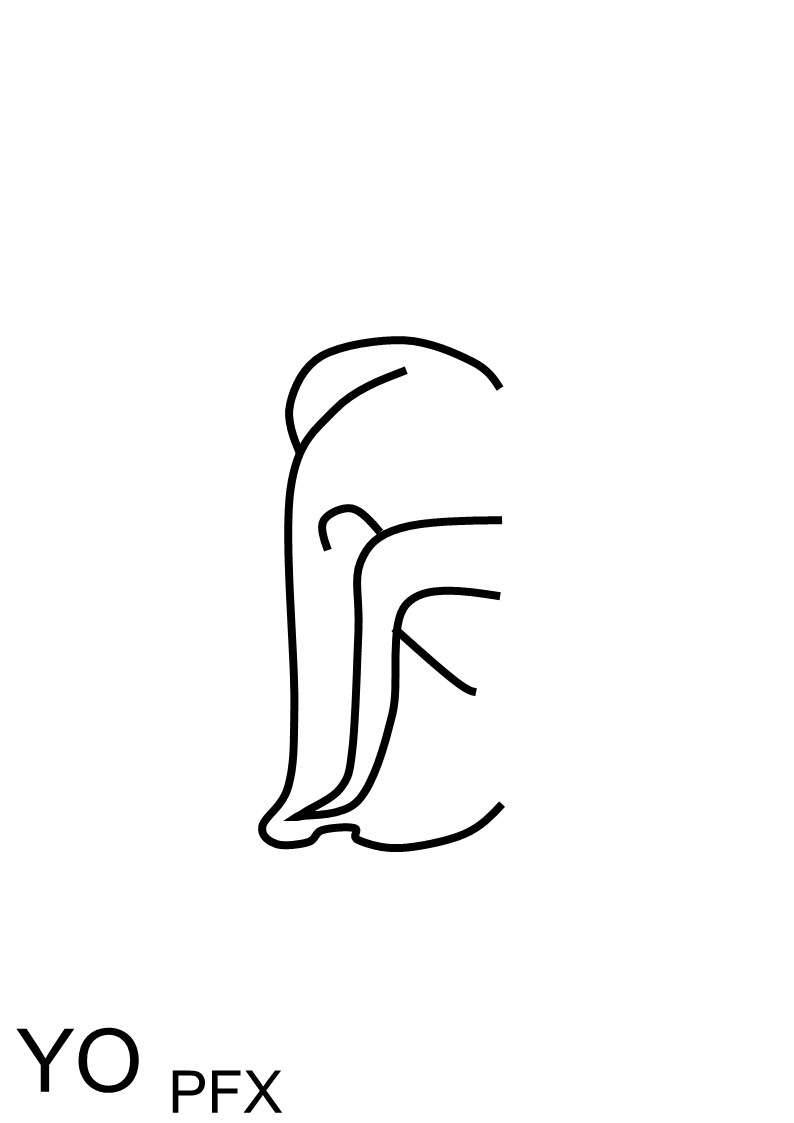
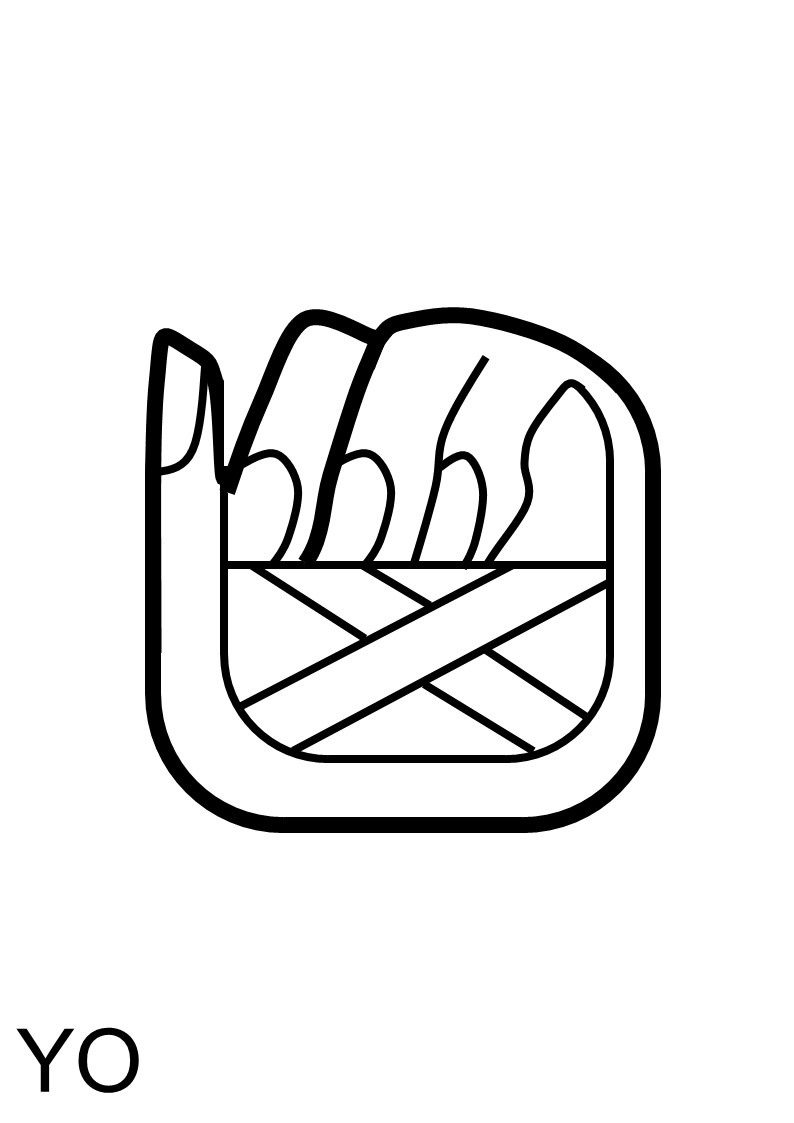
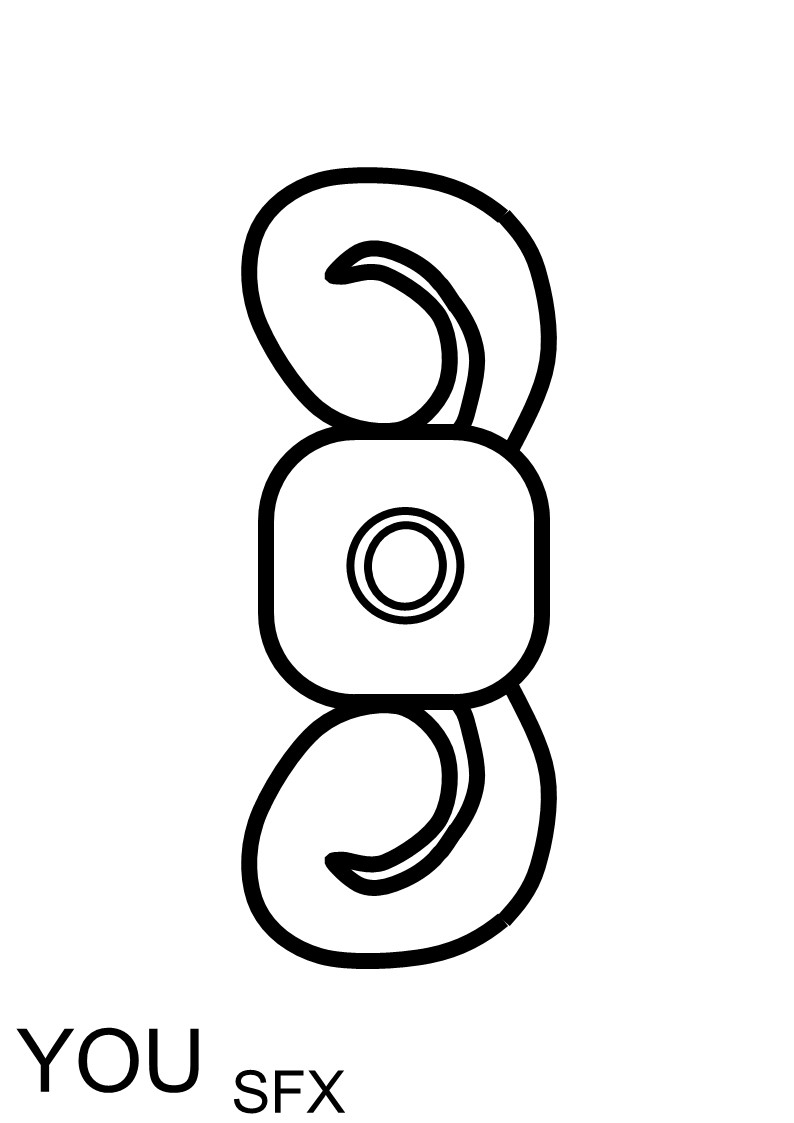
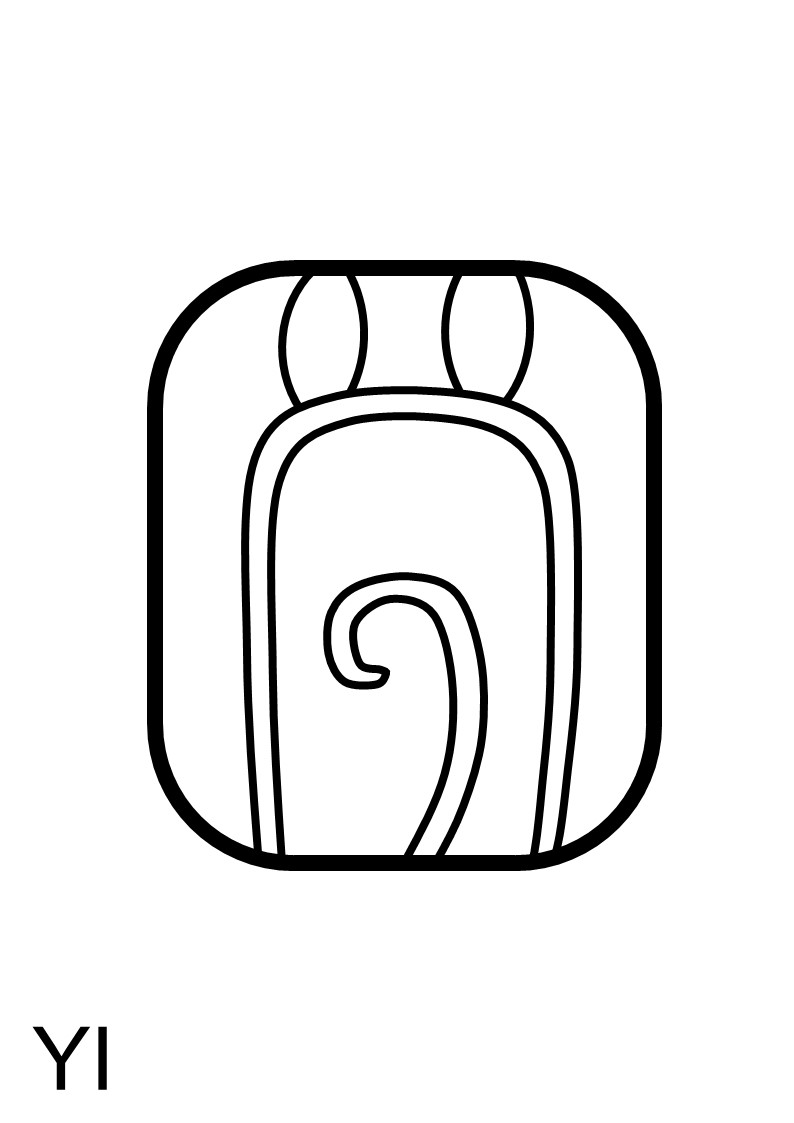

### Idéogrammes par thèmes
En dessous de chaque glyphe à gauche figure son nom en yucatèque, en quiché et à droite sa signification en français.
Les 20 jours du mois de célébration du calendrier sacré Tzolk'in, à chaque jour son dieu dont il porte un nom. Il se répète 13 fois (13 mois). Soit une année sacrée de 260 jours.

Les 20 jours des 13 mois du calendrier rituel Tzolk'in
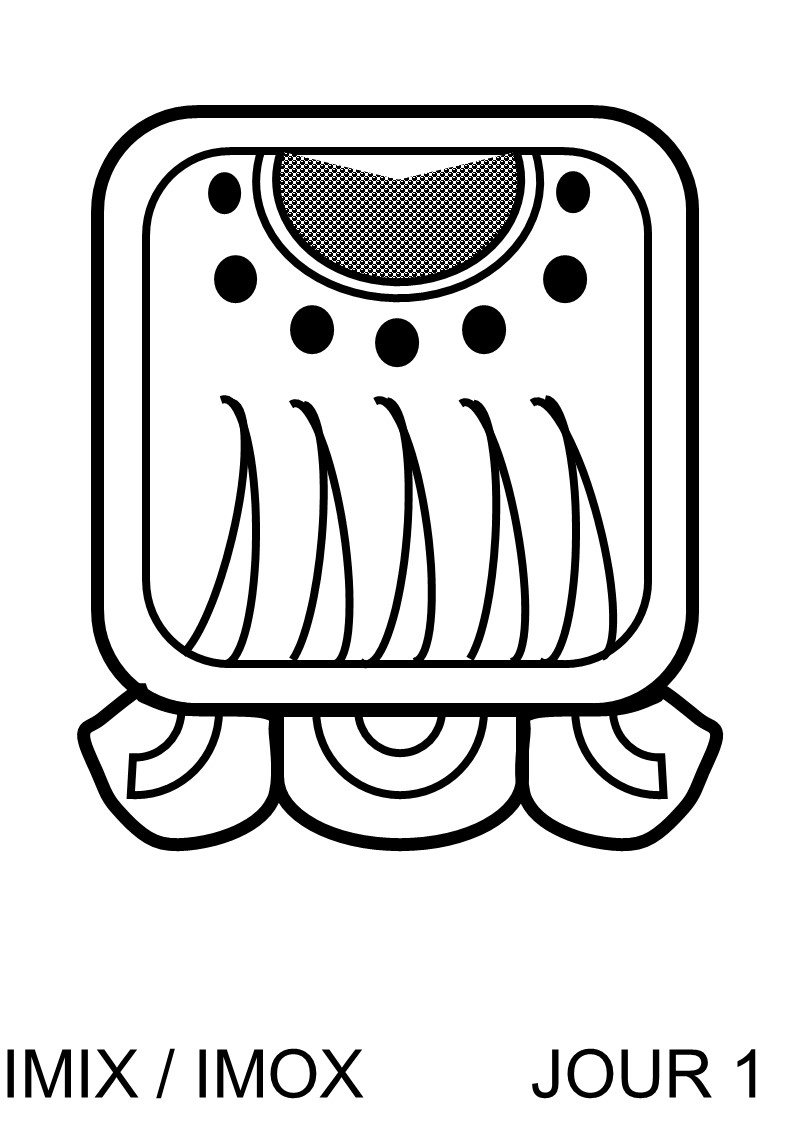
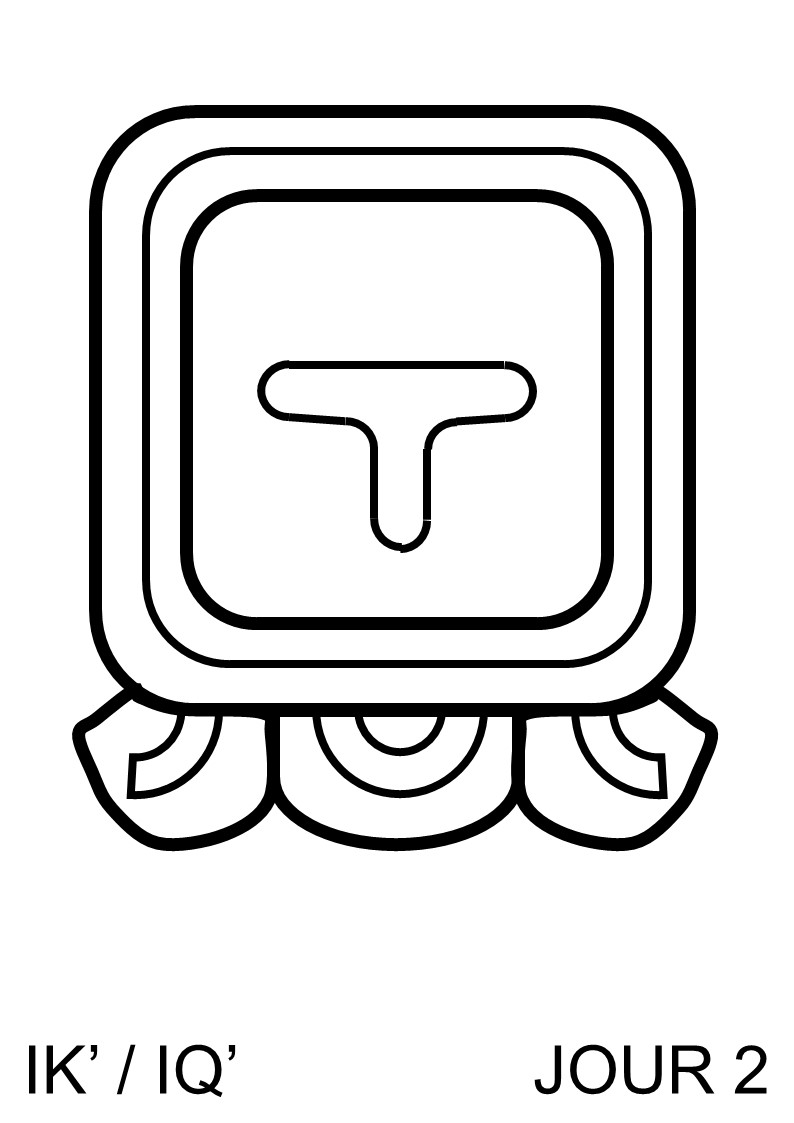
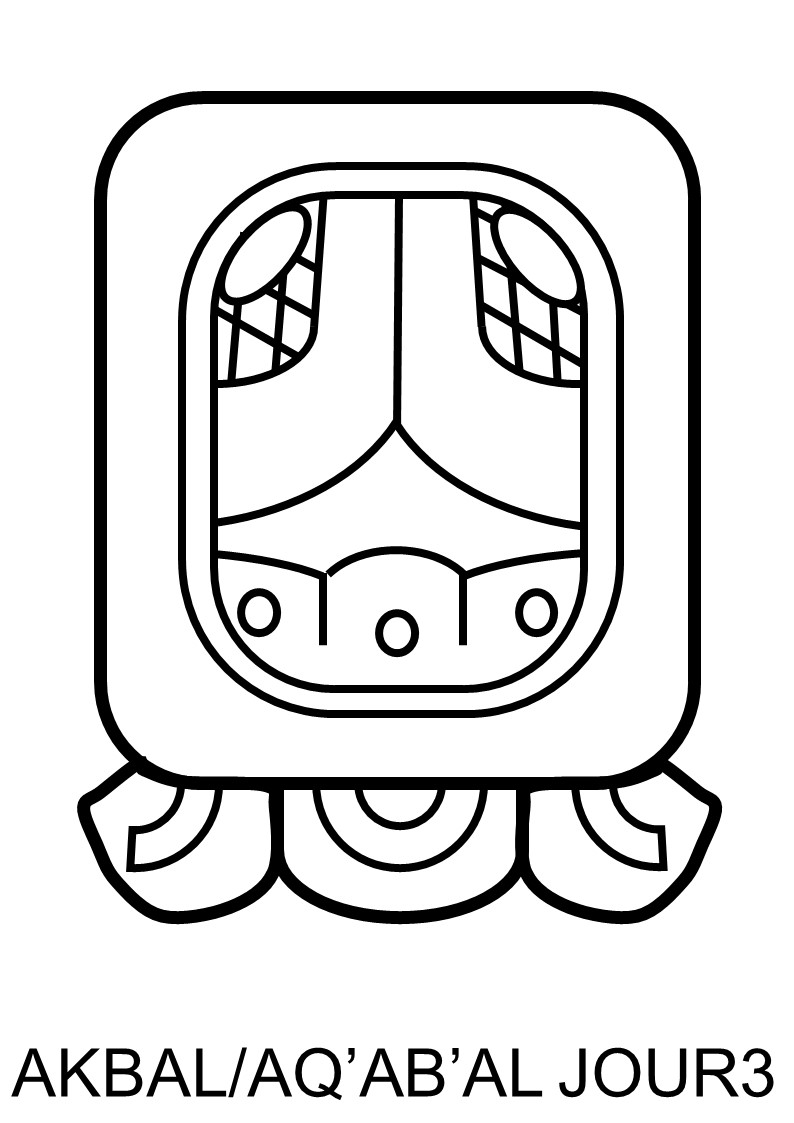
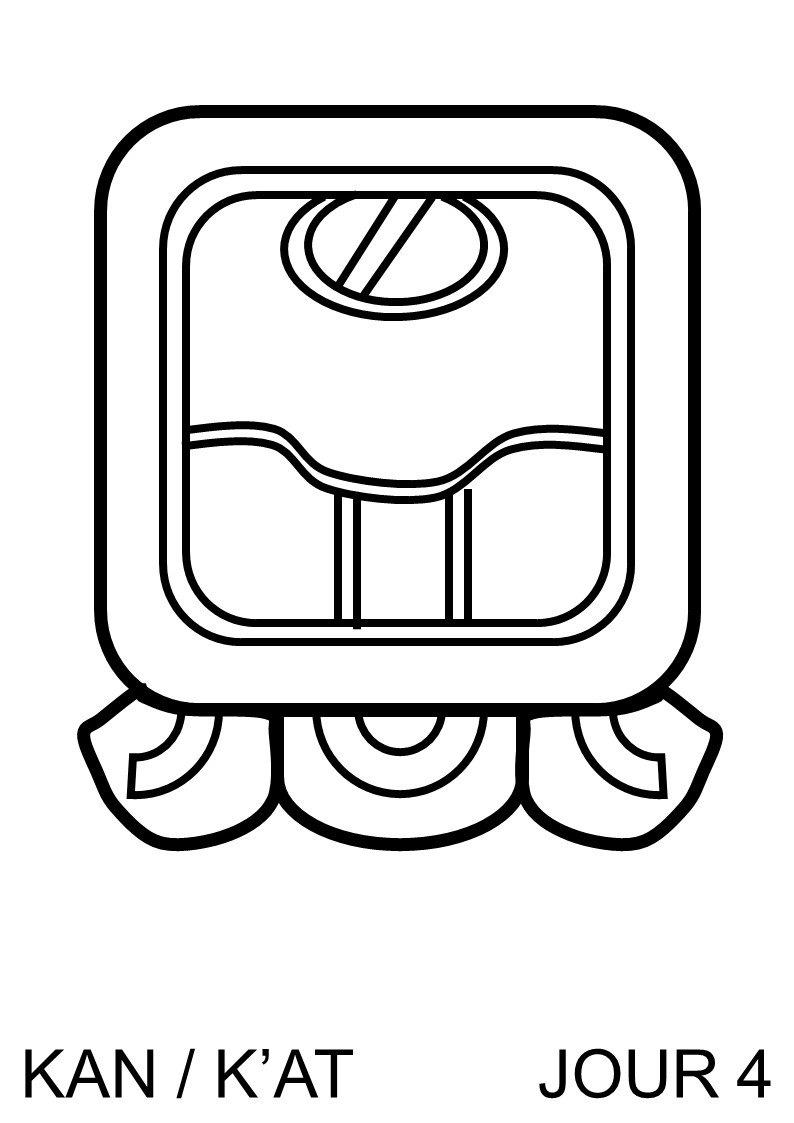
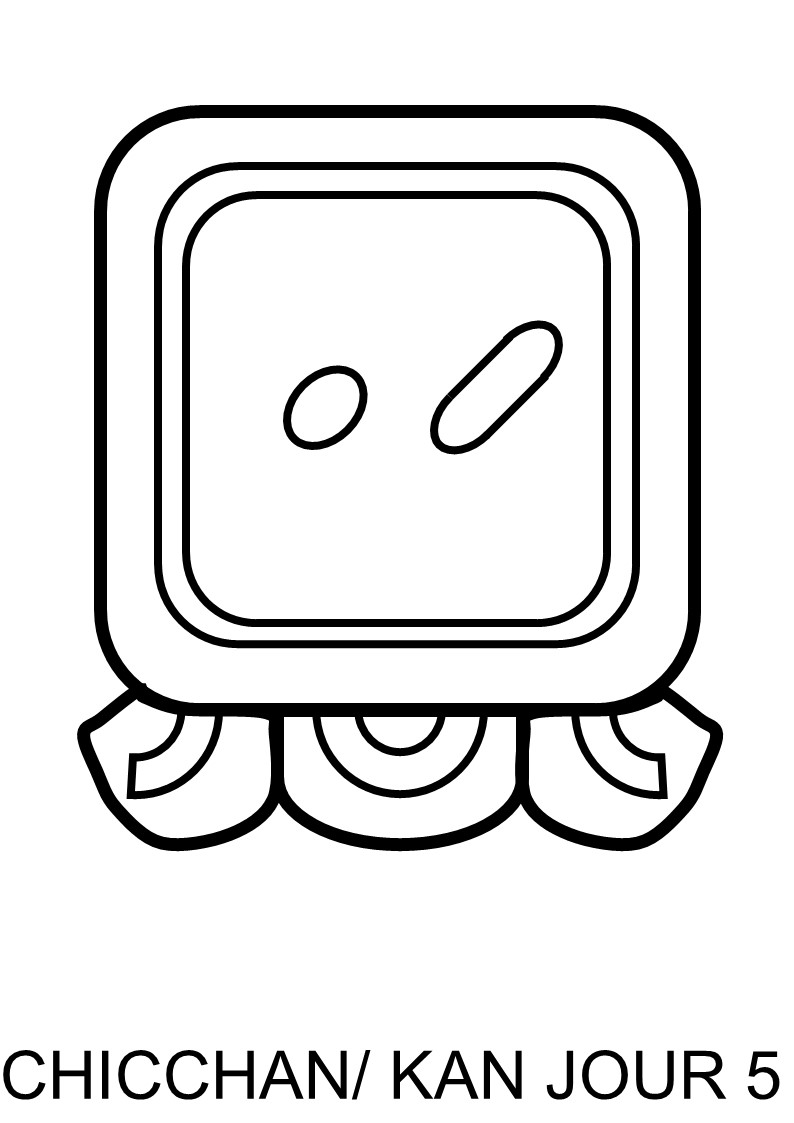
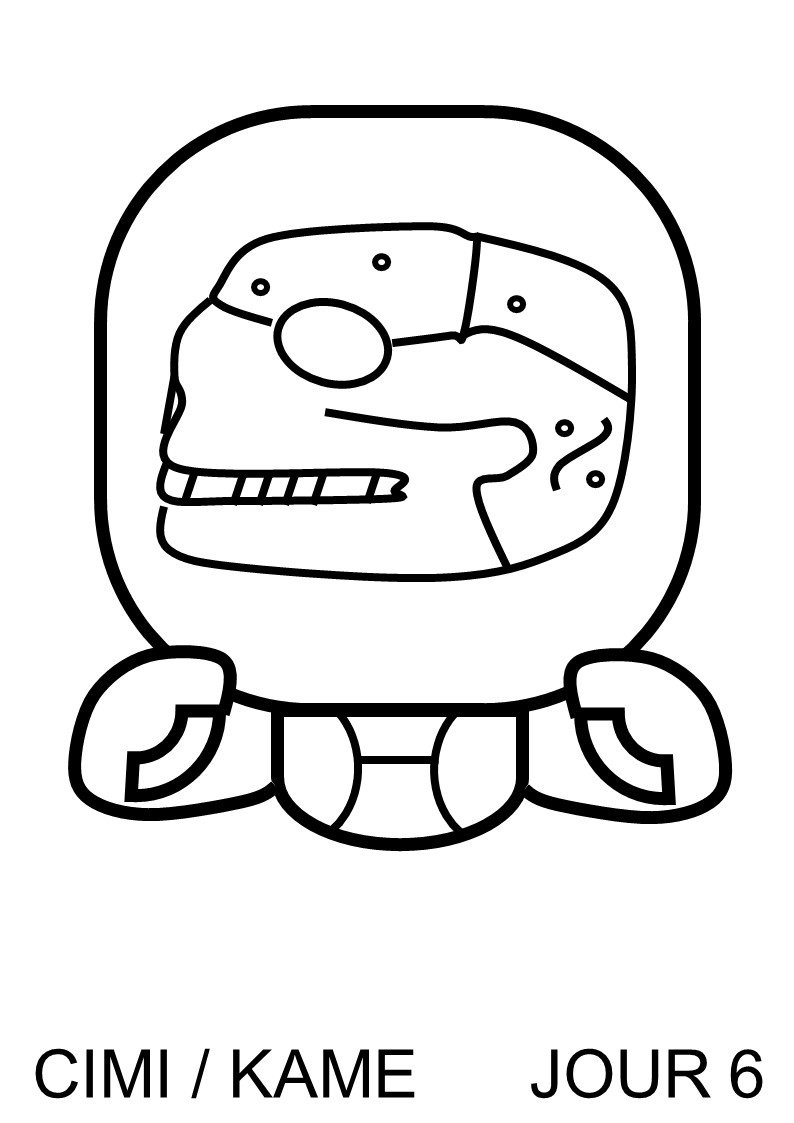
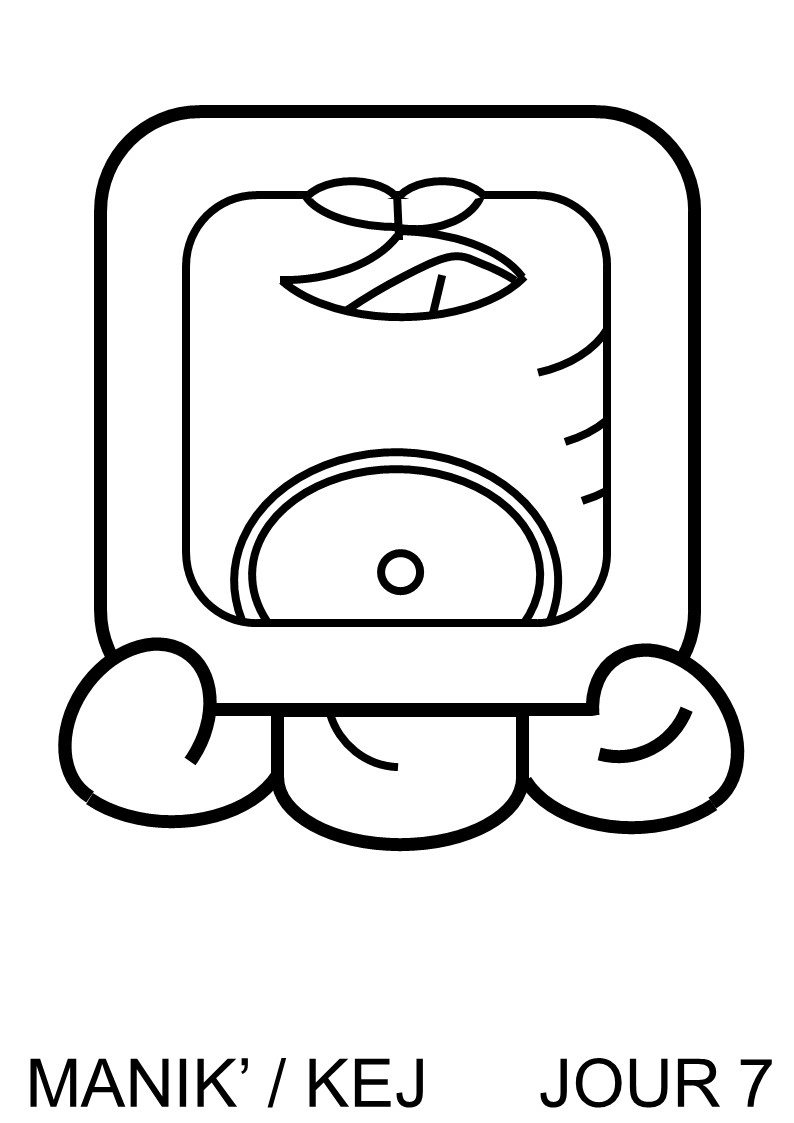
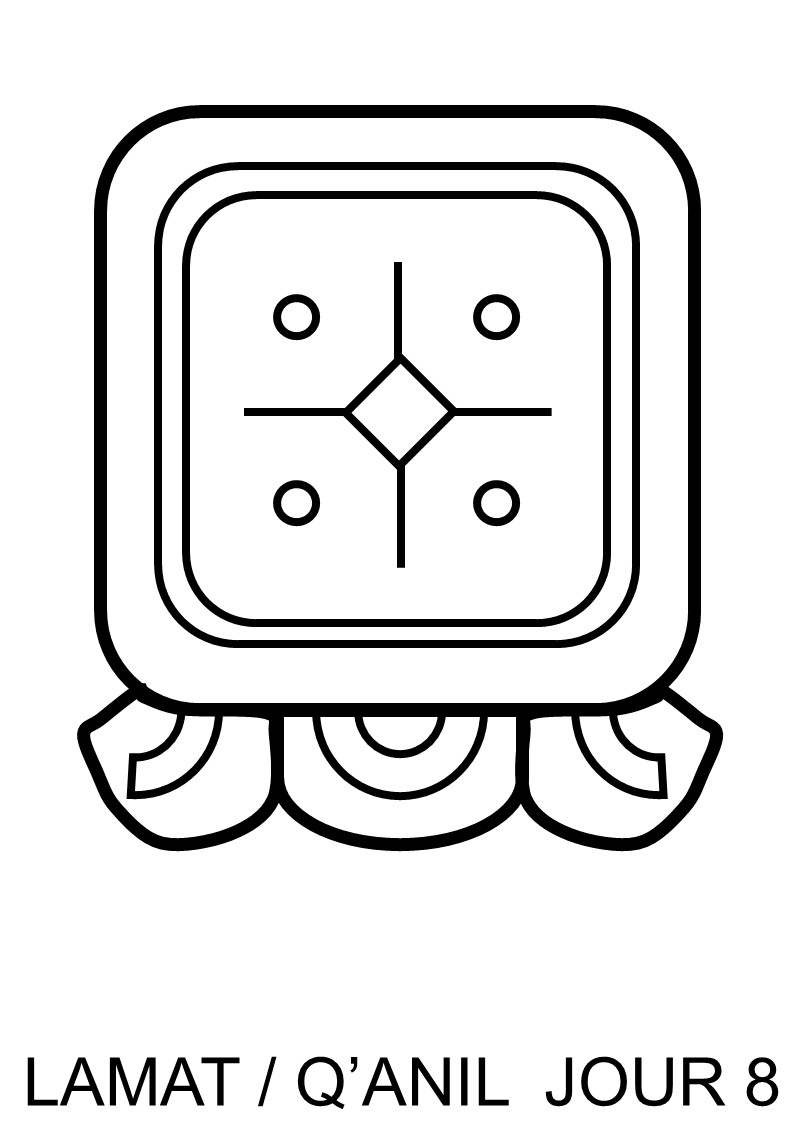
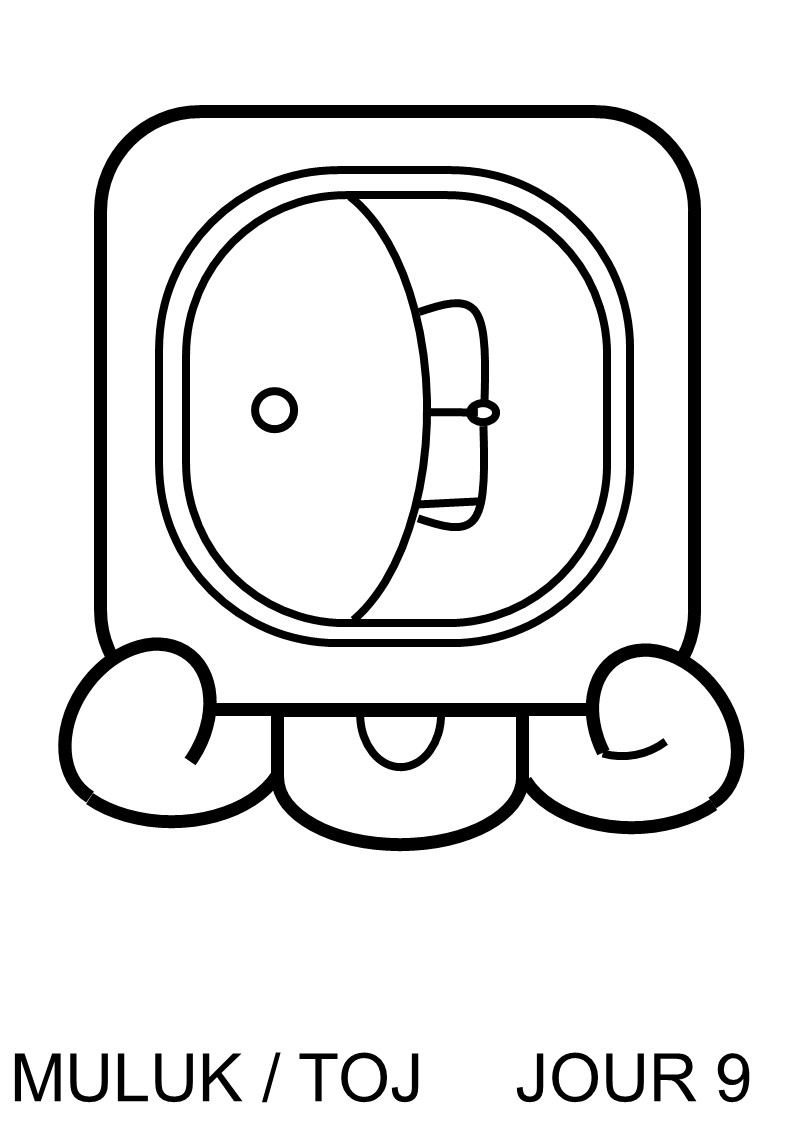
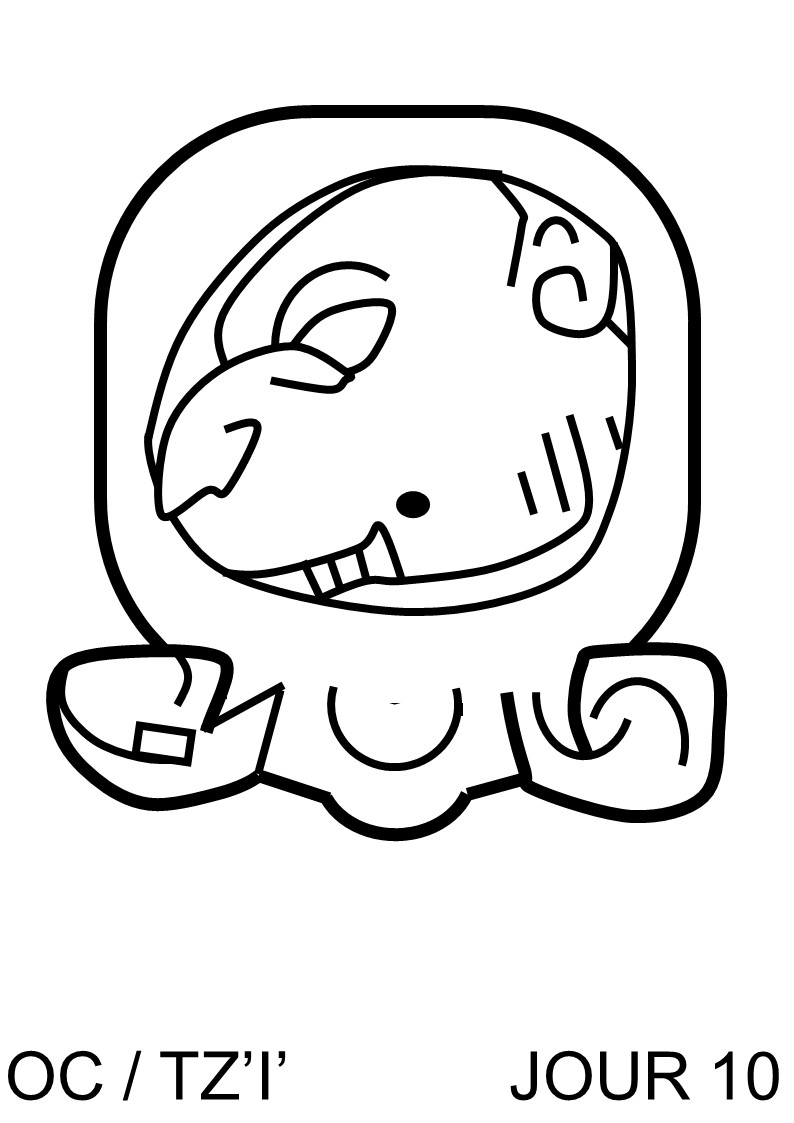
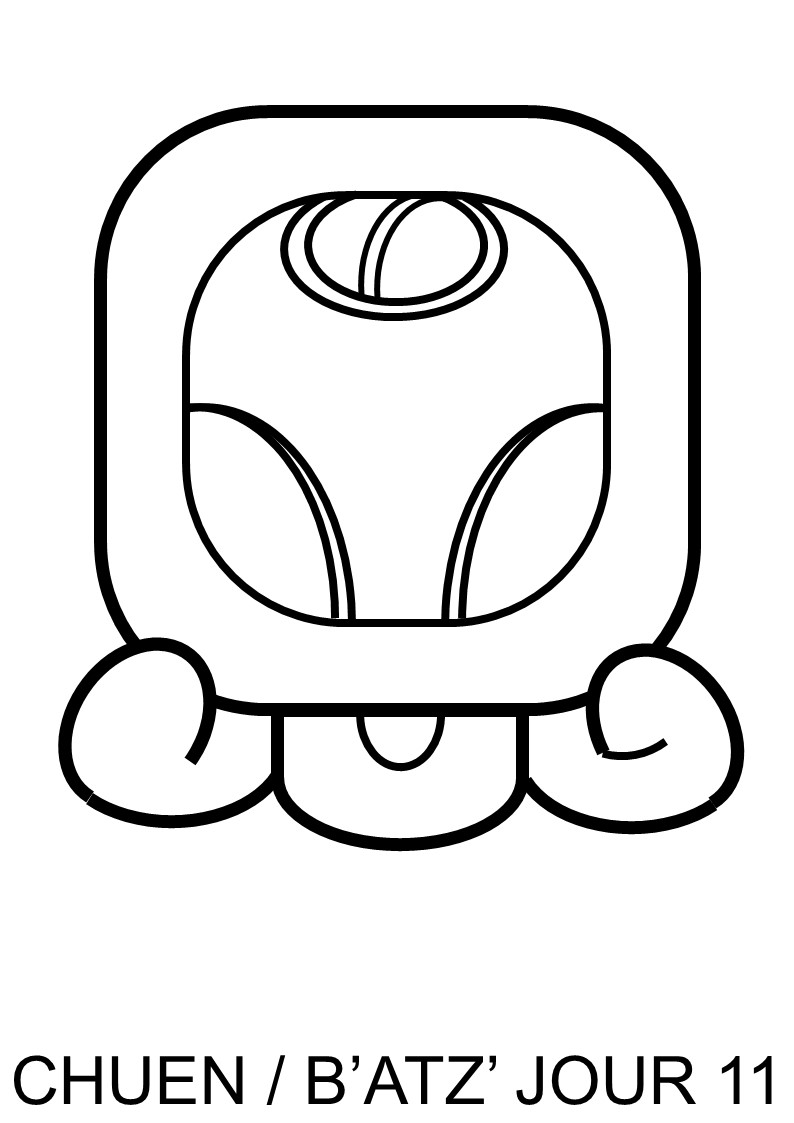
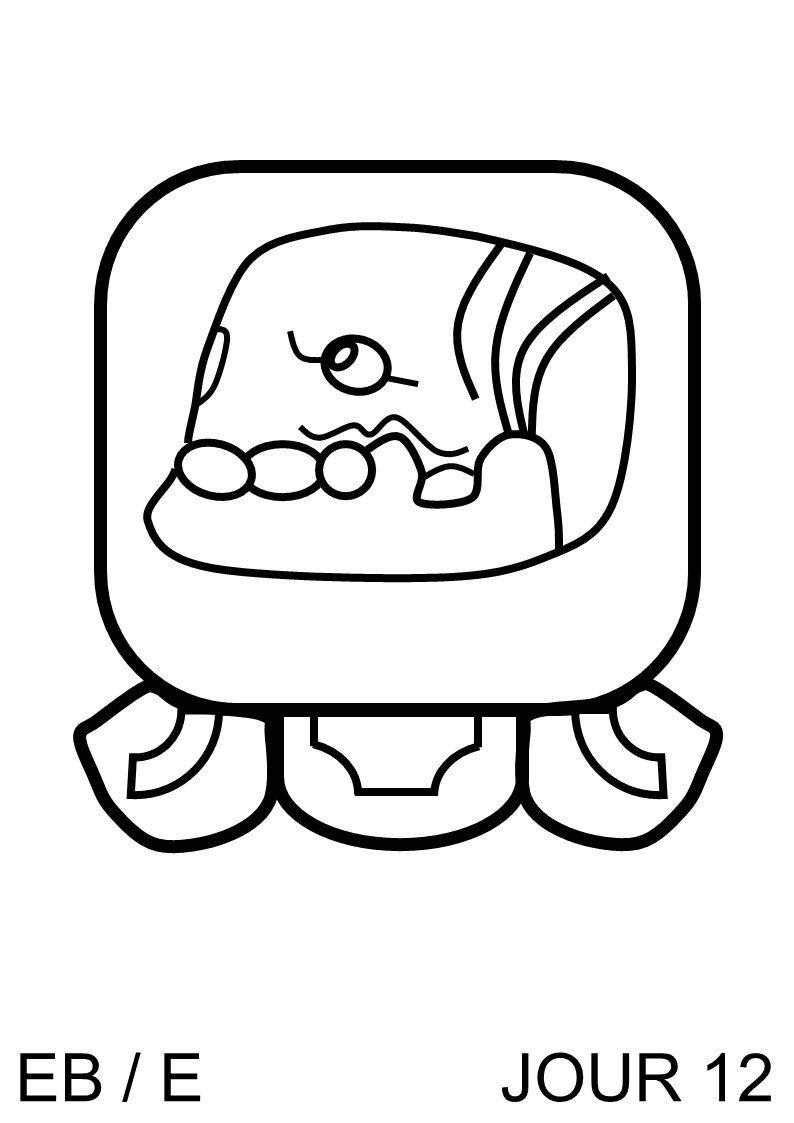
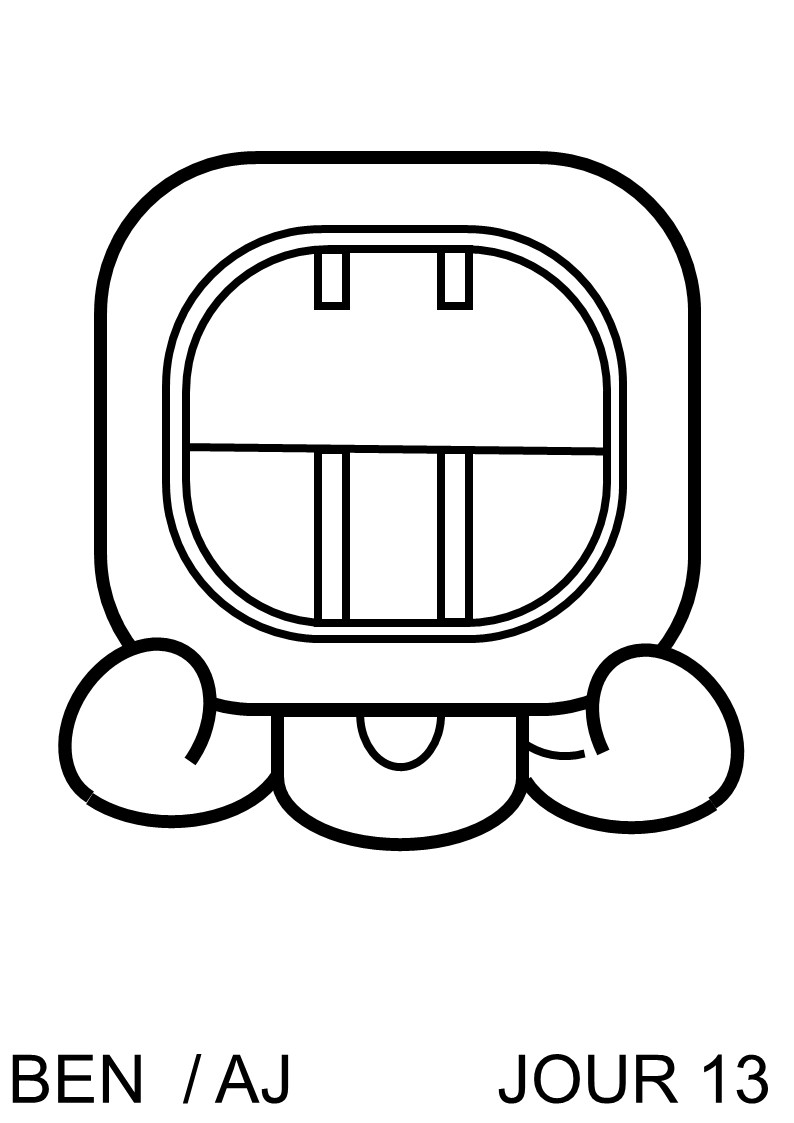
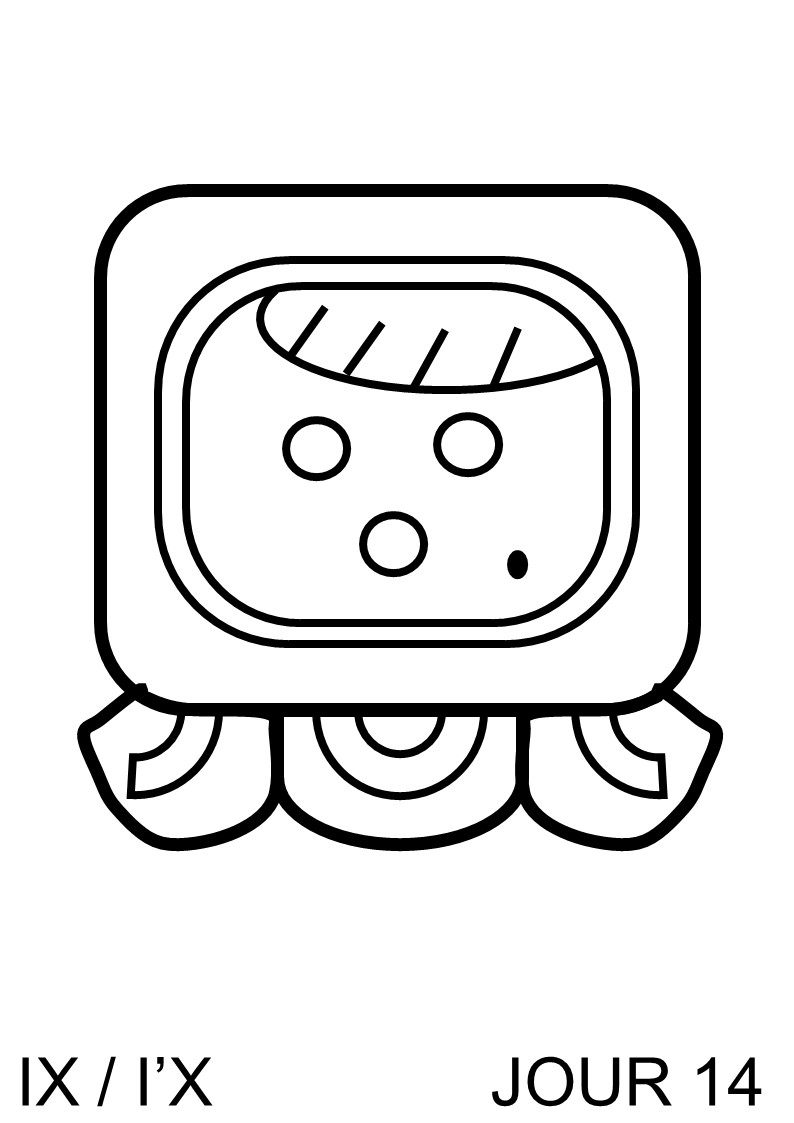
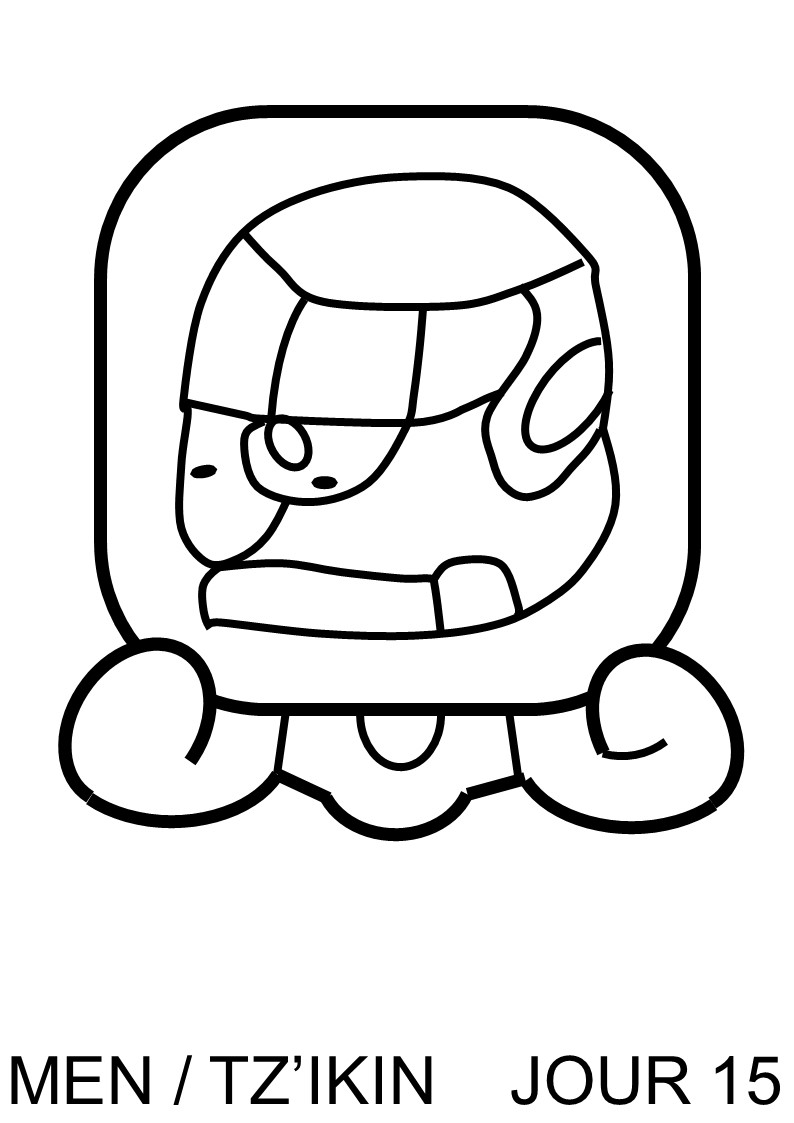
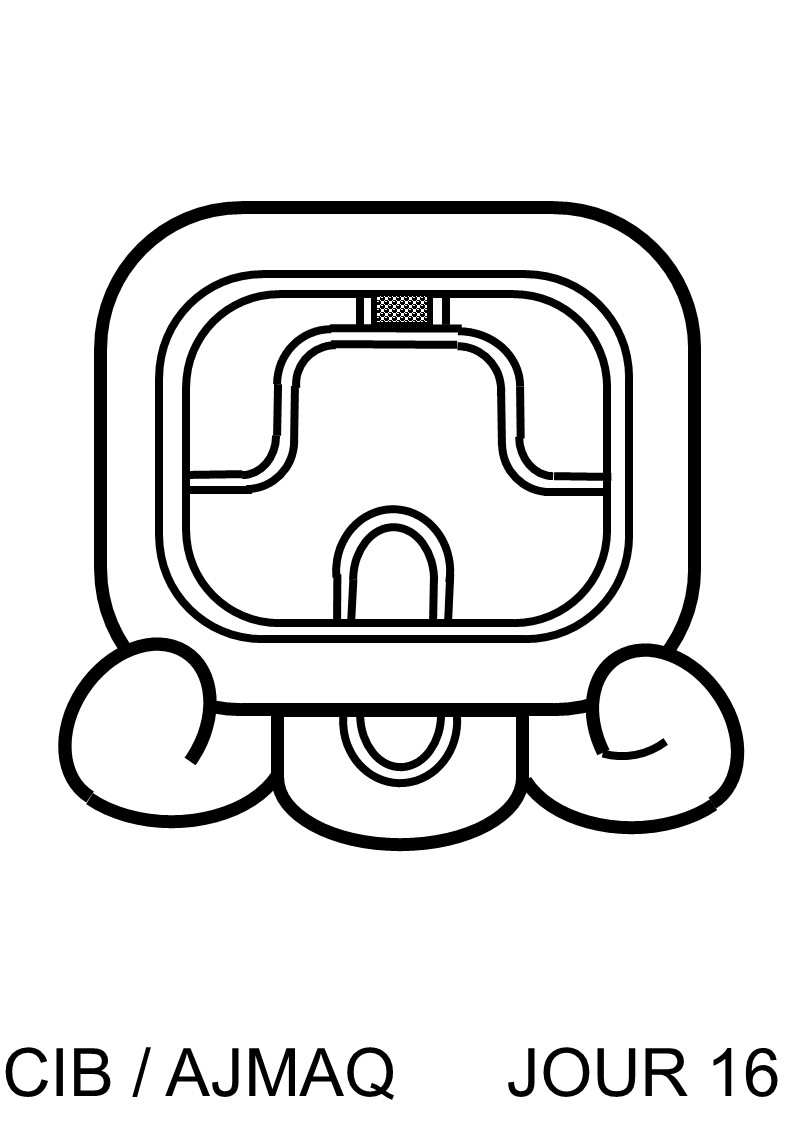
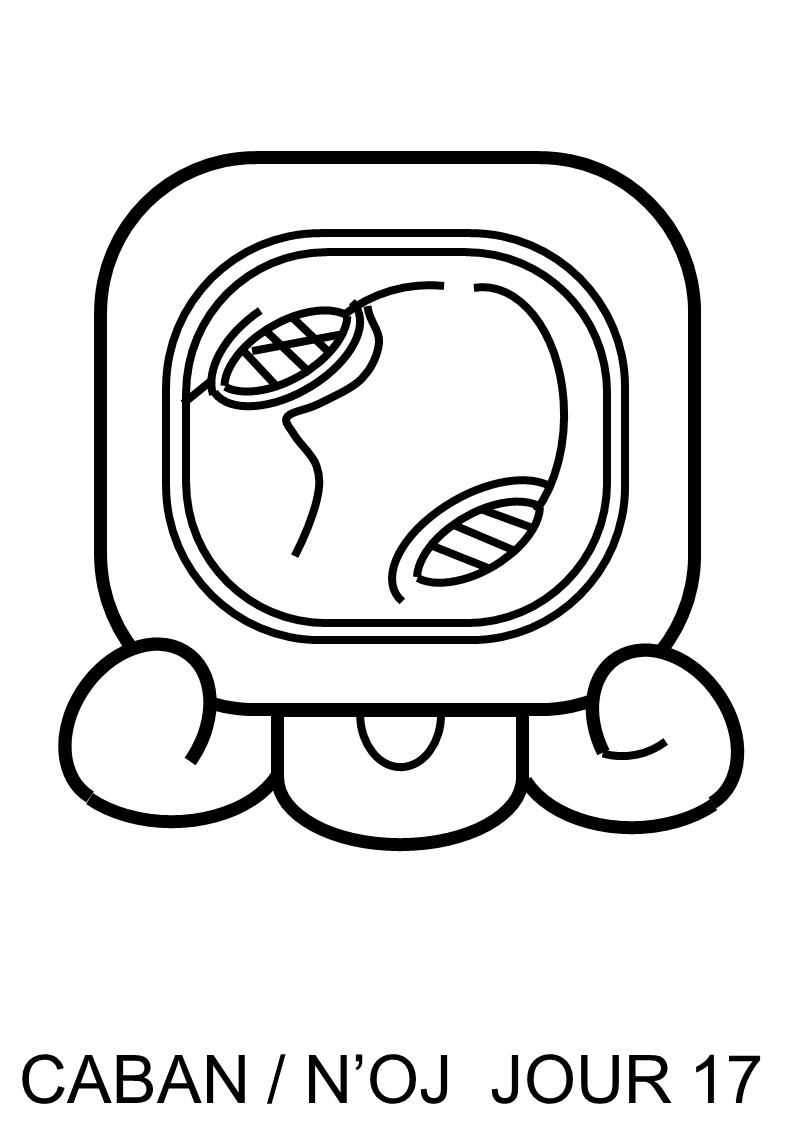
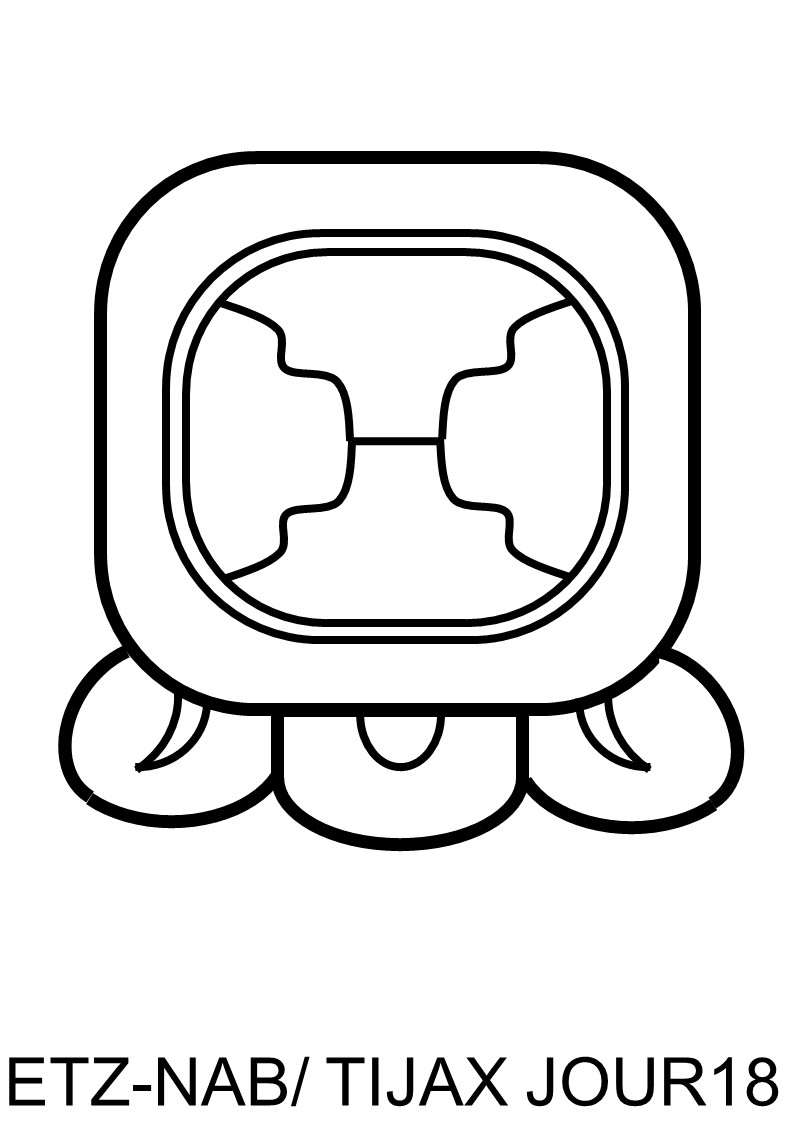
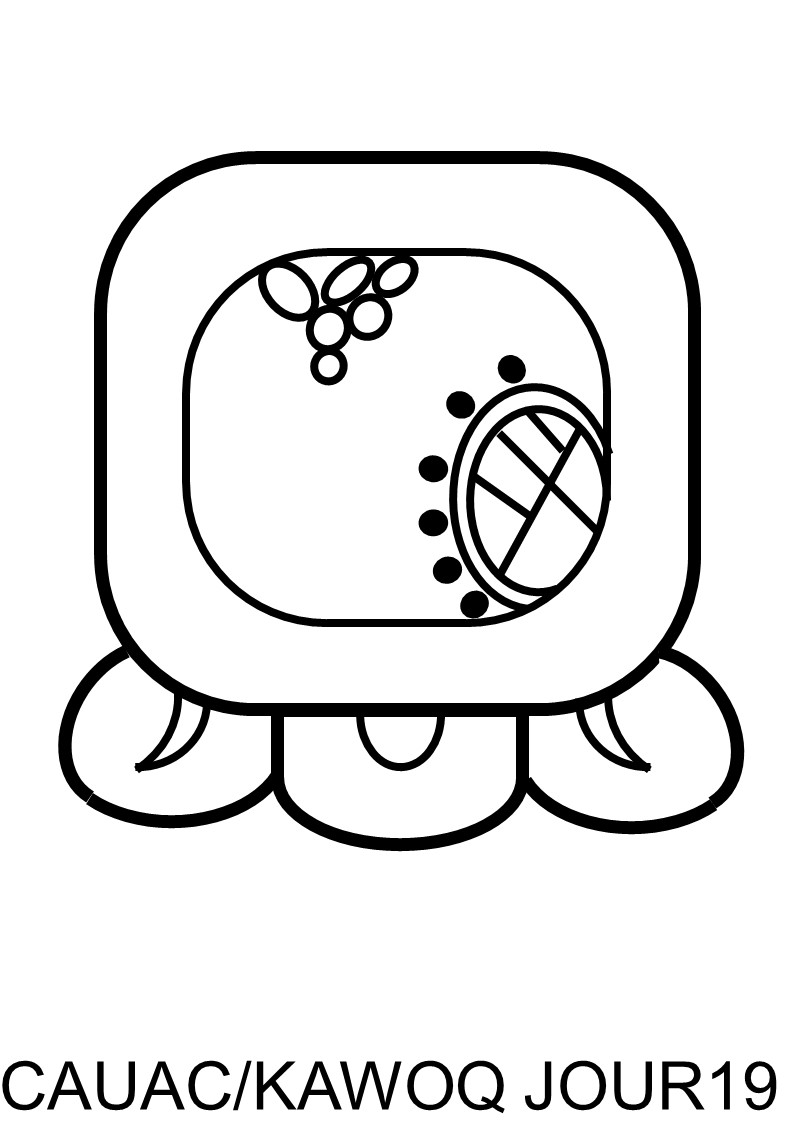
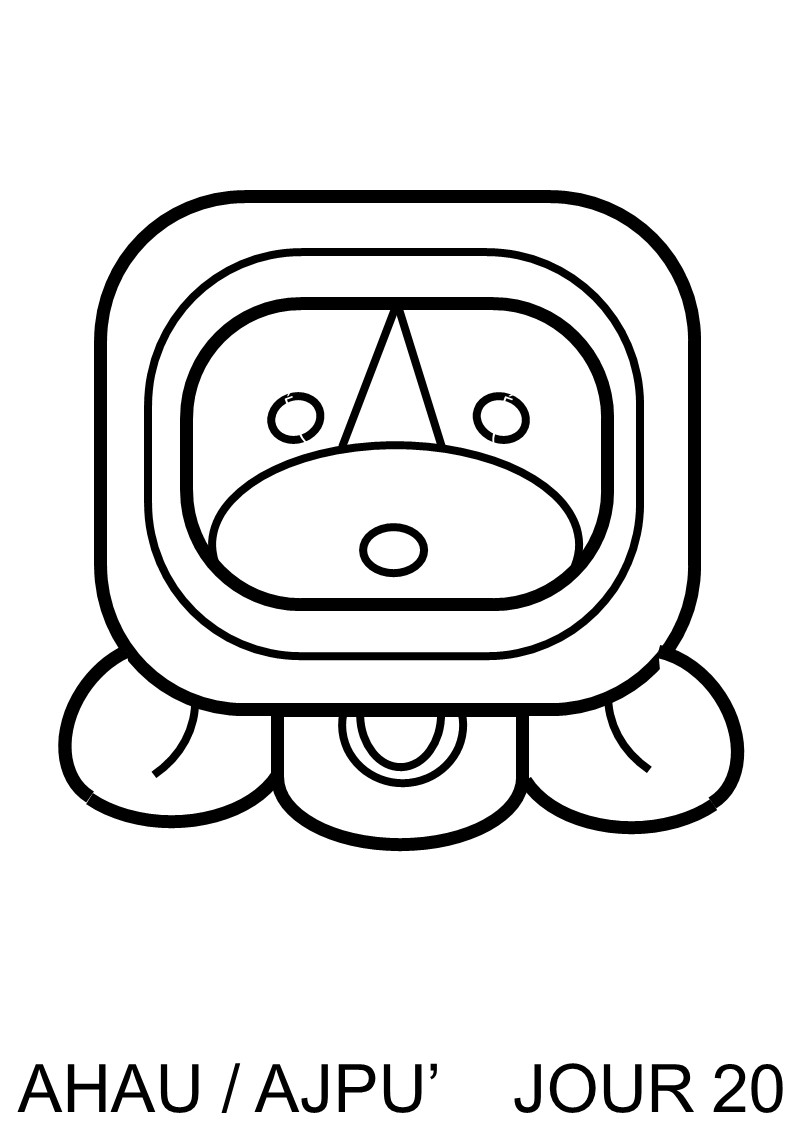

Les 19 mois du haab, le deuxième calendrier (solaire de 365 jours). Ce calendrier se compose de 18 mois de 20 jours + uayeb de 5 jours. En bas à droite de chaque glyphe le nom yucatèque puis le nom probable en ch'ol classique.

Les 19 mois du calendrier solaire haab, équivalent du calendrier grégorien
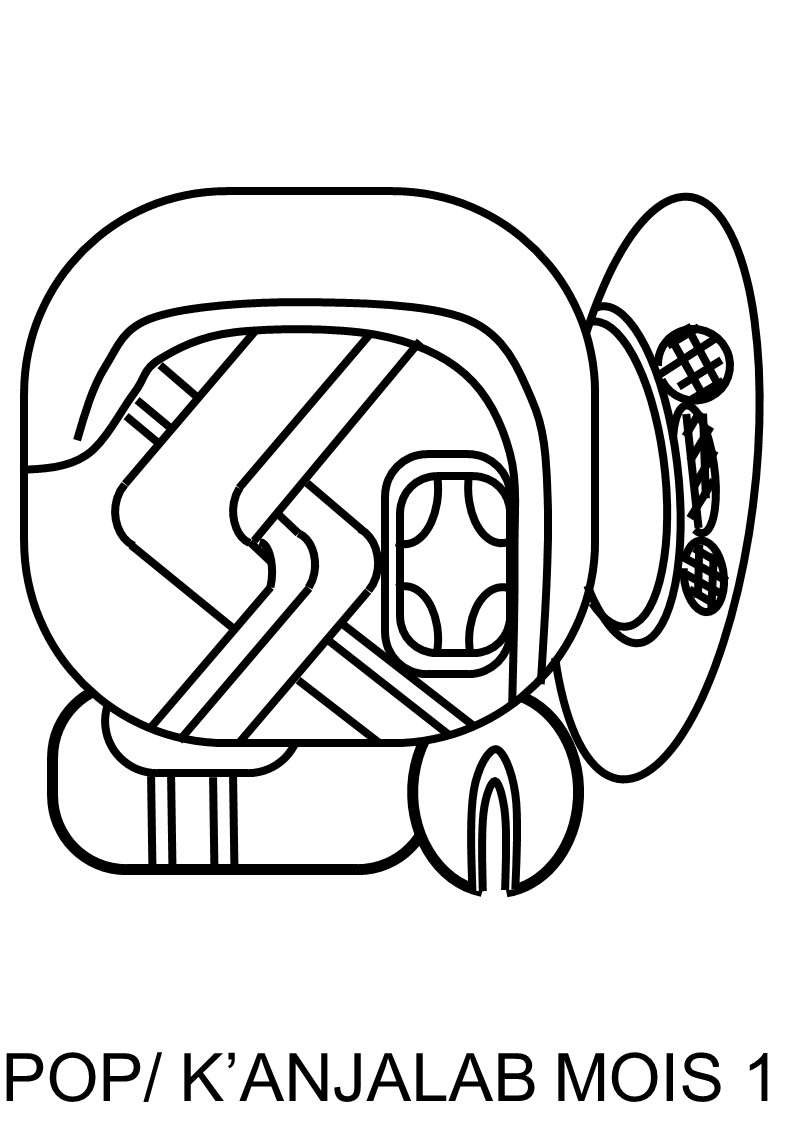
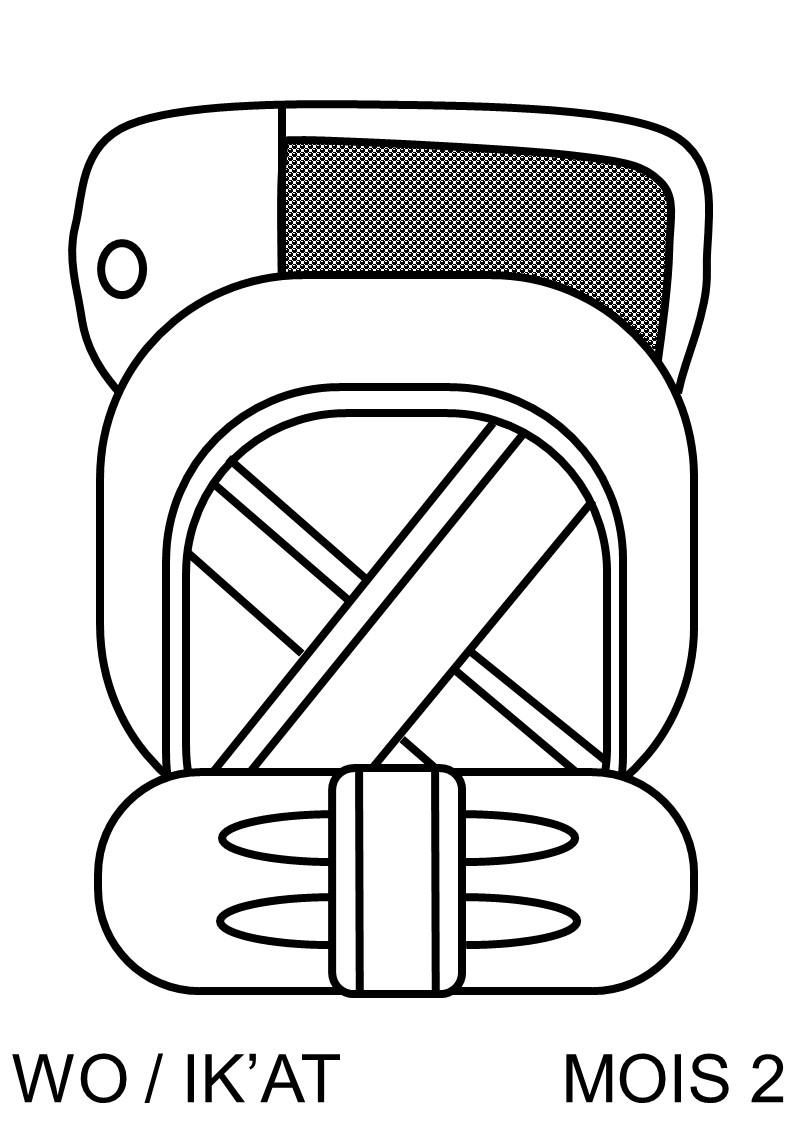
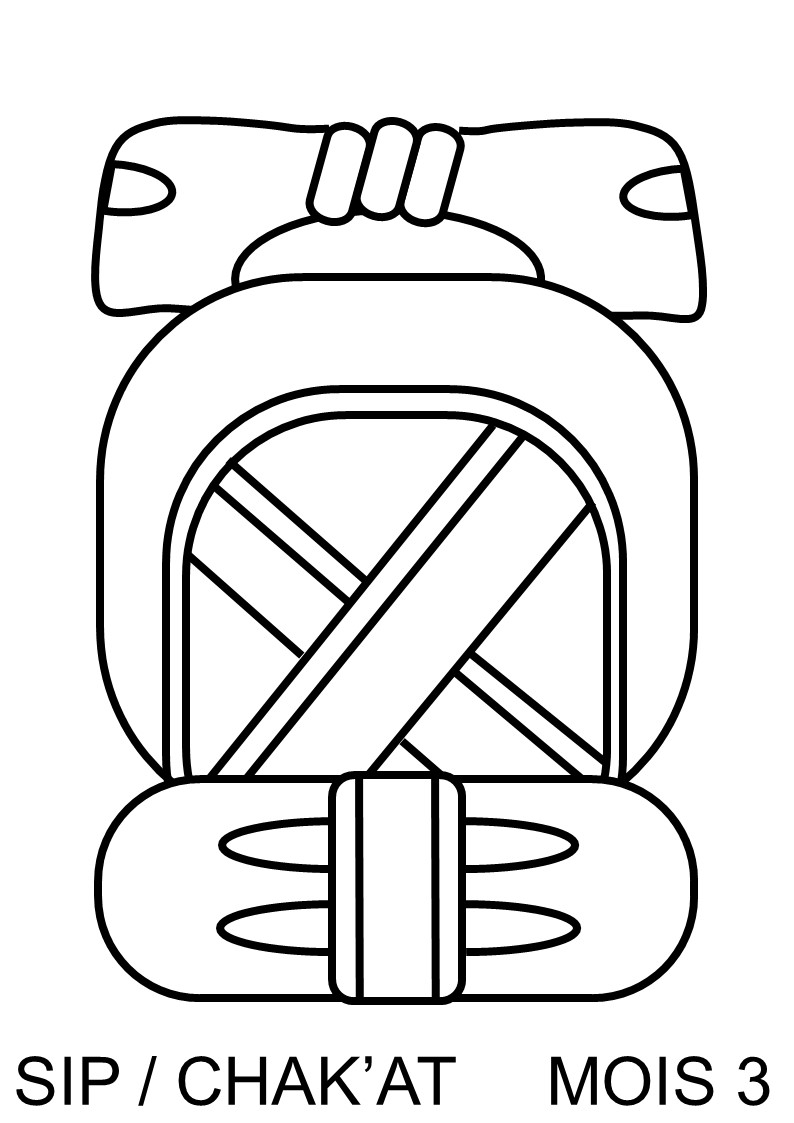
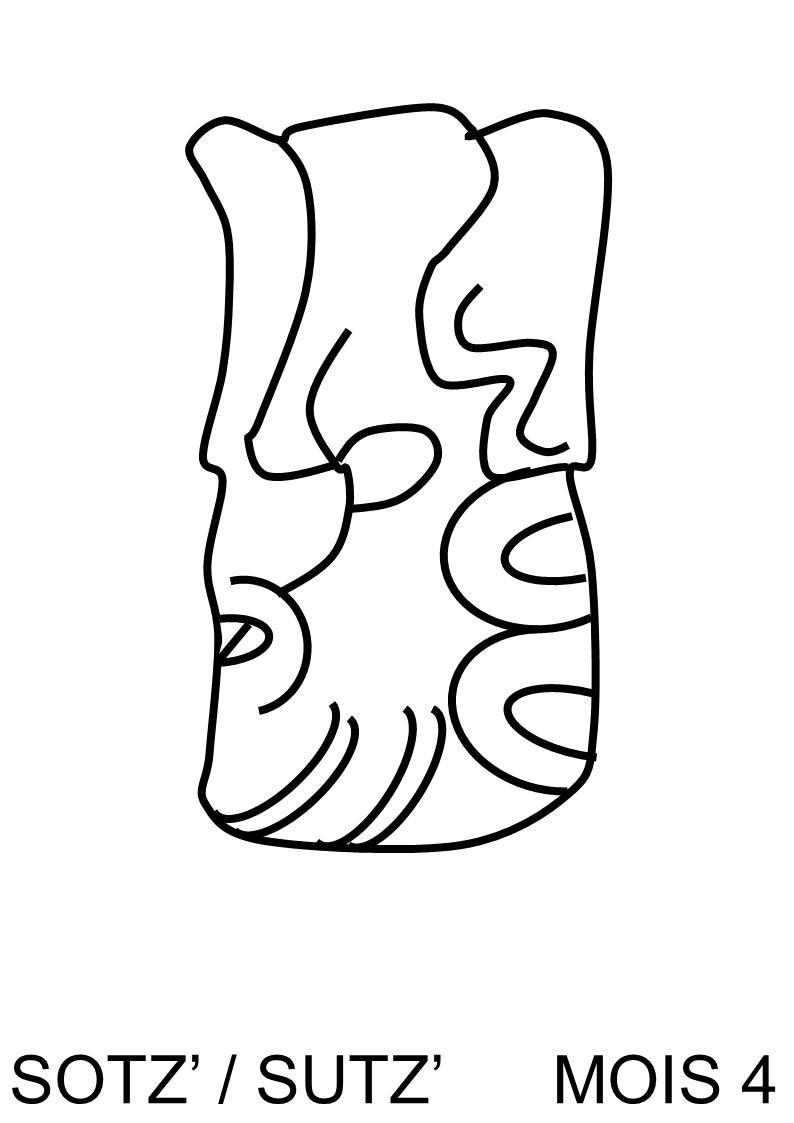
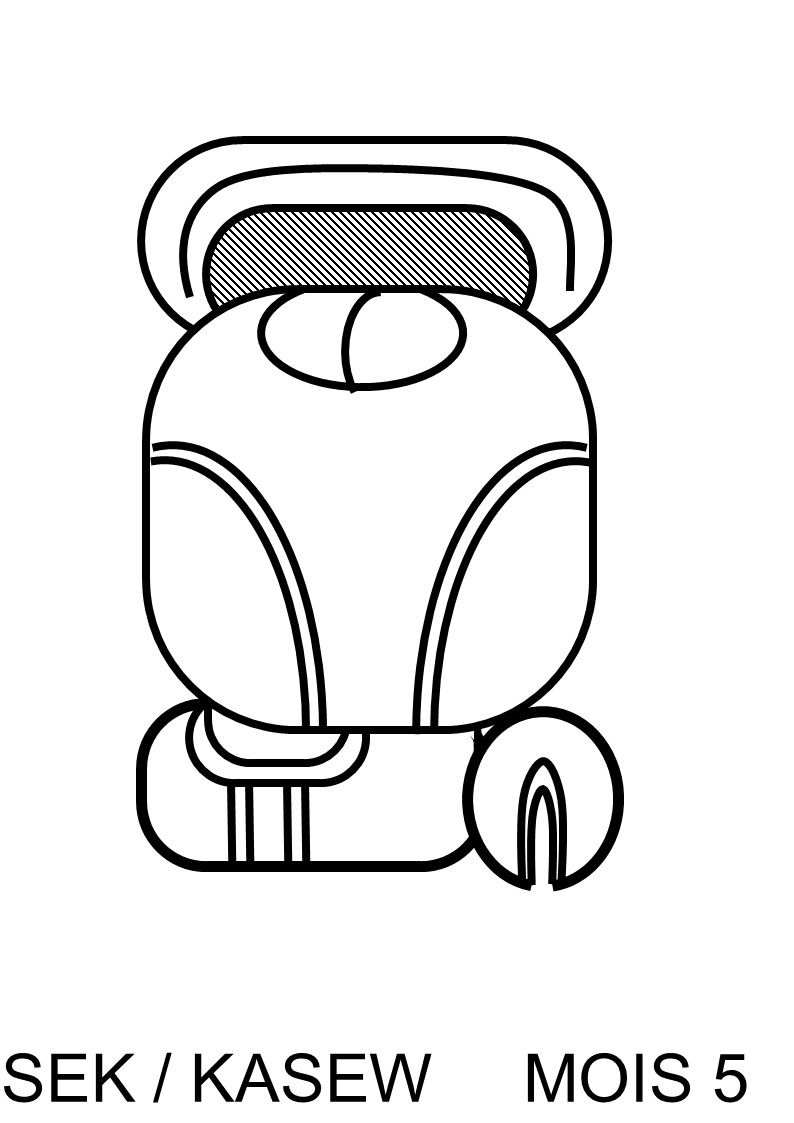
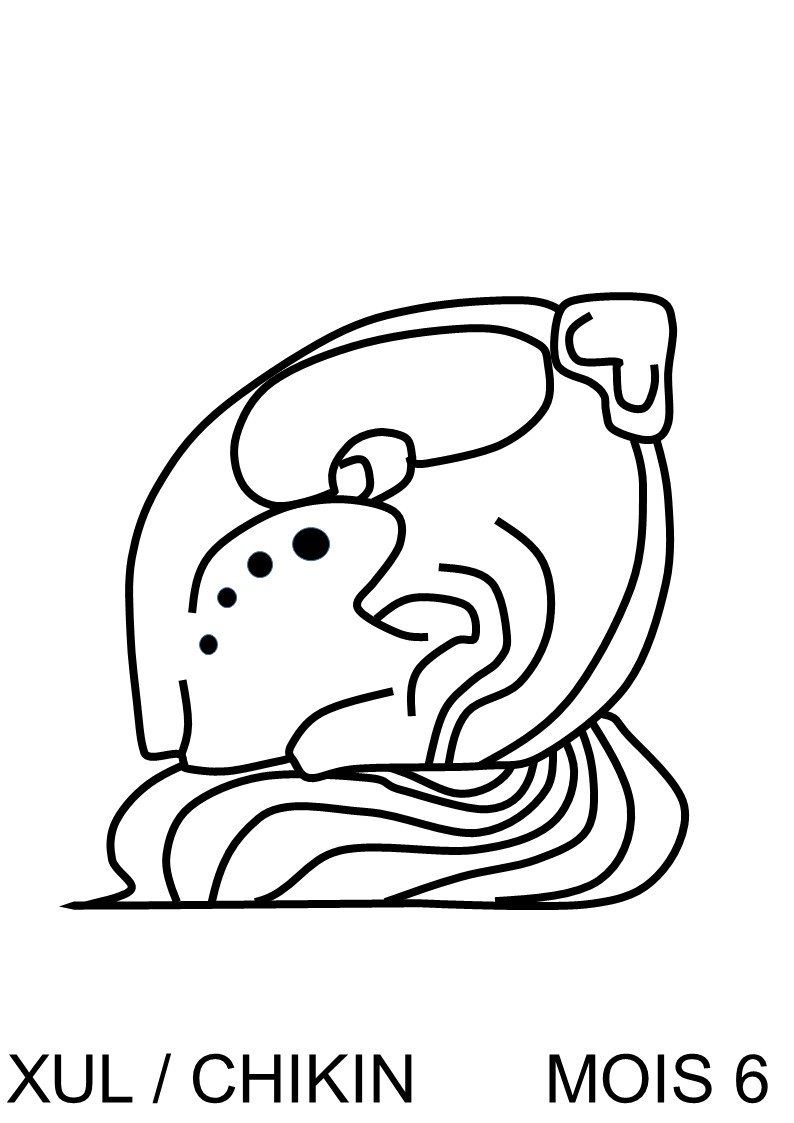
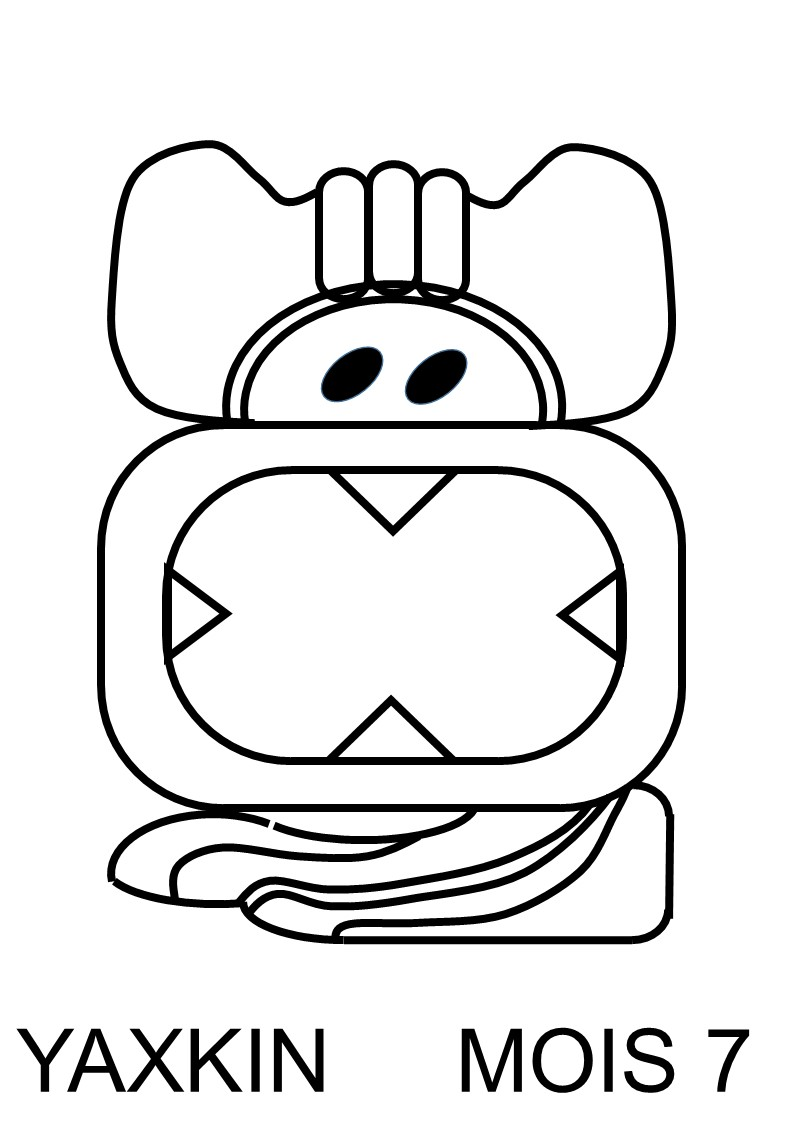
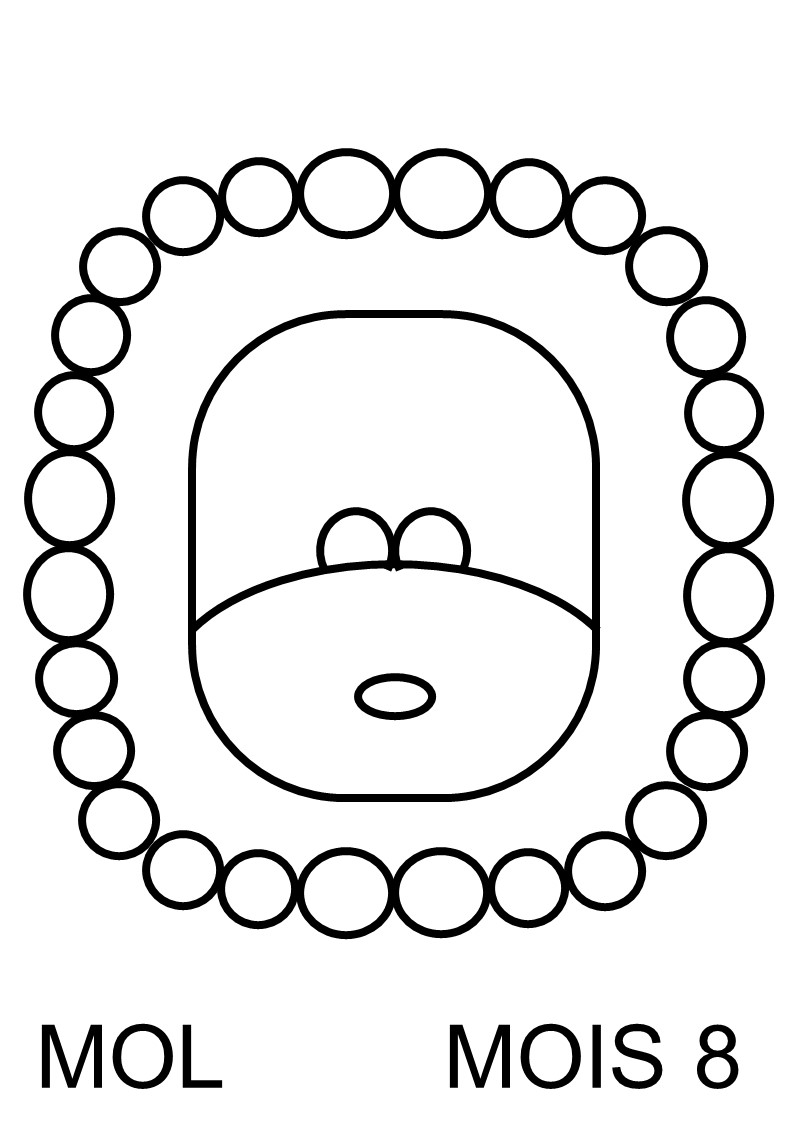
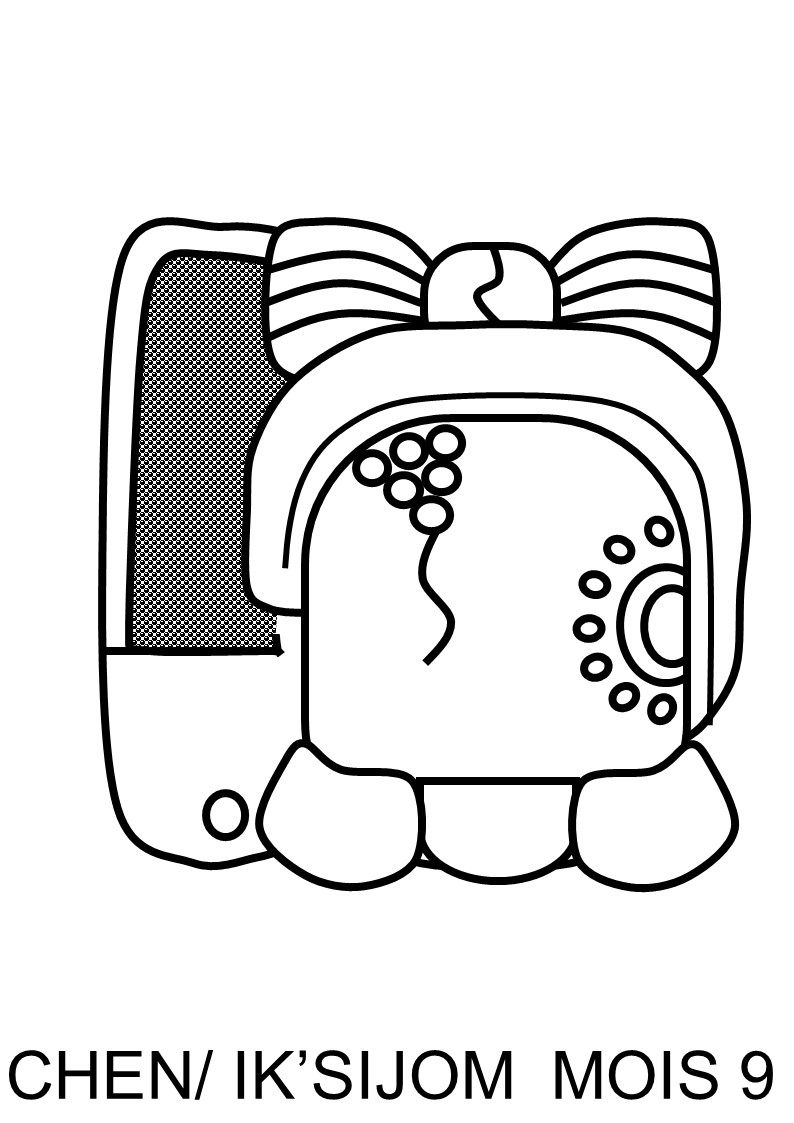
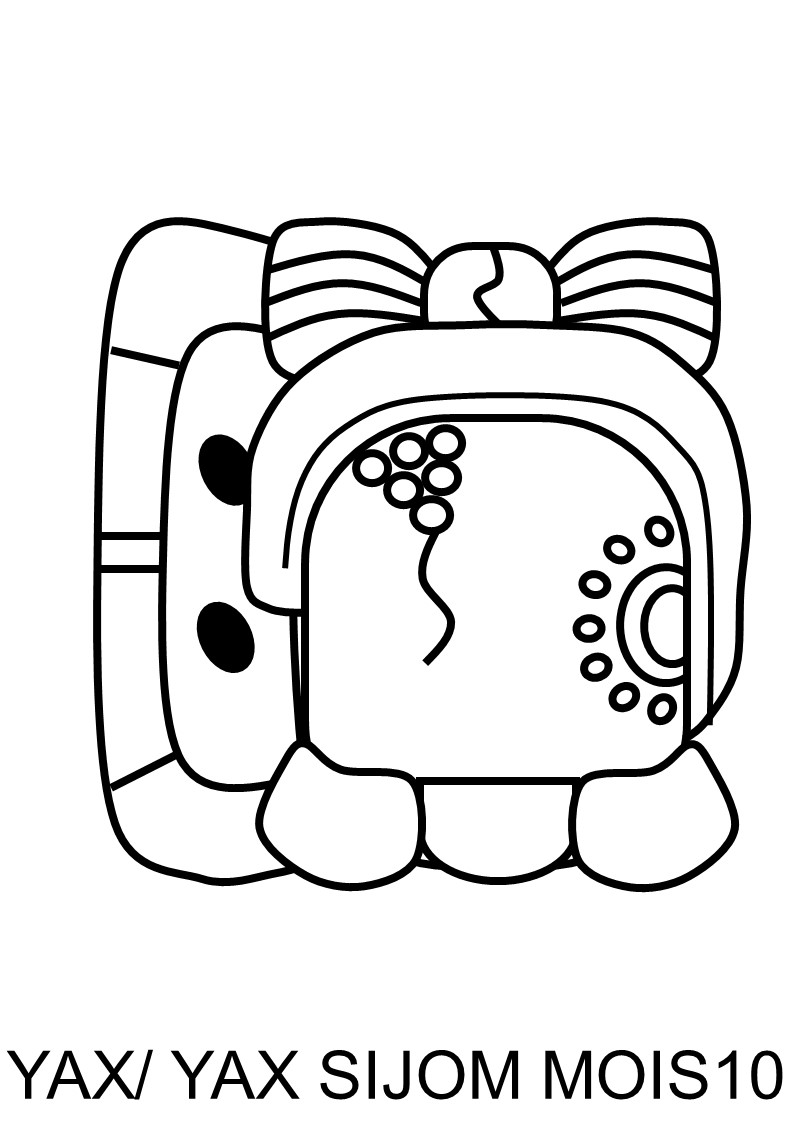
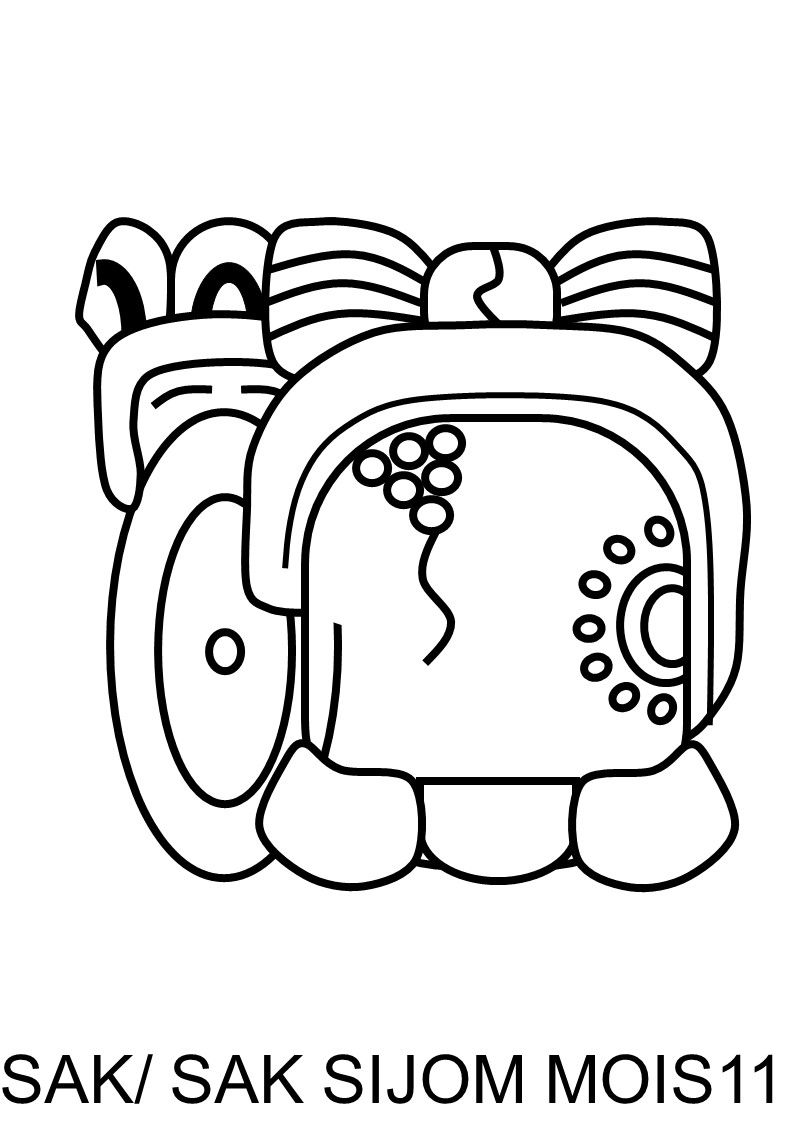
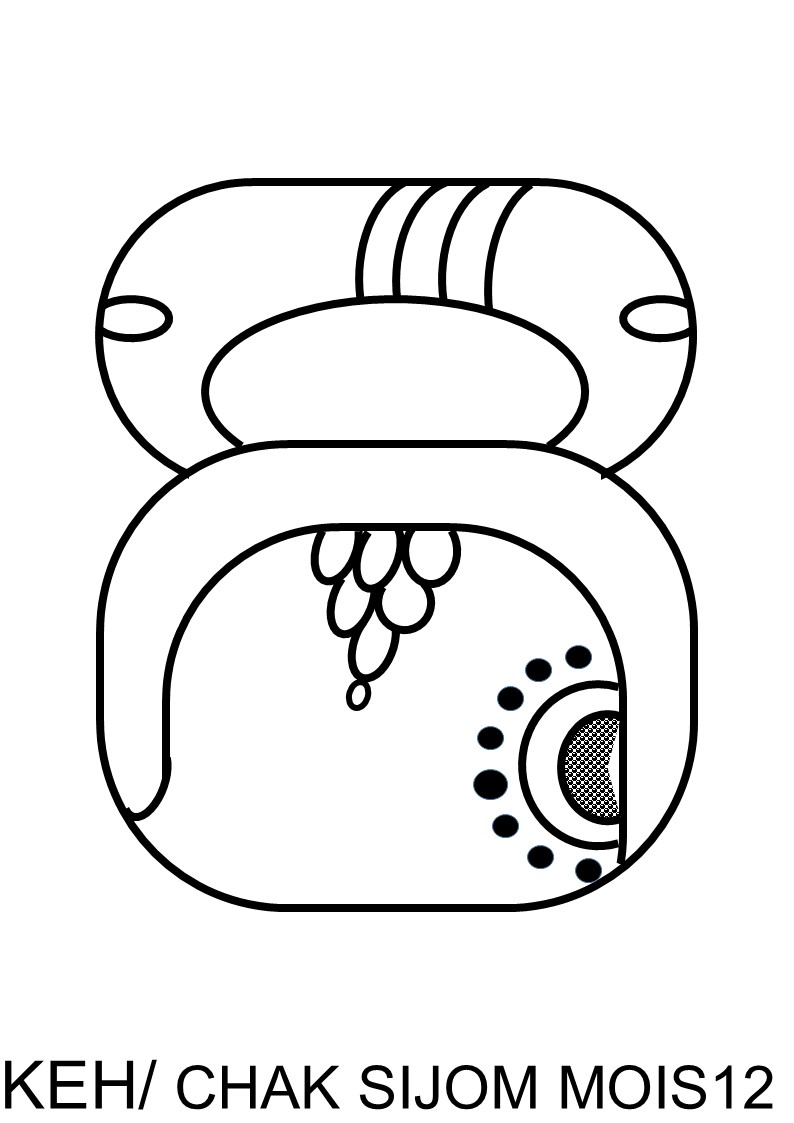
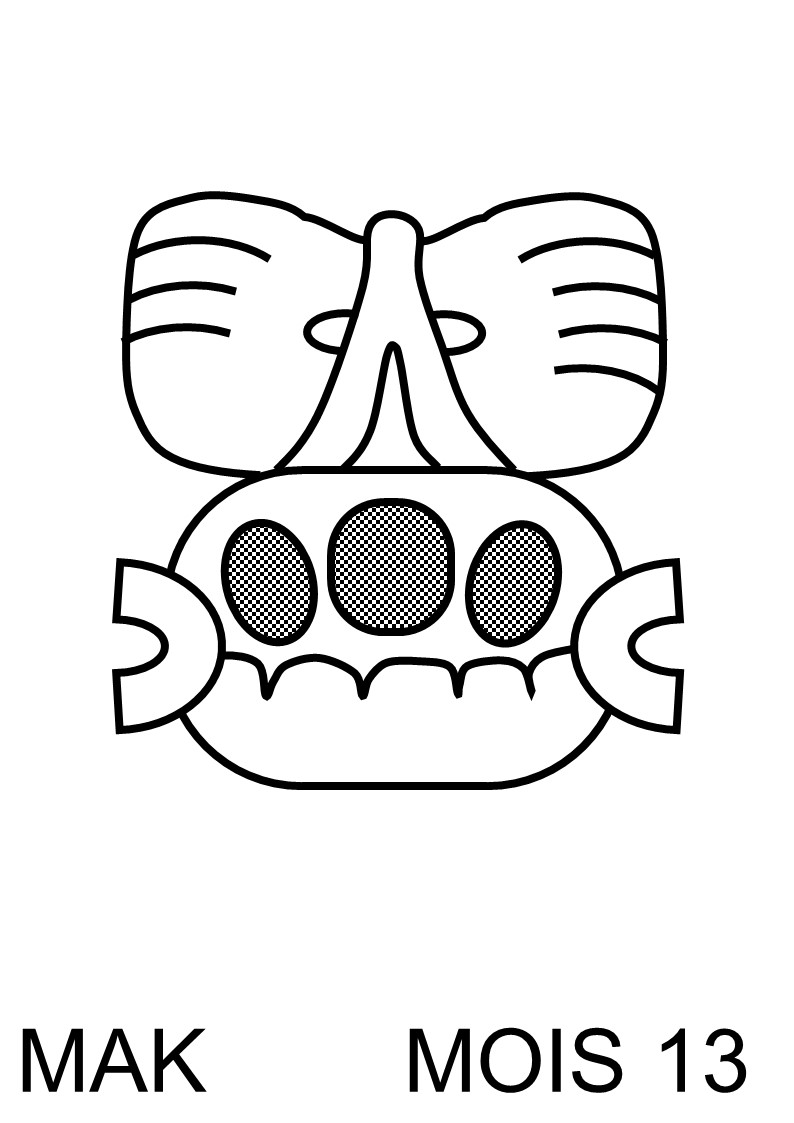
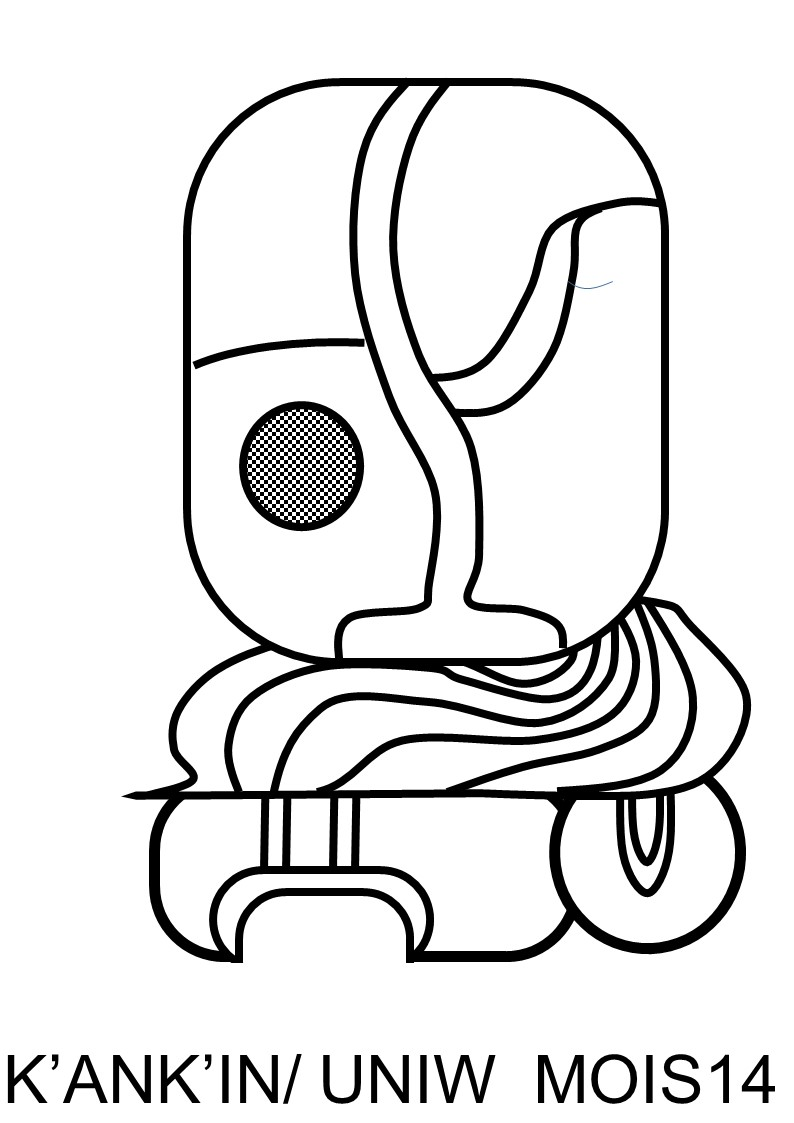
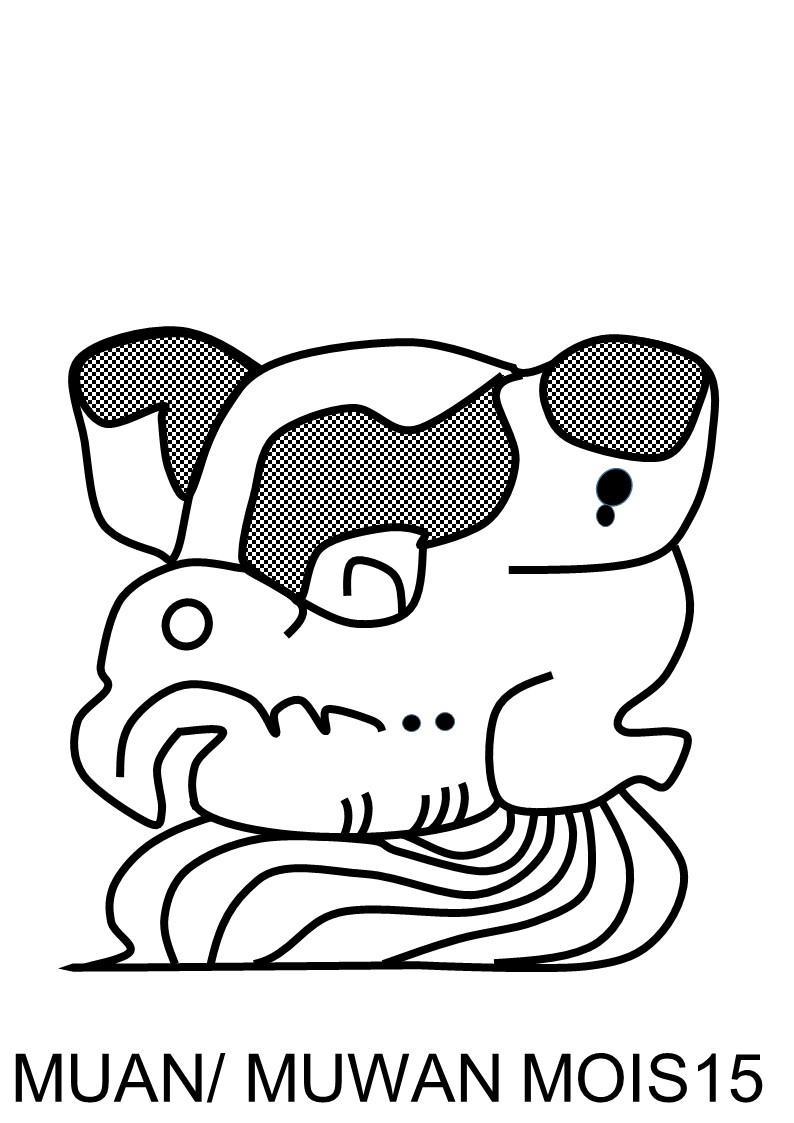
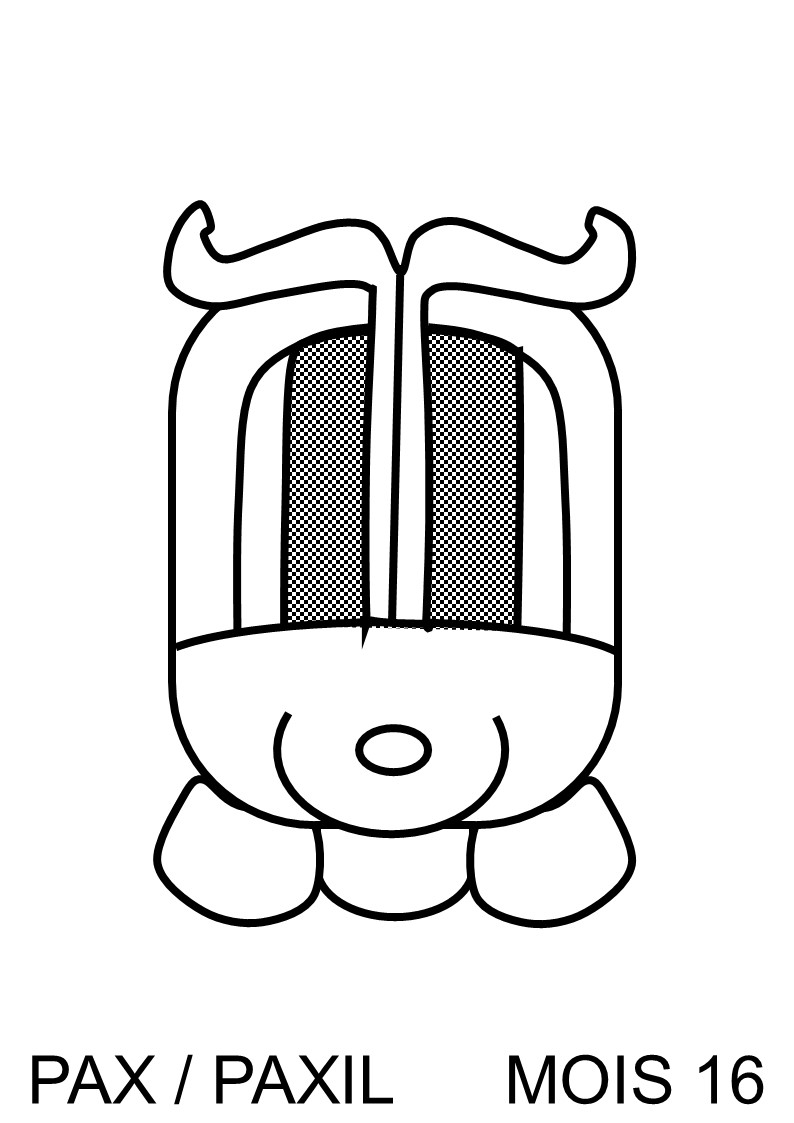
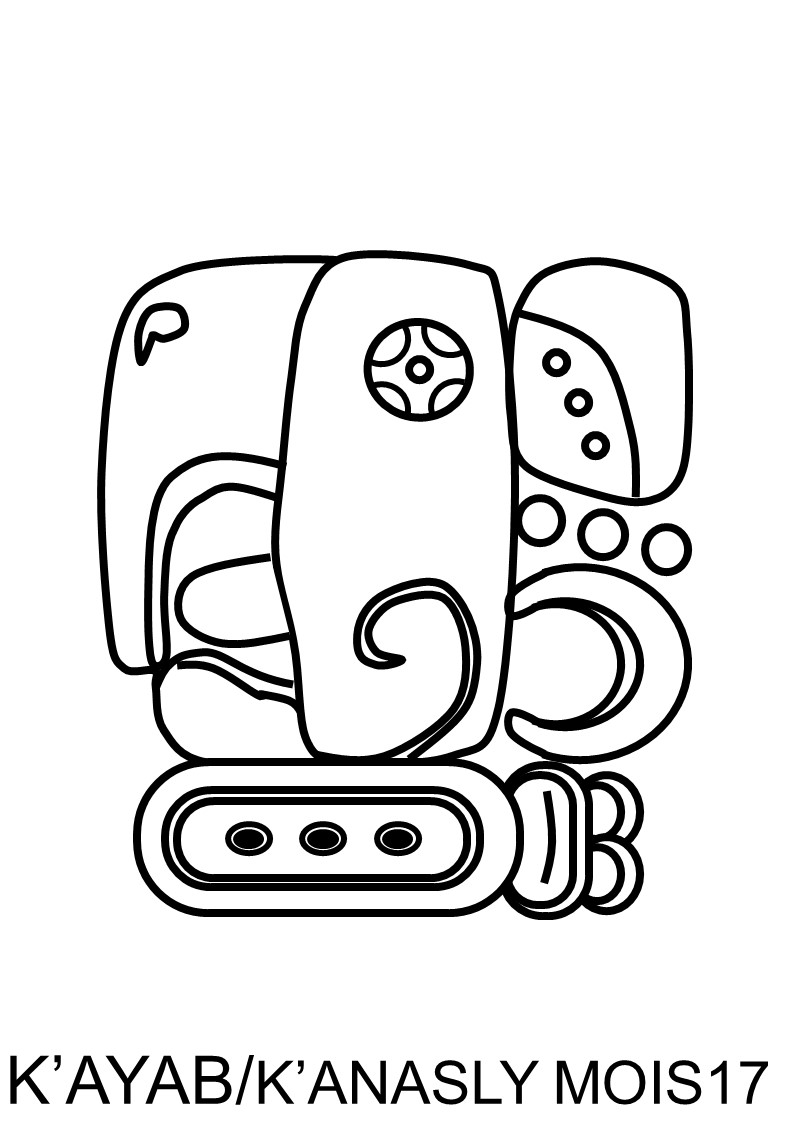
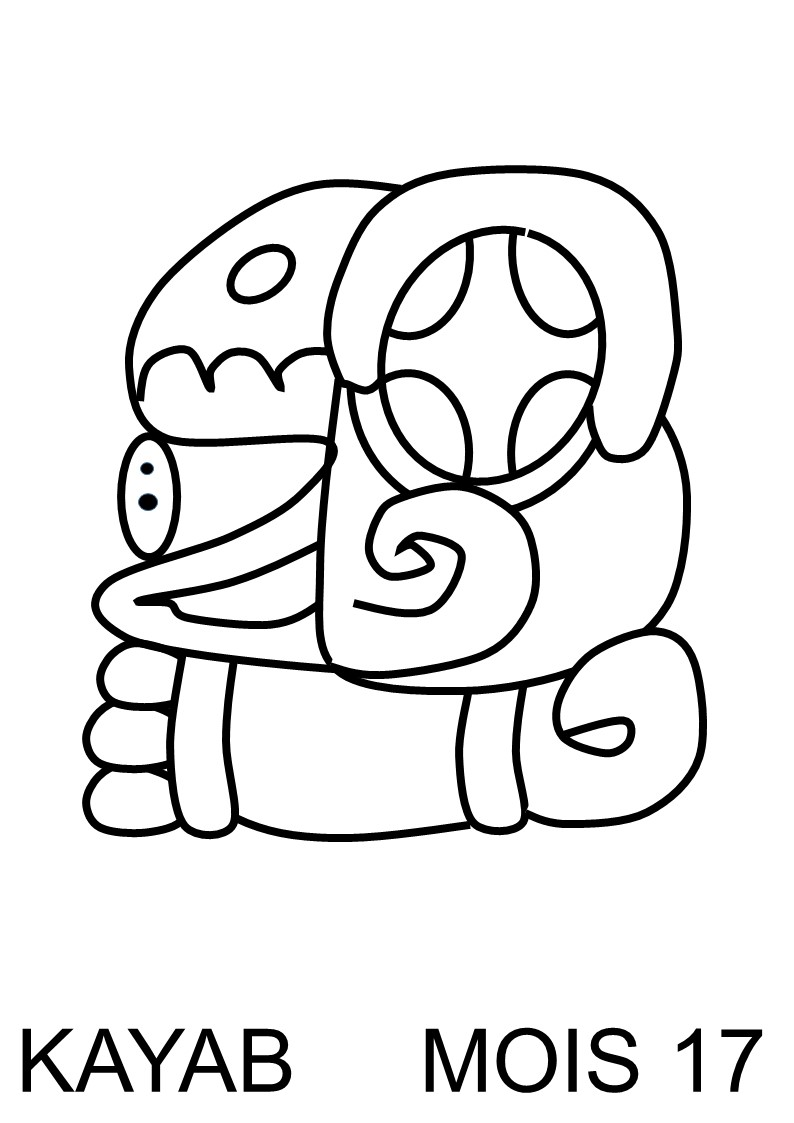
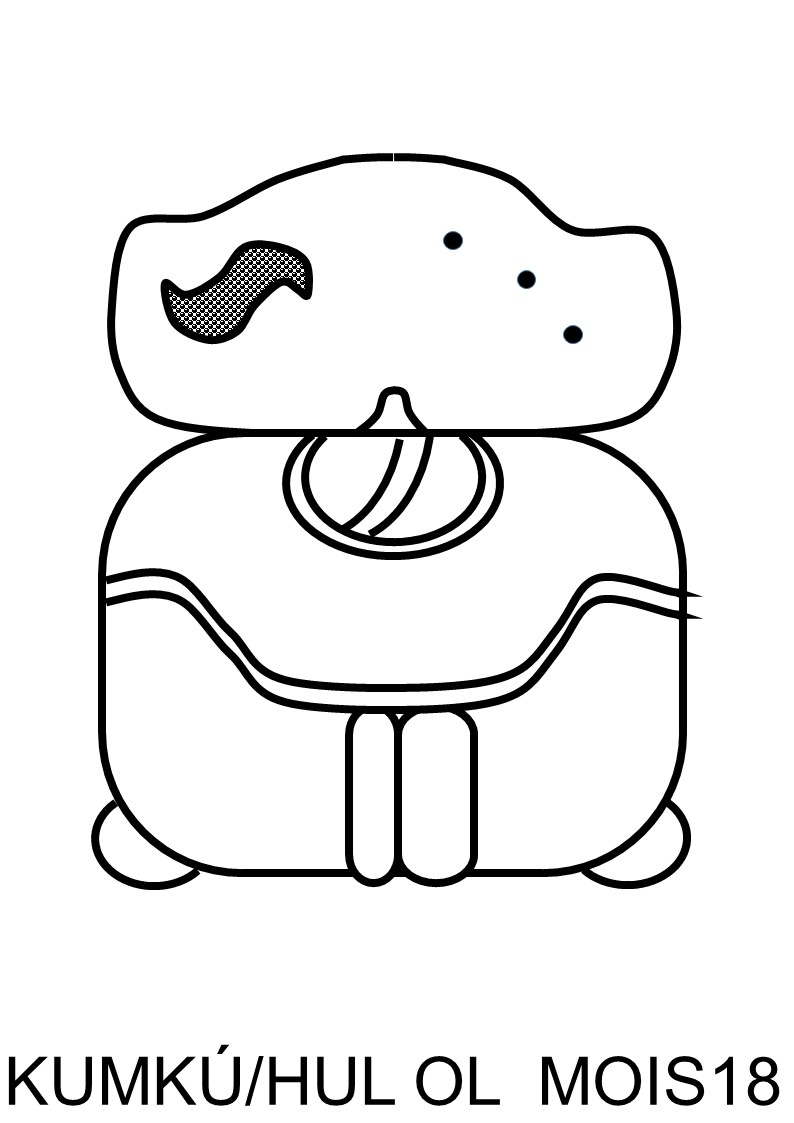
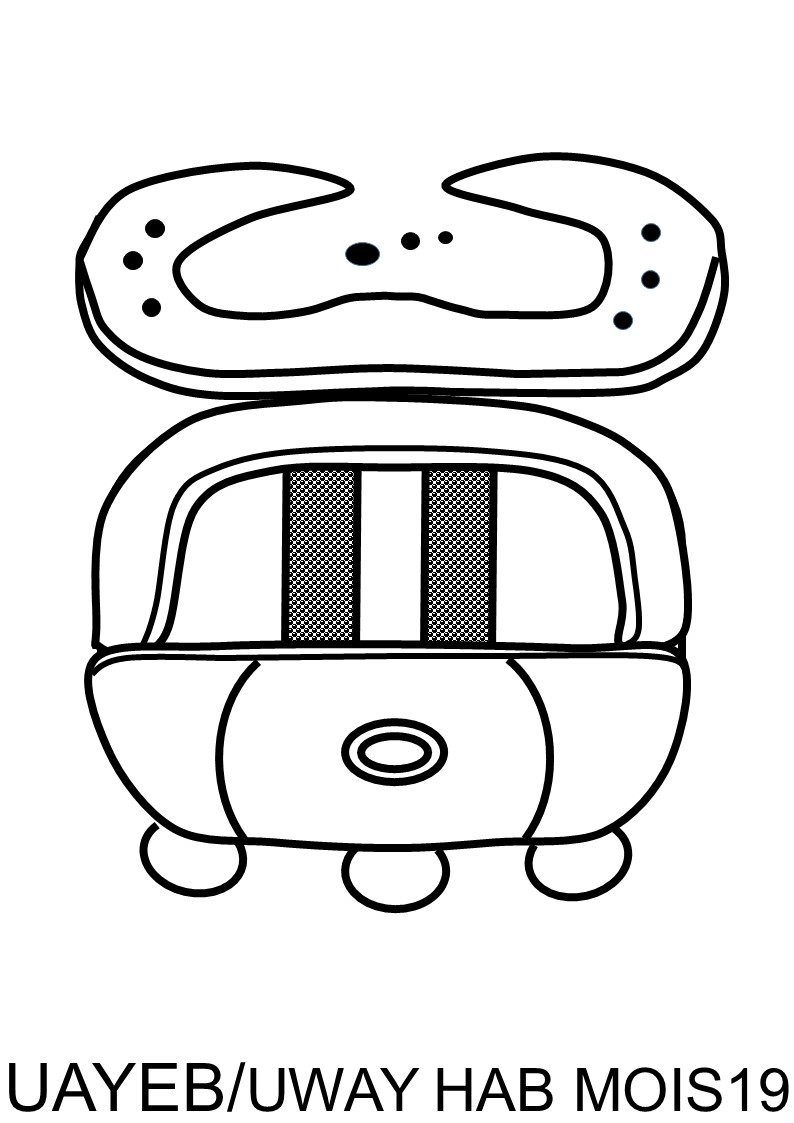

La mesure et les espaces du temps : chaque durée peut-être représentée par deux types de glyphes ! Celui de gauche est le glyphe séculier, celui de droite le glyphe religieux représentant le dieu correspondant.

Le temps
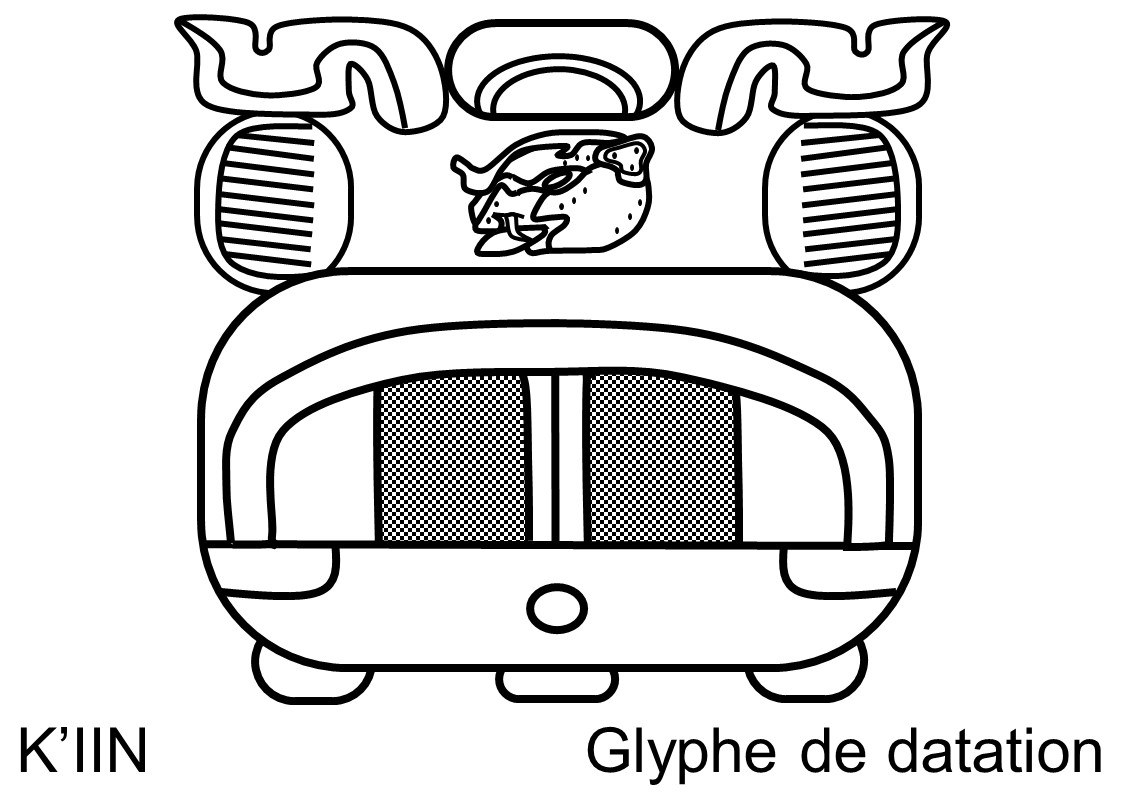
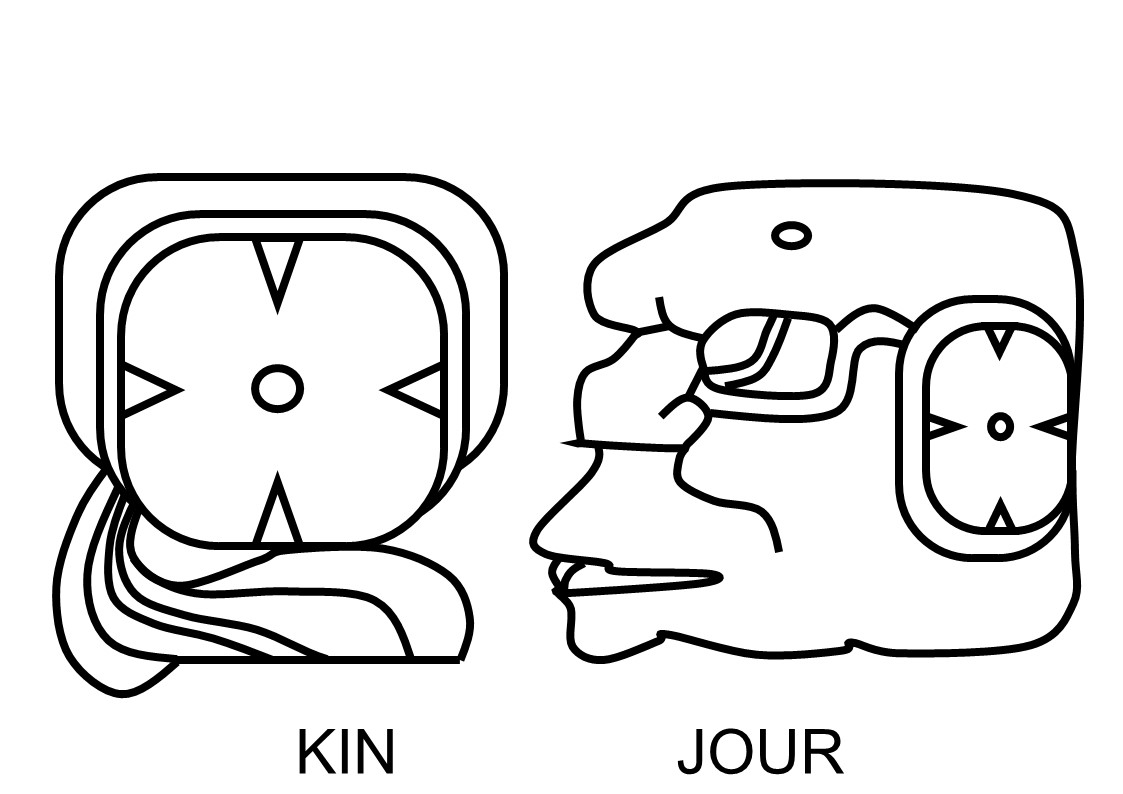
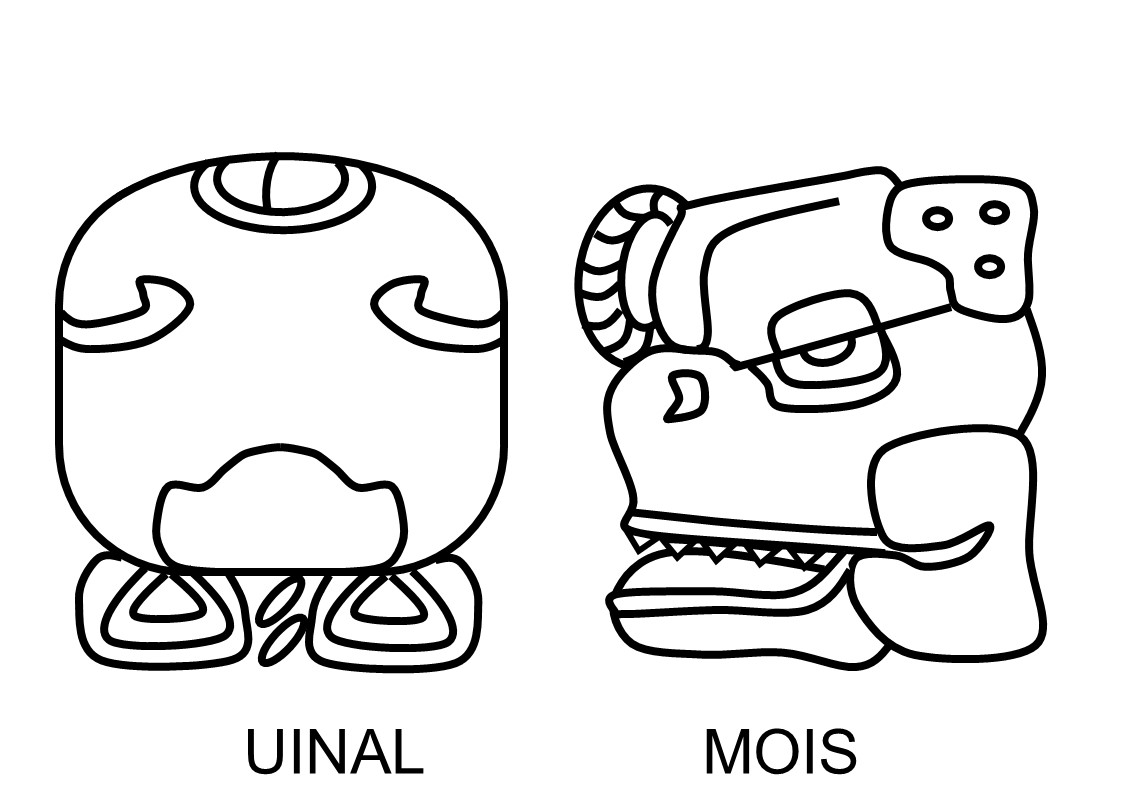
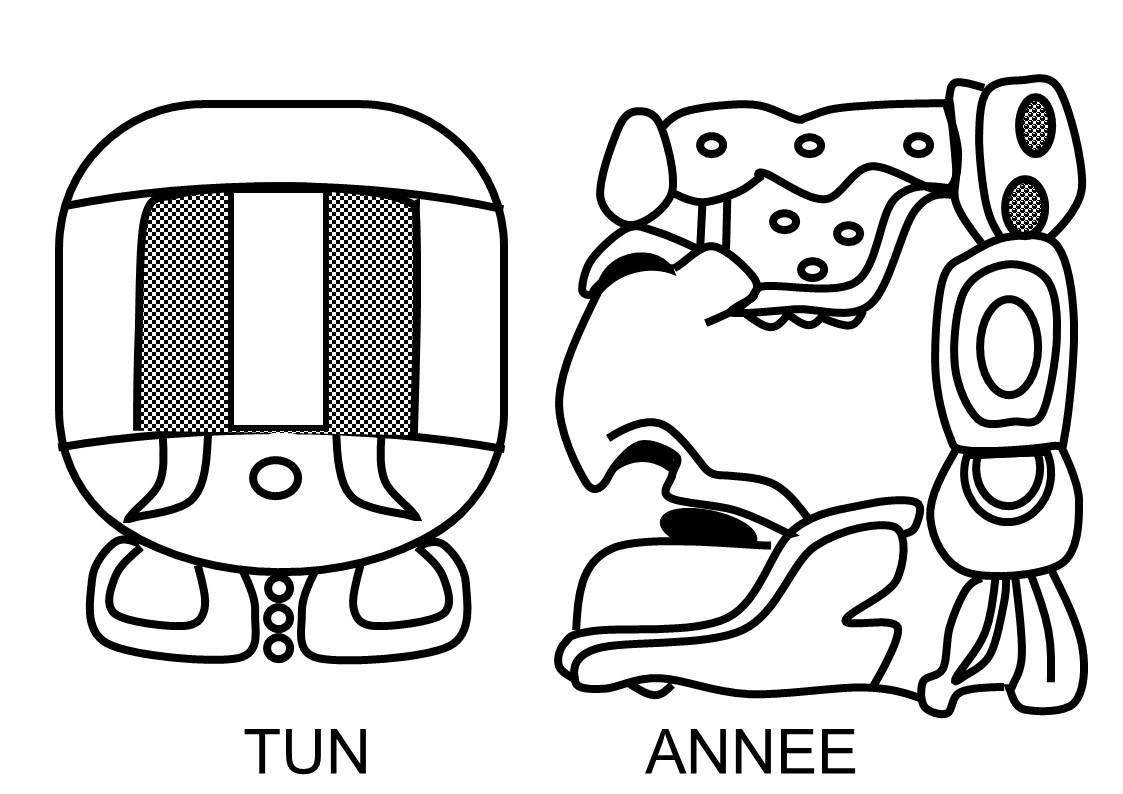
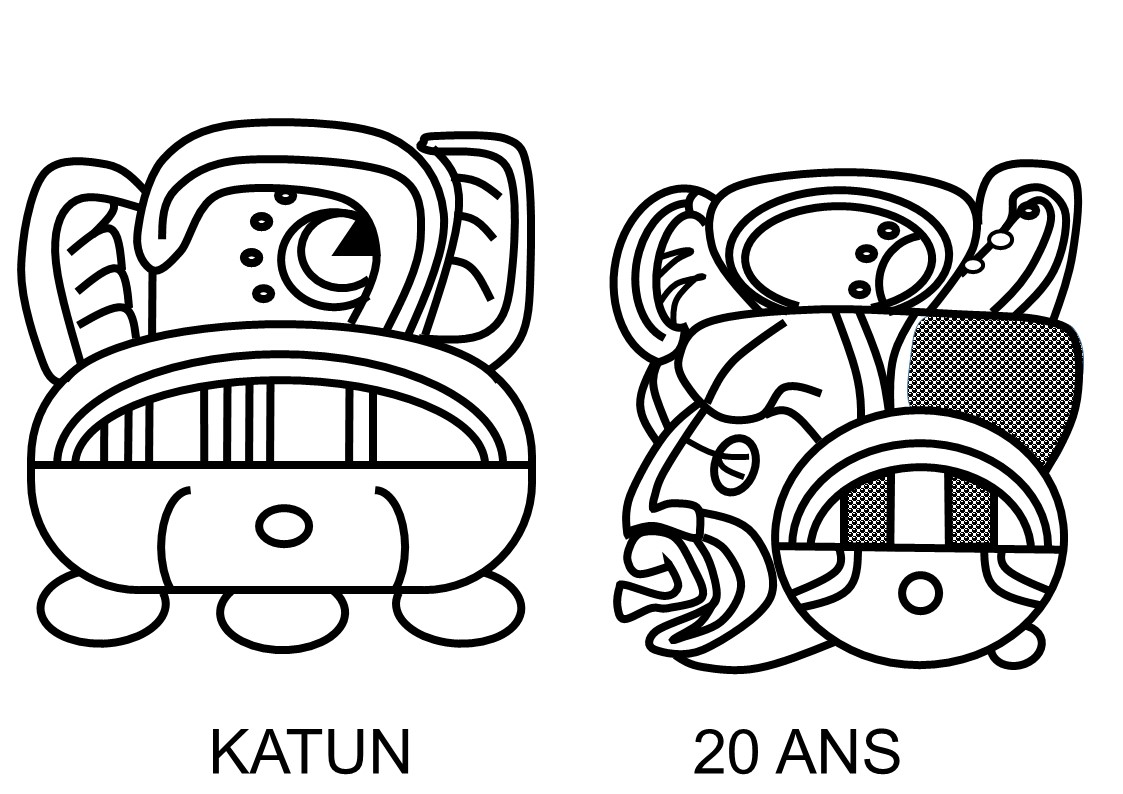
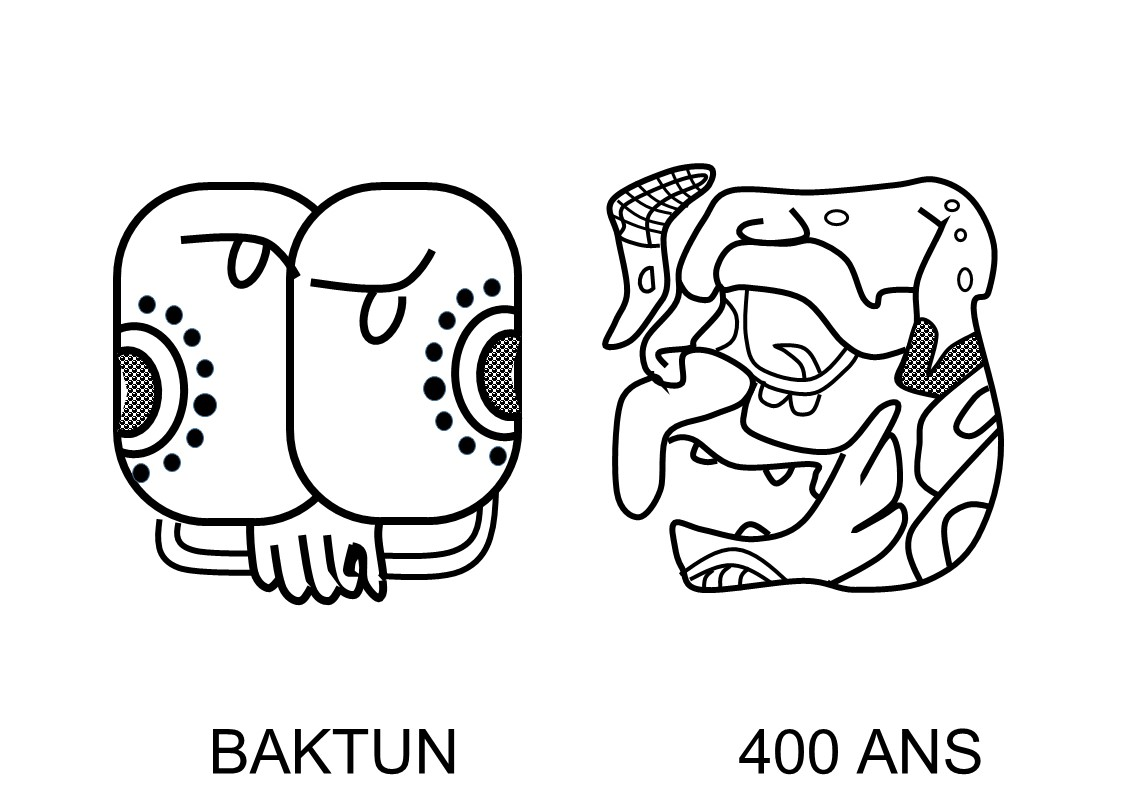
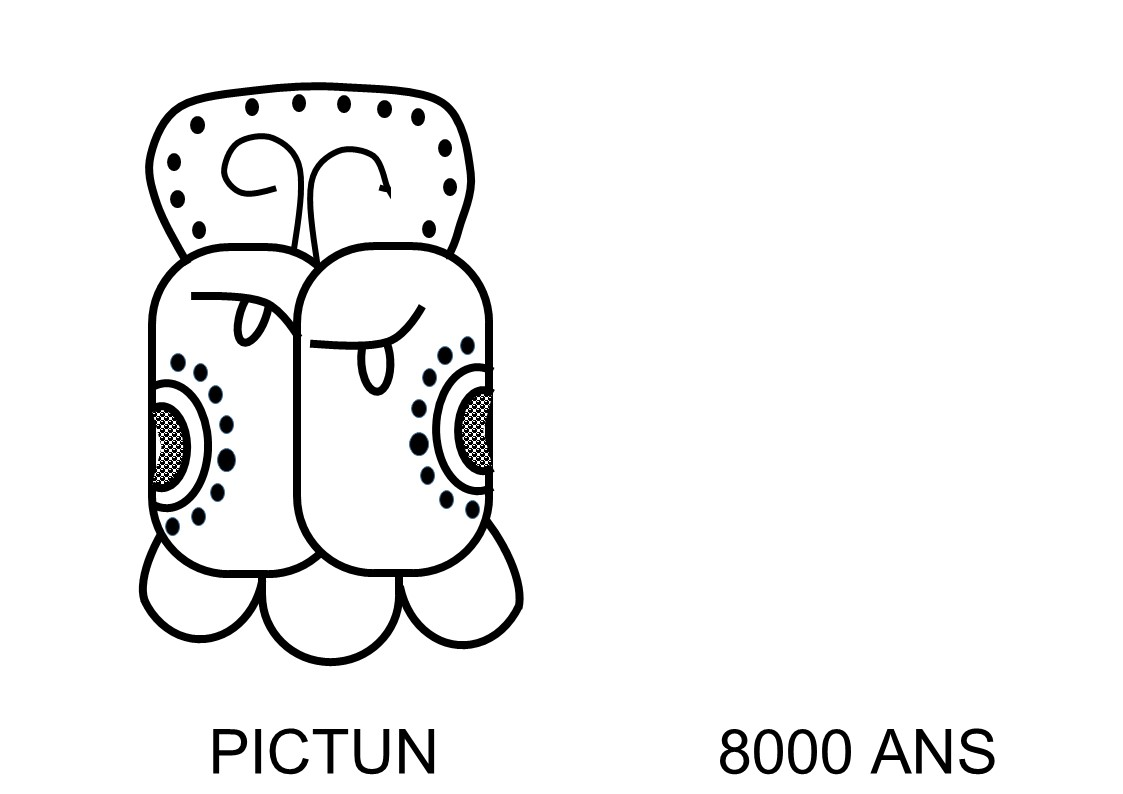
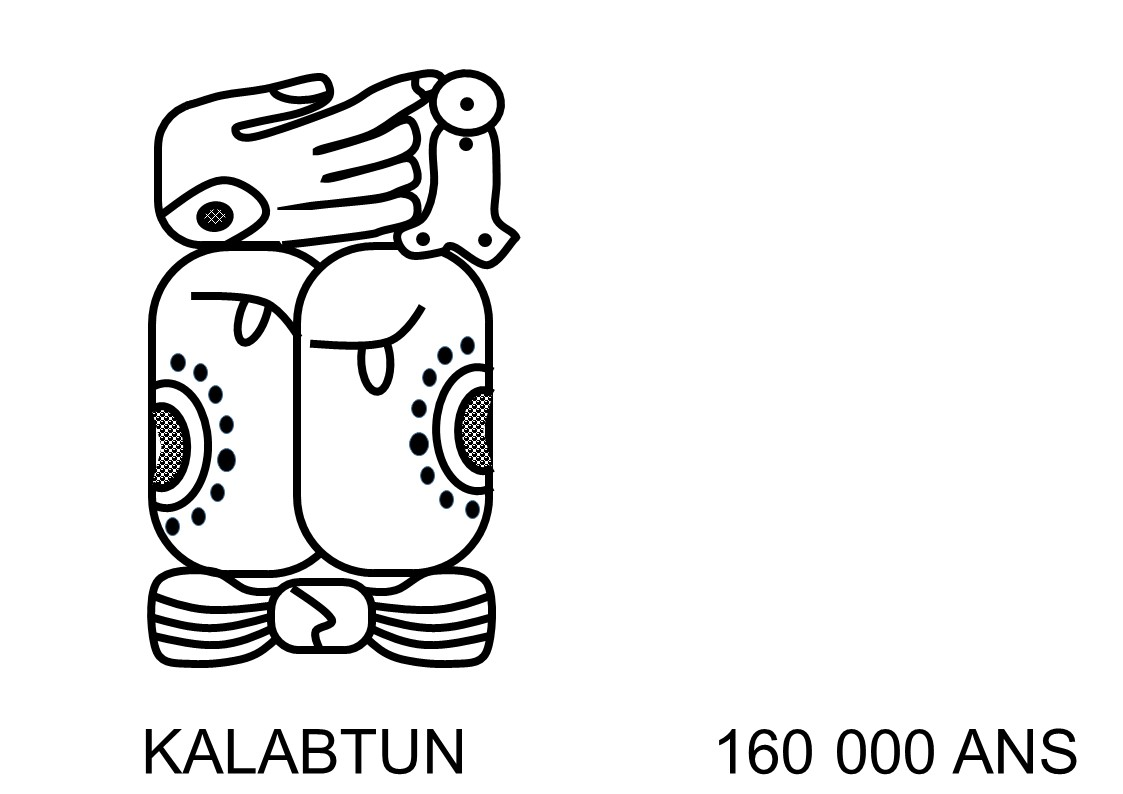
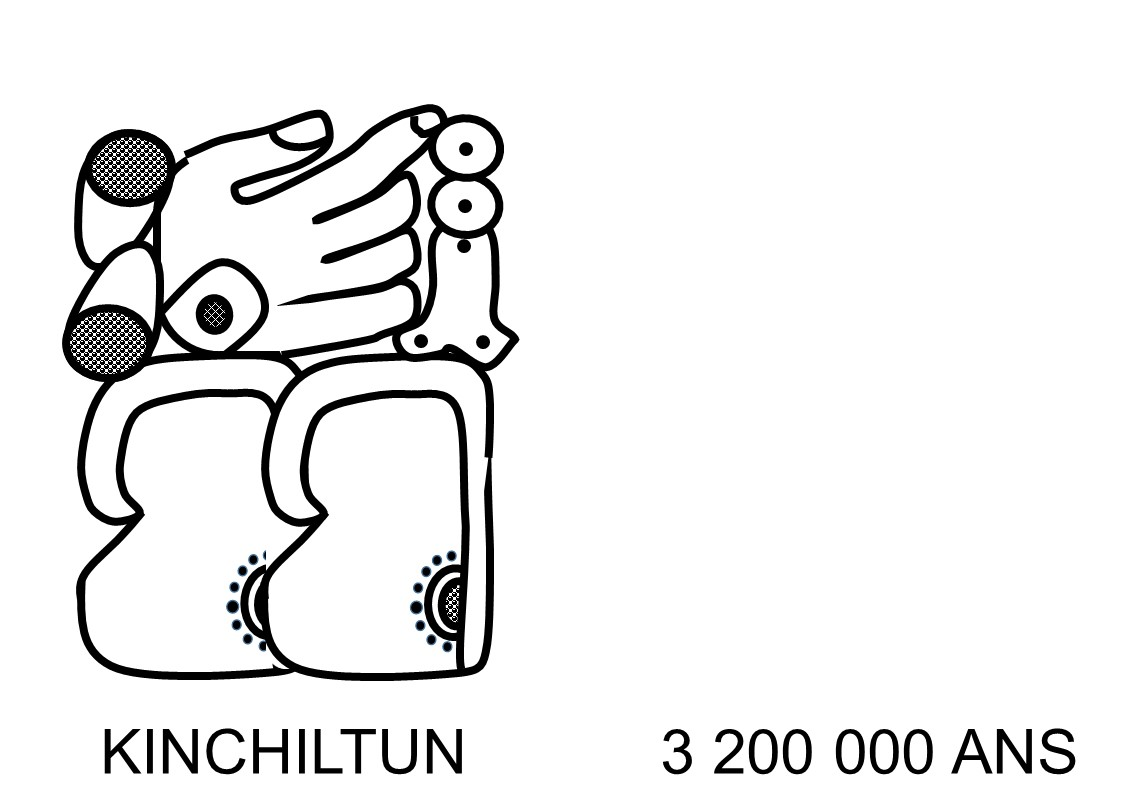

Les chiffres : les Mayas comptent couramment en base 5, bien que les prêtres comme on l'a vu ci-dessus comptaient aussi en base 20 pour les calendriers. Chaque chiffre ou nombre, et ce, au moins jusqu'à 20 possède un caractère sacré. Il est associé à un dieu tutélaire. Il a donc deux représentations. La première dans la 1re ligne ci-dessous à l'usage du comptage courant et compréhensible par tous. La seconde ligne, à l'usage des prêtres, est le visage du dieu associé. Le dernier glyphe de la série ci-dessous CHUM (également 20) est d'usage exclusif pour exprimer le dernier jour de chaque mois du calendrier haab. Il est généralement placé sous le sigle du mois qui va suivre, d'où son nom de piédestal. En écriture maya finalement on n'écrit pas 20 Pop, mais « CHUM » sous le glyphe du mois UO qui suit. On pourrait en conséquence plutôt considérer ce glyphe comme une analogie de zéro.

Les chiffres
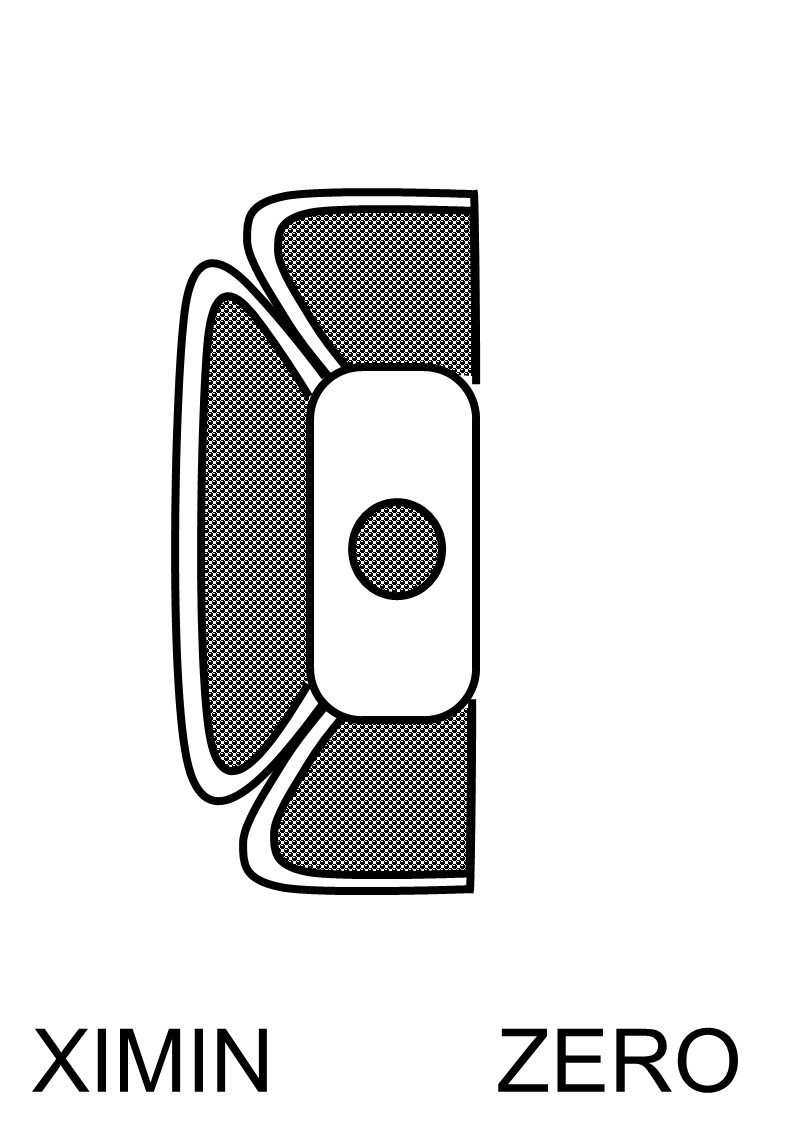
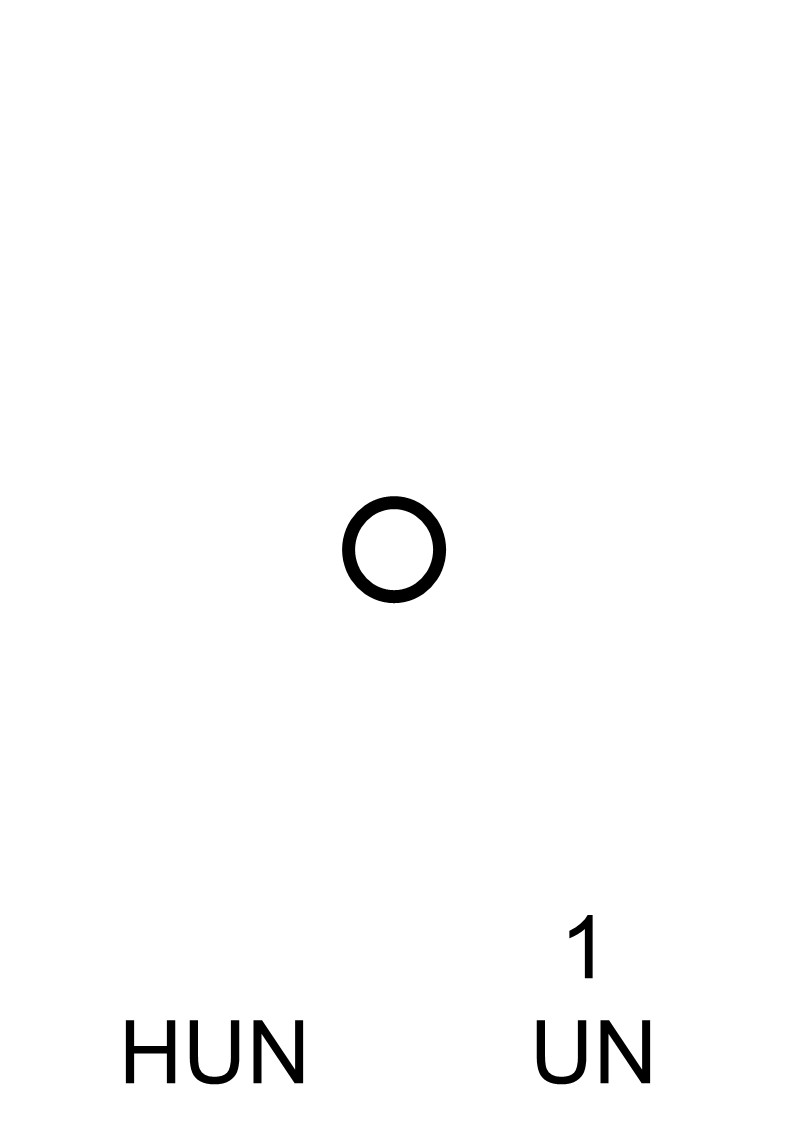
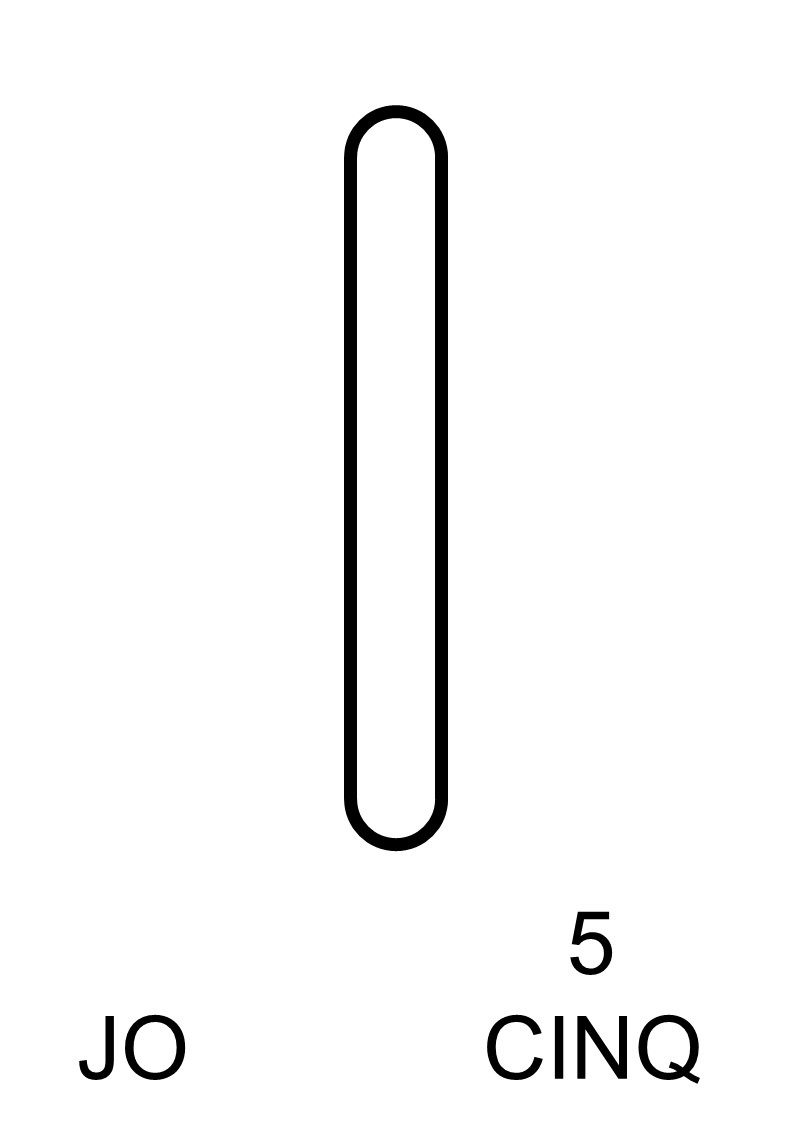
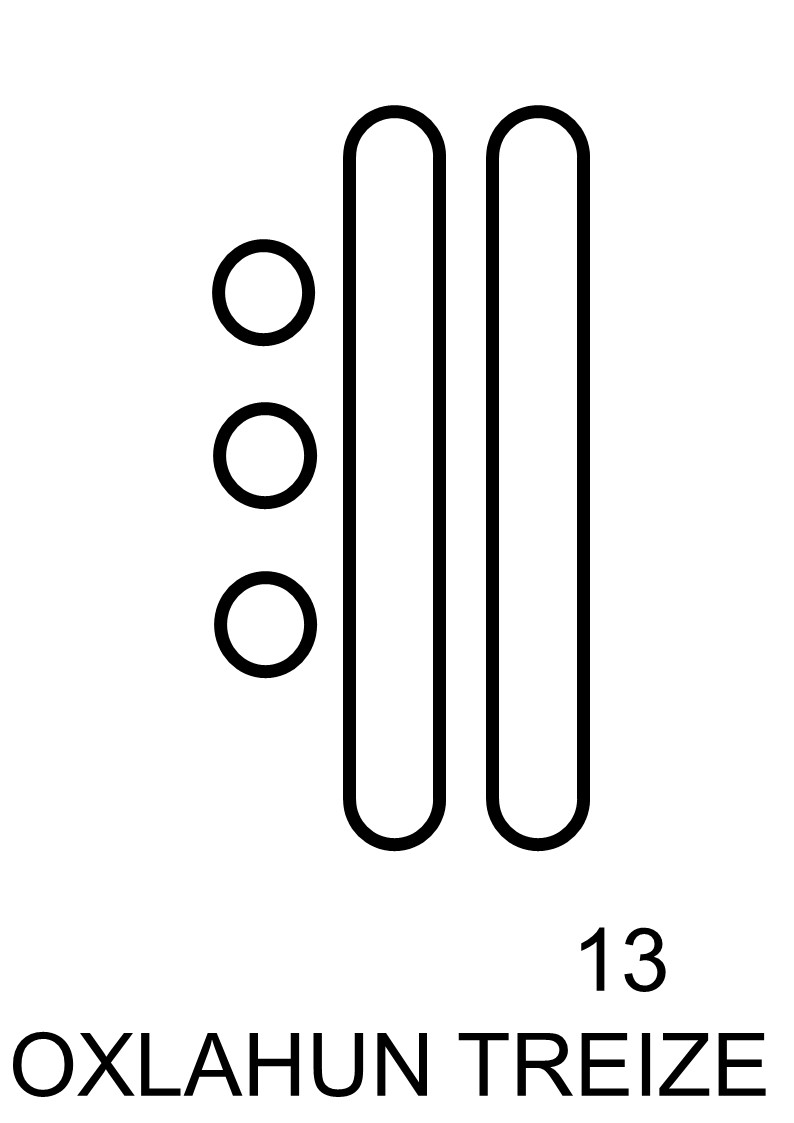
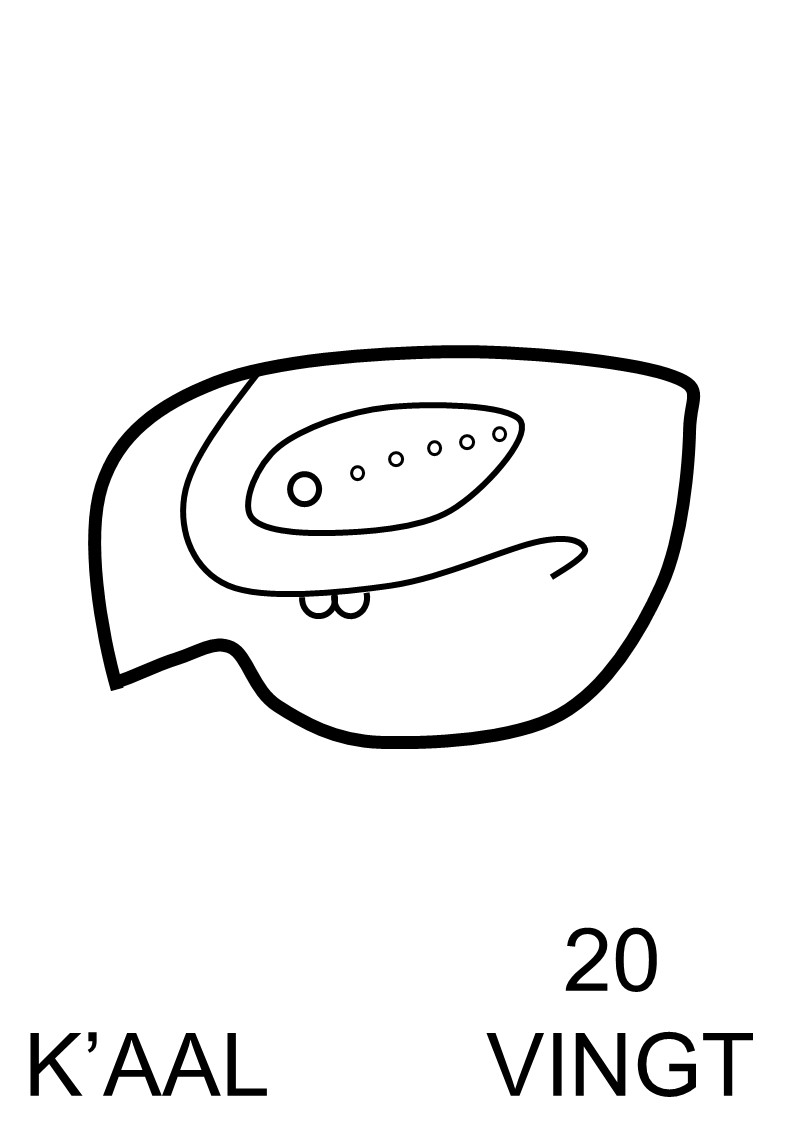
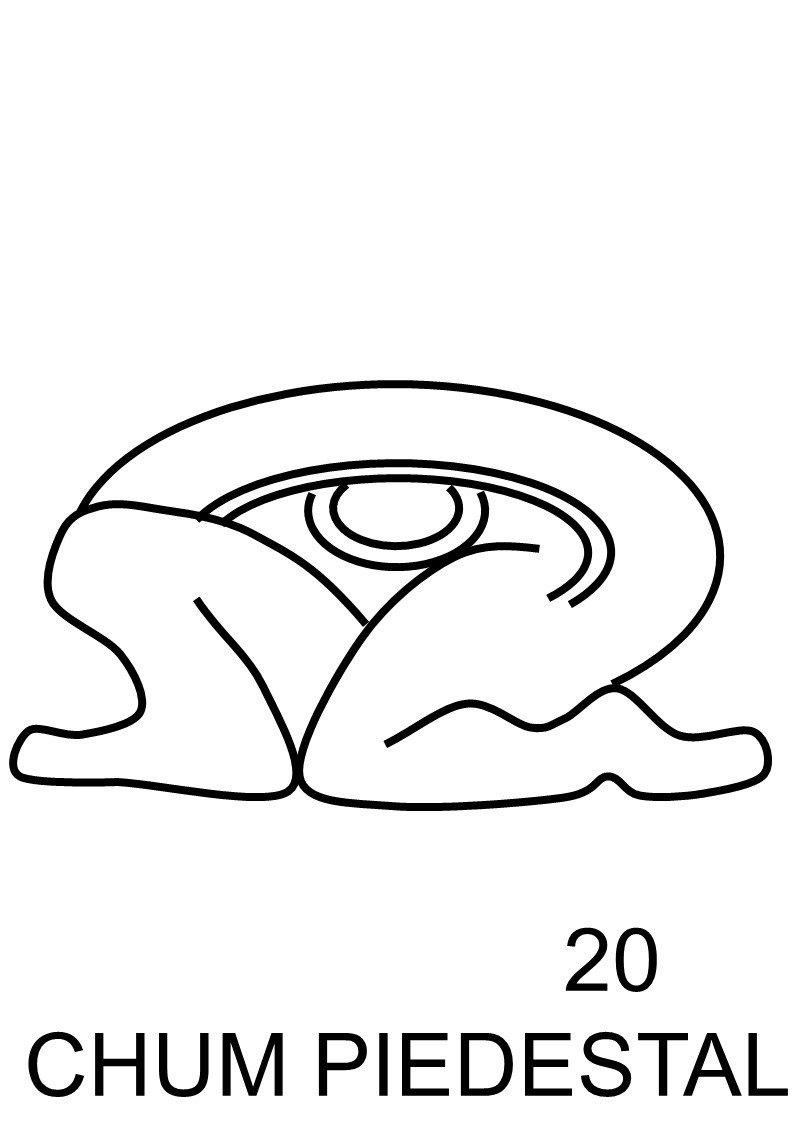
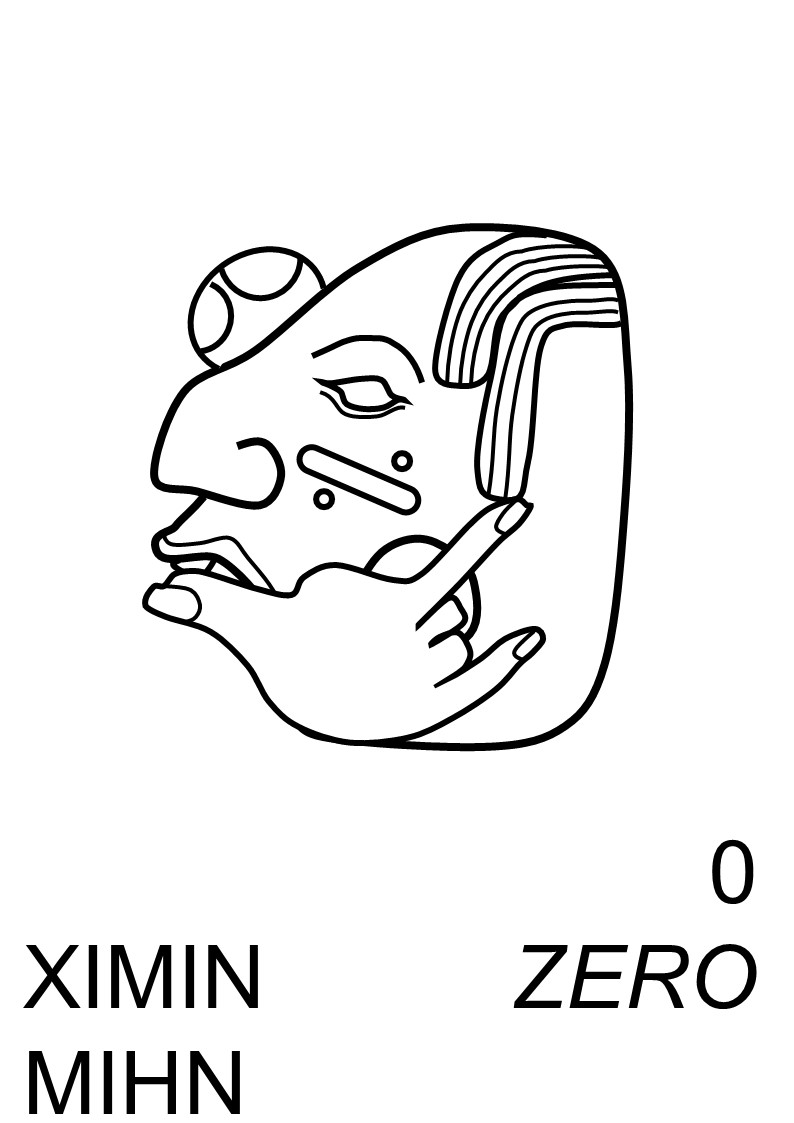
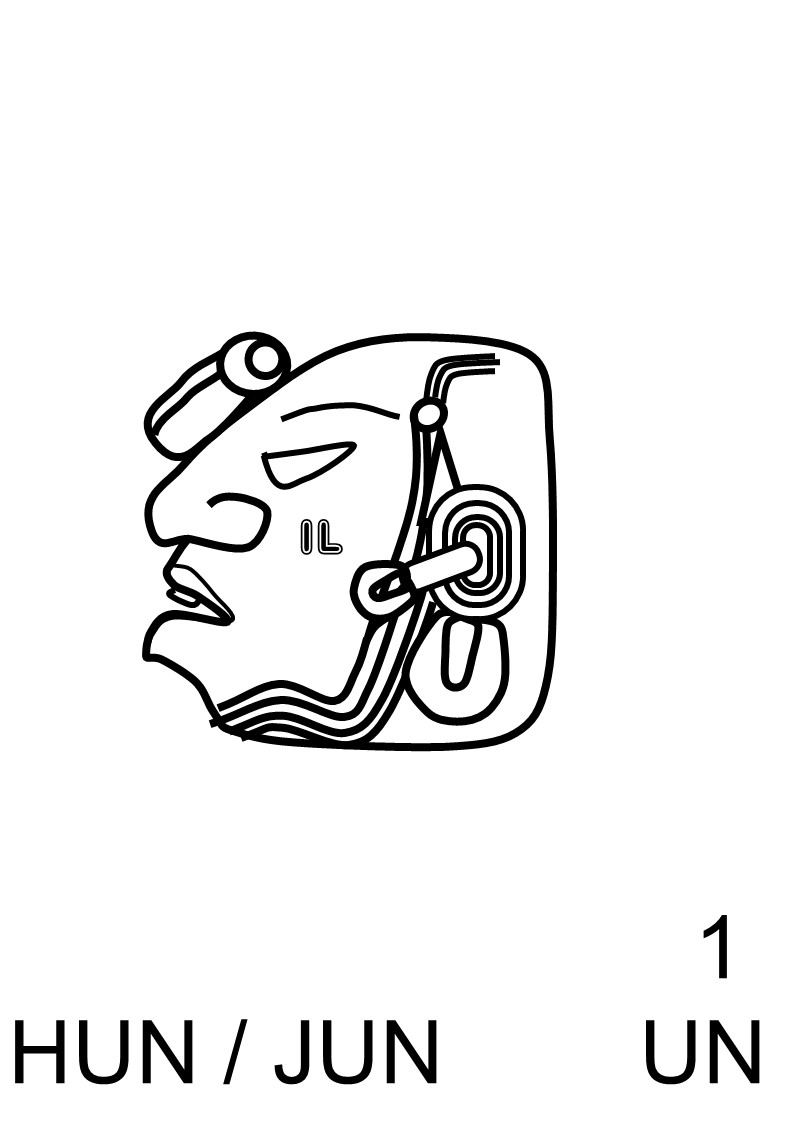
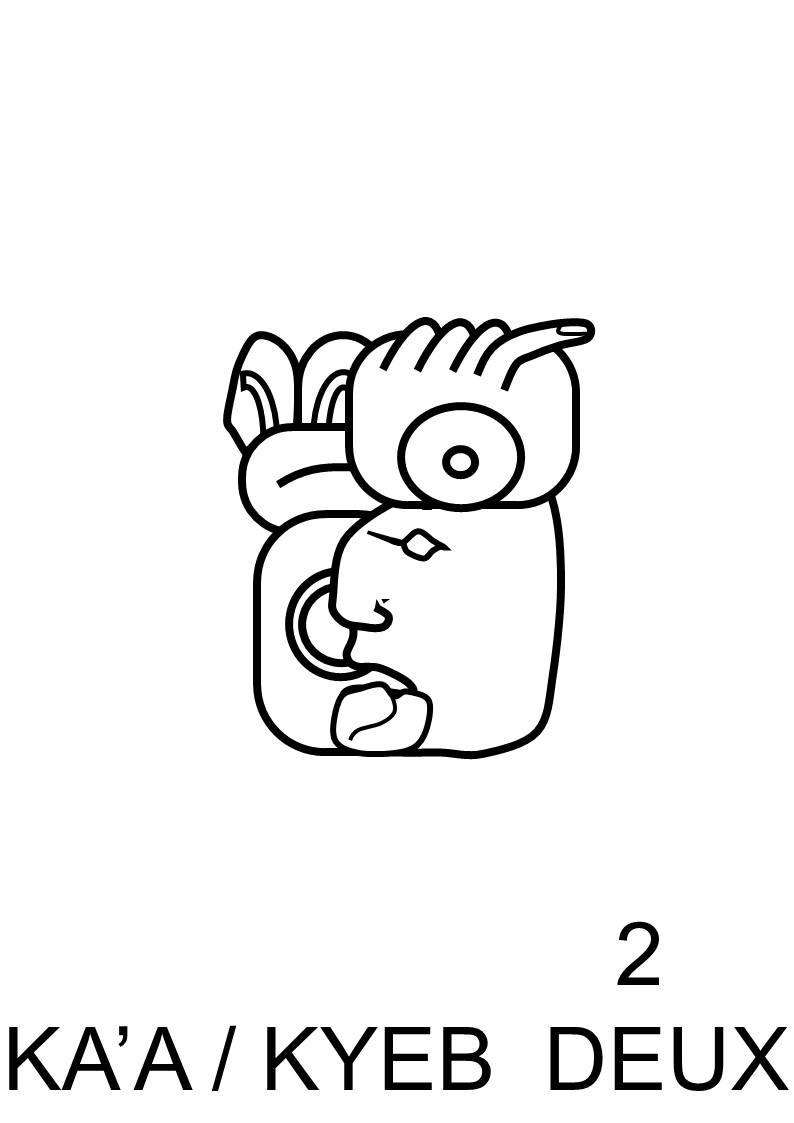
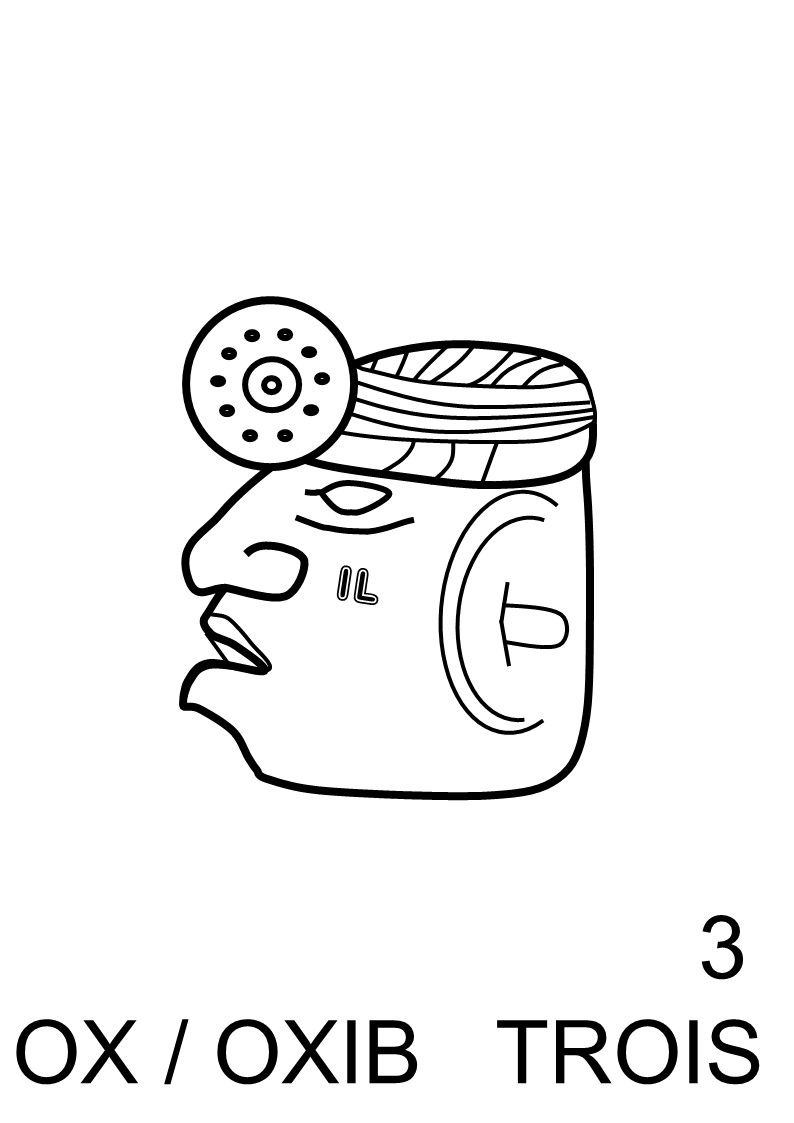
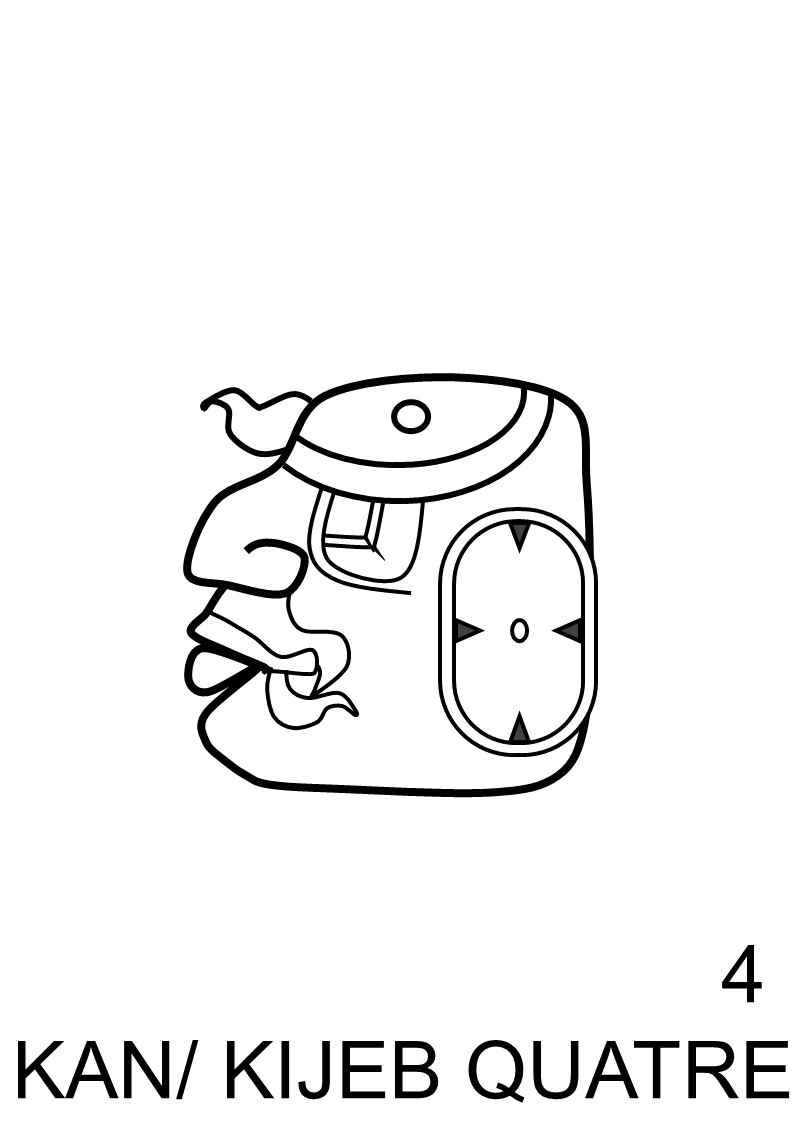
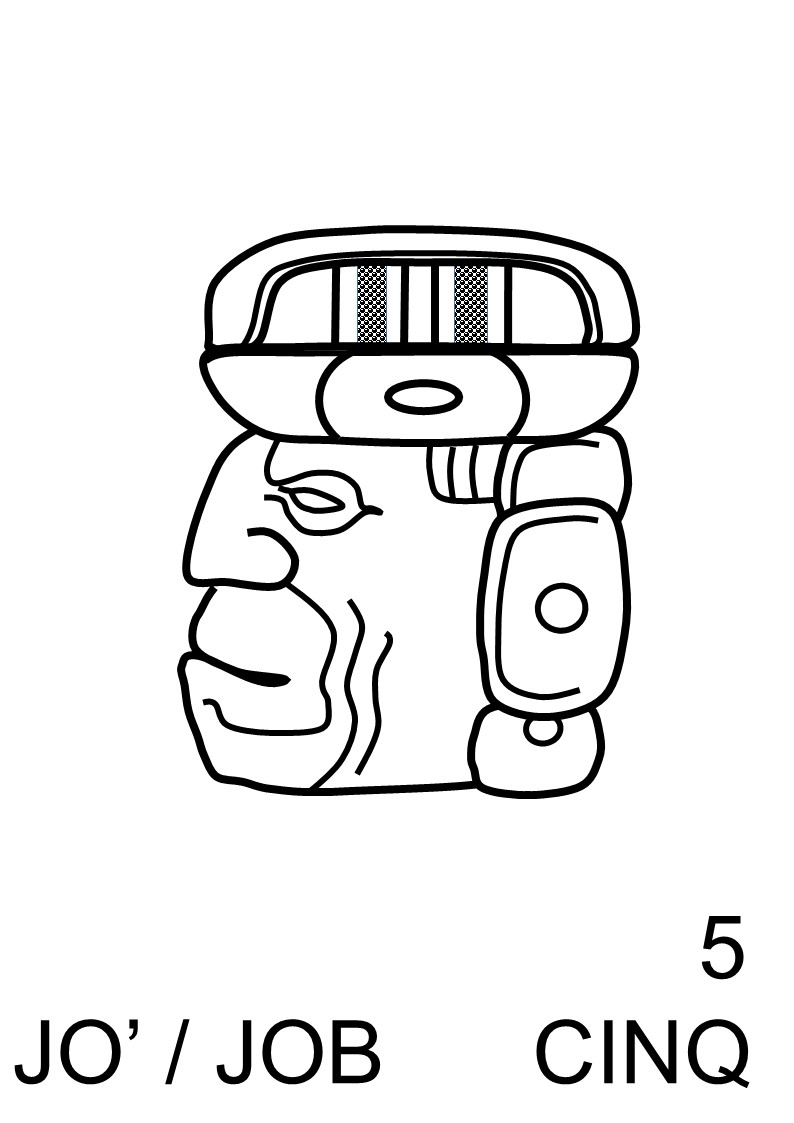
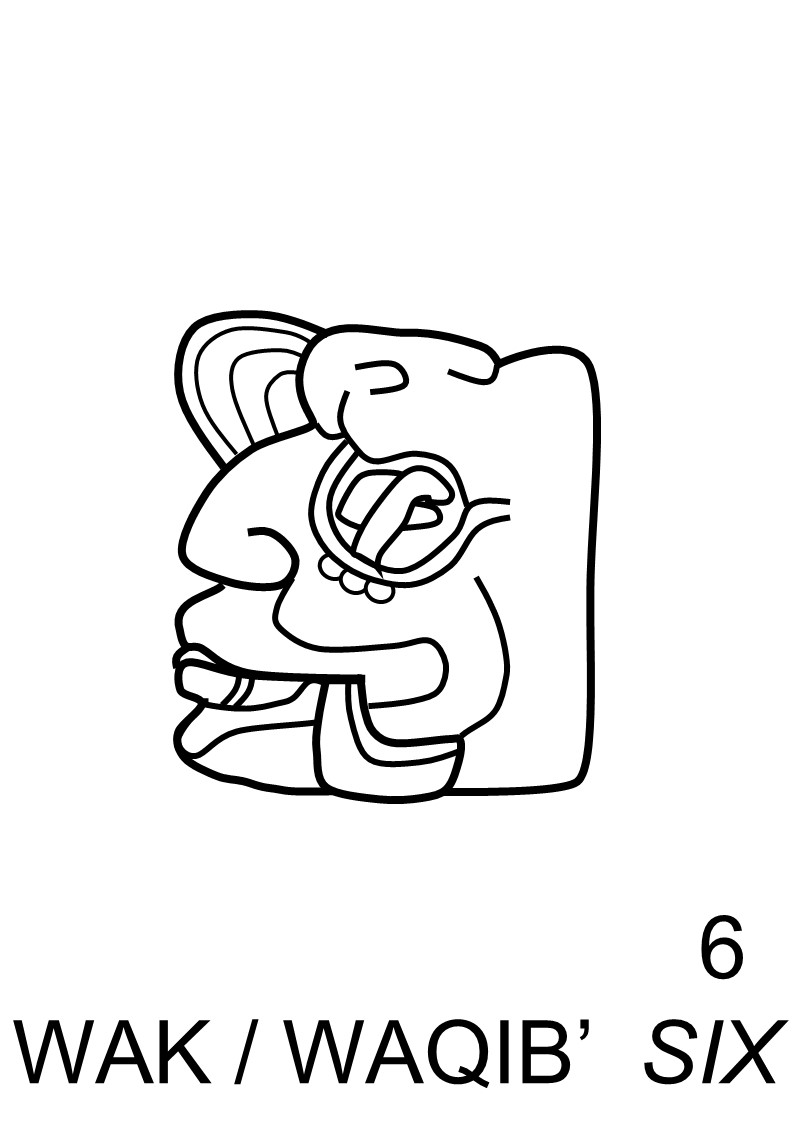
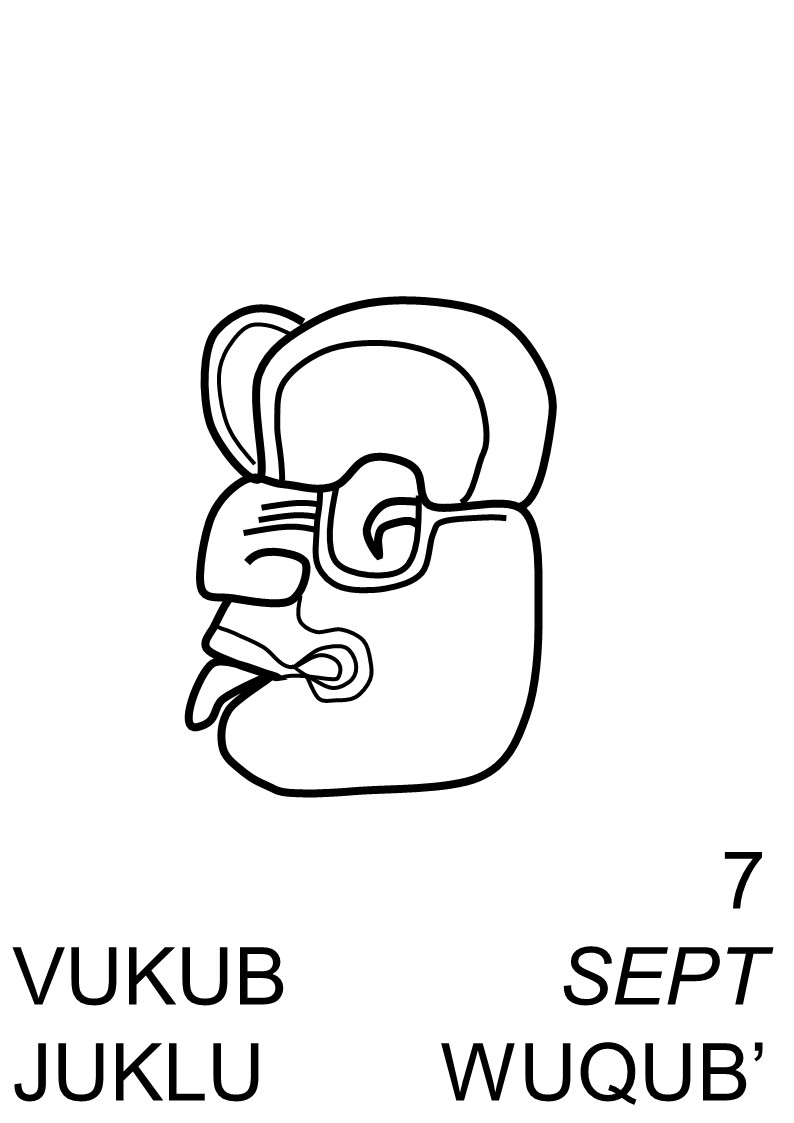
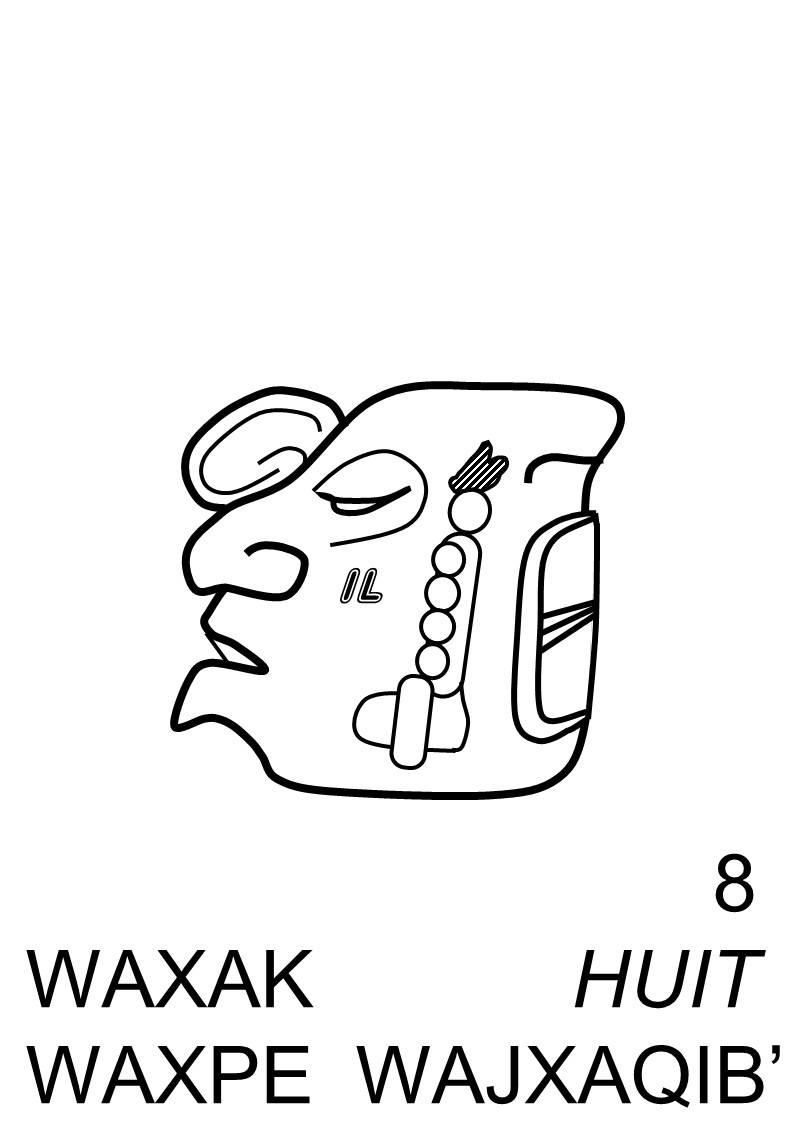
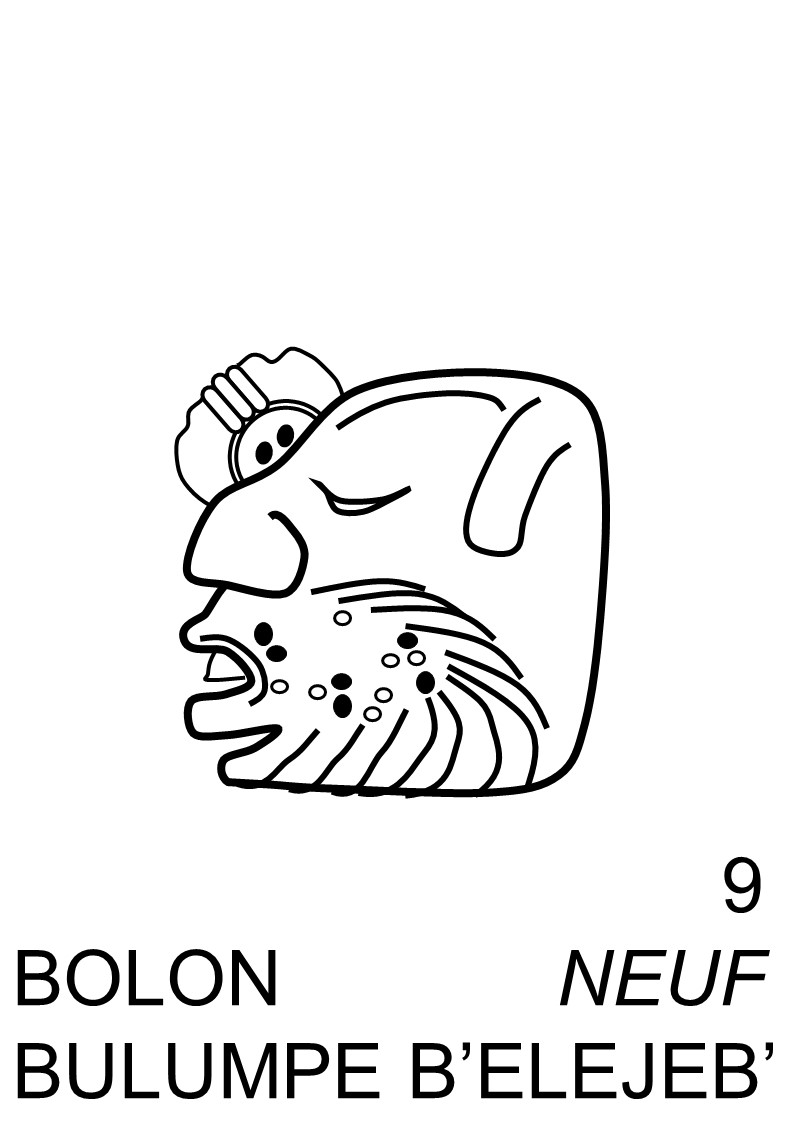
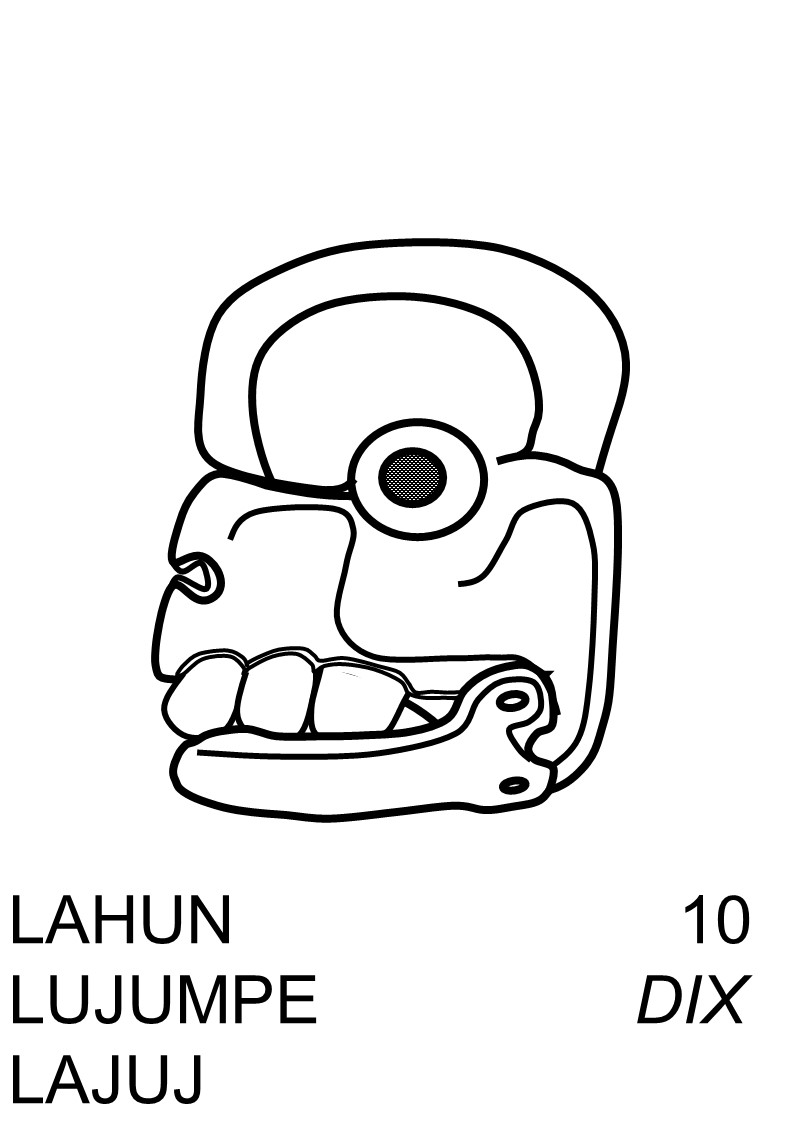
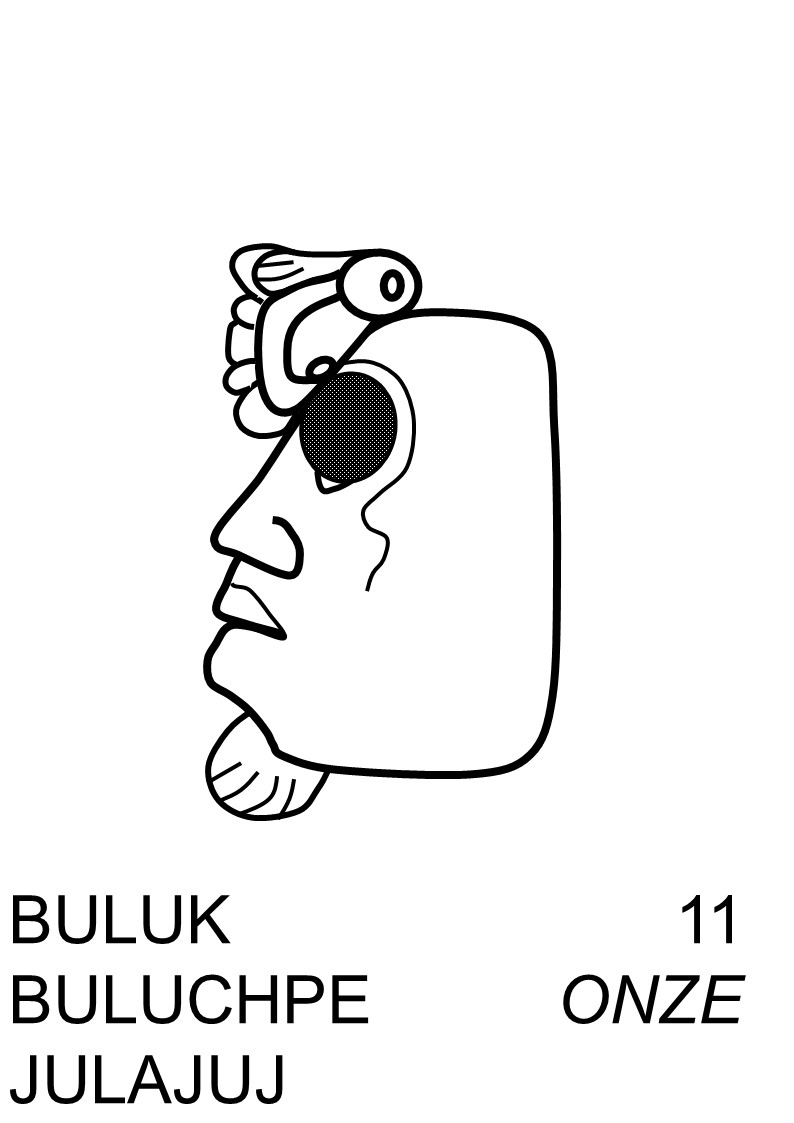
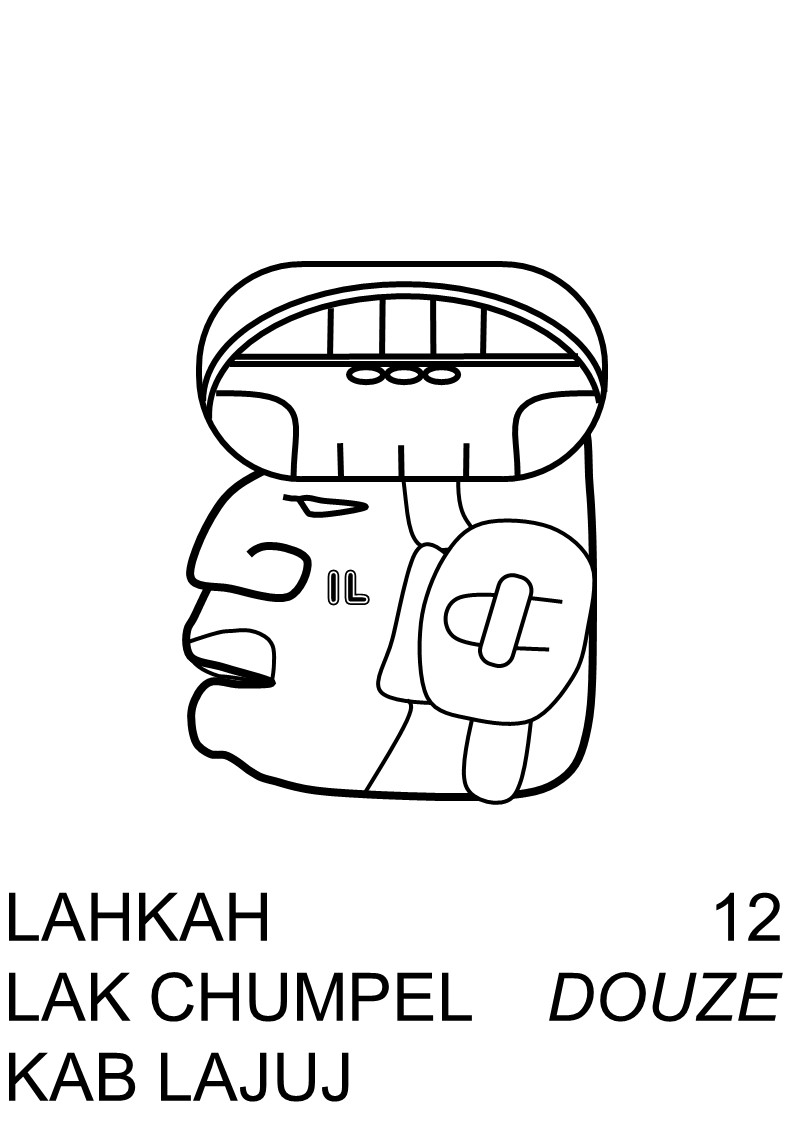
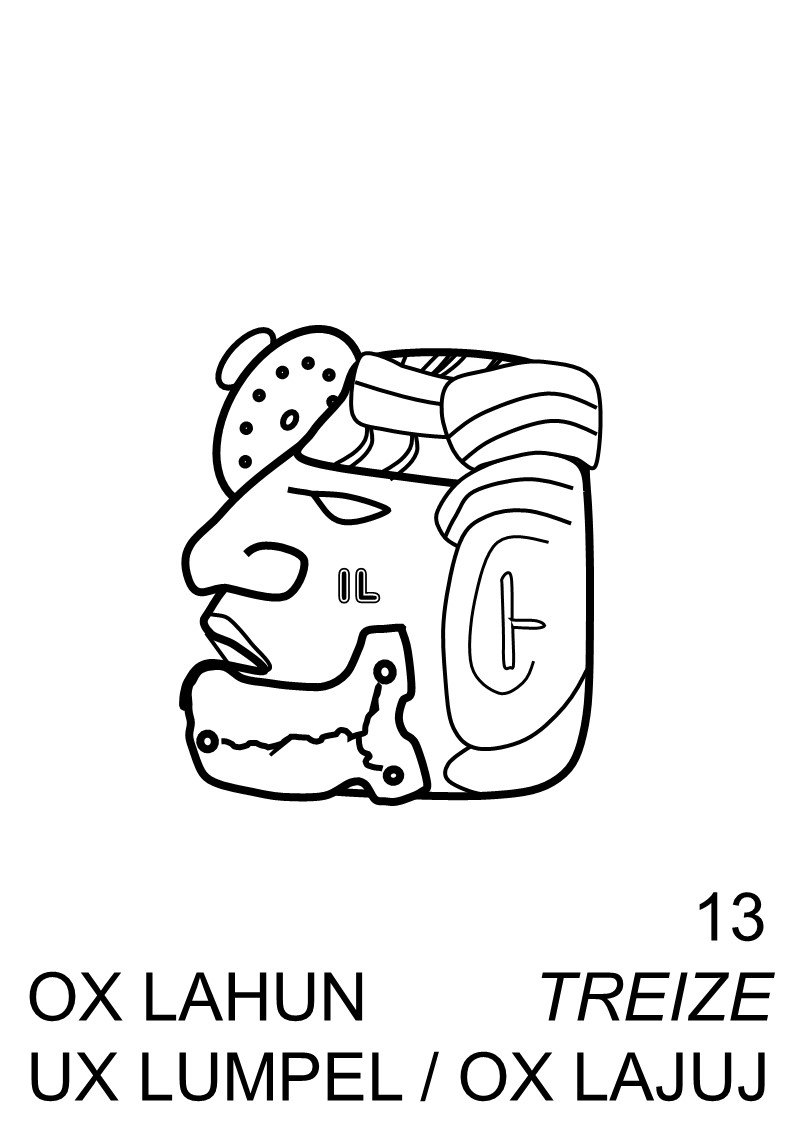
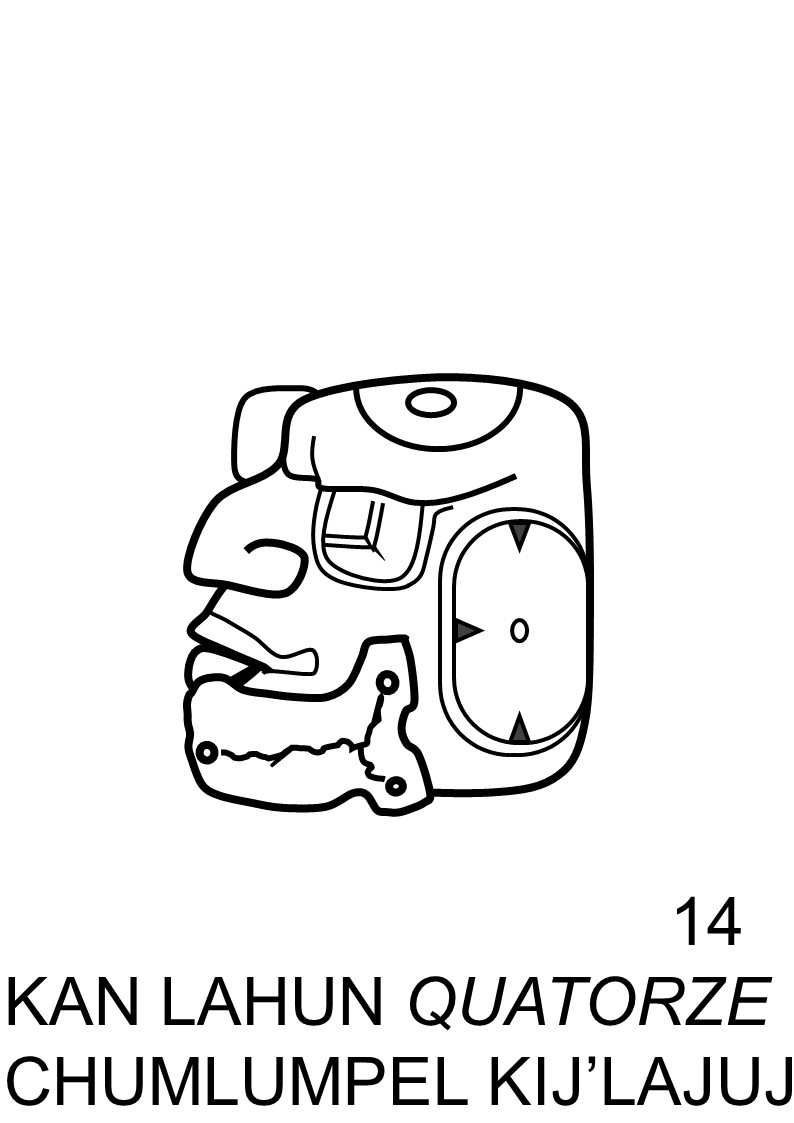
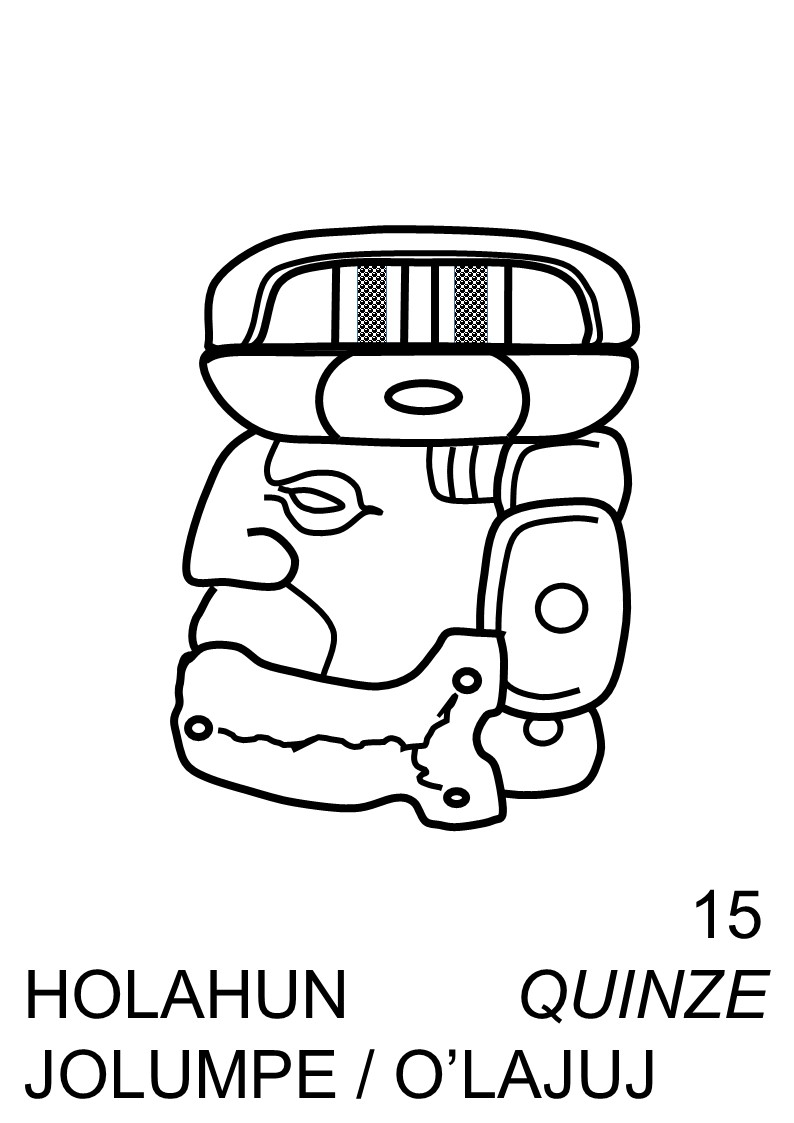
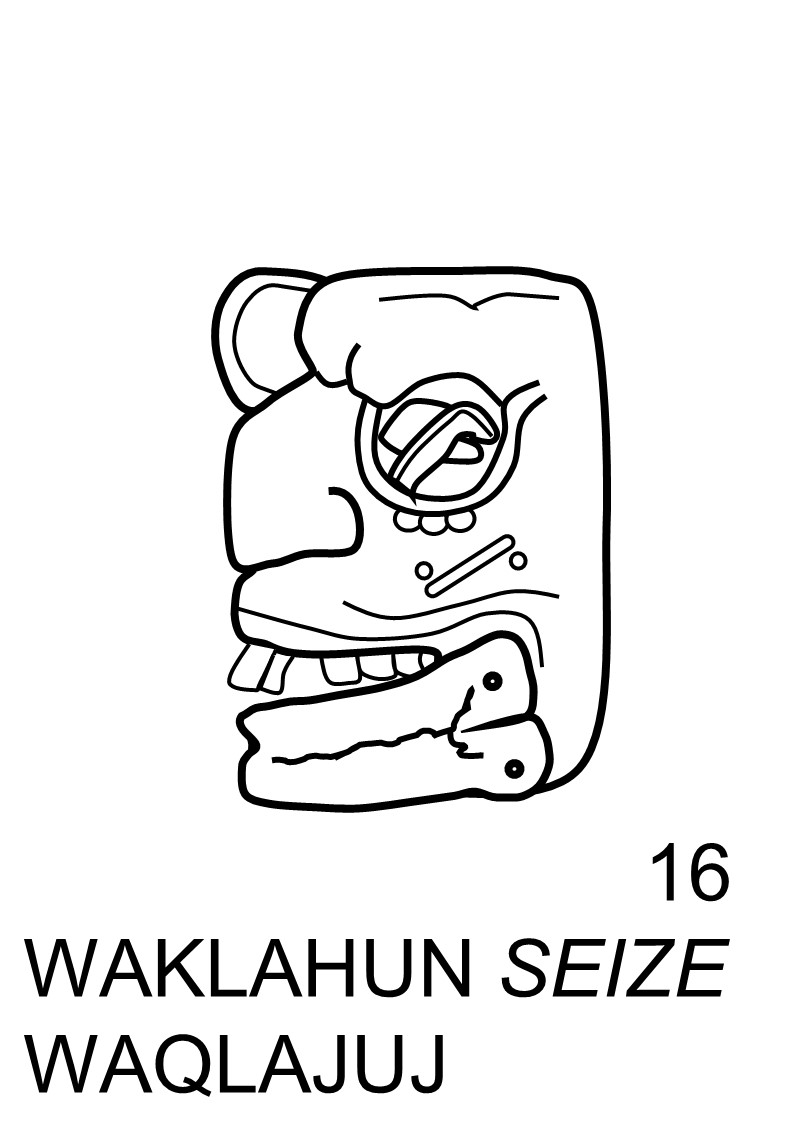
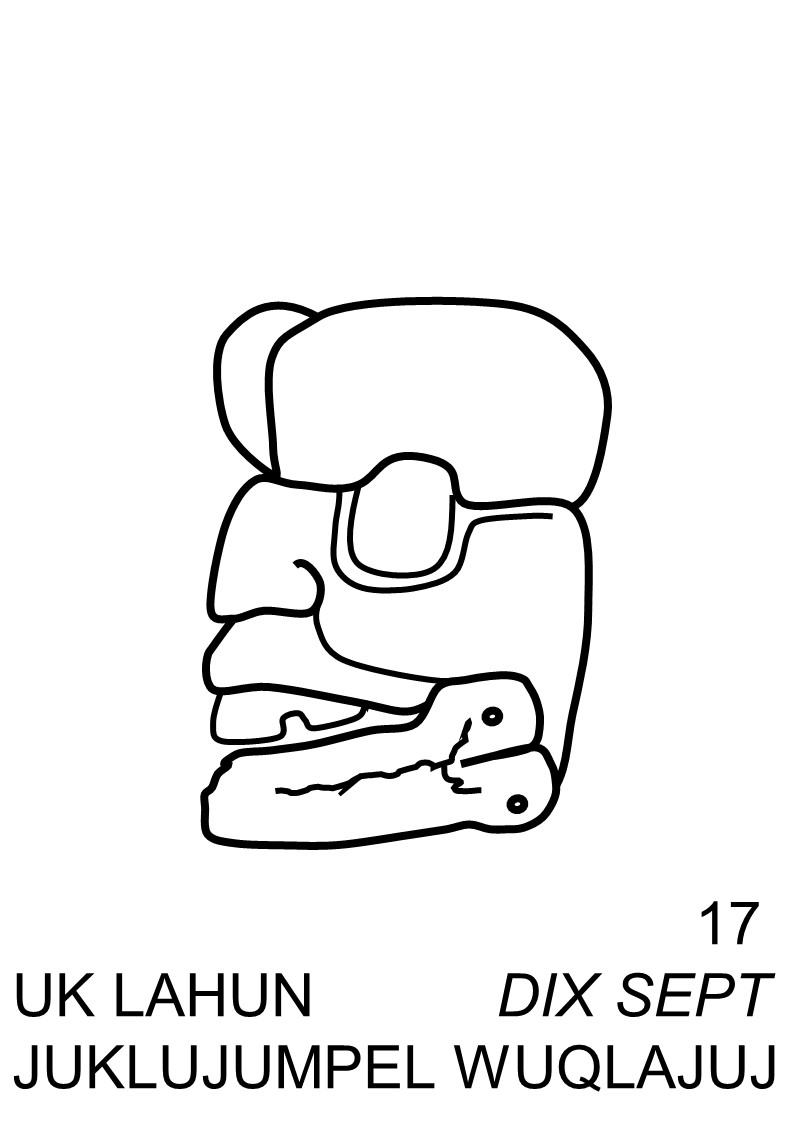
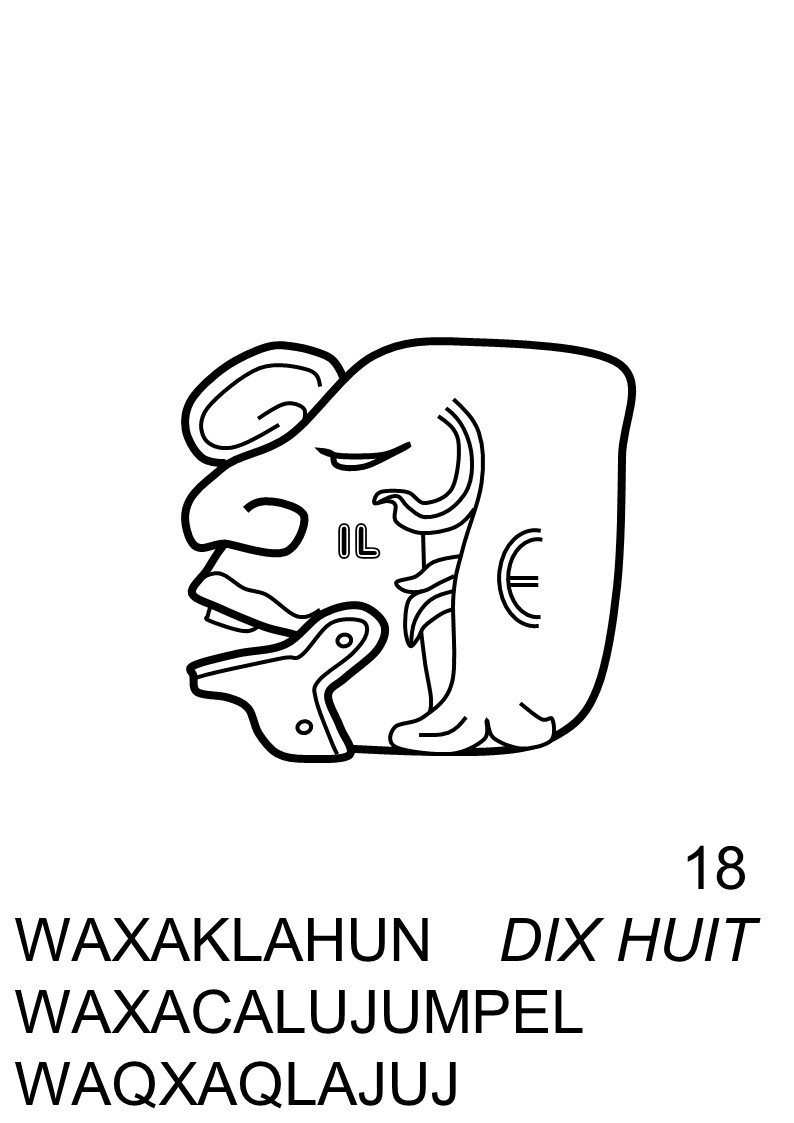
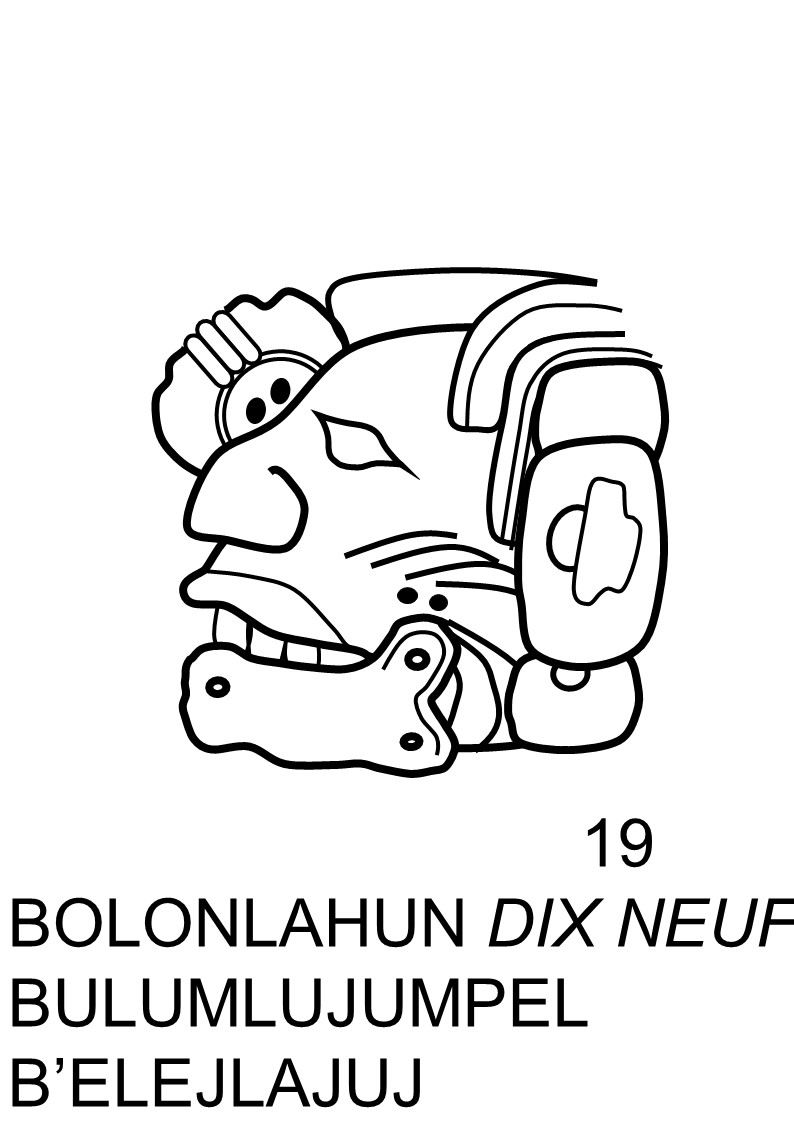

Les couleurs : les quatre premières sont celles des quatre points cardinaux dessinés dans le même ordre qu'au point suivant.

Les couleurs
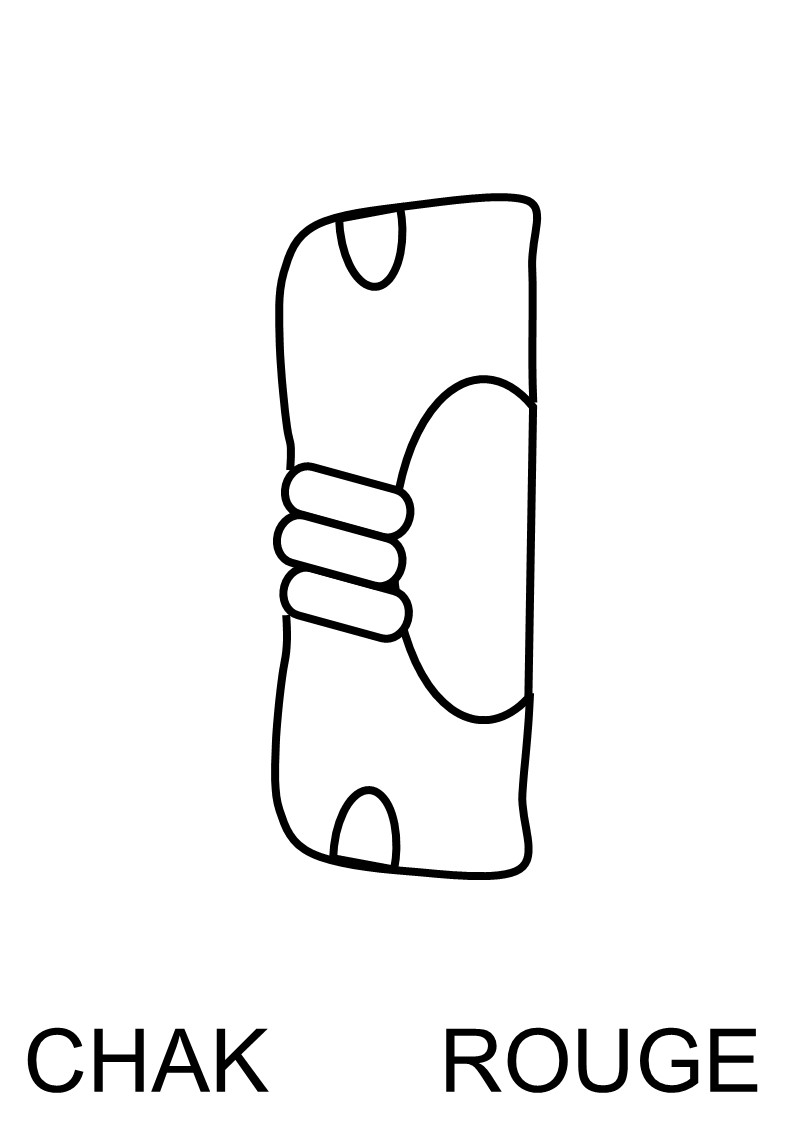
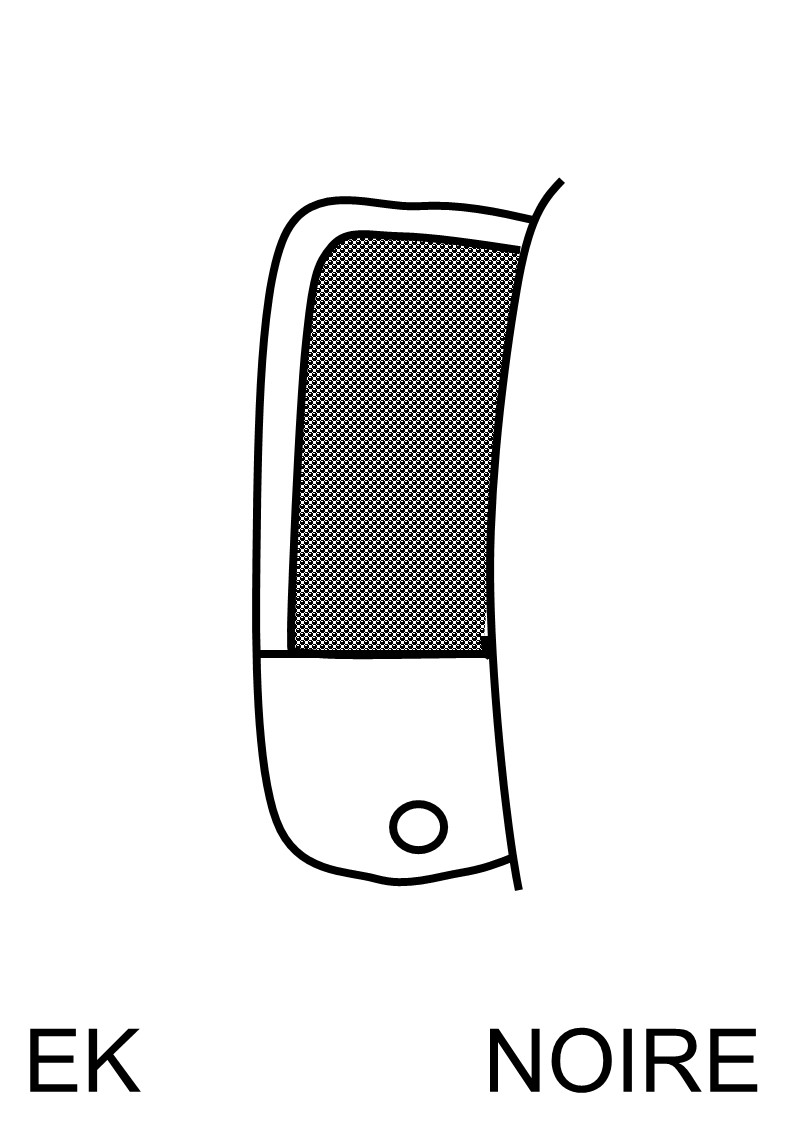
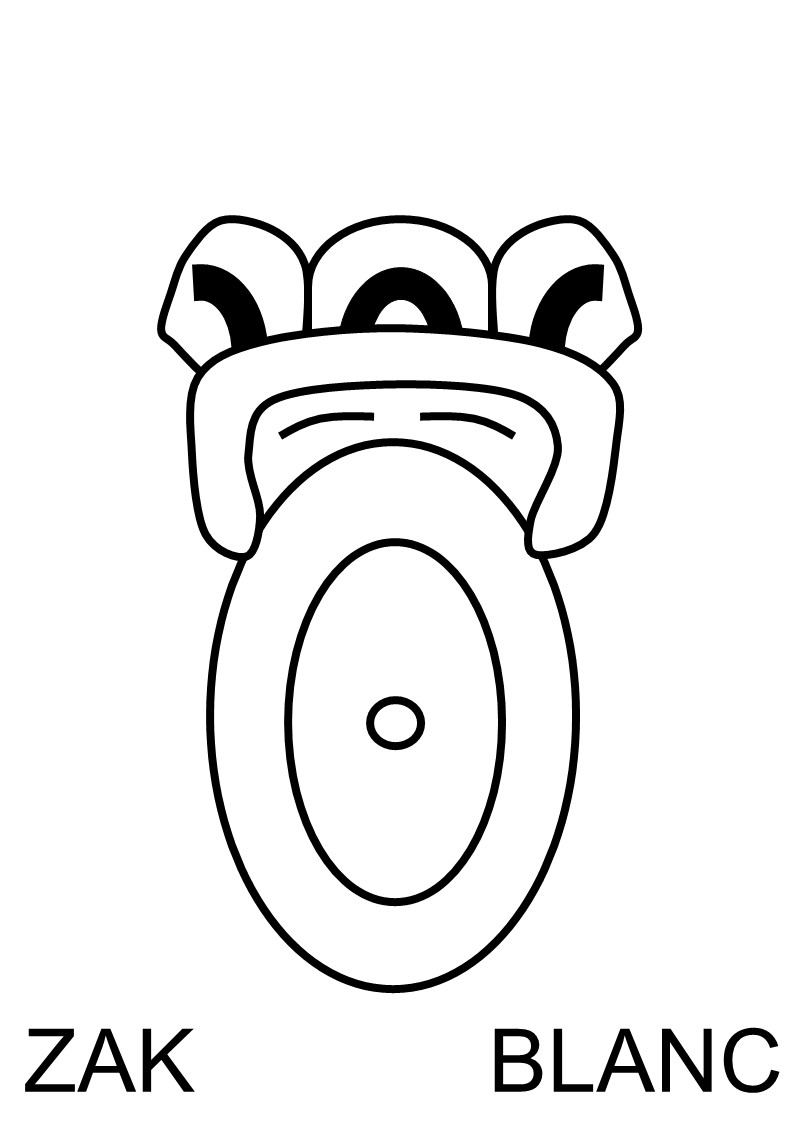
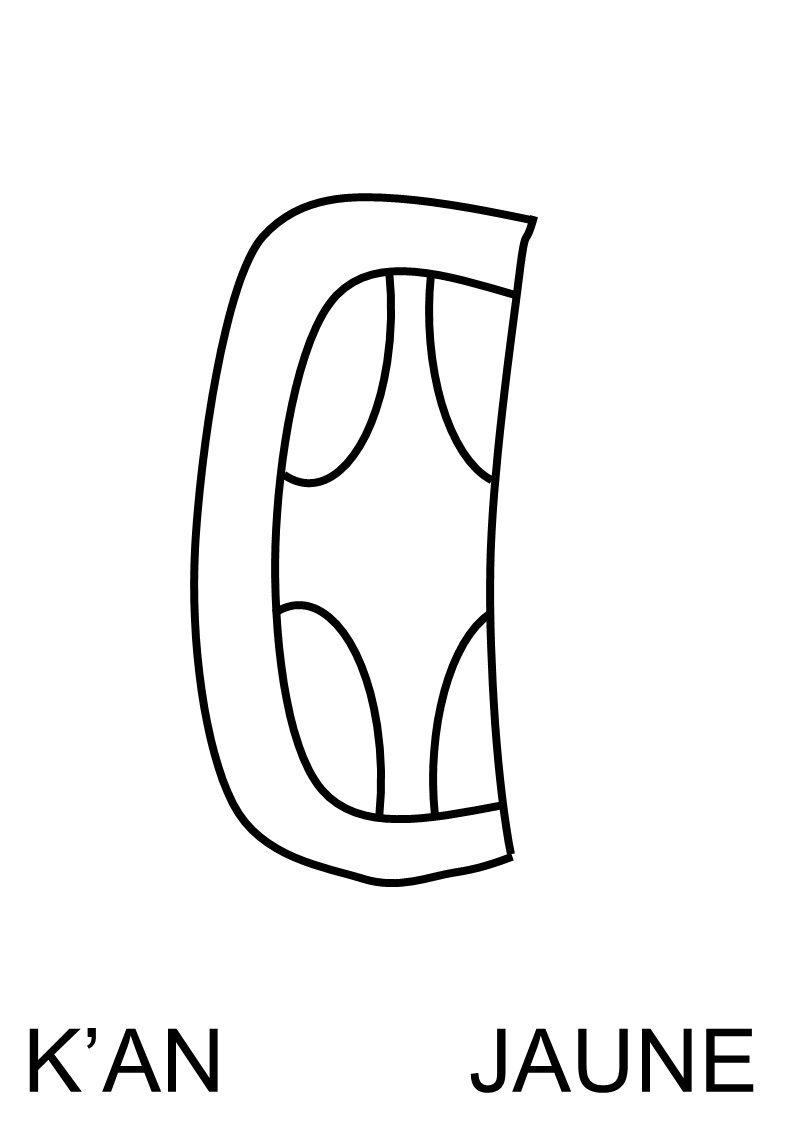
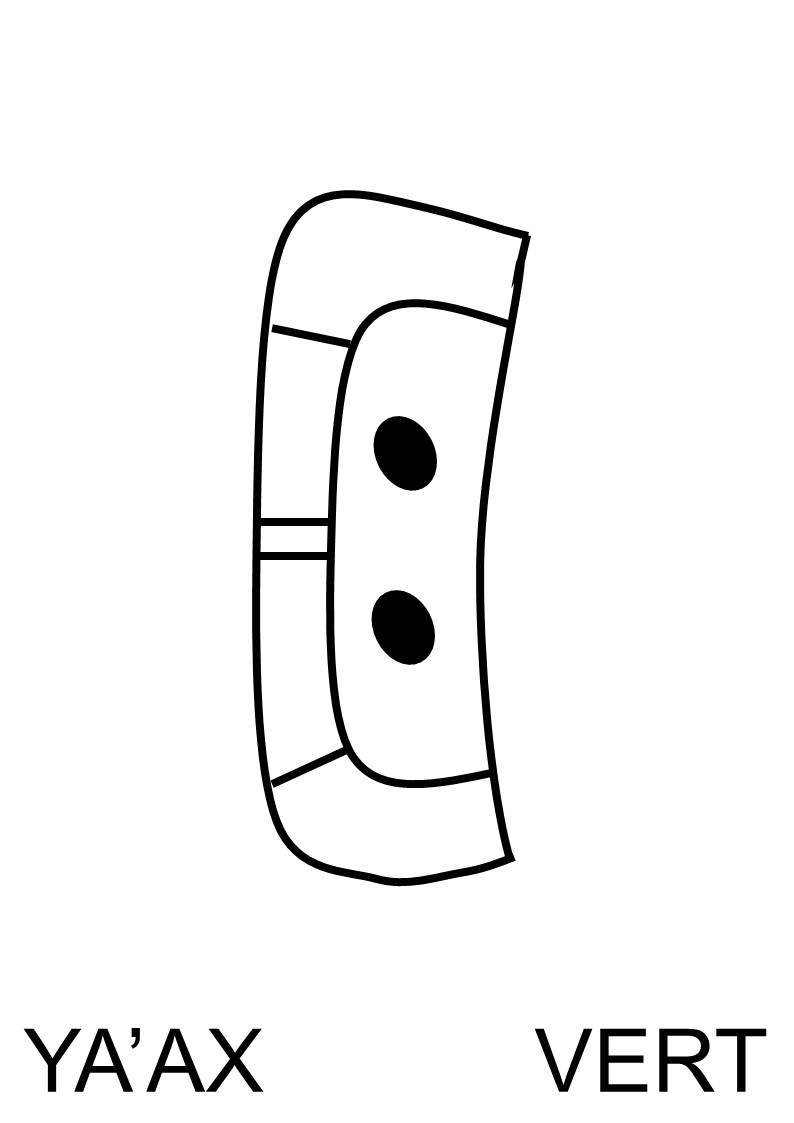
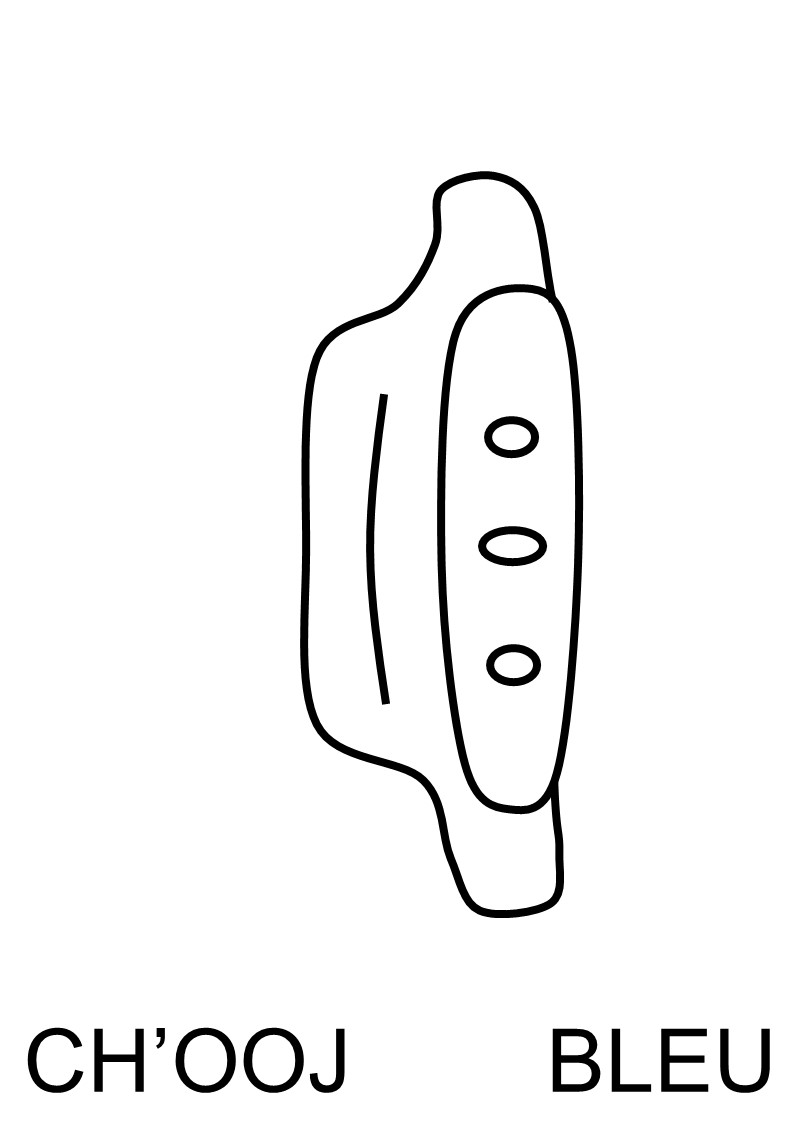

Les points cardinaux : ce sont aussi des dieux, les quatre bacabs (en) qui soutiennent le monde et particulièrement la voute céleste.

Les points cardinaux
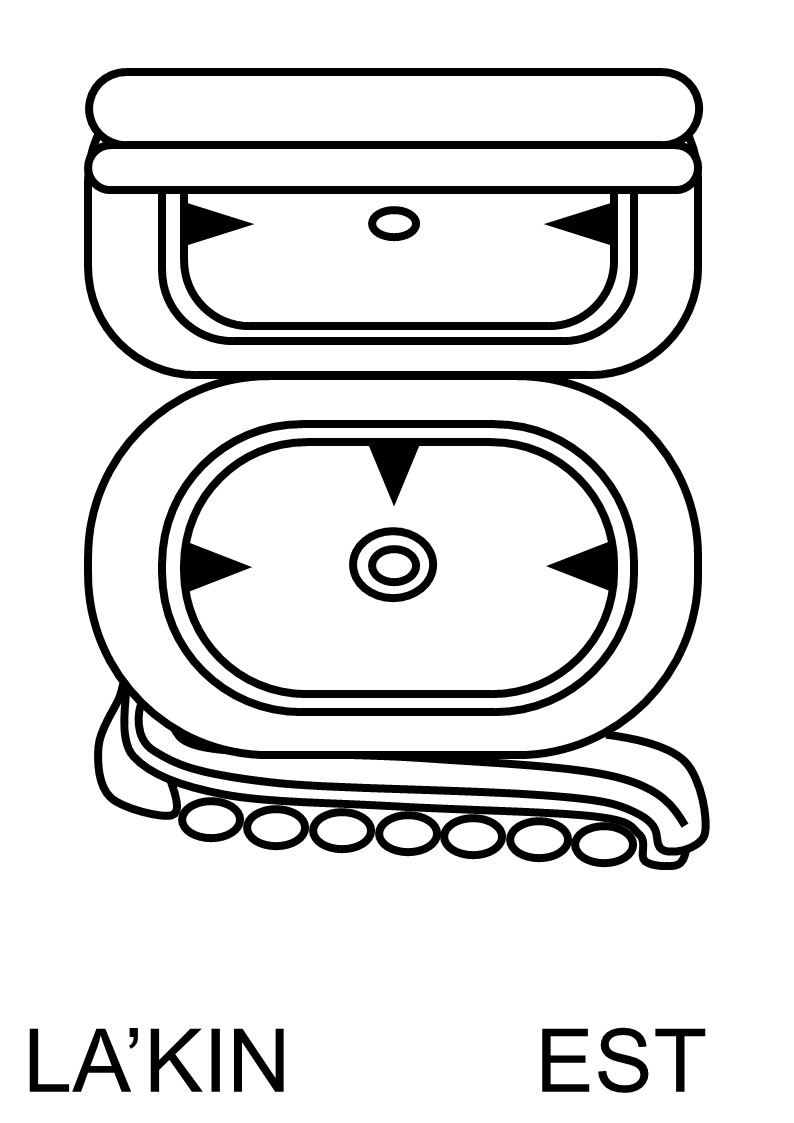
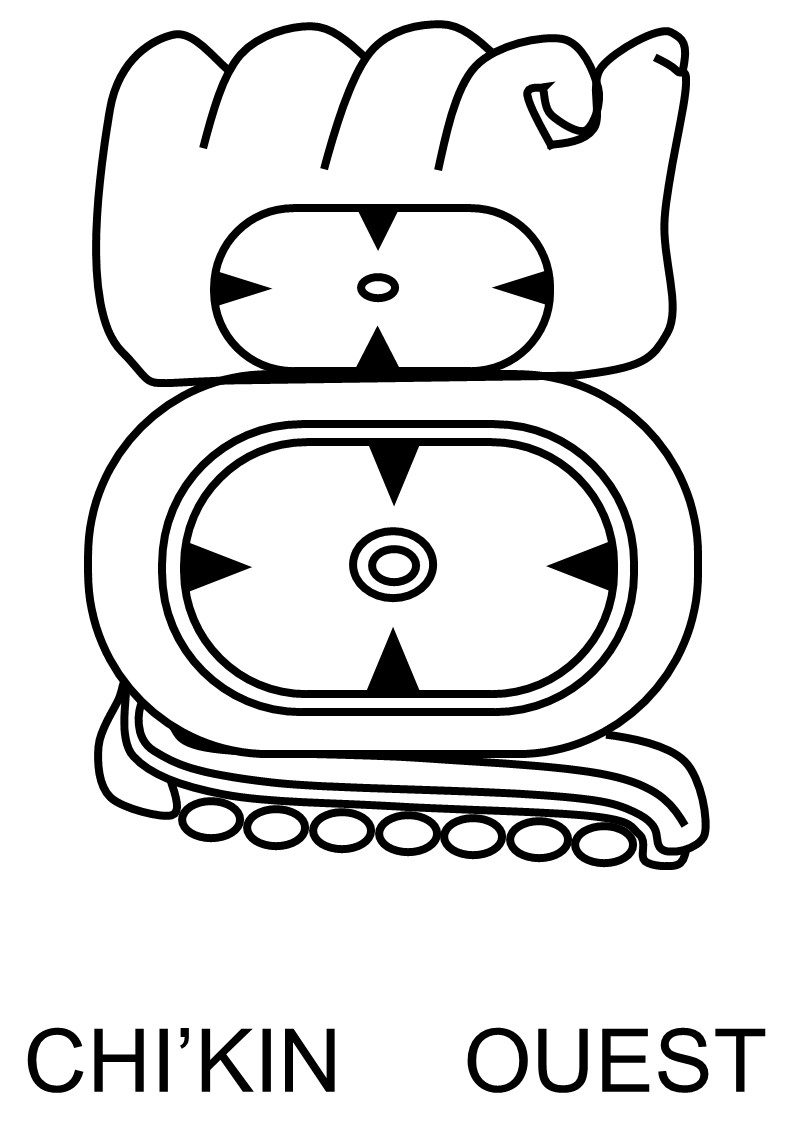
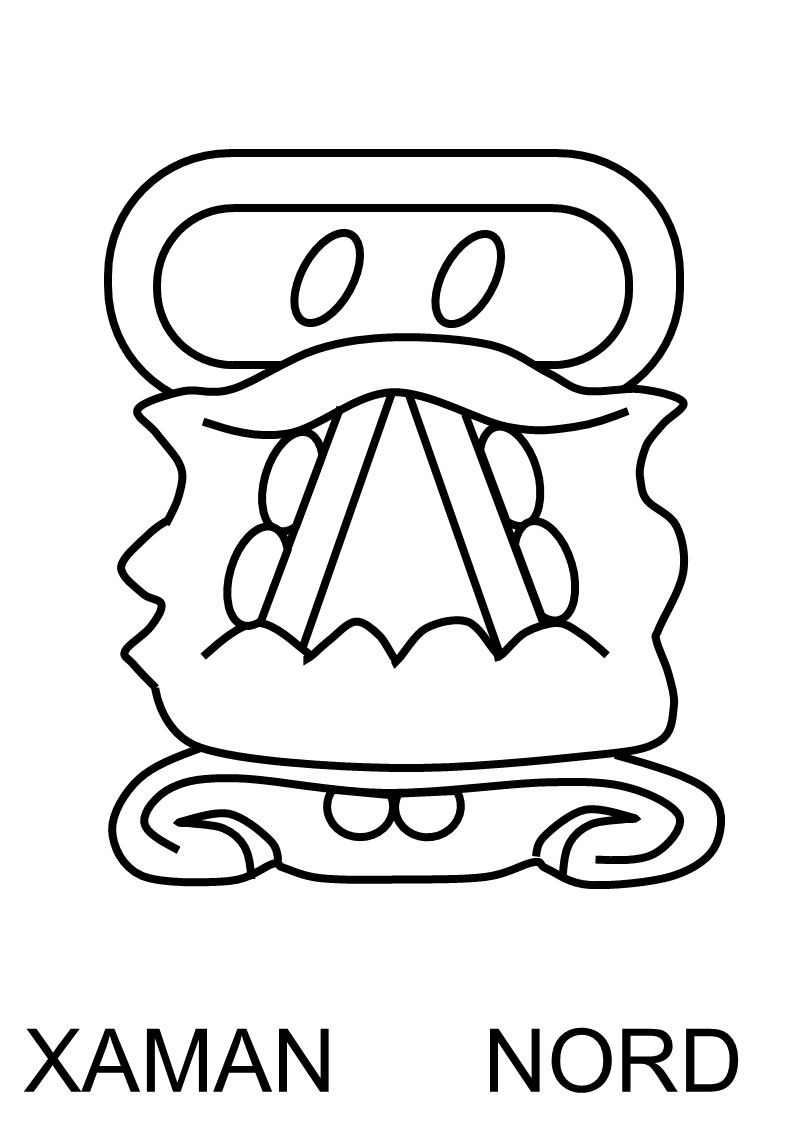
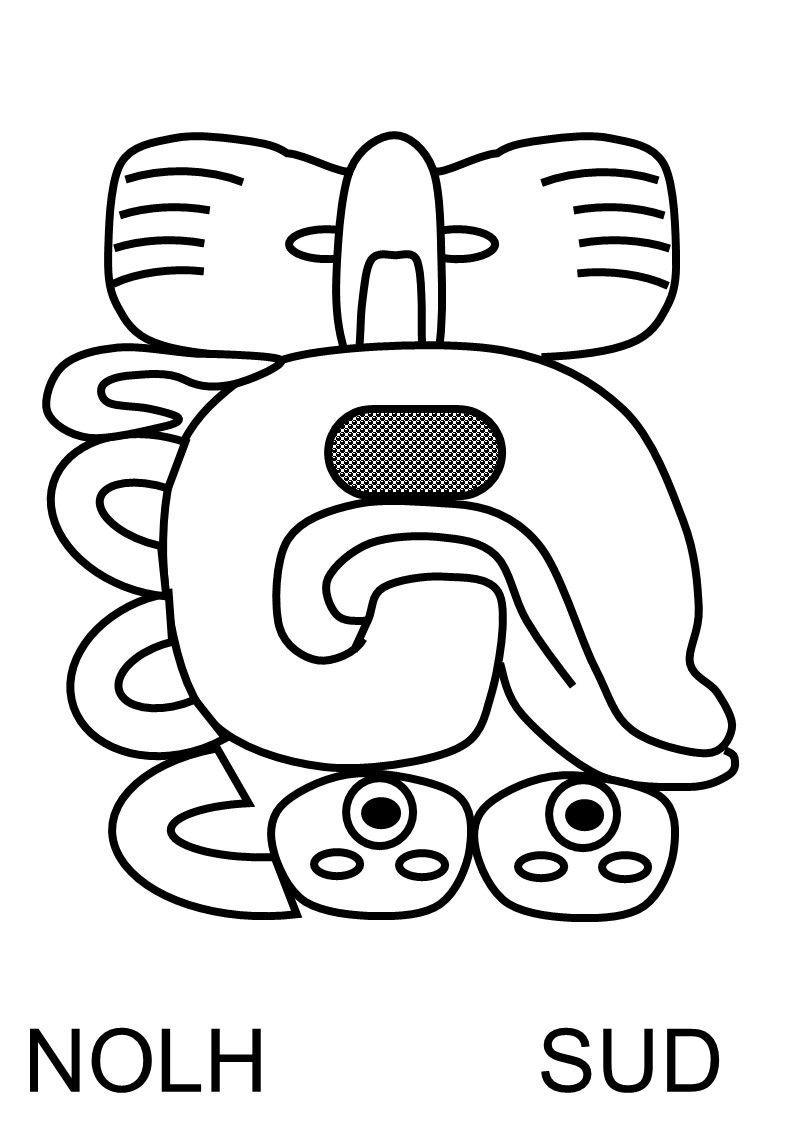

Les plantes : certaines étaient sacrées comme le cacao, dont le nom est d'origine maya (kakaw). Il était préparé en boisson épicée et battue pour écumer. La boisson était réservée à l'usage de la noblesse et des prêtres. La graine de cacao était la monnaie courante du commerce dans toute la zone méso-américaine. Notez la singularité graphique de la représentation de la syllabe redoublée. Au lieu de dessiner deux fois la syllabe, les Mayas plaçaient devant 2 points introduisant une répétition phonétique du glyphe qui suit. Le tabac (le mot en français est d'origine taïno) était fumé pour favoriser la communication avec les morts. Le maïs était la plante vitale entre toutes. Elle est présente dans toutes les mythologies de populations de la région. L'homme, à l'époque du contact avec les Européens, était considéré comme « l'homme de maïs » car issu de la 3e genèse. Les deux genèses précédentes ayant avorté dans des cycles de destruction en raison de la colère des dieux insatisfaits du culte qui leur était rendu. « L'homme de boue » a été détruit par un déluge d'eau, puis « l'homme de bois » par le déluge de feu. Cela place l'ensemble des grandes sociétés méso-américaines comme des sociétés sédentarisées dans et par la culture du maïs pour le culte des dieux. Ce mythe, abordé au début du Popol Vuh, renvoie à une réalité historique et géographique ; les populations sédentaires Mayas, Olmèques, Zapotèques, Mixtèques, Toltèques, Aztèques, Totonaques étaient confrontées à la présence de nomades au Nord comme au Sud appartenant encore dans leur esprit aux stades antérieurs de l'humanité. Le bois du savonnier (Tz'i che en langue K'iche'). Les animaux sont aussi des totems, le jaguar était celui des Itzá de Chichén Itzá, le serpent celui des Pech, le cerf celui des Chels, certains clans comme les Cocoms (Pigeons région de Mayapán Sotuta), les Kowochs (Coquillages zone frontalière Bélize-Quintana Roo (Mex.)) et les Kejaches (Cerfs dans le triangle lac Silivituc-Uachactun-Rio Bec) portent eux-mêmes des noms d'animaux.

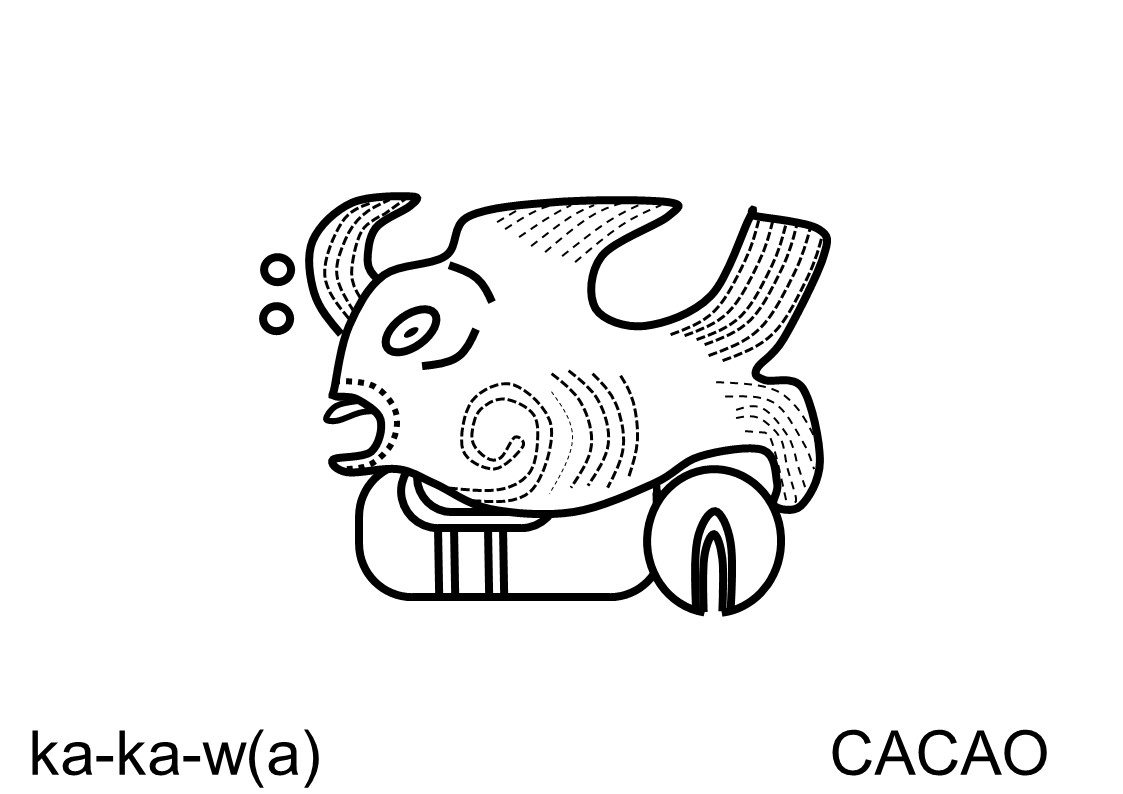
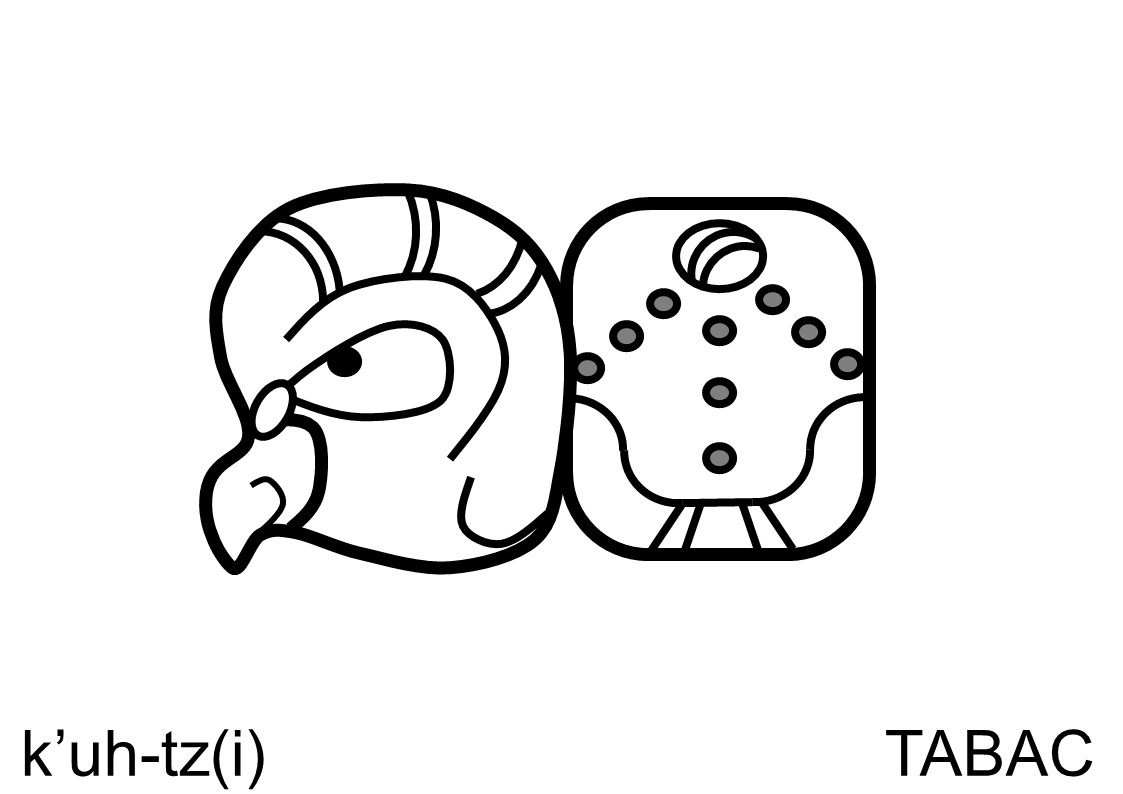
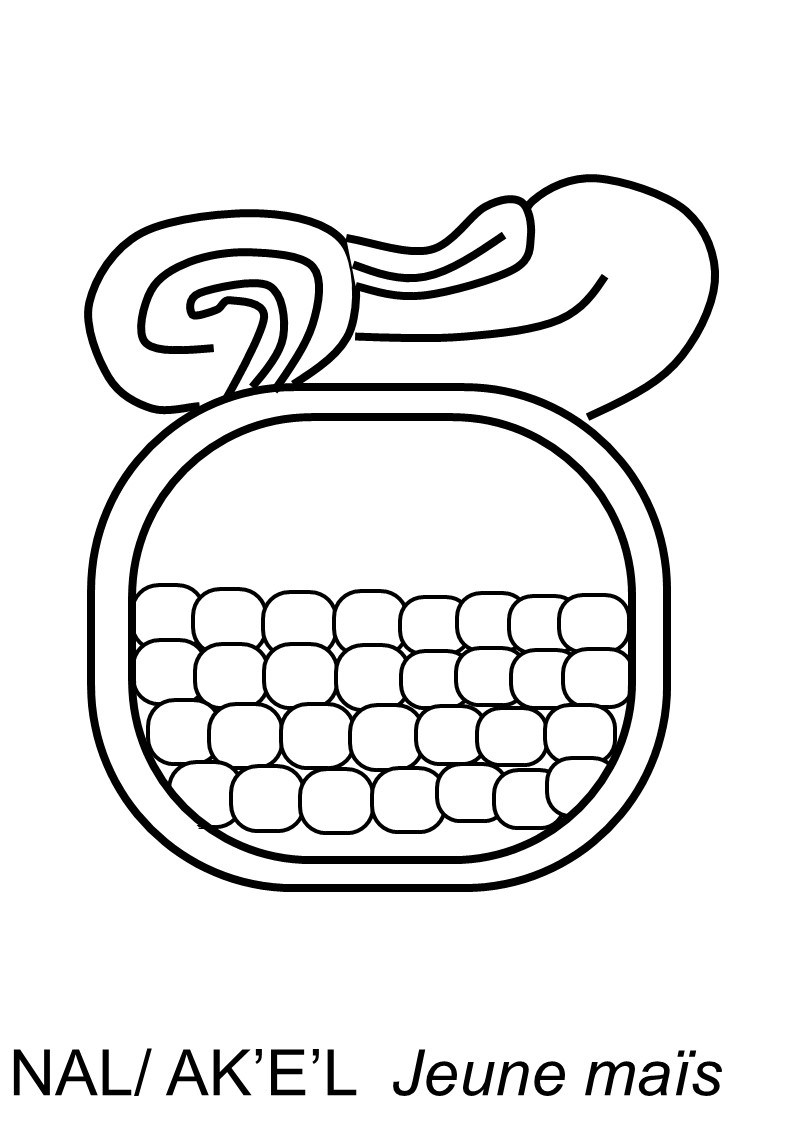
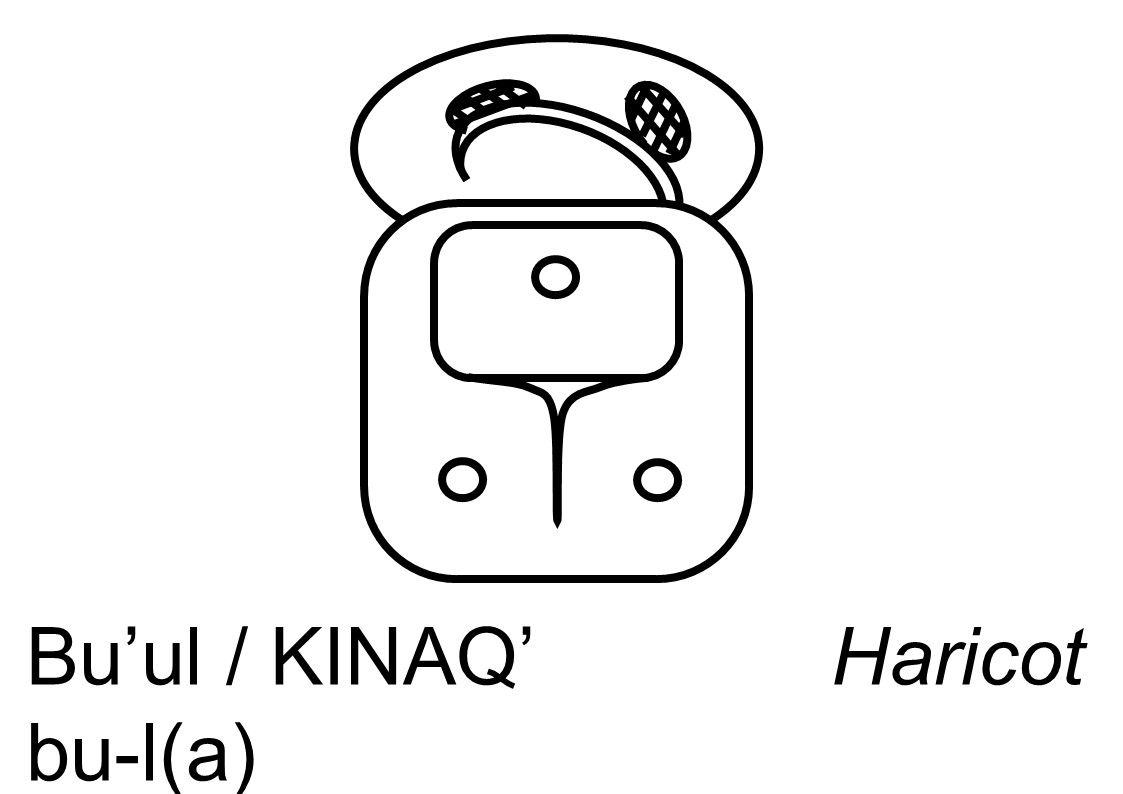
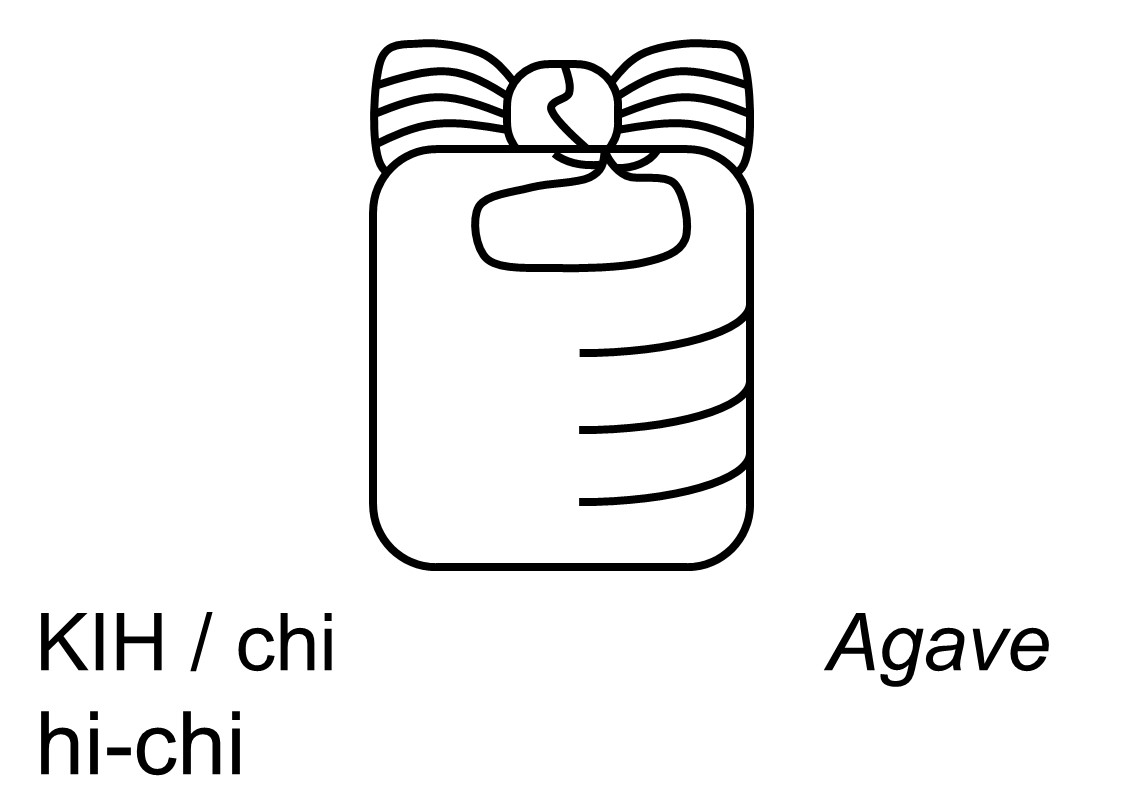
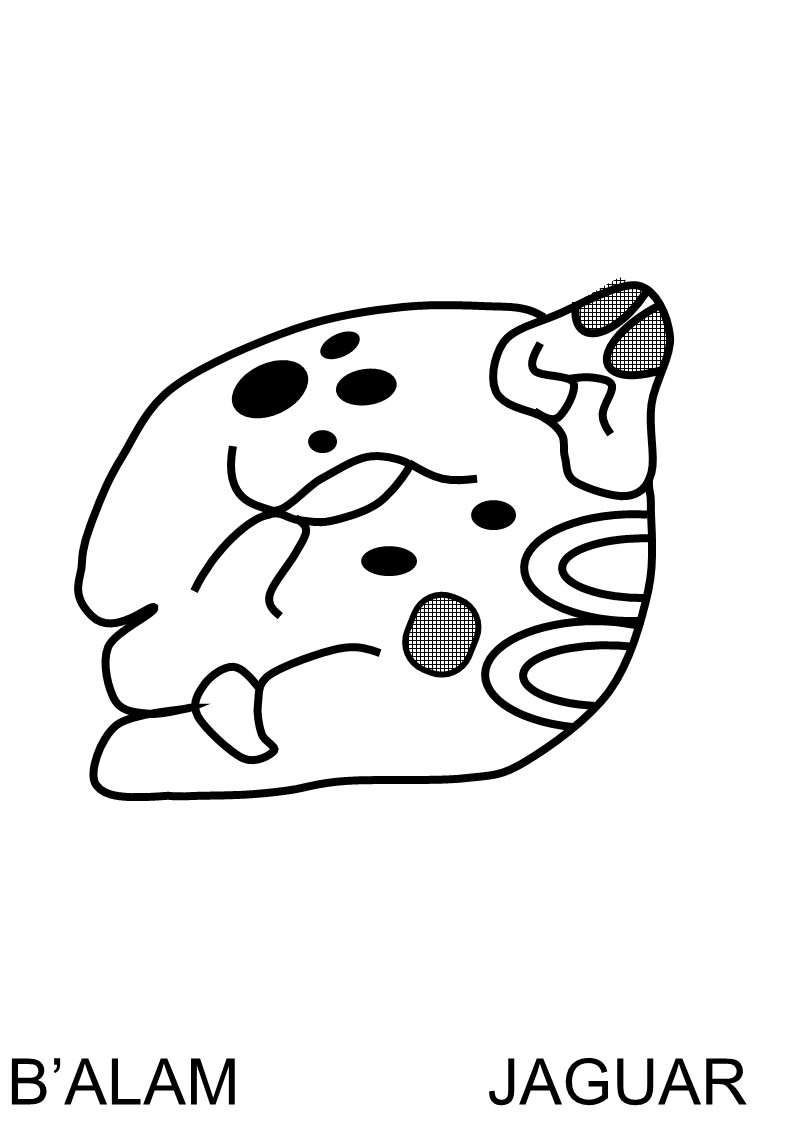
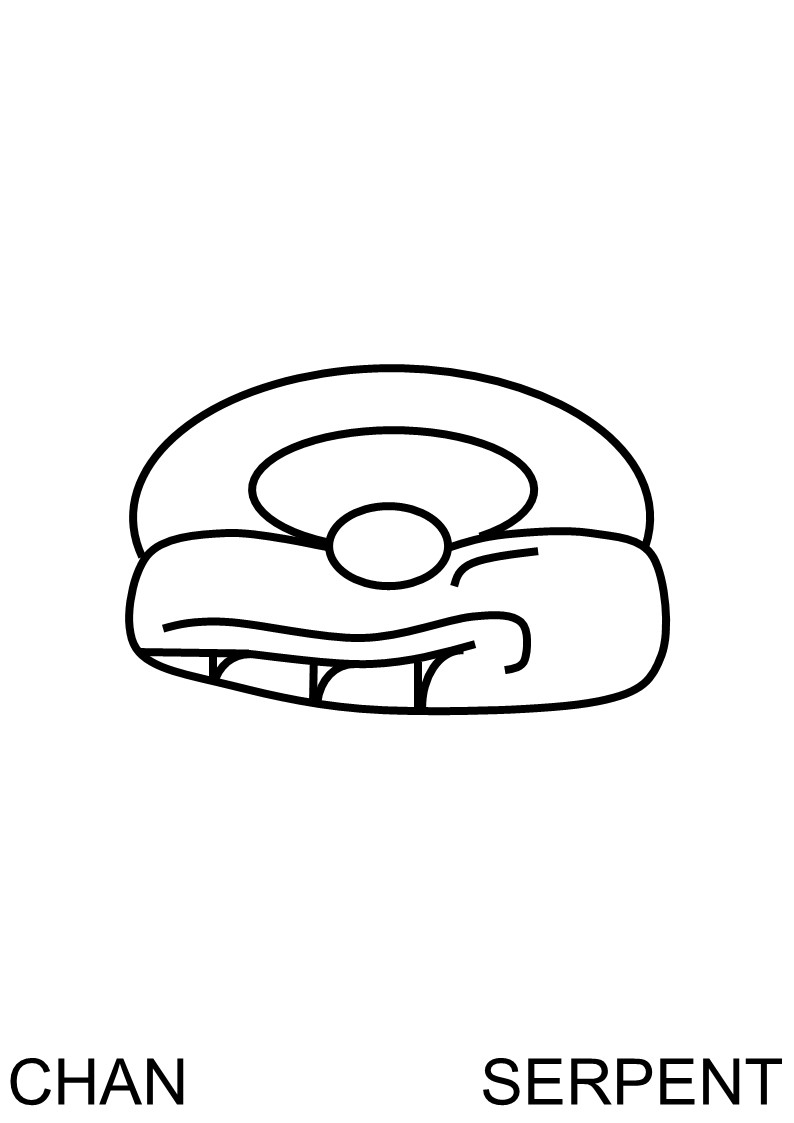
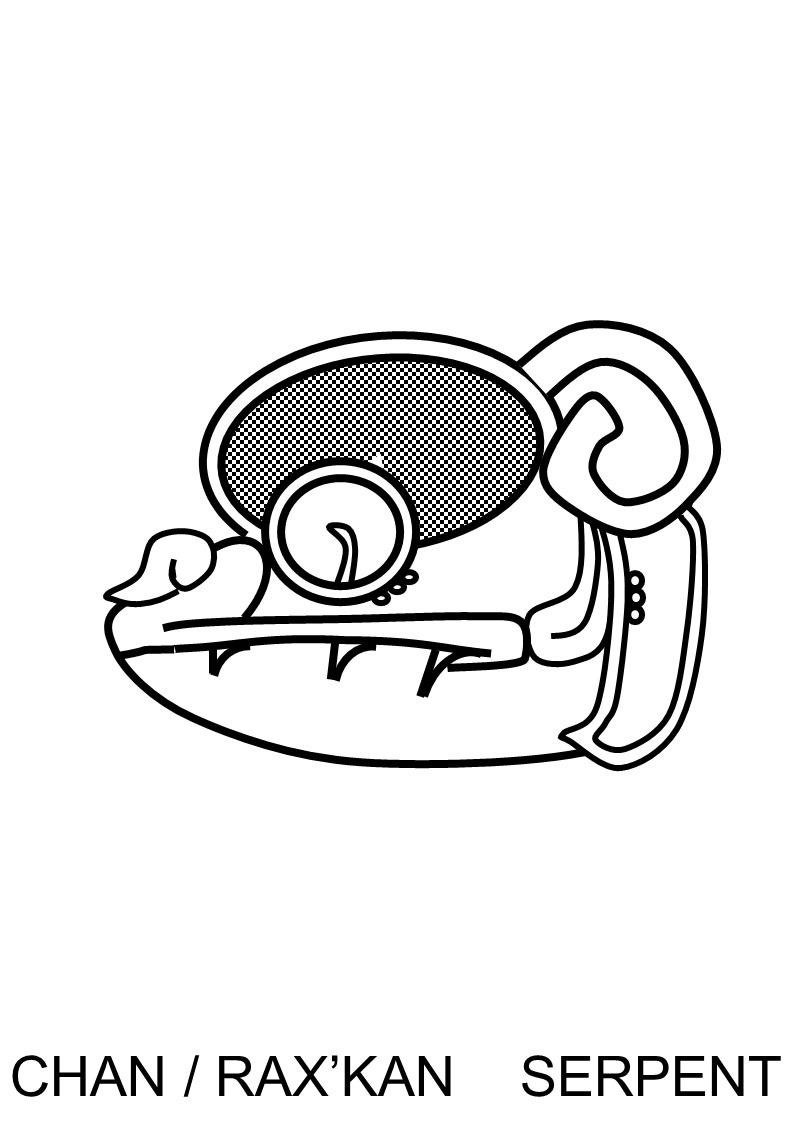
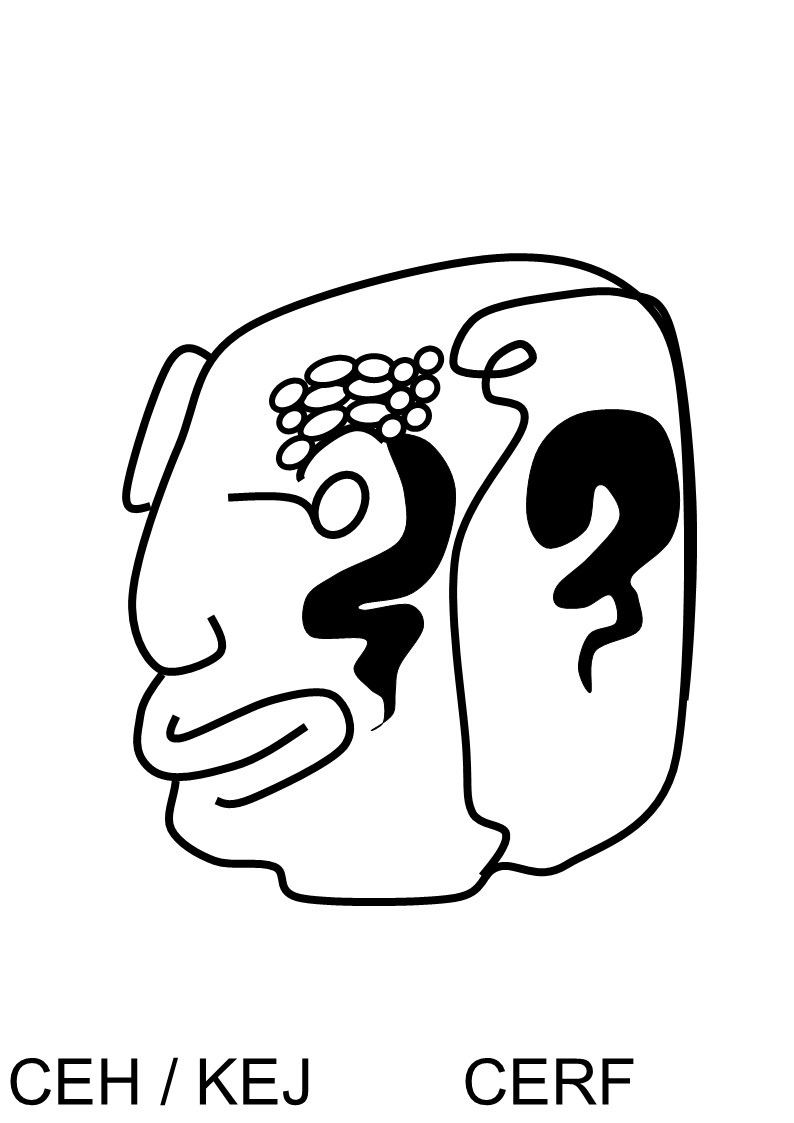
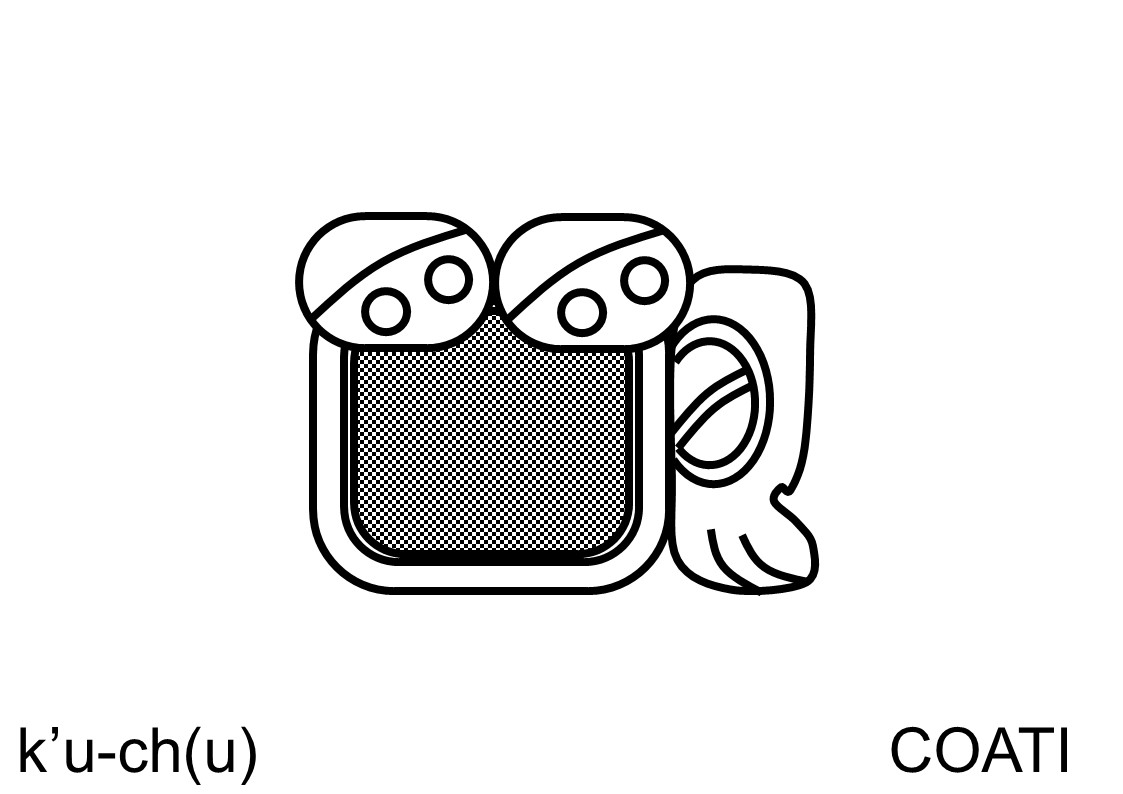
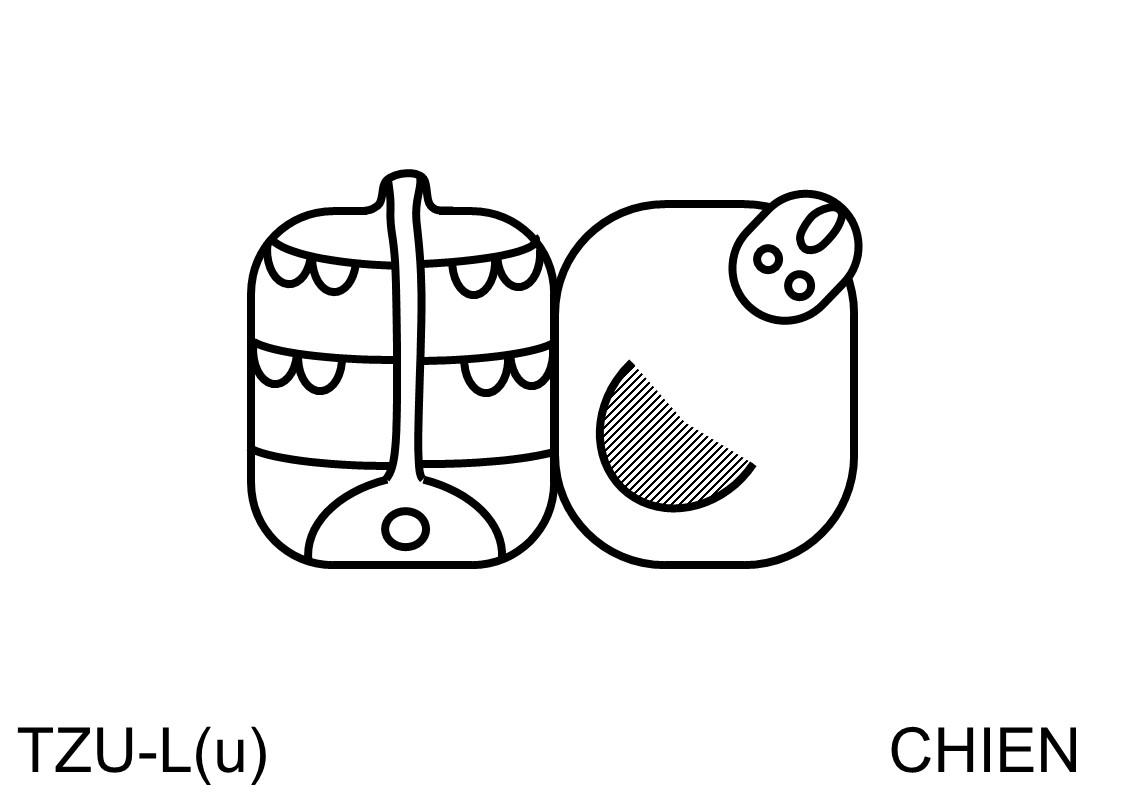
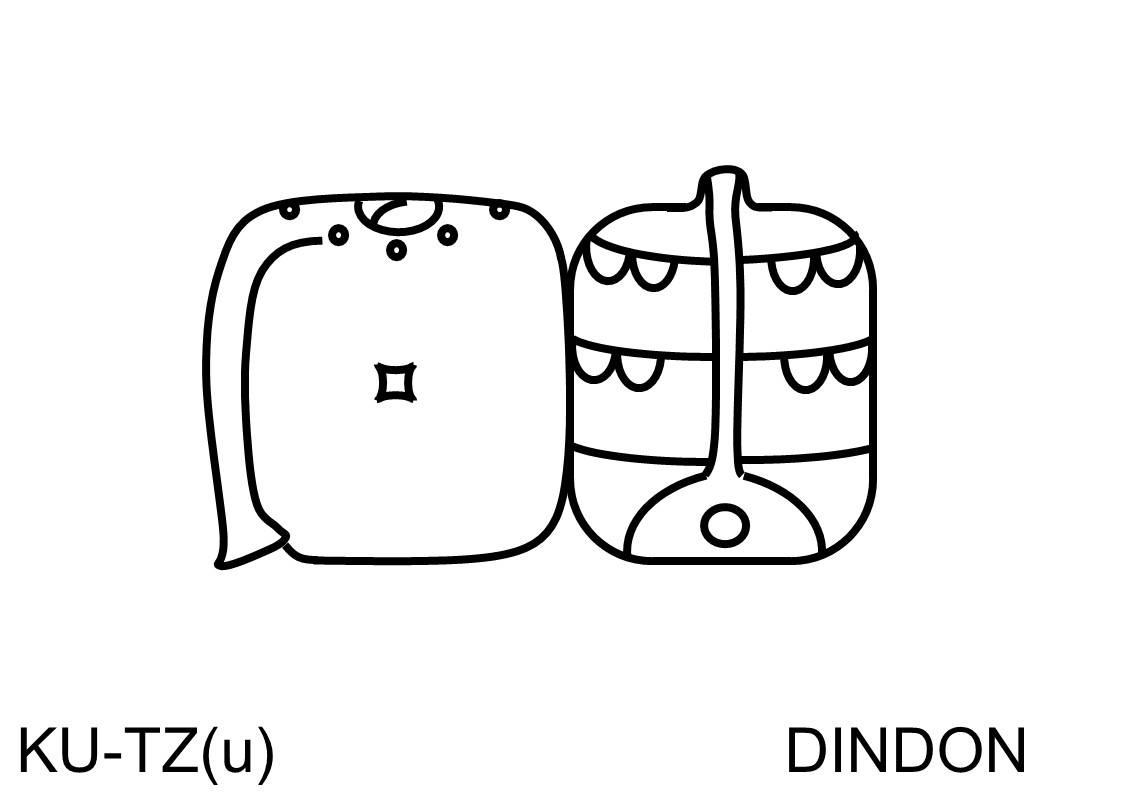
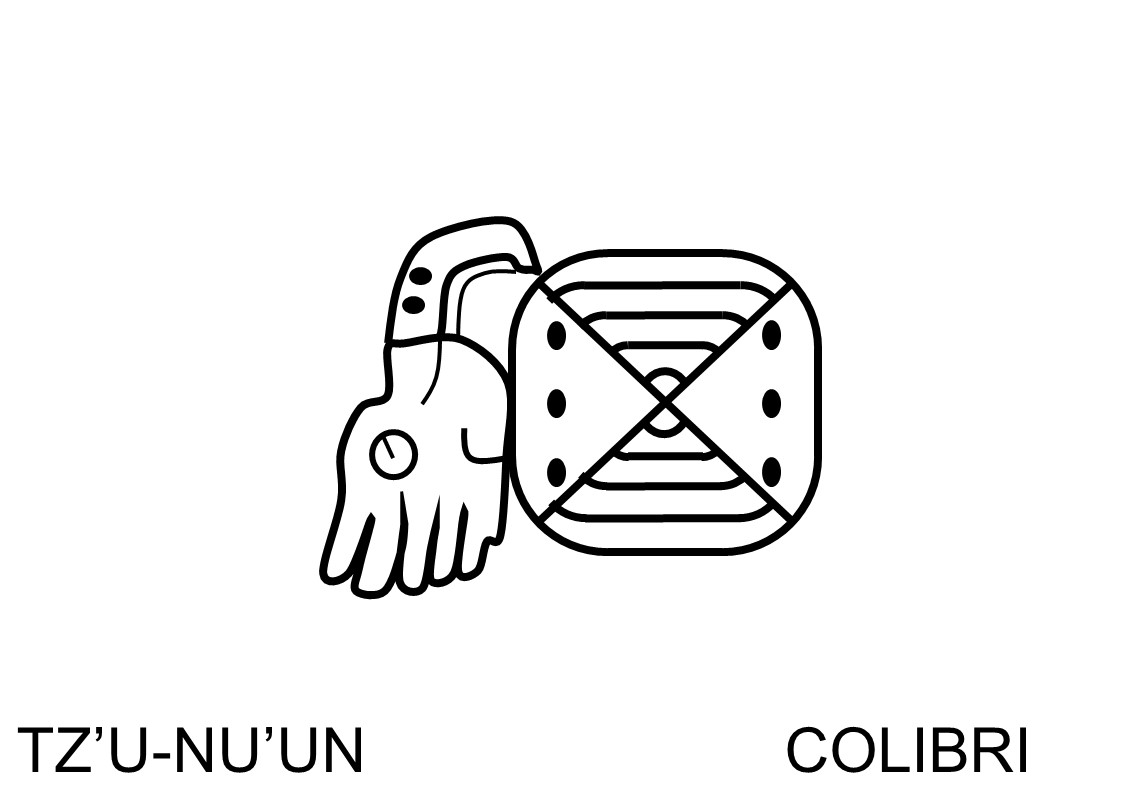
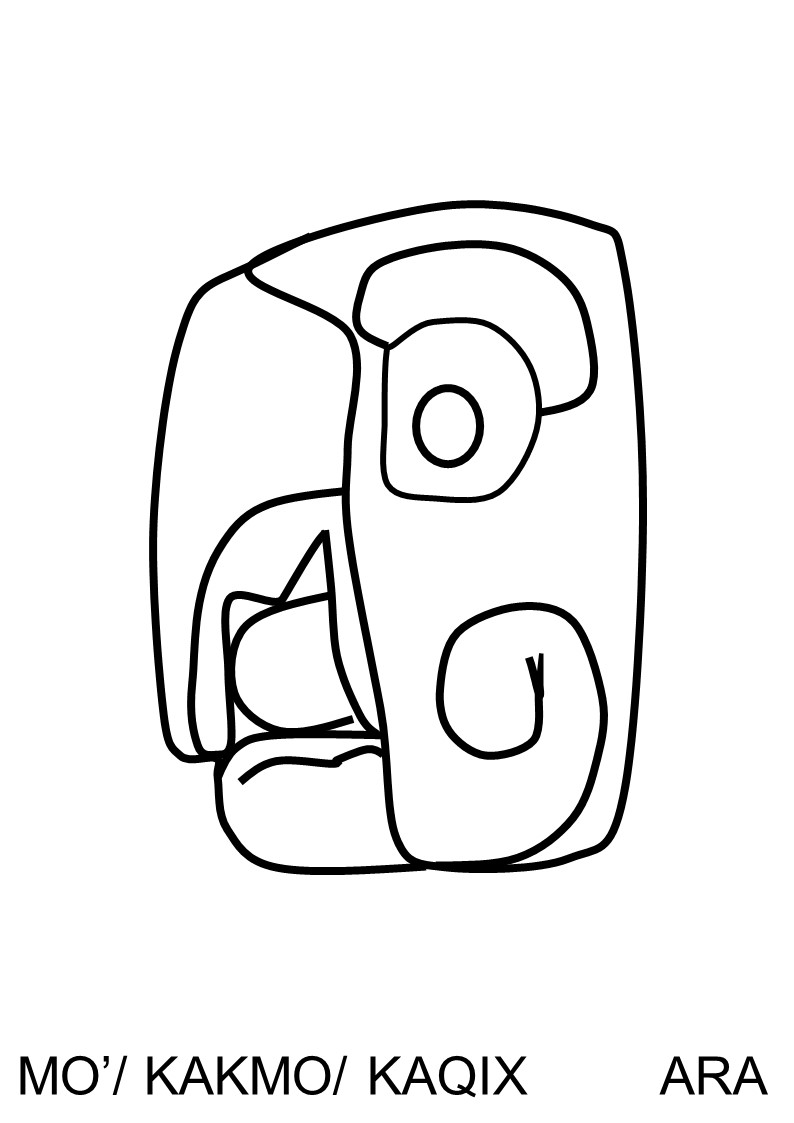
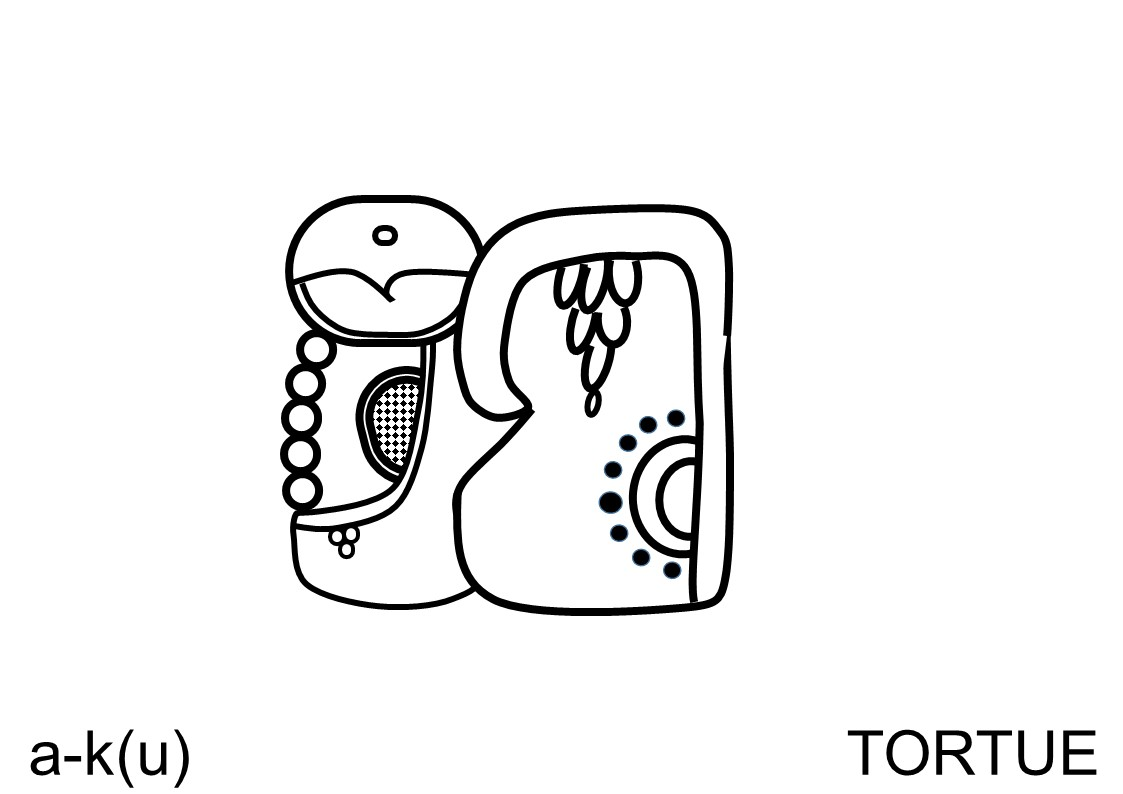
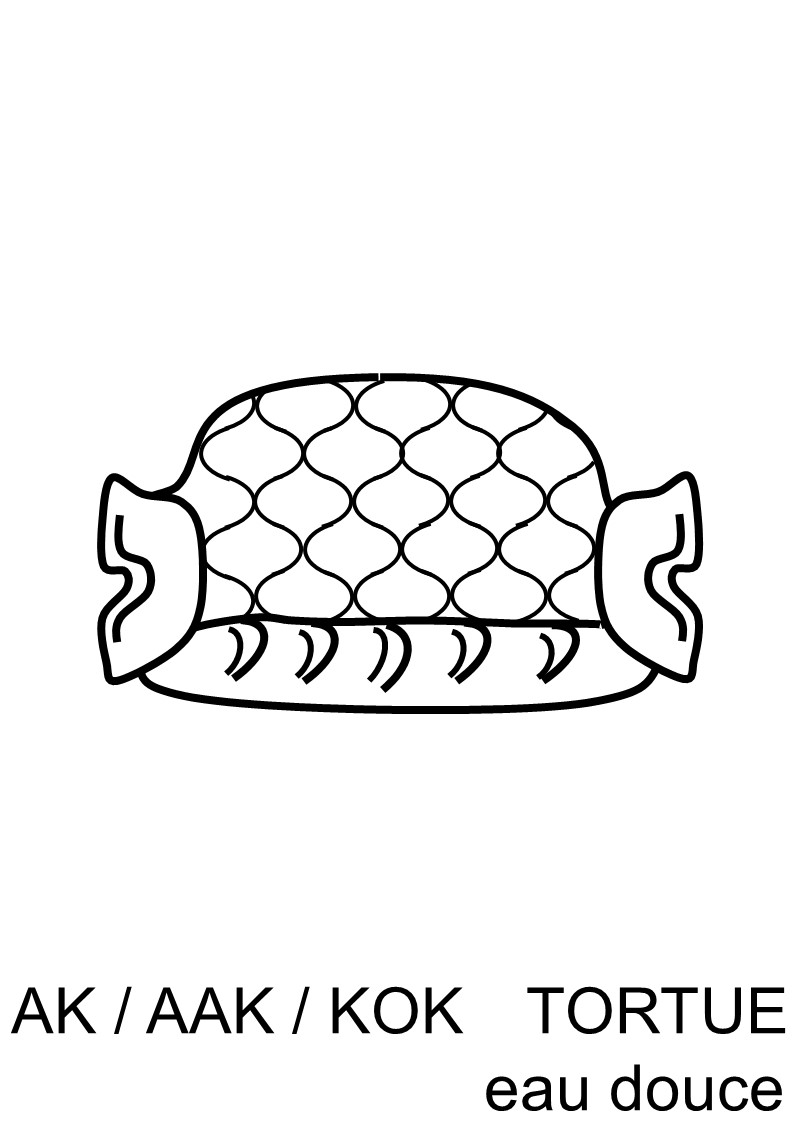
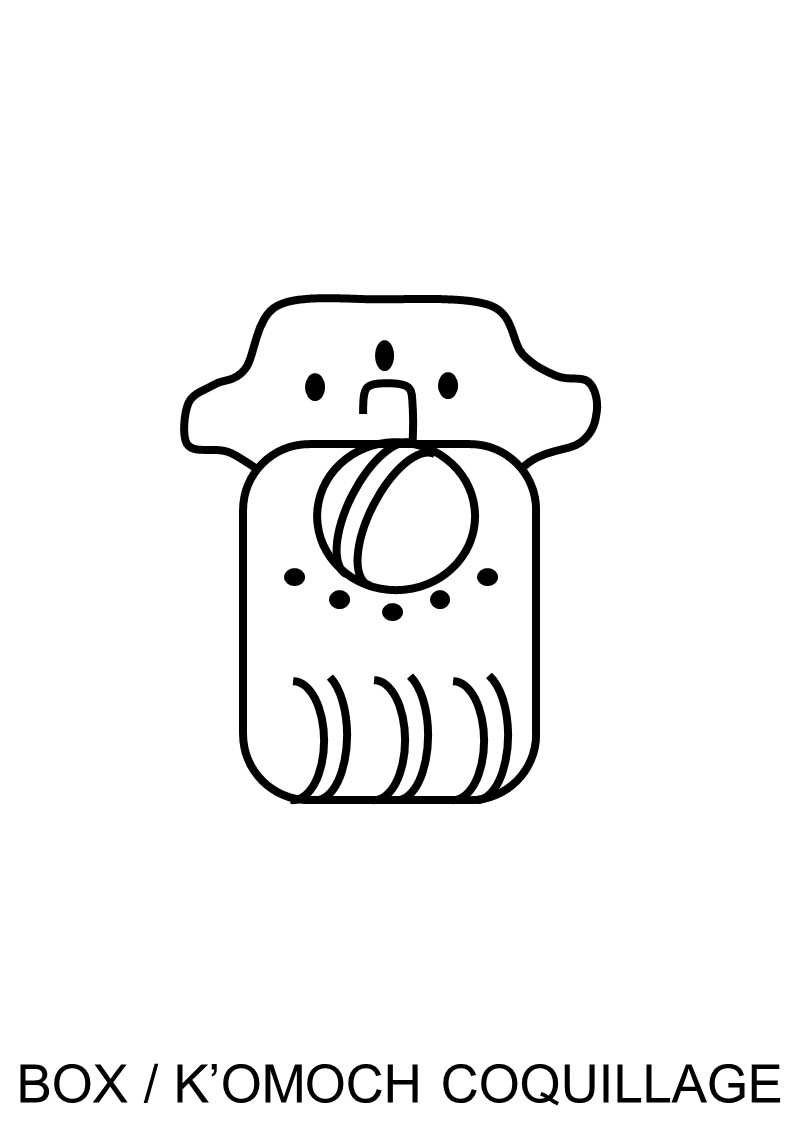
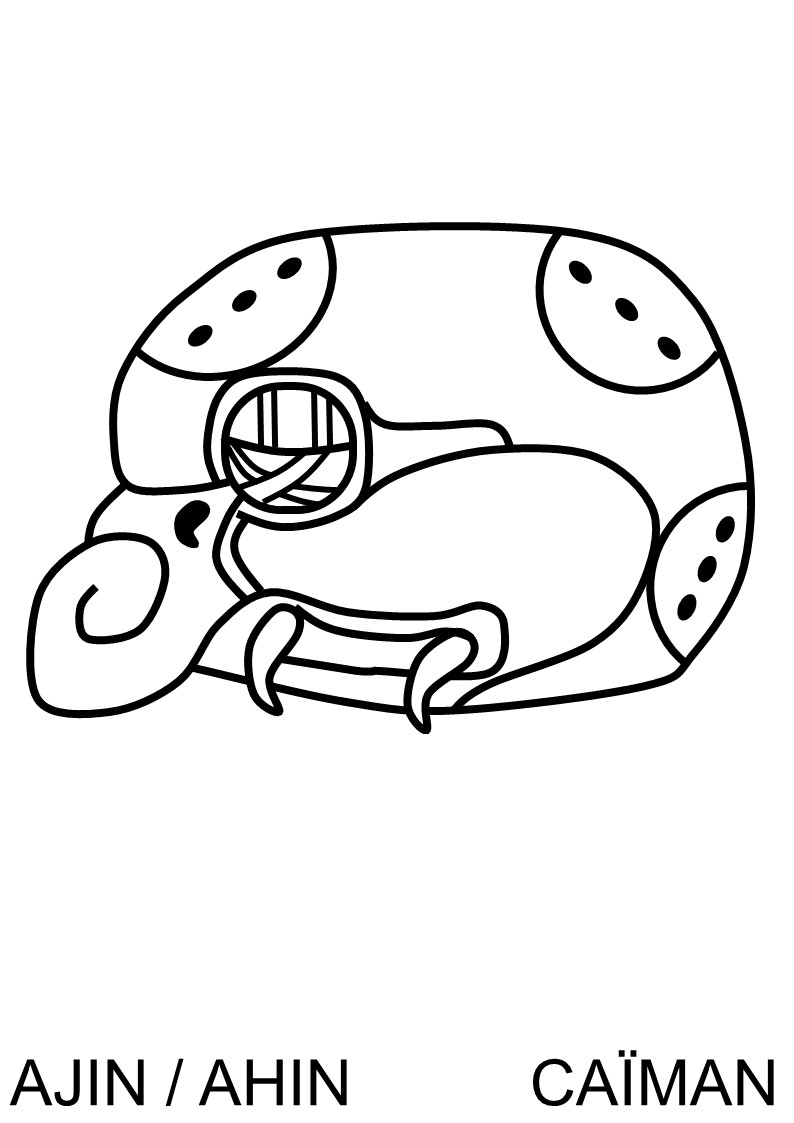
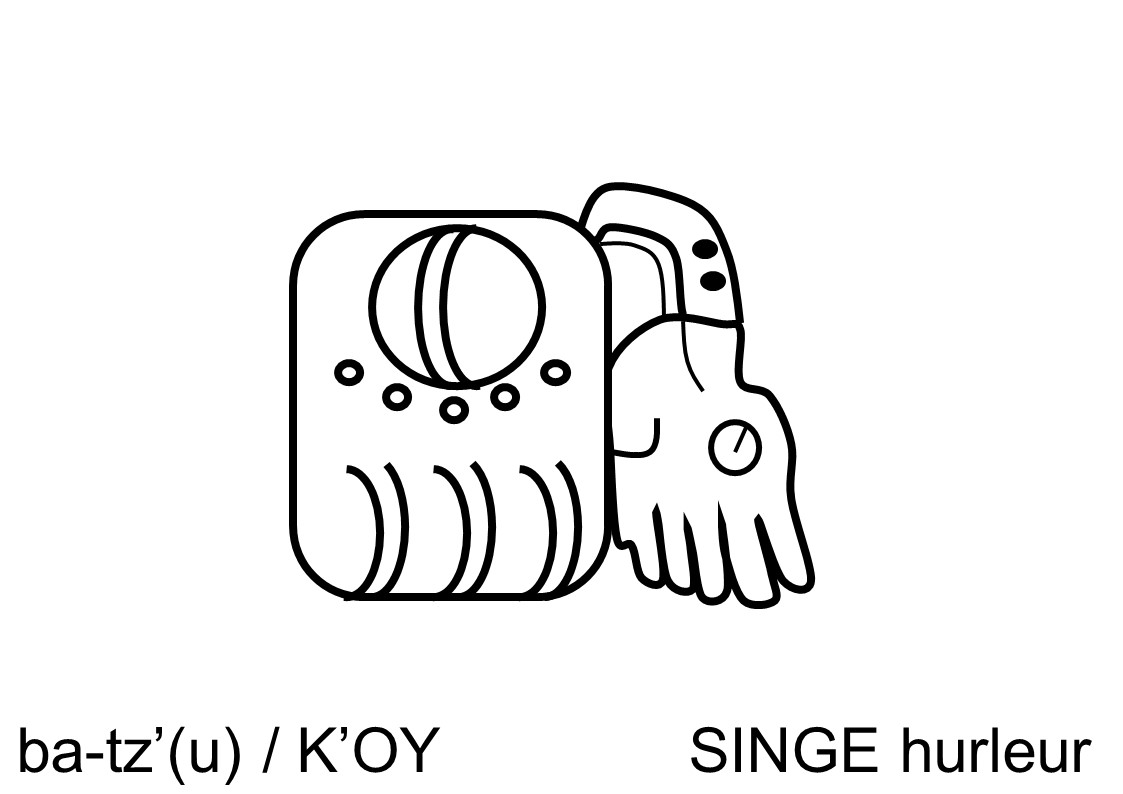
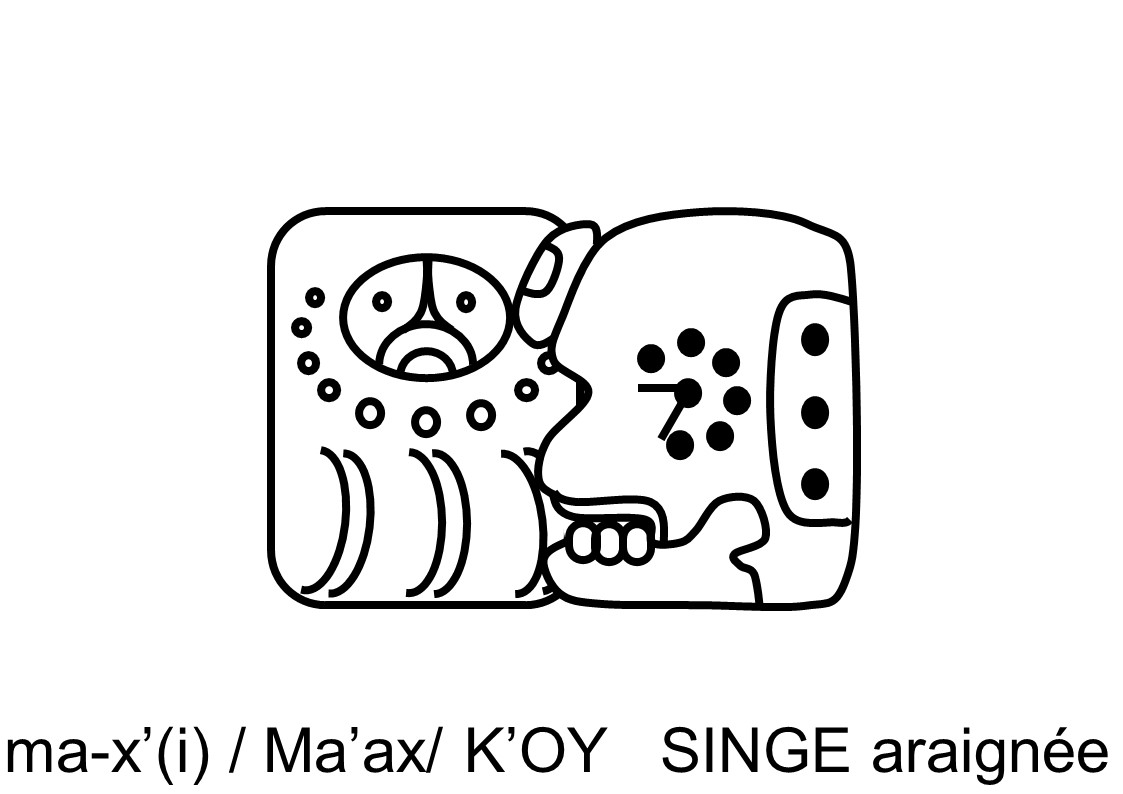
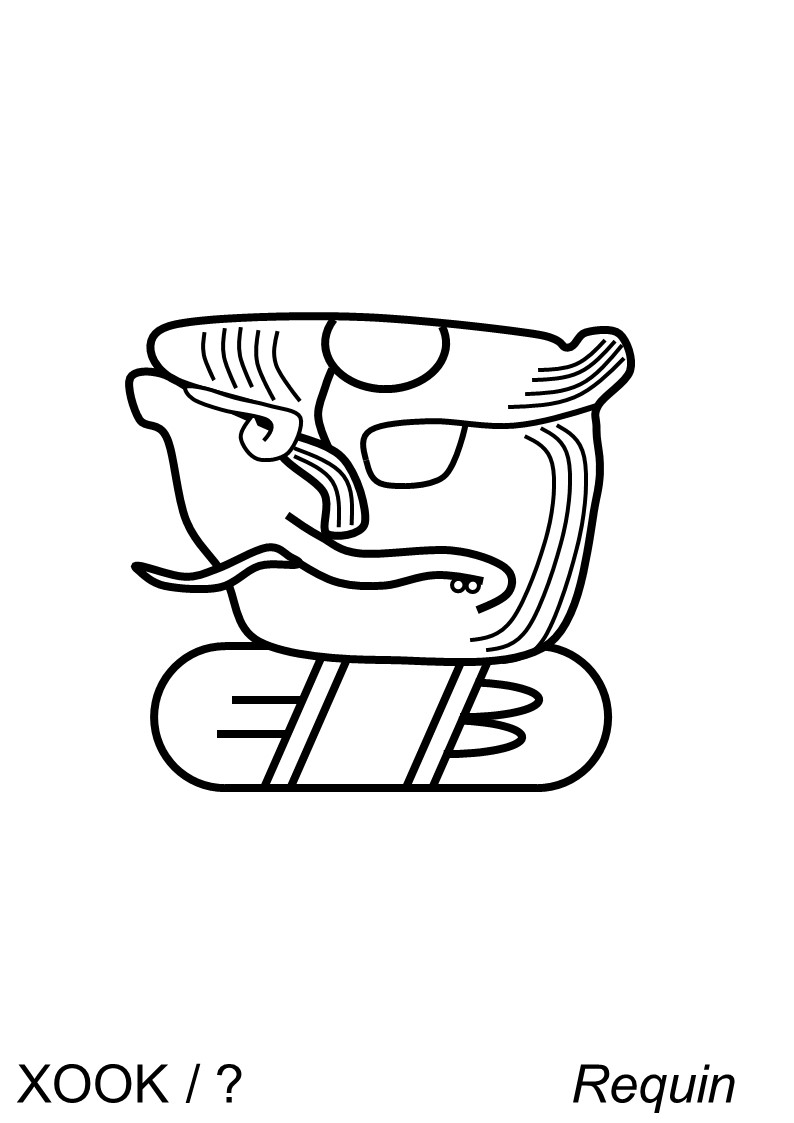

Les cités mayas précolombiennes : la plupart portaient un nom différent de celui qu'on leur connaît aujourd'hui. En bas à gauche de chaque glyphe ci-dessous figure le nom maya ancien et à droite, le nom d'appellation contemporaine. Les deux premiers glyphes sont de XUKPI=Copán (Honduras, le troisième YAXMUTAL (« le vrai pays des faisans ») est le nom de Tikal (Guatemala), le quatrième YOCIB=Piedras Negras (Guatemala), le cinquième SAAL=Naranjo (Guatemala), le huitième LAKAM HA (« les grandes eaux » est le vrai nom de Palenque, au Mexique), le onzième UXWITZA (« les trois collines » est le vrai nom de Caracol, au Belize). On remarquera aussi que certains d'entre eux sont en fait des syllabogrammes. Piedras Negras en partie basse se lit : yo-chi-b(i), soit tout simplement son nom maya ancien.

Les cités mayas
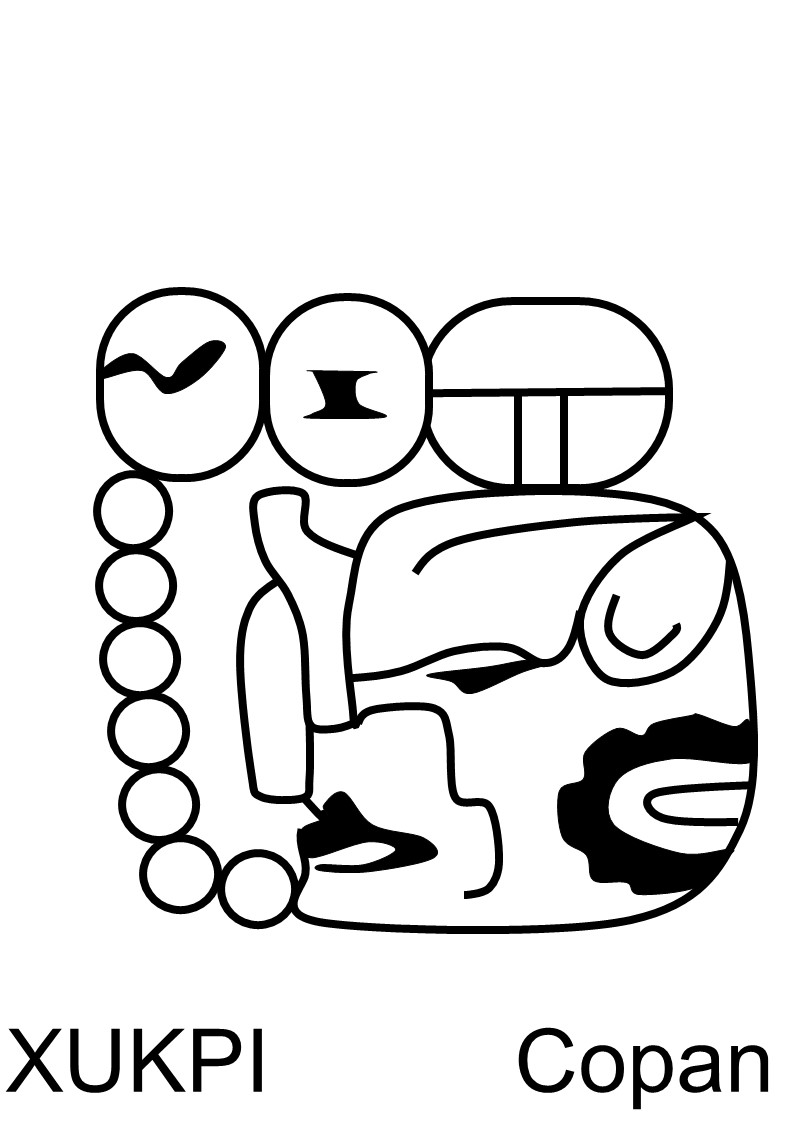
Kuhul Ajau Sotz « Divin seigneur chauve-souris »
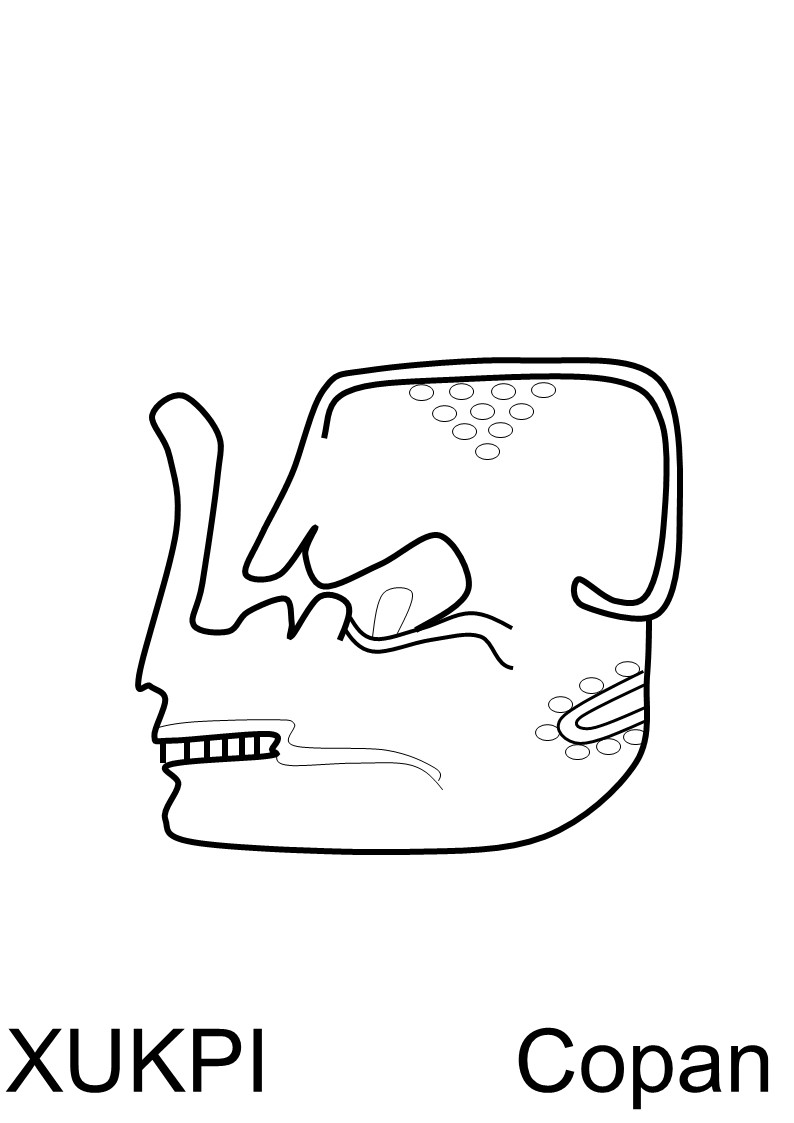
Variante
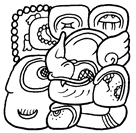
Variante Copán
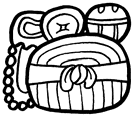
YAXMUTAL (Tikal)
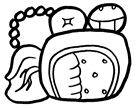
KUHUL-AJAU-yo-chi-b(i) (Piedras Negras)
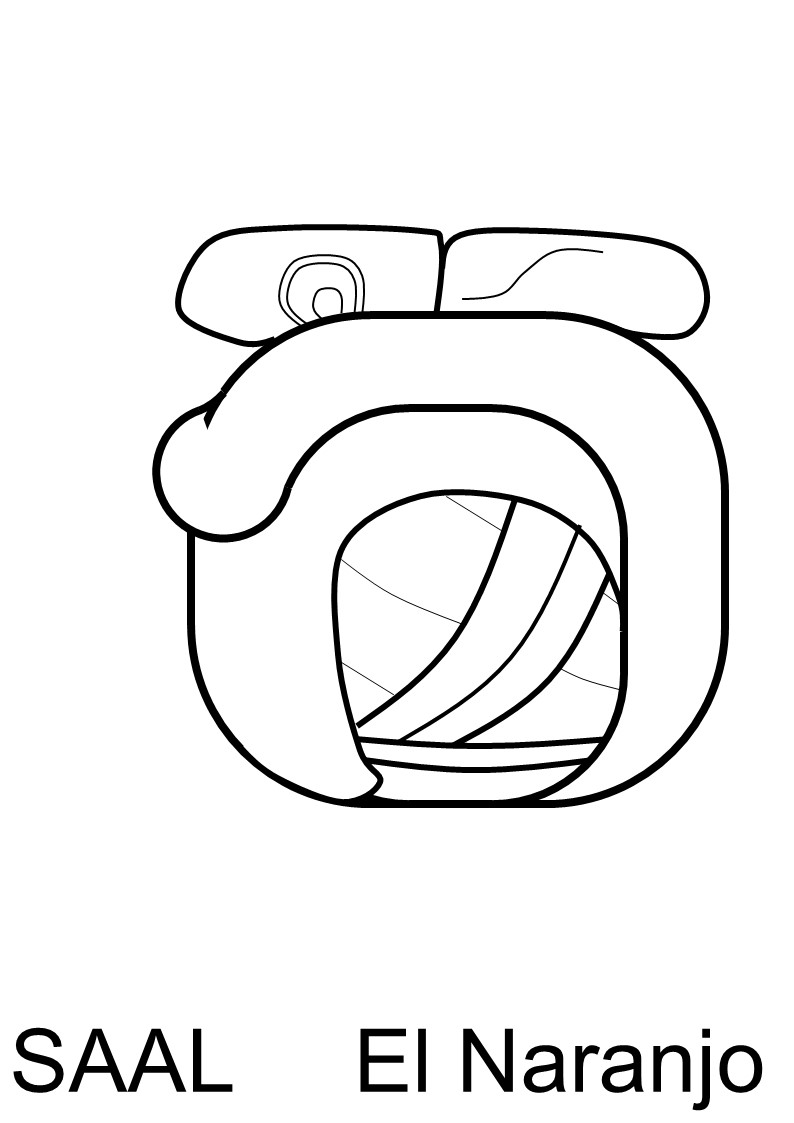
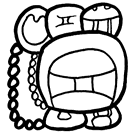
KUHUL-AJAU-po-wa (Toniná)
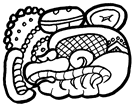
KUHUL-AJAU-ka-KAN (Calakmul)
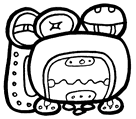

- LAKAM HA=Palenque "KUHUL-AJAU-BAK-la"
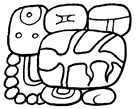
KUHUL-AJAU-tzu-wa (Quiriguá)
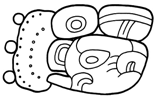
LAMANAÏ
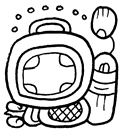
UXWITZA (Caracol)
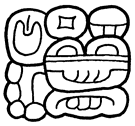
KUHUL-AJAU-CHAN-na (Yaxchilan)
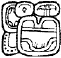
KUHUL-AJAU-CHAN (Uaxactun)
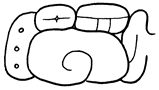
KUHUL-AJAU-ne-mu (Altun Ha)
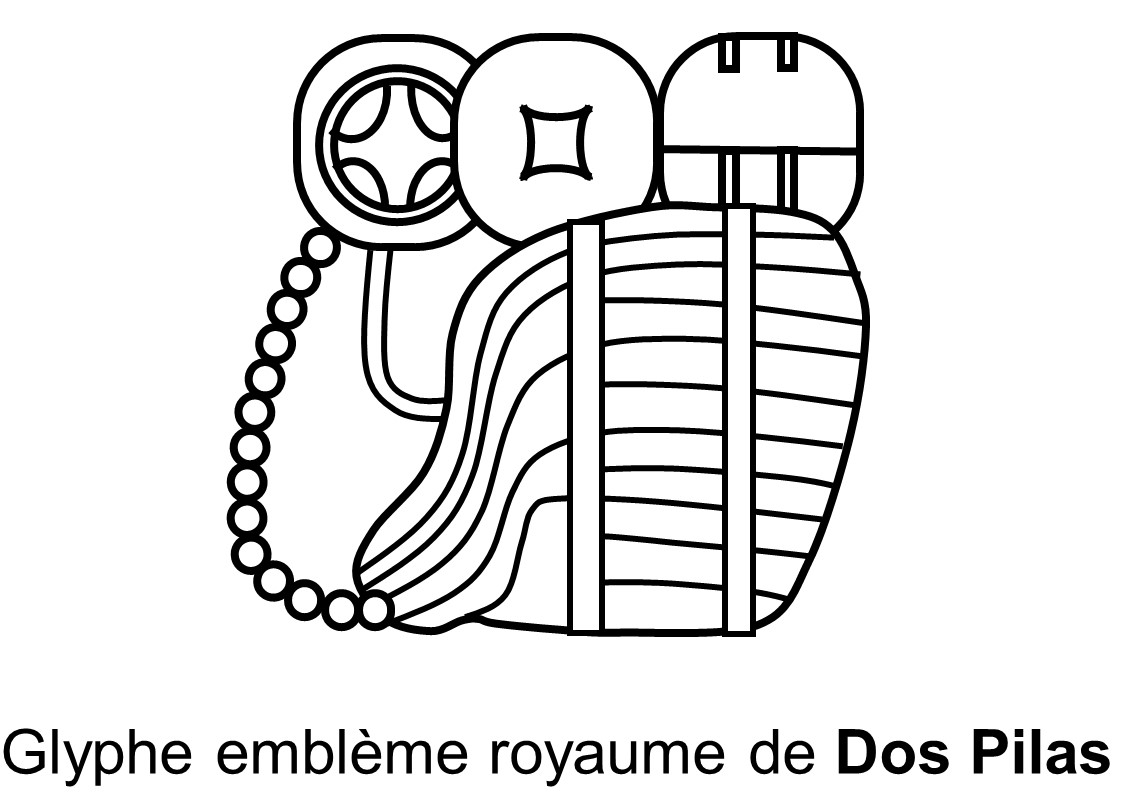
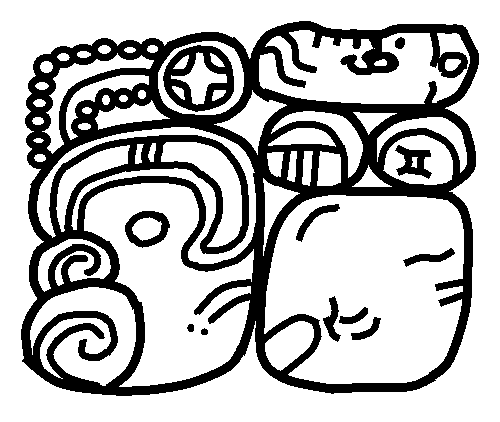
KUHUL-AJAU-yi-KU-l(u) (Sacul)

Les dieux : Au premier des neuf niveaux (Bolon Tiku) de l'Inframonde (Xibalba) : se trouve AKBAL KIN, le soleil dans sa pérégrination souterraine du coucher au lever. À gauche est représenté le cycle des croyances maya à son sujet. À lire dans le sens des aiguilles d'une montre. Au coucher le soleil est déstructuré et son essence (le sang) est aspirée par le tunnel nocturne qu'il va parcourir toute la nuit. Le dieu lui-même terrorisé par cette transformation est représenté en roi au-dessus de son glyphe criant et implorant. Il porte les attributs royaux, le collier, mais aussi celui du sacrifié : le nœud de tissu dans les cheveux et l'aiguillon de raie pour la saignée. Son glyphe est représenté en bijou sur son oreille. À la fin de la nuit il renait petit et grandit jusqu'à redevenir le glyphe du jour suivant. On devine 3 embryons de soleil en train de croître. De ce point de vue, le soleil n'est pas un dieu omnipotent, il est soumis au pouvoir de la main divine qui le pousse vers la nuit (Probablement Yum Cimil, le dieu de tous les enfers). Le moment du coucher du soleil est vécu par les Mayas anciens comme l'épreuve du sacrifice du soleil au monde des ténèbres. Sur les 3 premières lignes on trouve les autres dieux des enfers "les Bolon Tiku" dont au moins quatre présentent un chiffre en préfixe de glyphe, Le poing au-dessus de la tête se lit "2", quatre glyphes plus loin on lit le chiffre "5" puis "7" puis "9" et de nouveau "9". Suivent les dieux du ciel, Ixchel (déesse de la lune) et l'un de ses quatre avatars Ix Chebel Yax (La lune croissante patronne des paysans), Itzamna (dieu soleil et époux d'Ixchel), Ek Chuah (dieu des marchands), Buluk Ch'aptan (Dieu de la guerre) peut être un autre nom du dieu précédent tant les glyphes semblent similaires. En dernier l'un des plus importants et de ceux qui réclamaient le plus de sacrifices : Chac, le dieu de la pluie.

Les dieux
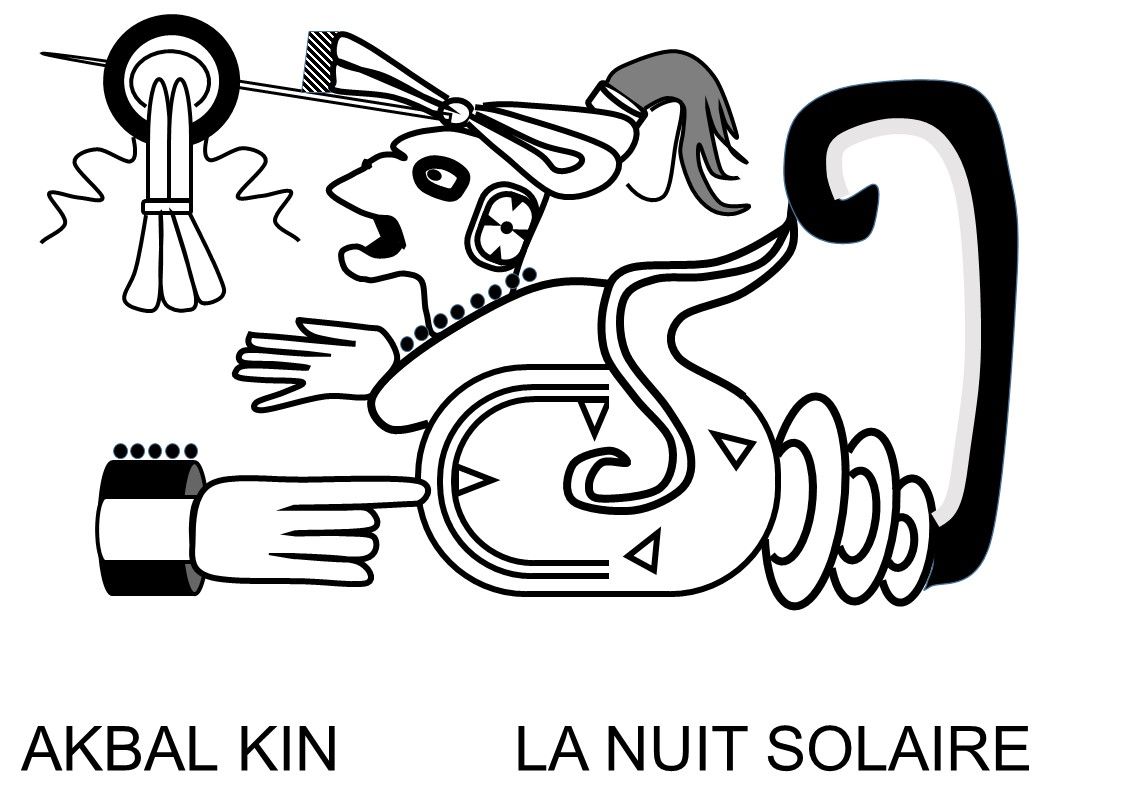
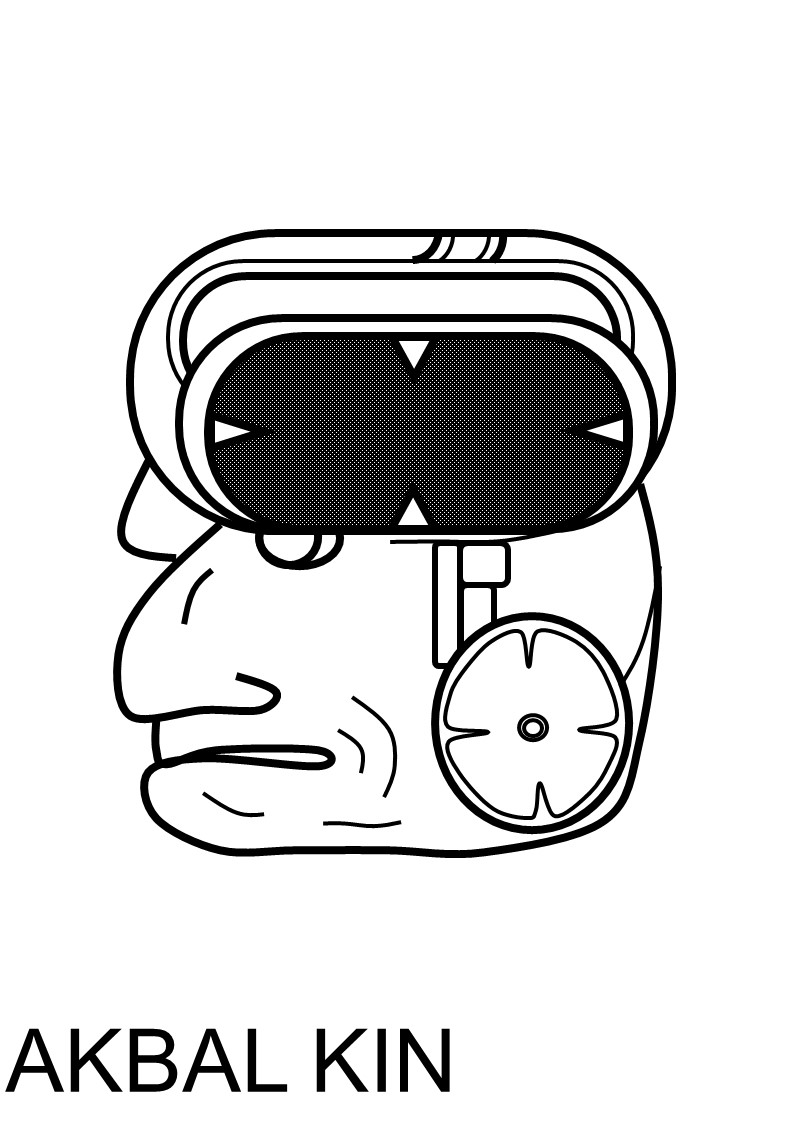
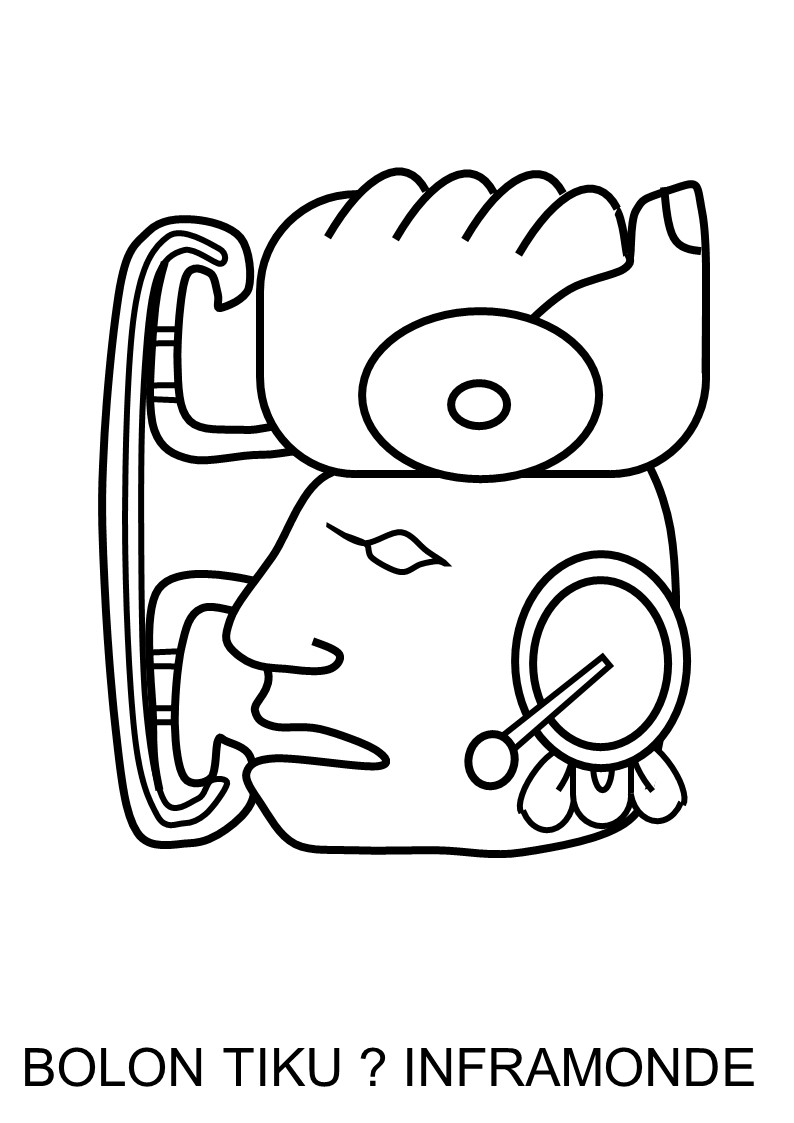
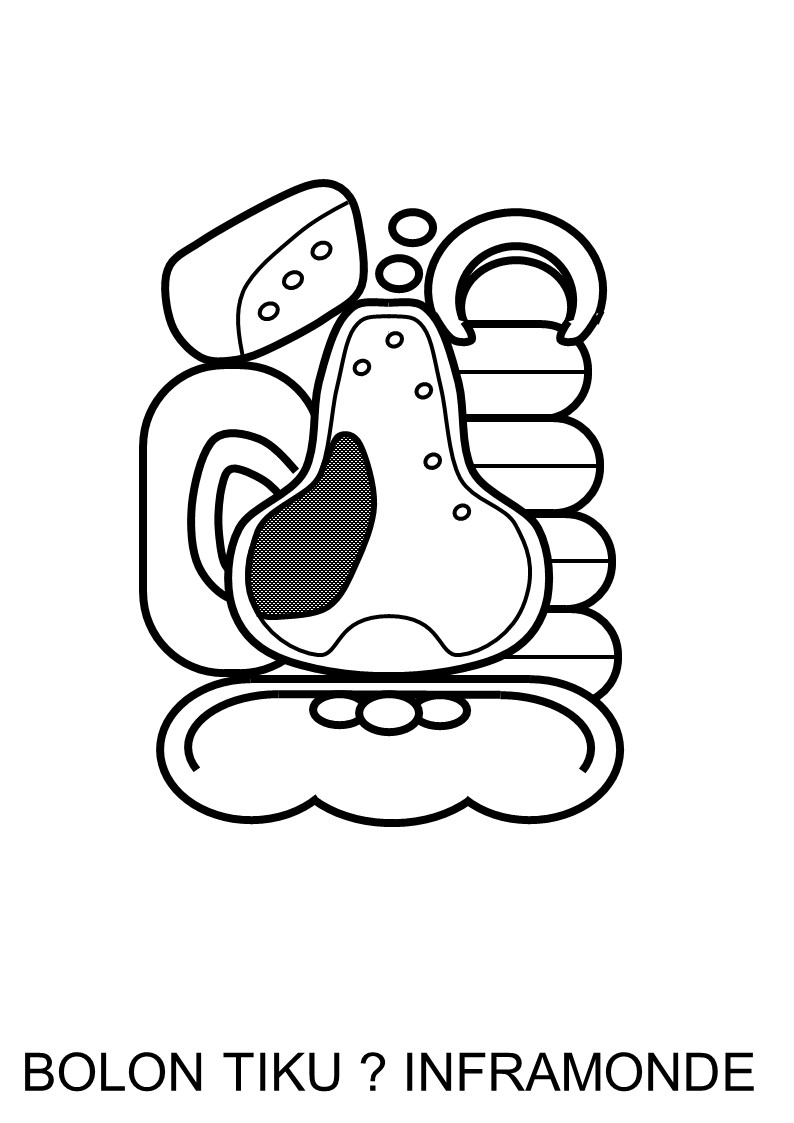
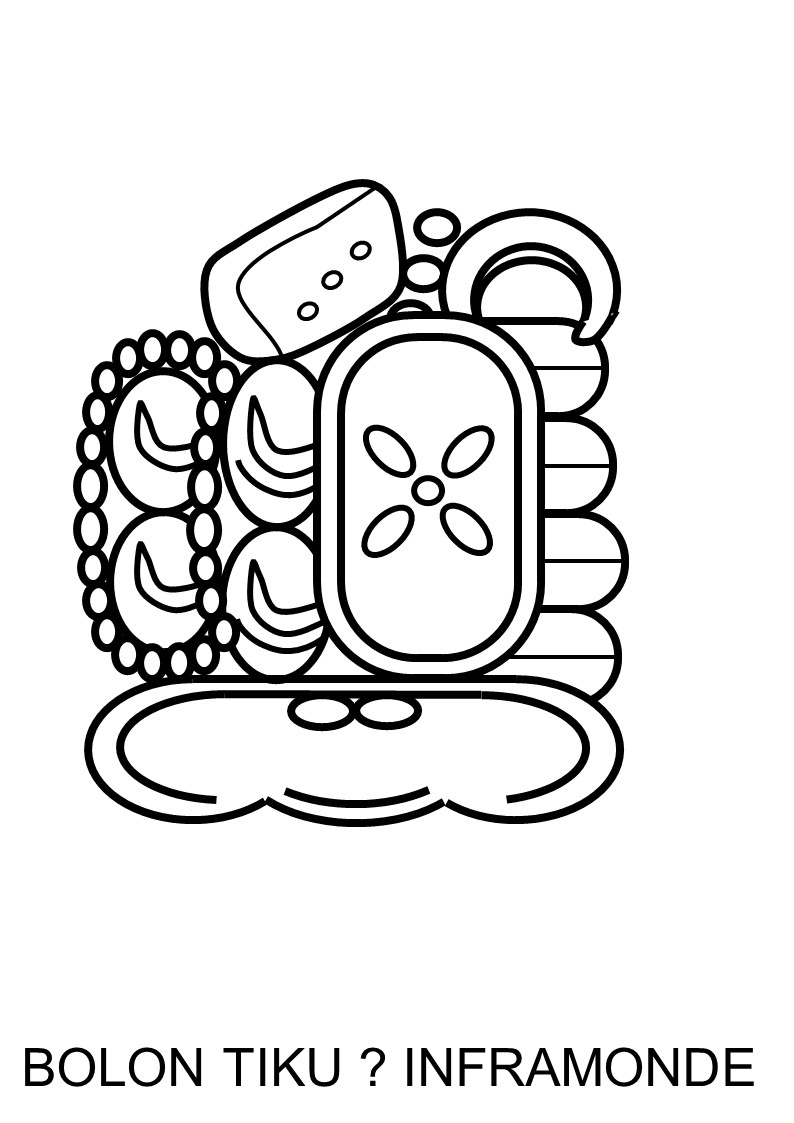
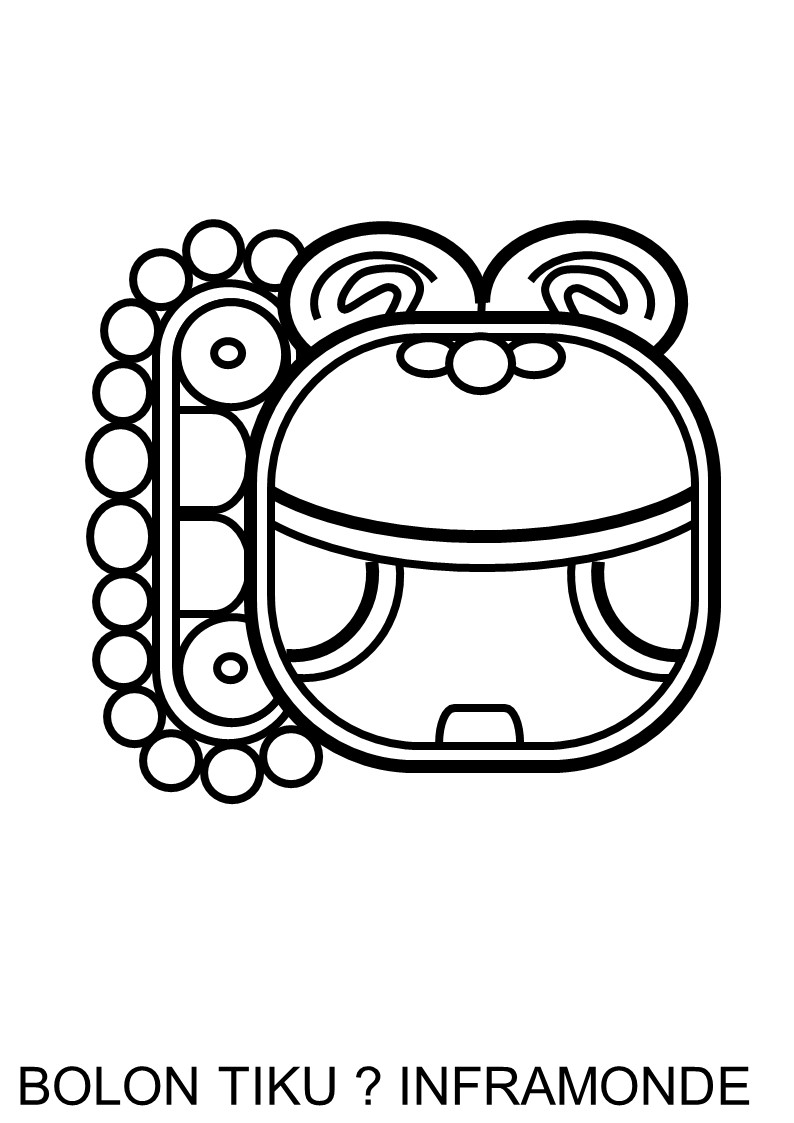
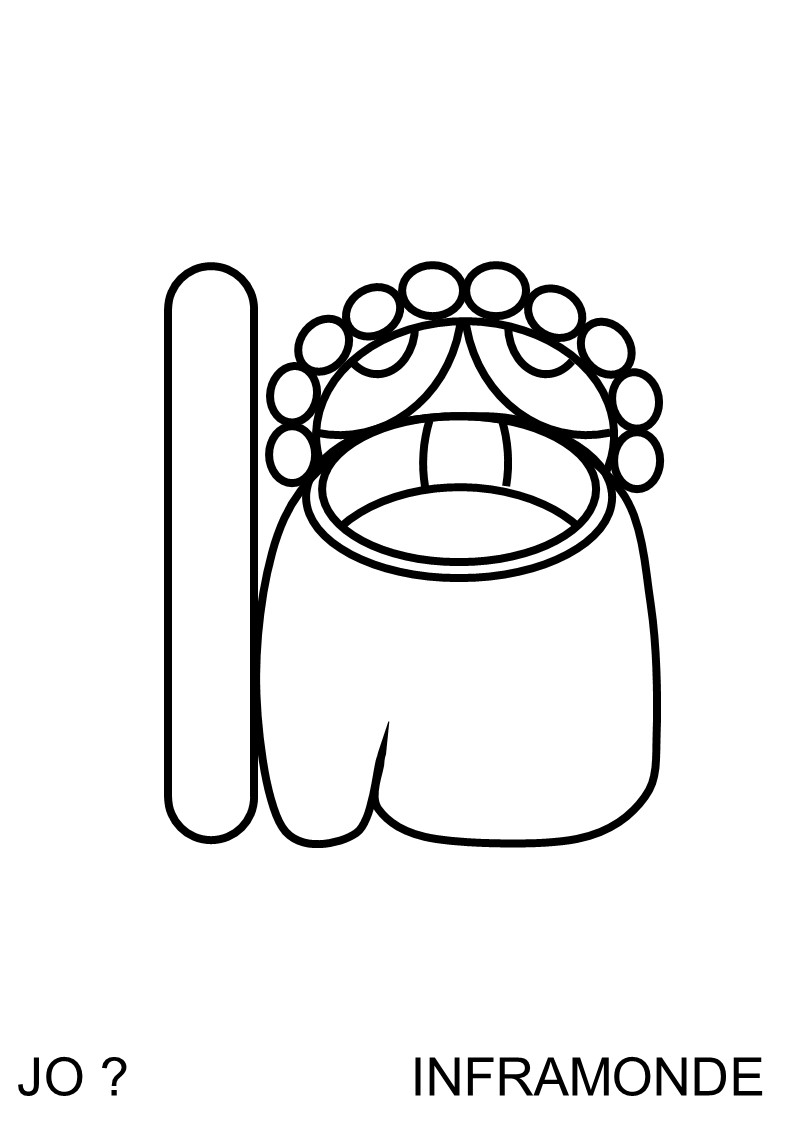
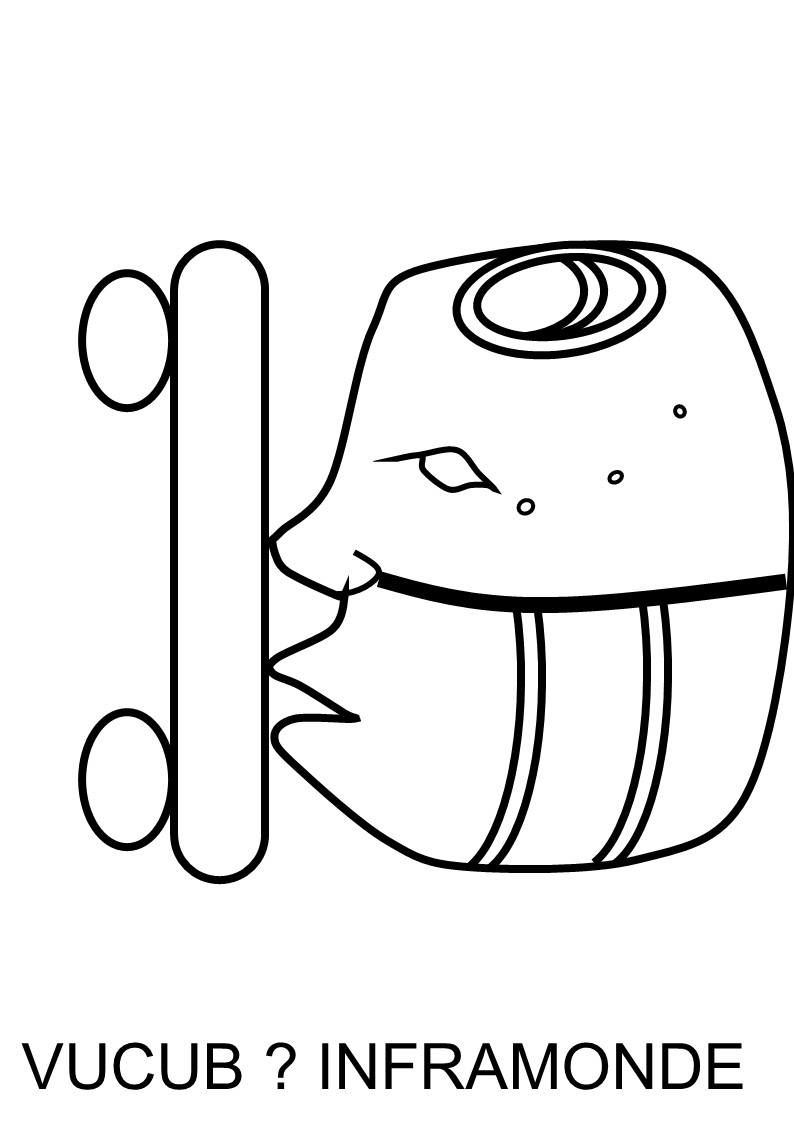
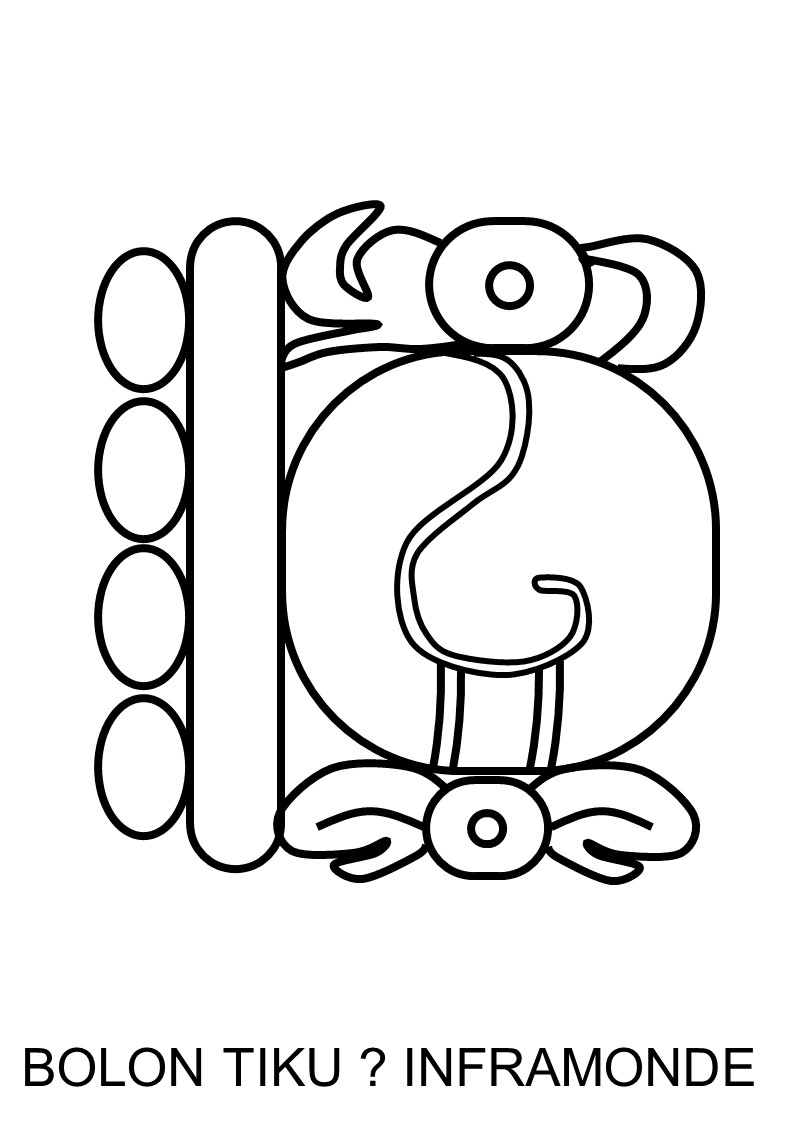
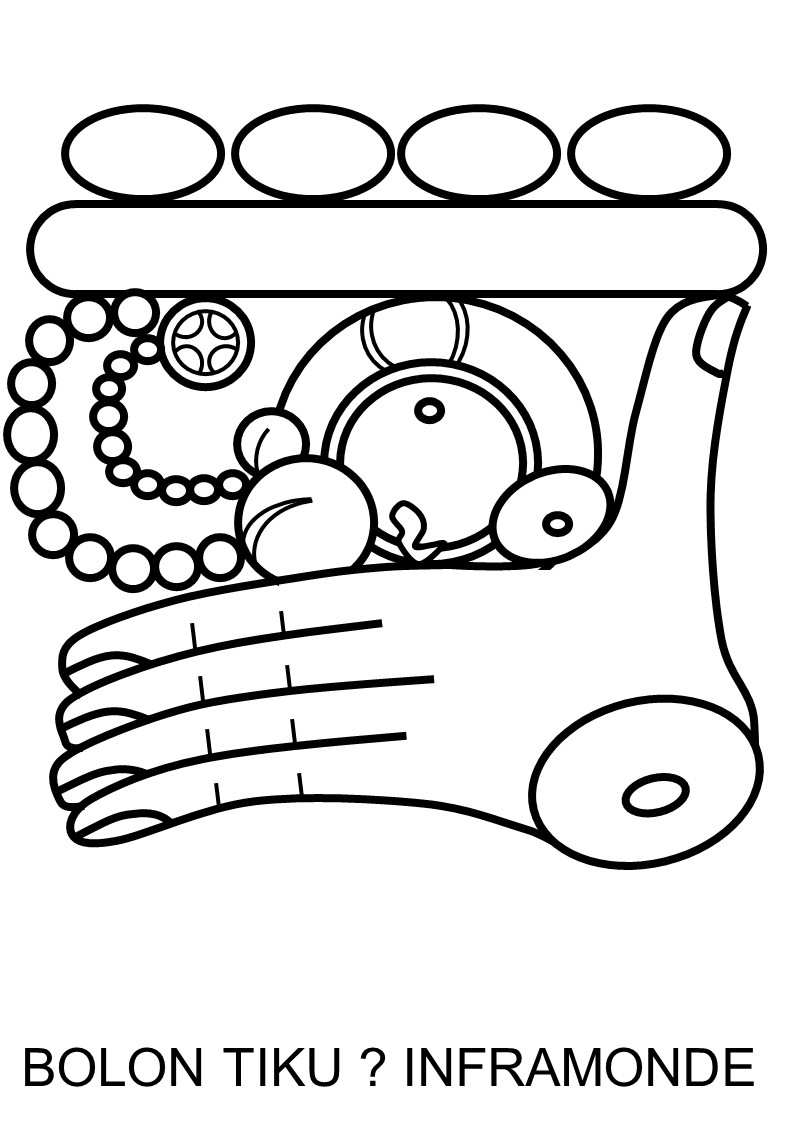
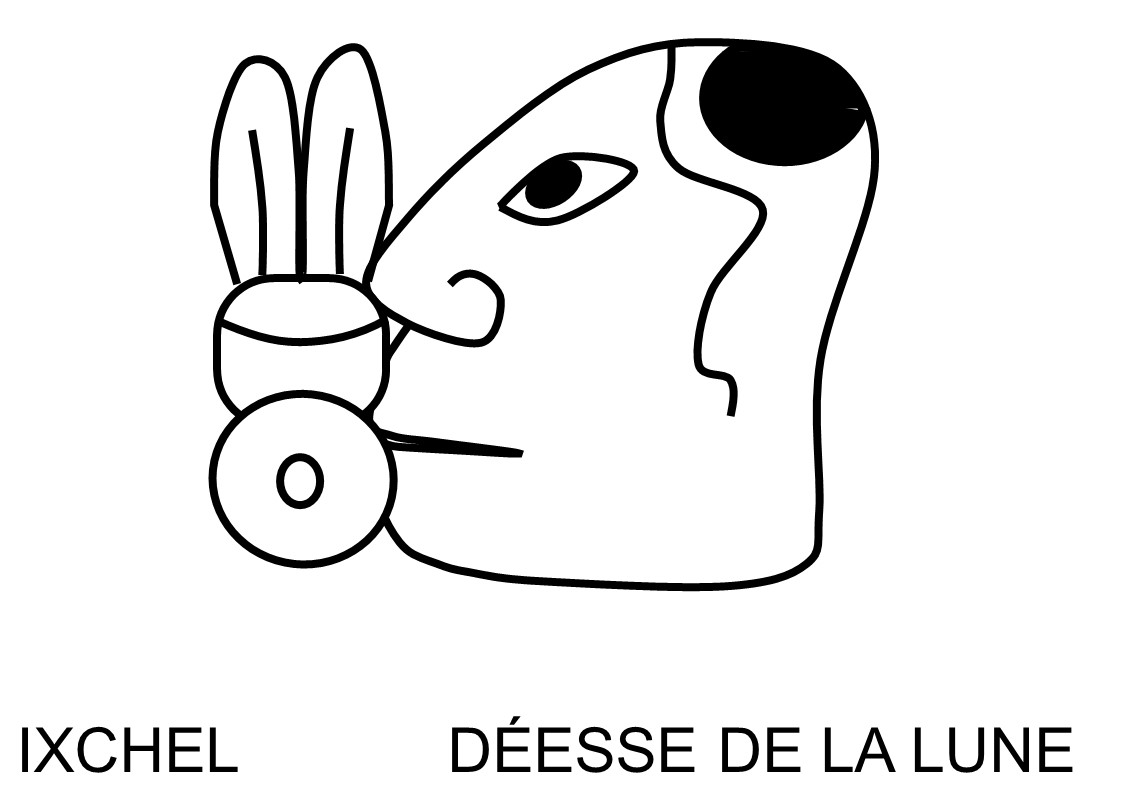
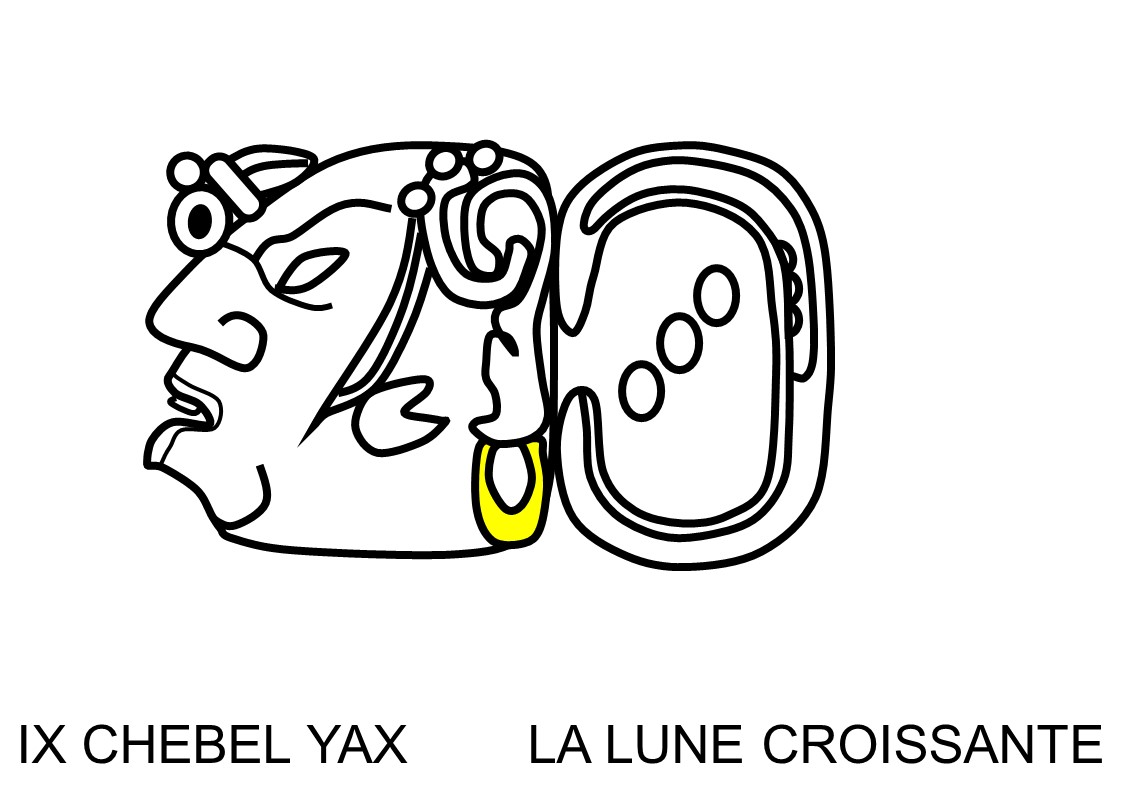
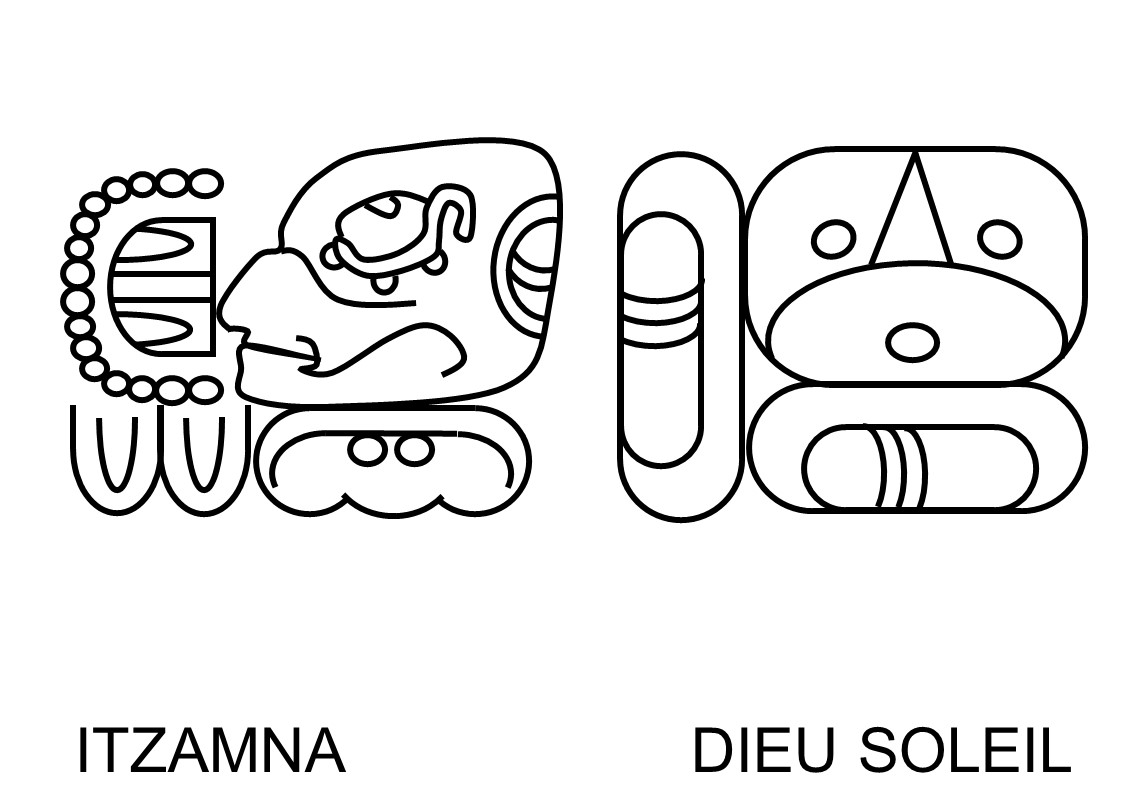
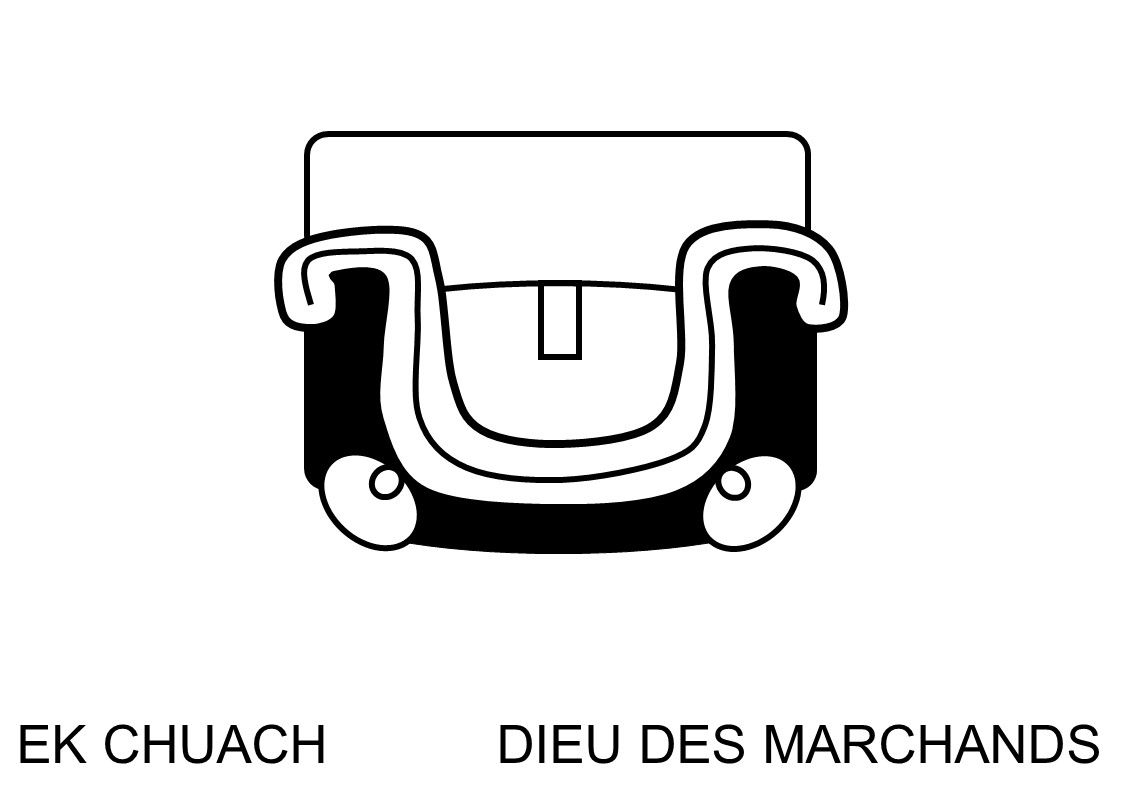
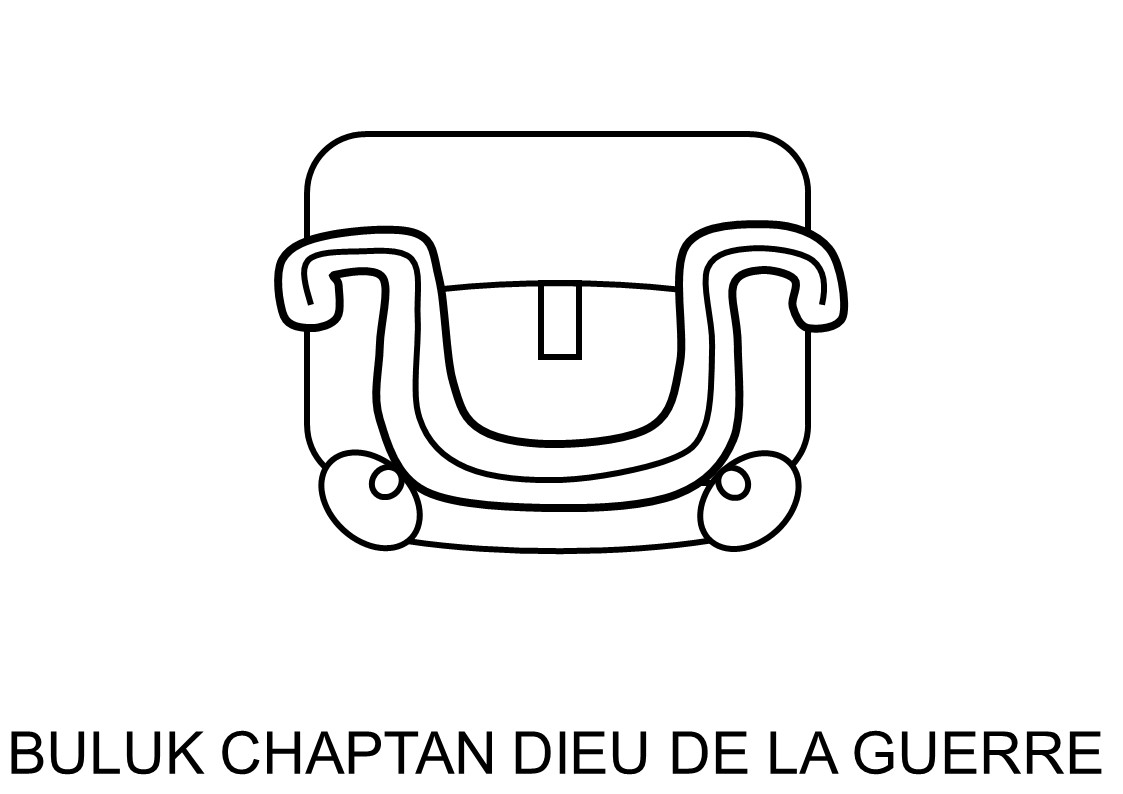
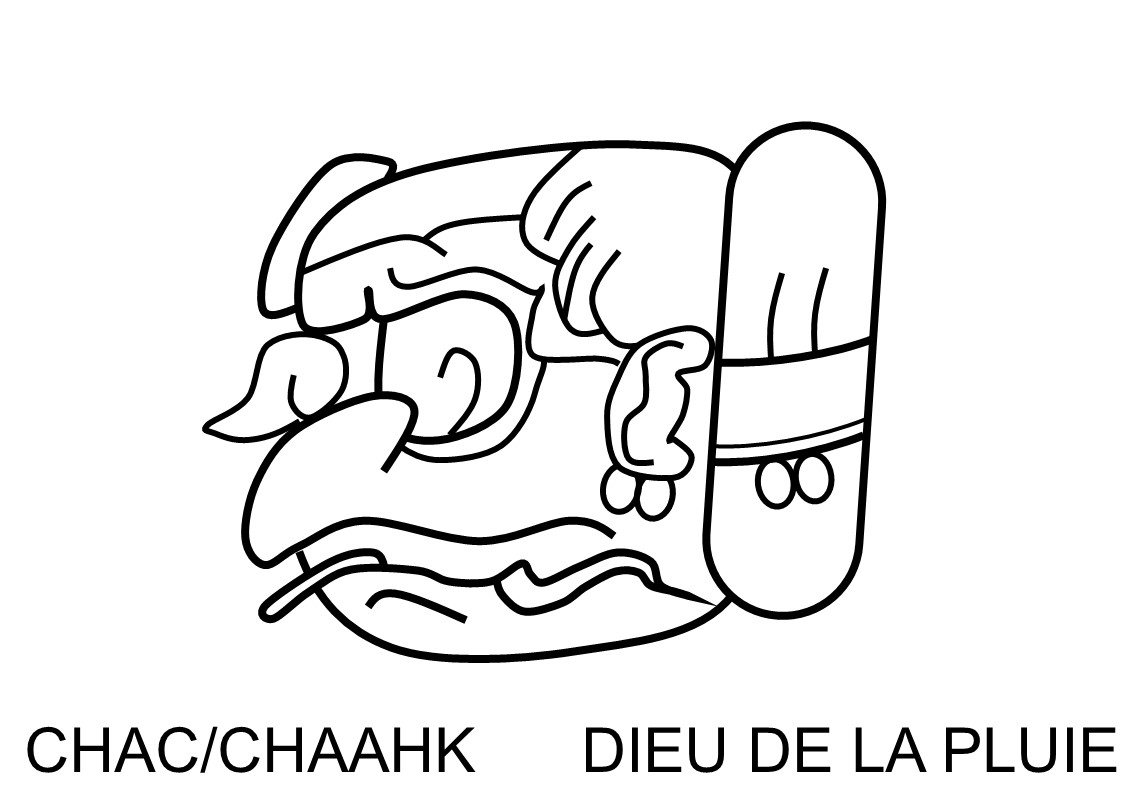

Les astres : ce sont aussi pour la plupart des dieux qui ont pu à différentes époques être assimilés à des rois ou reines qui leur ont laissé provisoirement d'autres noms, comme pour la période 900-1200 après J.-C. au Yucatan, Itzamna est le dieu soleil et son épouse Ixchel la déesse lune, tous deux vraisemblablement fondateurs de la cité de Chichen Itza. Les glyphes ci-dessous sont ceux de l'élément non déifié.

Les astres
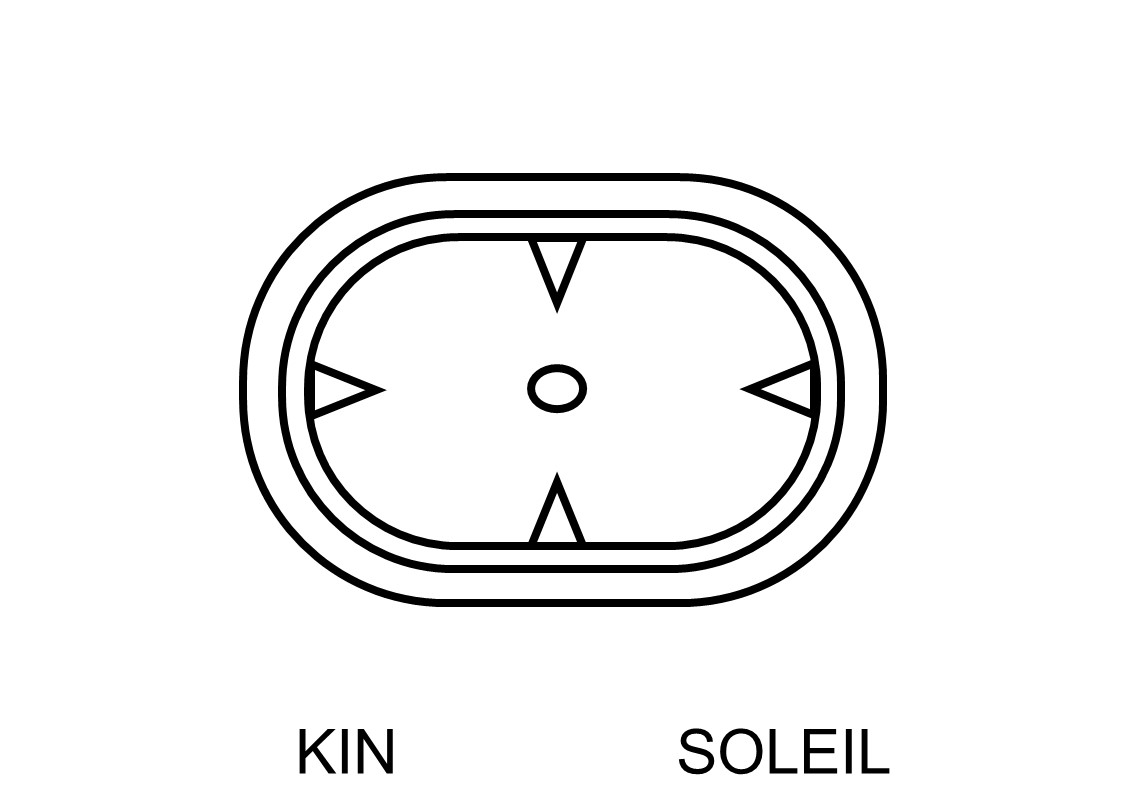
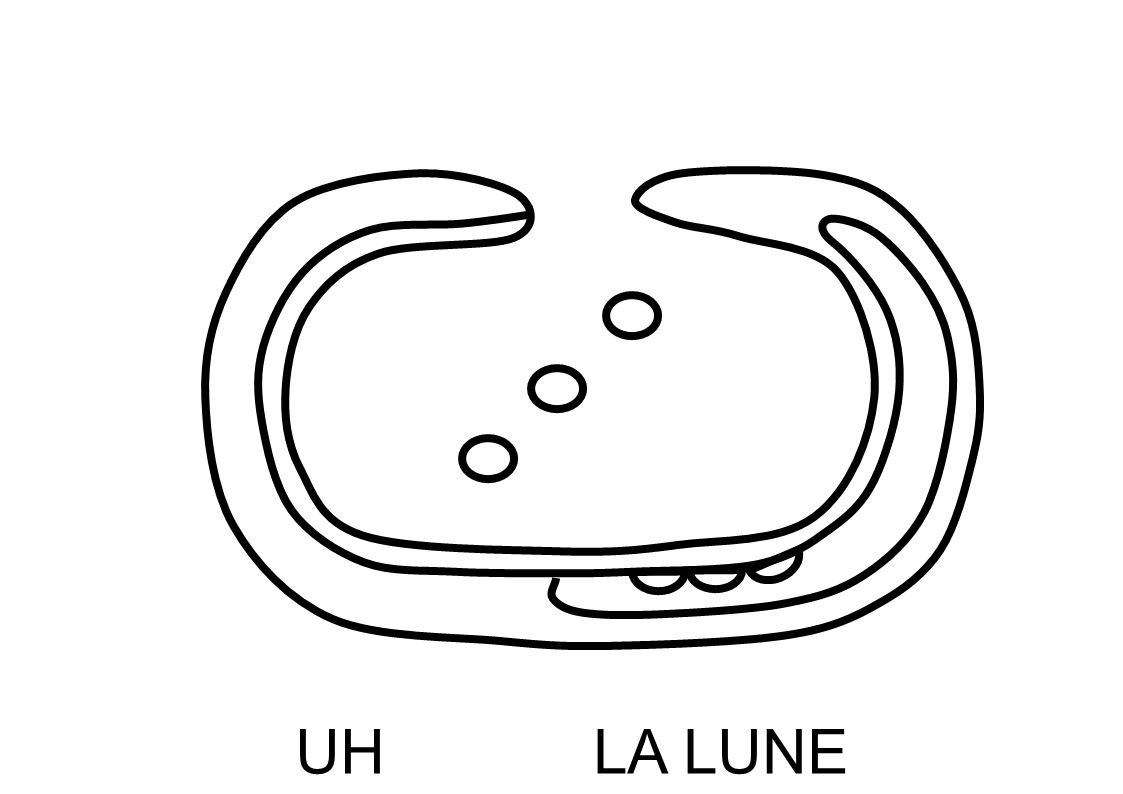
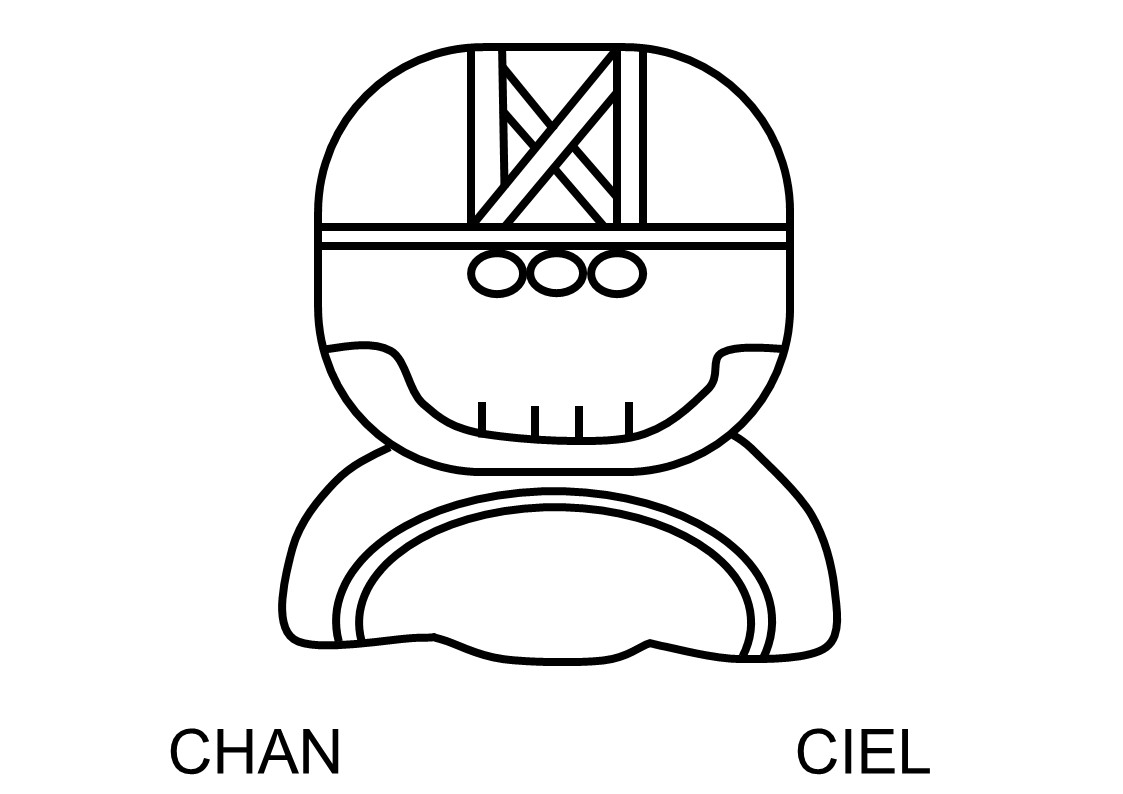
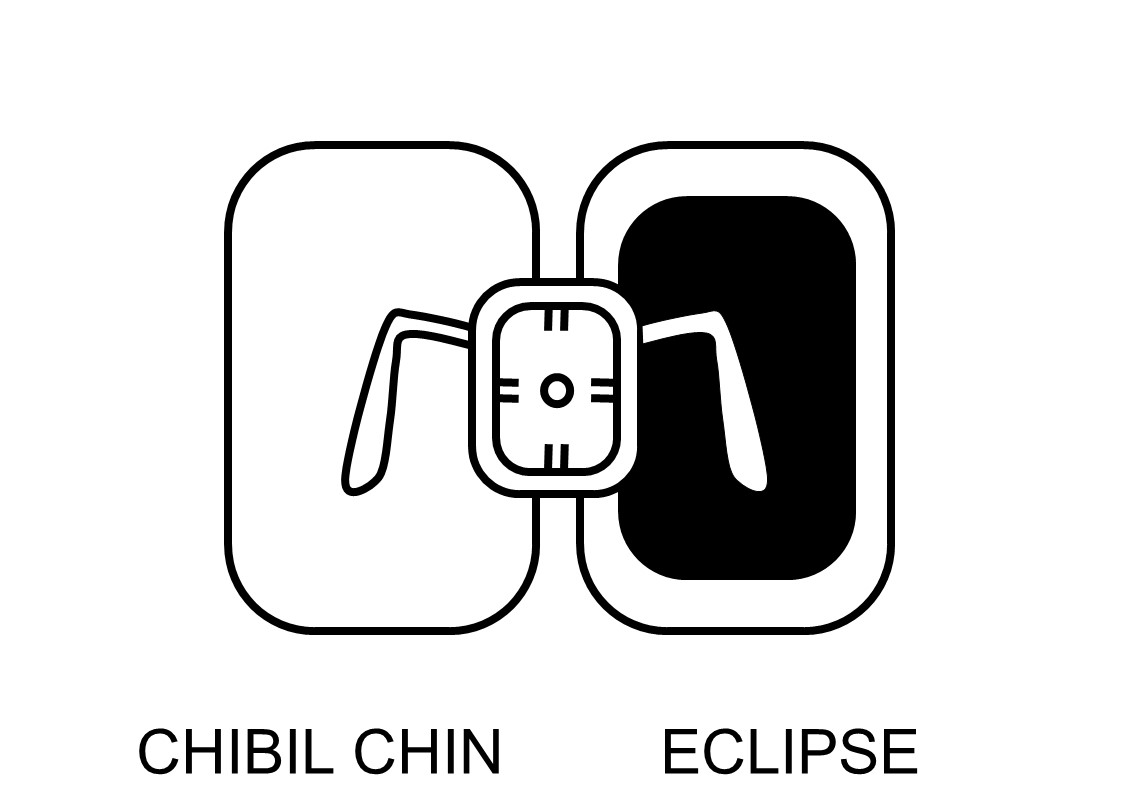
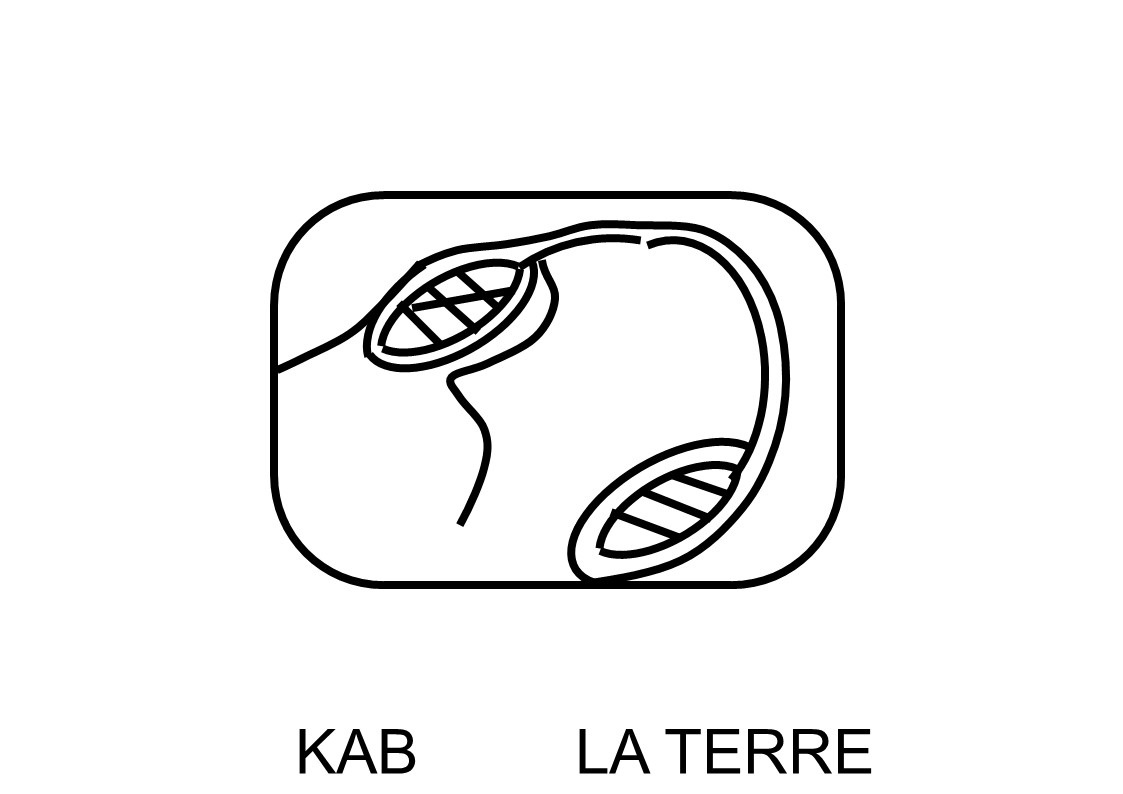
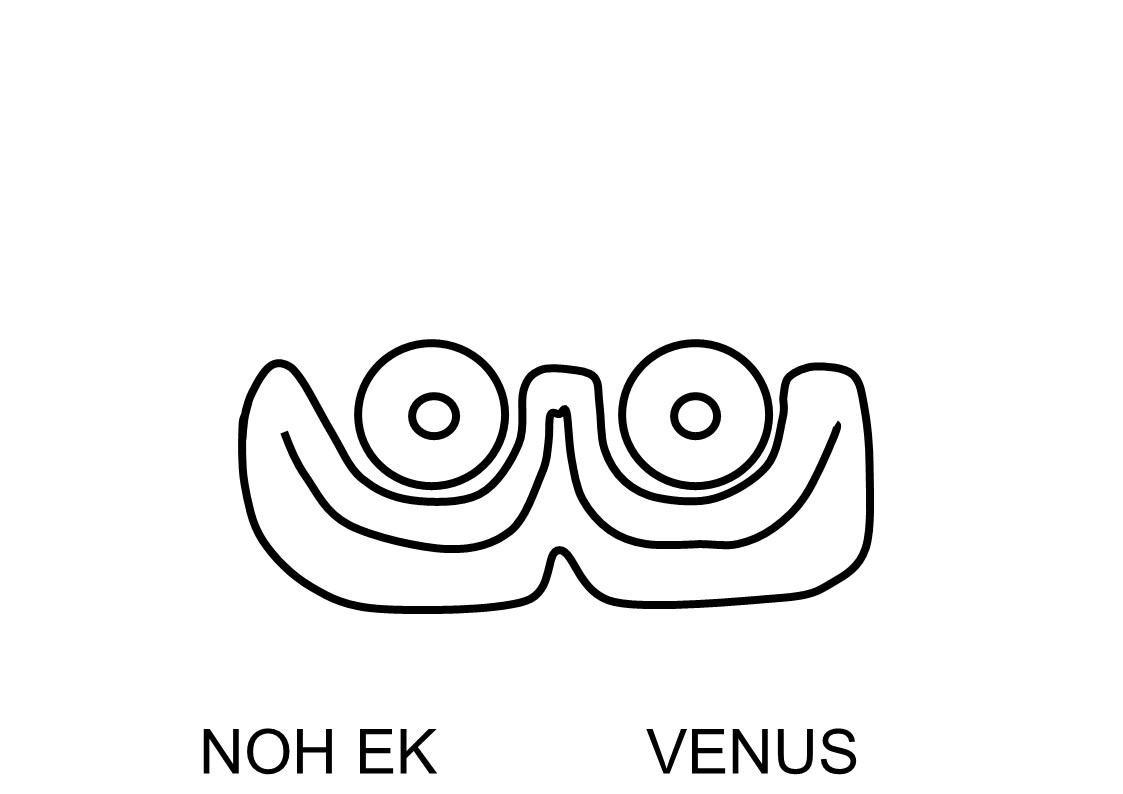
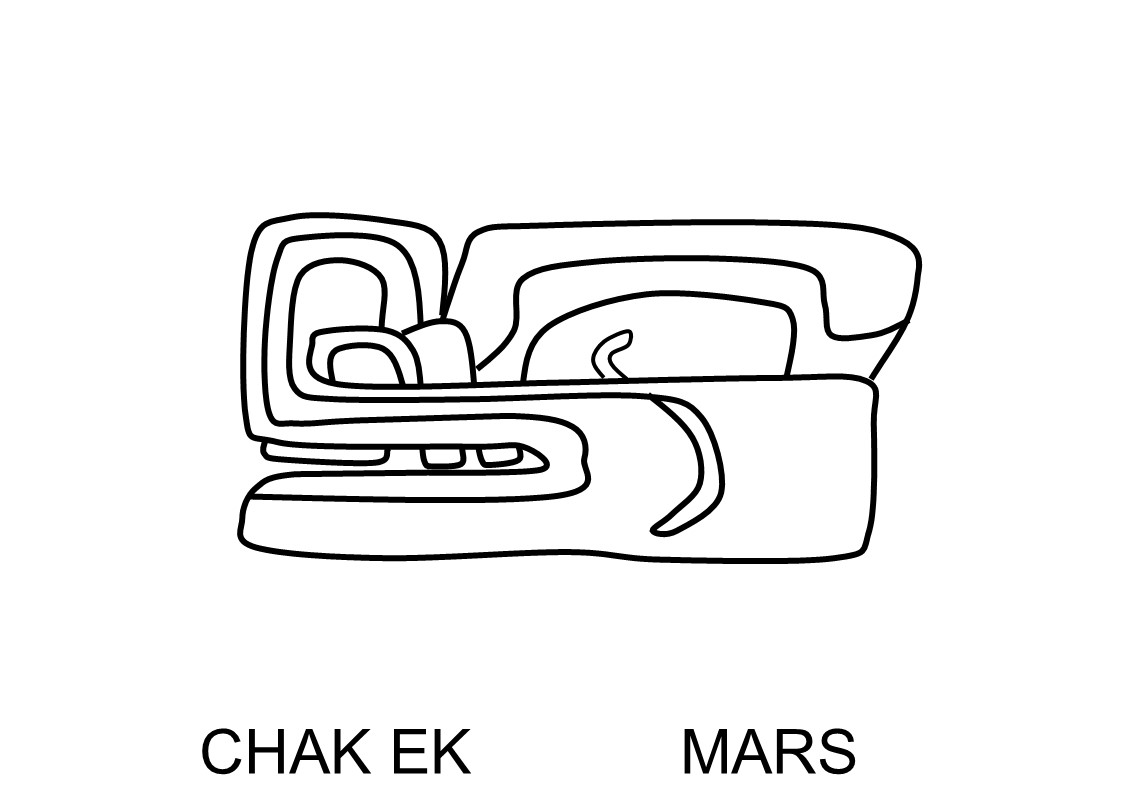
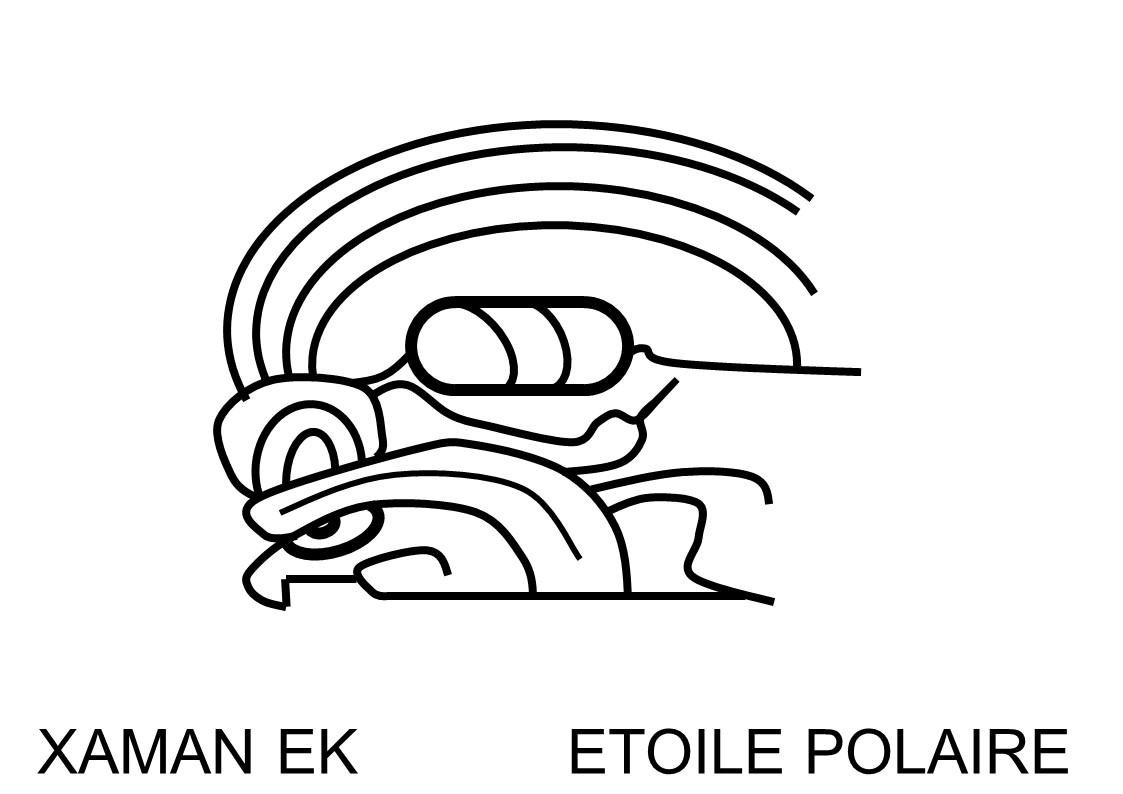
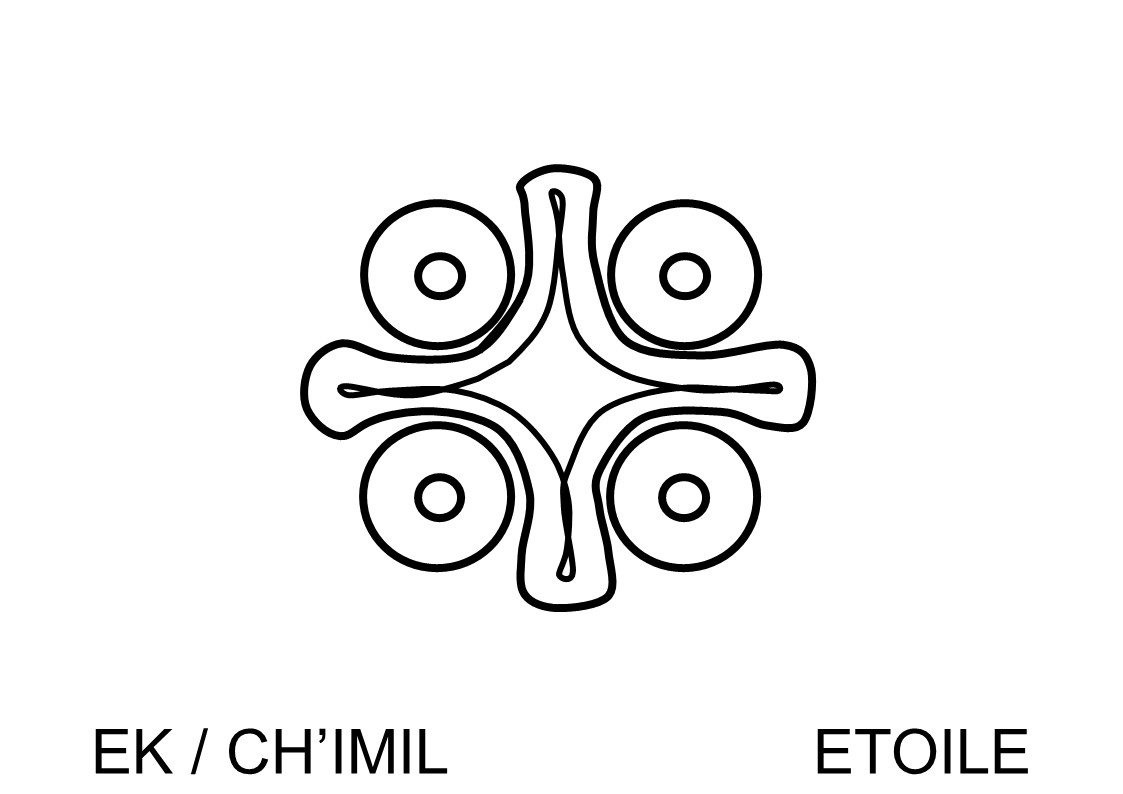

### Écriture maya contemporaine
Des deux modes d'écriture disponibles, sauf à vouloir retranscrire un élément existant de la culture maya, il n'est possible que de recourir aux syllabogrammes. Exemple de noms à écrire, les trois noms suivants: Taïnissa, Anabi, Jean-Luc et le mot scribe = TZI'IB. Le premier est décomposé en « ta-yi-ni-sa », le troisième en « ja-ne lou-ka ». L'esthétique dans le choix des glyphes est un élément de l'écriture. On doit atteindre à la fin une structure rectangulaire en n'hésitant pas à jouer sur les tailles des suffixes et des préfixes. Il semble aussi que les scribes n'hésitaient pas à utiliser des symétries en miroir pour un glyphe afin de le transformer de préfixe en suffixe et inversement, exemple du té en suffixe indifféremment tourné à droite ou à gauche selon les besoins de la graphie.

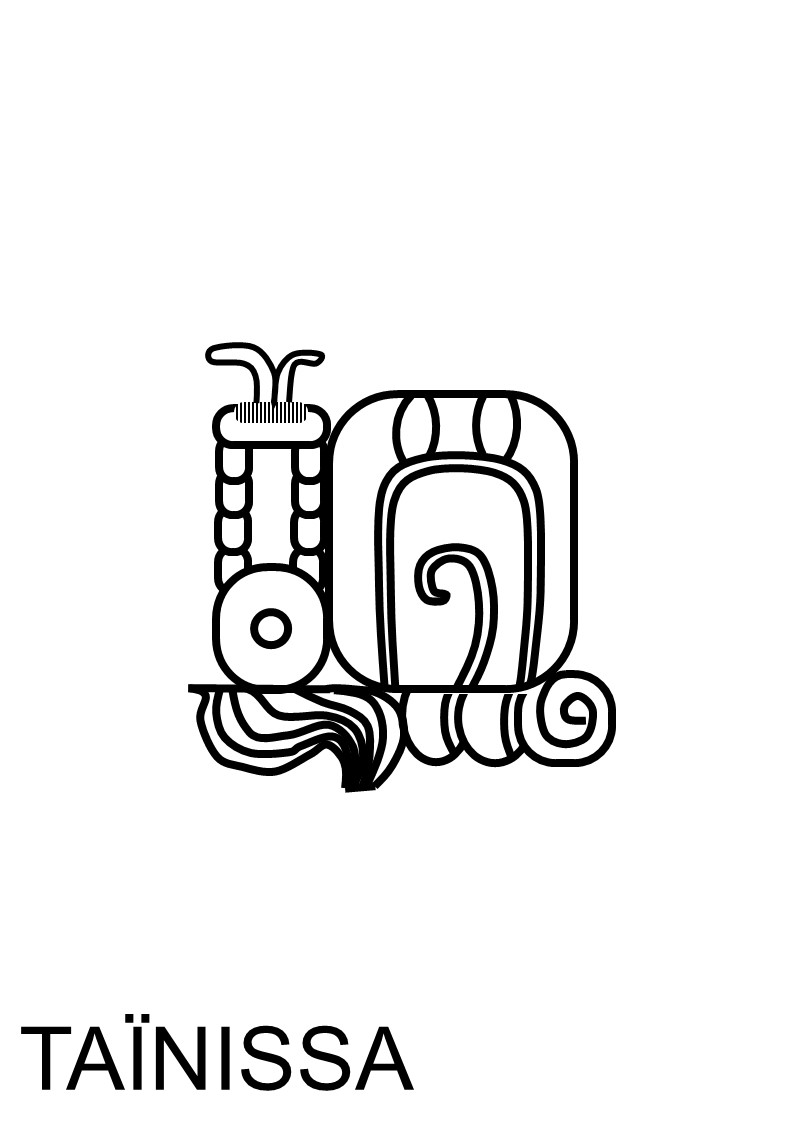
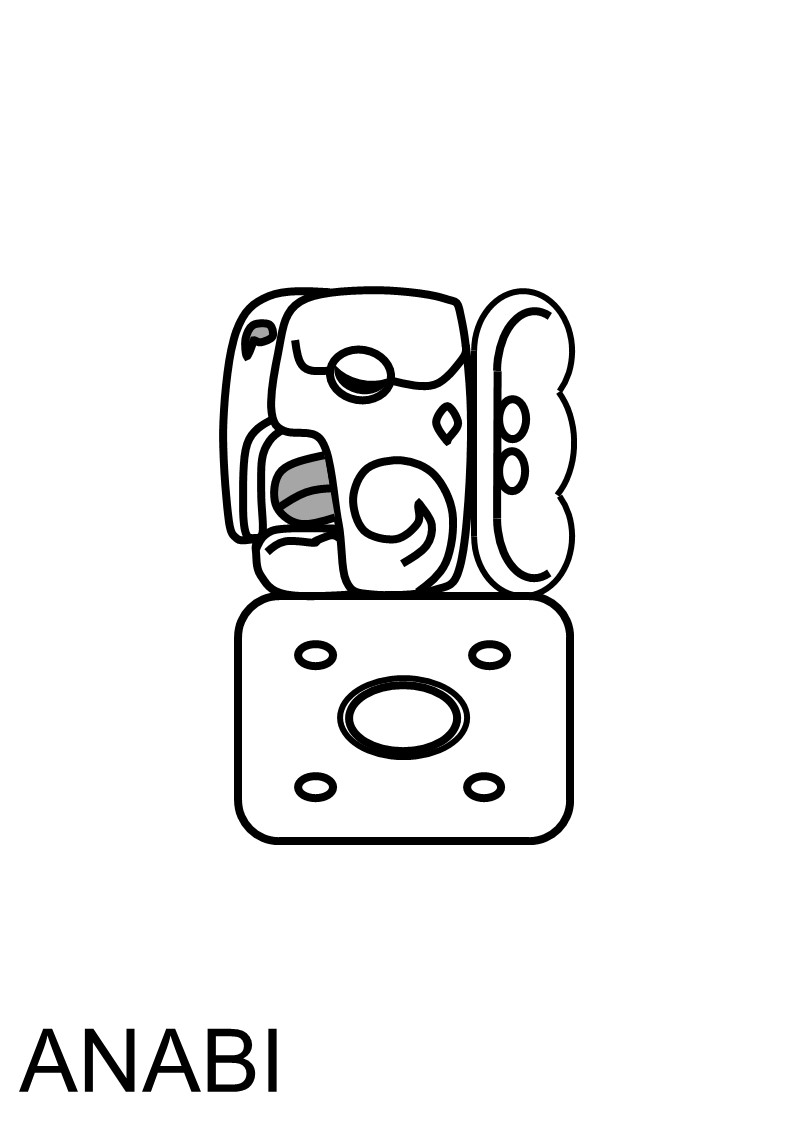
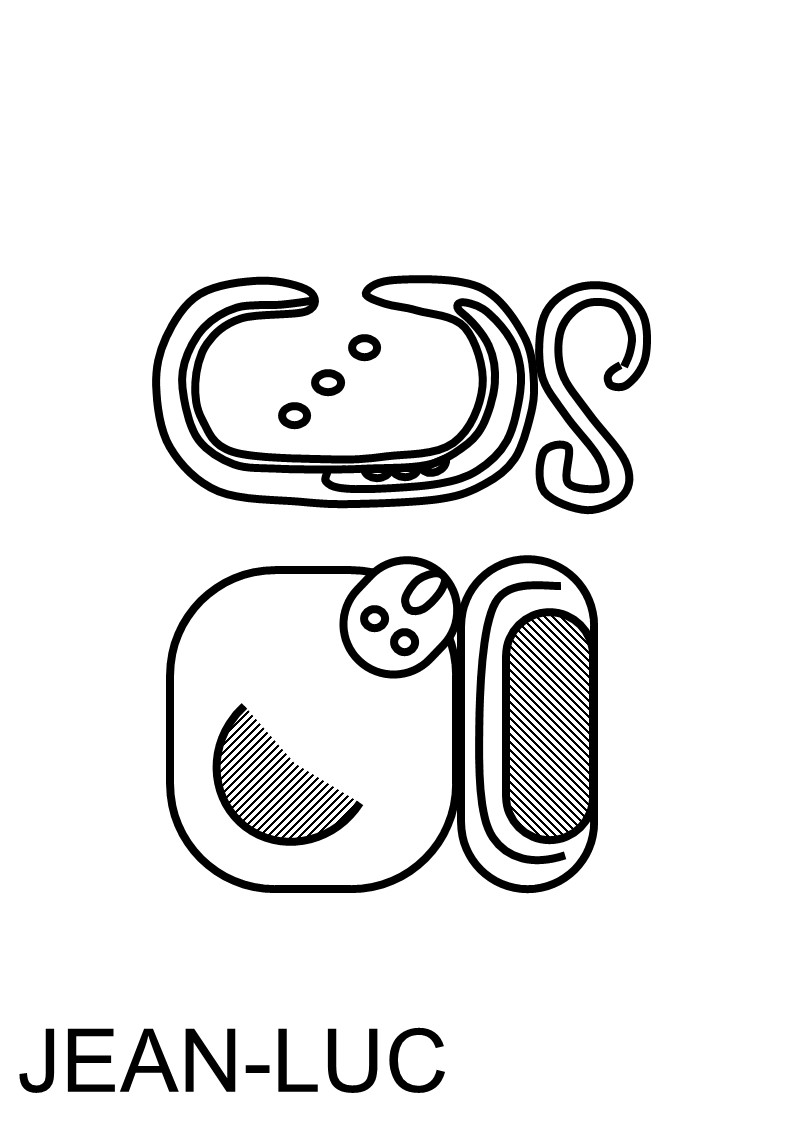
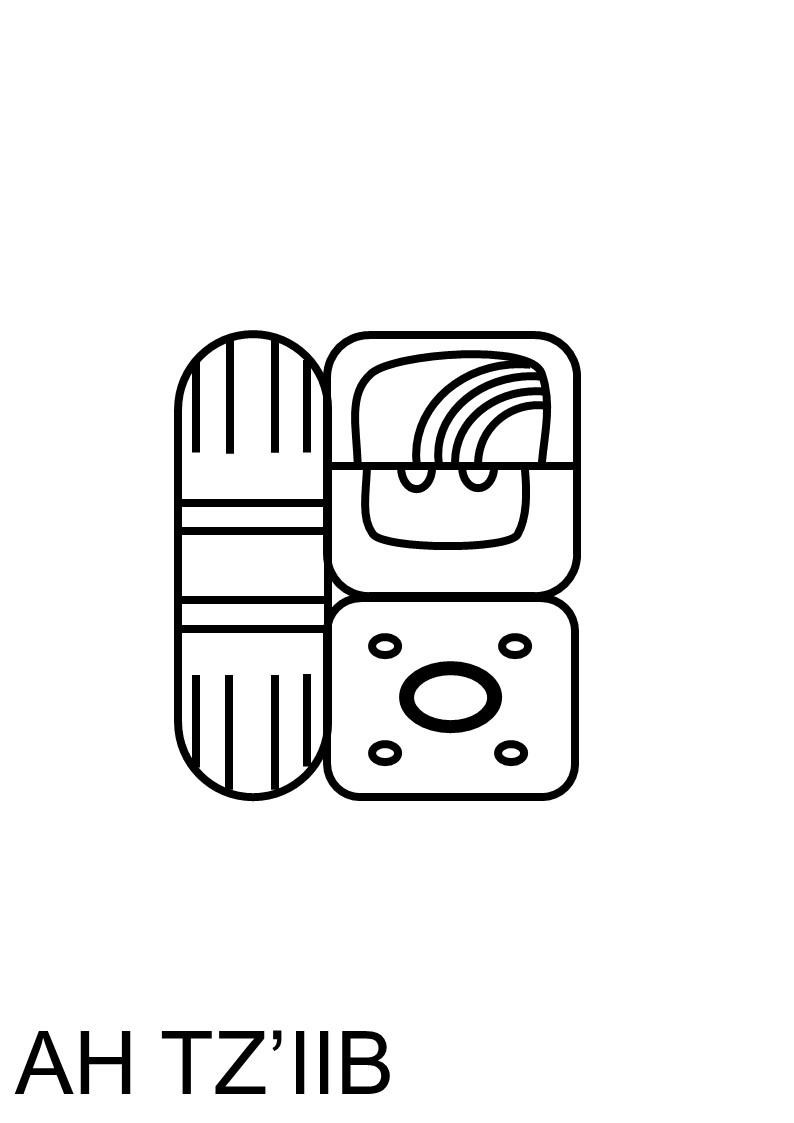

## Transcription de l'écriture maya en alphabet latin
Les épigraphistes emploient un certain nombre de conventions pour transcrire les glyphes mayas.
- Les glyphes sont transcrits en caractères gras, chaque glyphe étant séparé de ses voisins par un trait d'union.
- Les logogrammes s'écrivent en capitales.
- Les syllabogrammes s'écrivent en minuscules.
- Les voyelles entre parenthèses ne sont pas prononcées.

Selon la fantaisie des scribes qui combinent logogrammes et syllabogrammes, un même mot peut donc se transcrire de différentes manières. On peut aussi citer l'exemple du mot « pakal » (bouclier) : PAKAL (= un logogramme) ; pa-ka-l(a) (= trois syllabogrammes) ou encore PAKAL-l(a) (= un logogramme + un syllabogramme qui sert de complément phonétique).

## Supports
Les Mayas de l'Époque classique et de l'Époque postclassique ont utilisé des matériaux extrêmement variés comme support pour leurs textes ou inscriptions, qui ont plus ou moins bien résisté aux ravages du temps ou à la fureur destructrice des hommes :
- pierre : le calcaire est la pierre la plus fréquemment employée. Facile à travailler à l'extraction, il se durcit ensuite. À Calakmul, le calcaire employé était de mauvaise qualité, et les inscriptions, victimes de l'érosion, sont devenues pratiquement illisibles.
- stuc
- céramique : généralement des vases dont le texte nous renseigne sur l'artiste, le propriétaire du vase ou encore son contenu[27].

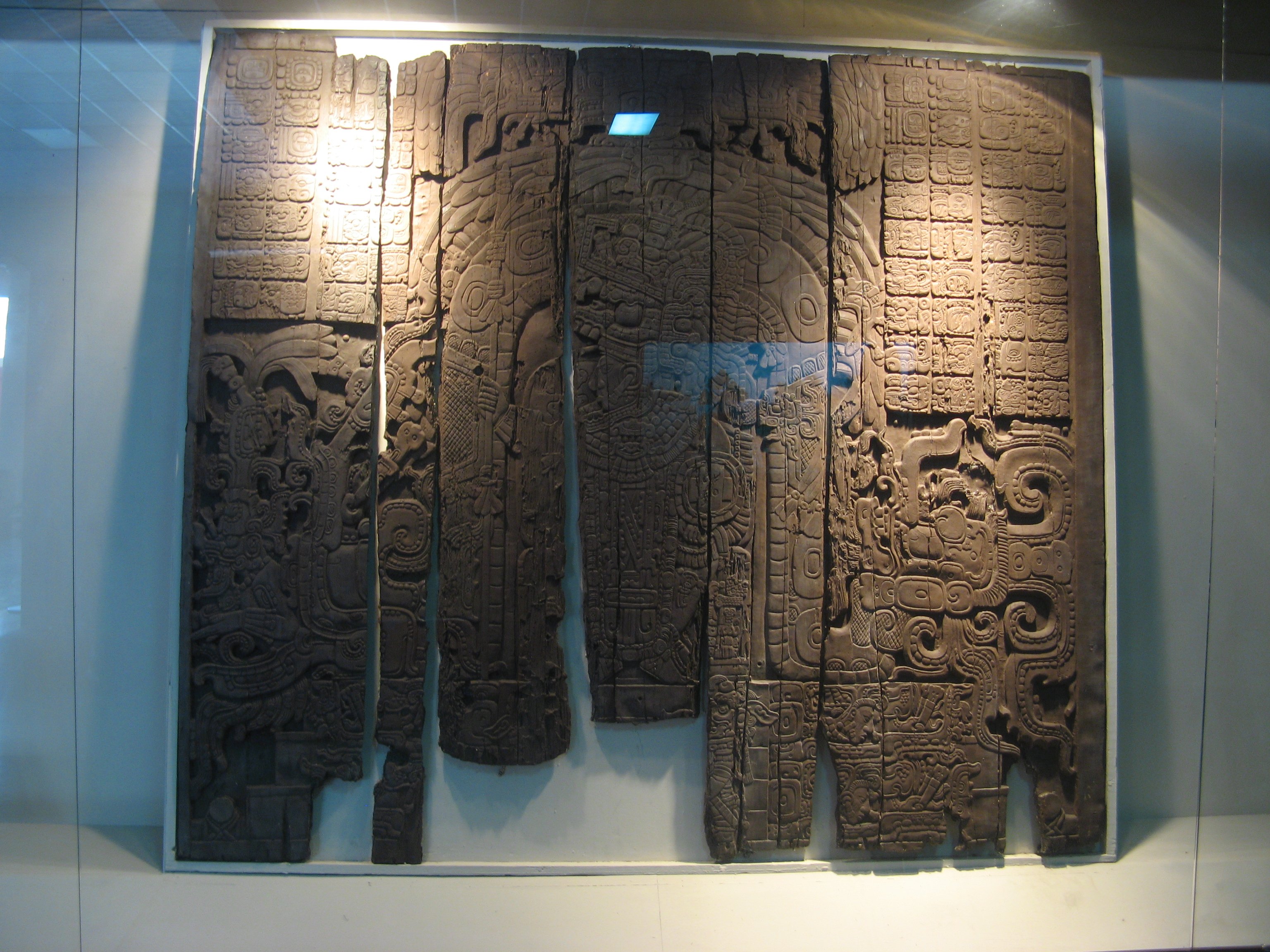
Linteau 3 du Temple IV de Tikal en bois de sapotillier.

- bois : ce matériau étant extrêmement périssable, il n'en reste que de rarissimes exemplaires, en bois de sapotillier, dont les plus connus sont des linteaux provenant de Tikal.
- parois des grottes : les fouilles ont livré des spécimens d'inscriptions, peintes ou gravées, dans 25 grottes du Yucatán[28]. La plus connue est celle de Naj Tunich.
- papier : les glyphes étaient peints sur des feuilles de papier « amatl » larges d'une vingtaine de centimètres et longues de plusieurs mètres. Le manuscrit était replié en accordéon, chaque pli déterminant une « page » large d'environ 15 centimètres et écrite des deux côtés. Les codex de l'Époque classique ont tous succombé, victimes du climat chaud et humide. Quatre codex de l'Époque postclassique seulement ont été conservés après l'autodafé ordonné par Diego de Landa le 12 juillet 1562 : le codex de Dresde, le codex de Madrid, le codex de Paris et le codex Grolier.

## Renaissance de l'écriture maya

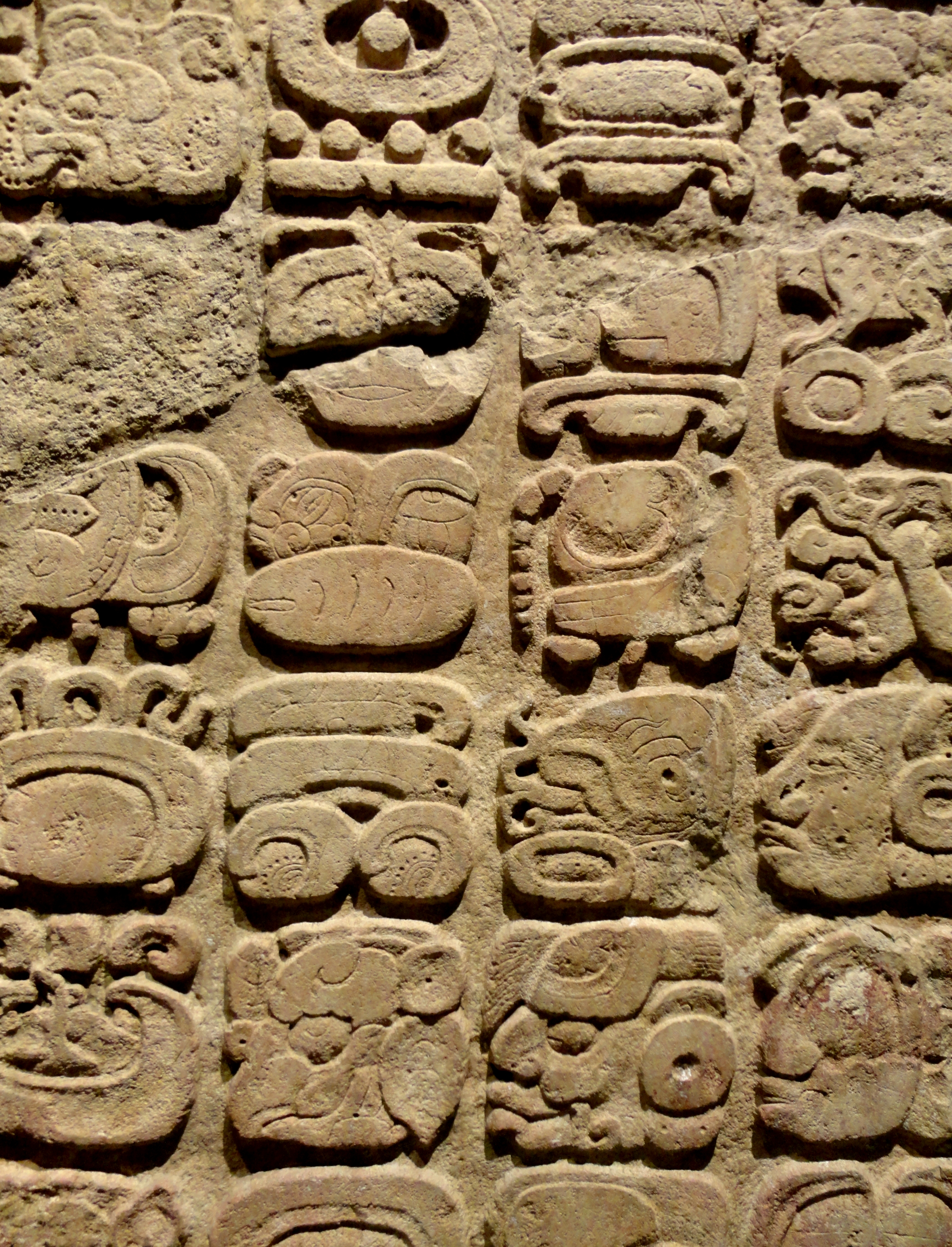
Glyphes mayas en stuc, Musée national d'anthropologie de Mexico.

L'usage de l'écriture hiéroglyphique avait totalement disparu parmi les locuteurs de langues mayas. En 1987, lors d'une excursion à Copan, à laquelle participait un groupe de Mayas, l'un d'entre eux, Martin Chakach, directeur du Proyecto Linguístico Francis Marroquin (PLFM), demanda à Linda Schele, une des épigraphistes les plus en vue de l'époque, de les initier à l'écriture de leurs ancêtres. Linda Schele accepta d'organiser à Antigua au Guatemala, conjointement avec deux autres spécialistes, Kathryn Josserand et Nicolas Hopkins, un atelier d'introduction aux glyphes mayas à l'usage d'un groupe d'étudiants représentant différents groupes linguistiques mayas (Kaqchikel, Mam, Q'eqchi, Tz'utujil, Ixil, Popti' et Chorti') et plusieurs organisations (PLFM, PRONEBI, IGED, CIRMA et ILV). Ce premier atelier remporta un franc succès et l'expérience fut renouvelée avec l'aide d'autres spécialistes, tels que Nikolai Grube et Simon Martin. D'autres ateliers furent organisés à Valladolid (Yucatán). 
Lors d'une interview peu avant son décès en 1998, Linda Schele exprima sa satisfaction de voir les Mayas se réapproprier cette écriture, avec la réserve que, contrairement à l'hébreu, l'écriture maya ne redeviendrait sans doute pas un système d'écriture moderne à part entière. Dans l'interview, elle cite quelques réalisations pratiques, telles que des cartes de vœux ou encore des livres dont la date de publication était en compte long. Au-delà de telles réalisations, elle espère que l'épigraphie constituera pour les différents groupes mayas un des outils leur permettant de reprendre le contrôle de leur « souveraineté intellectuelle ».

### Filmographie
- Le code maya enfin déchiffré, Arte TV, YouTube, 2008.

### Jeu
- Gauthier Wendling, Escape Book - Le Secret des Mayas, 404 Editions, 2019. Dans ce livre-jeu, le lecteur devra déchiffrer petit à petit le système d'écriture maya pour s'échapper d'une pyramide. Le livre s'inspire explicitement du documentaire Le code maya enfin déchiffré (Arte, 2008).